# Stockholms stadshus
Stockholms stadshus är beläget på den gamla eldkvarnstomten vid Hantverkargatan 1 på Kungsholmen i Stockholms innerstad. Stockholms stadsfullmäktige beslöt 1908 att låta uppföra ett kommunalhus med festvåning på tomten mot Mälaren, sedan ett tidigare förslag om ett nytt rådhus med rådhusrätt inte blivit av. Arkitekt Ragnar Östberg fick uppdraget att rita den påkostade byggnaden. Det krävdes 15 år att fullborda byggnadsverket, som invigdes midsommaraftonen den 23 juni 1923, som räknades som fyrasekelsminnet av Gustav Vasas intåg i Stockholm, en årsdag som i själva verket inföll den 4 juli 1923.
Ragnar Östberg lär ha inspirerats av Dogepalatsets volym och arkader mot vattnet samt Markuskyrkans kampanil, båda belägna i Venedig. Stadshusets yttre och inre bär även influenser av bland annat italiensk renässans, nordisk gotik och islamisk konst, som Östberg förenade till en alldeles egen stil, där även det specialtillverkade, mörkröda murteglet spelade en viktig roll. Drygt en miljon handslagna och knappt sju miljoner maskinslagna tegelstenar användes för att färdigställa arkitektens skapelse. Stadshusbygget har kallats "den sista 'riktiga' byggnadshyttan i Sverige" och räknas som ett av landets främsta byggnadsverk i den nationalromantiska stilen. Med sitt 106 meter höga torn är det även ett känt landmärke i Stockholm.
Bland dess mest kända salar märks Blå hallen, Gyllene salen och Prinsens galleri. För den konstnärliga utsmyckningen engagerades en lång rad konstnärer och formgivare, bland dem bröderna Aron och Gustaf Sandberg, Carl Eldh, Christian Eriksson, prins Eugén, Axel Törneman, Einar Forseth, Axel Wallert och Carl Malmsten. Stockholms stadshus blev Östbergs mästerverk och efter invigningen mottogs byggnaden med ovationer av allmänheten och Östbergs arkitektkollegor, men det förekom även kritik att husets arkitektur var omodern.
Stockholms stadshus är säte för Stockholms kommuns förvaltning och ledning; det är här Stockholms kommunfullmäktige sammanträder och borgarråden arbetar. Stockholms stadshus har blivit känt bland annat genom dess användning som inramning för de årligen återkommande Nobelfestligheterna.

## Rådhusförslaget

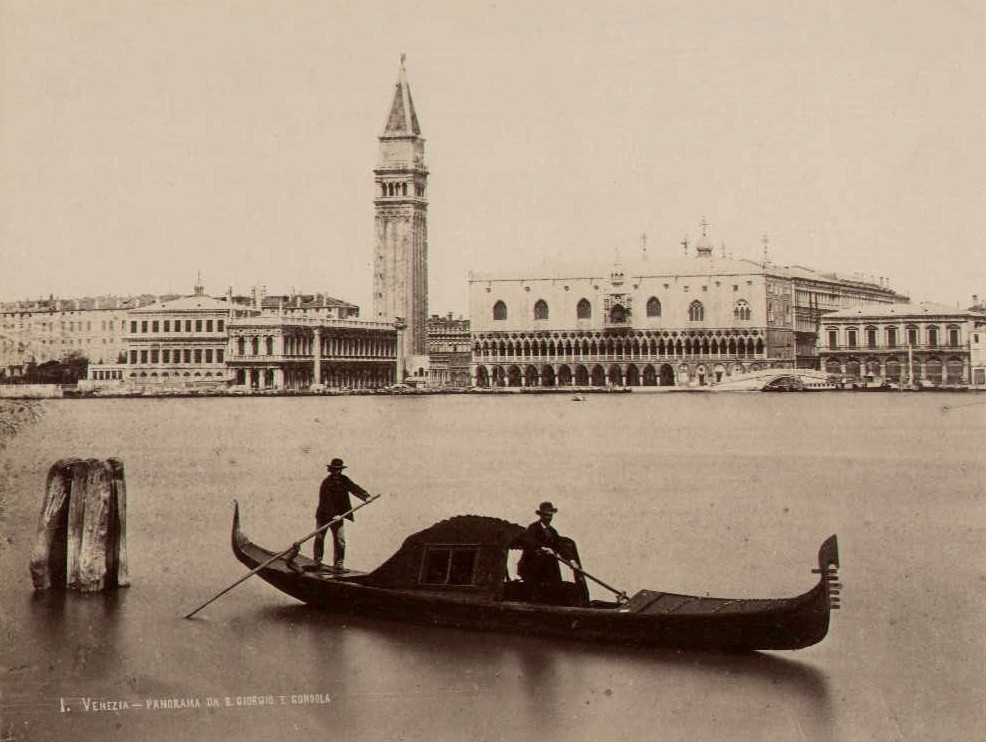
Dogepalatset och Markuskyrkans kampanil i Venedig under 1800-talet.

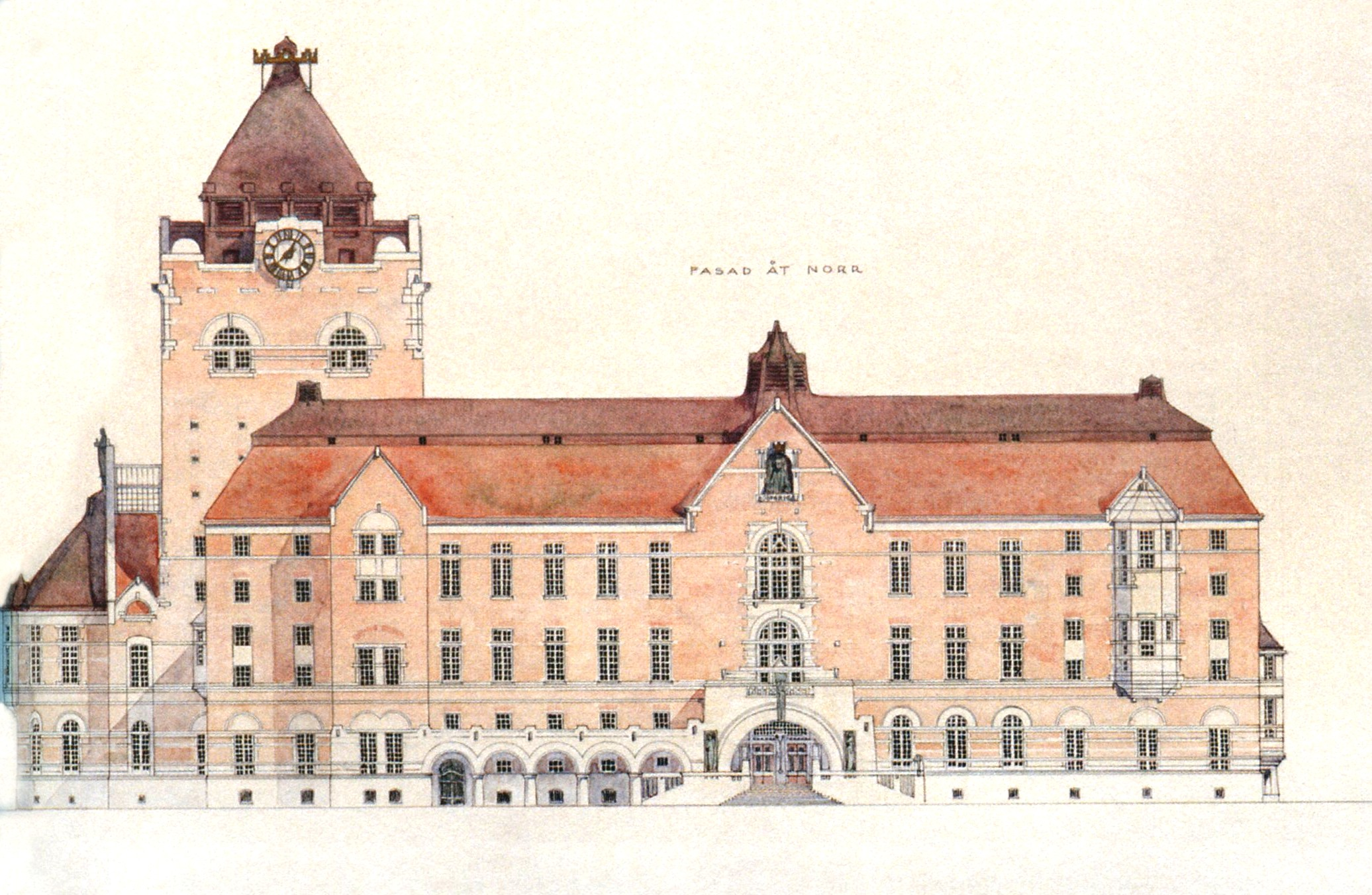
Westmans rådhusförslag Hörn från 1904.

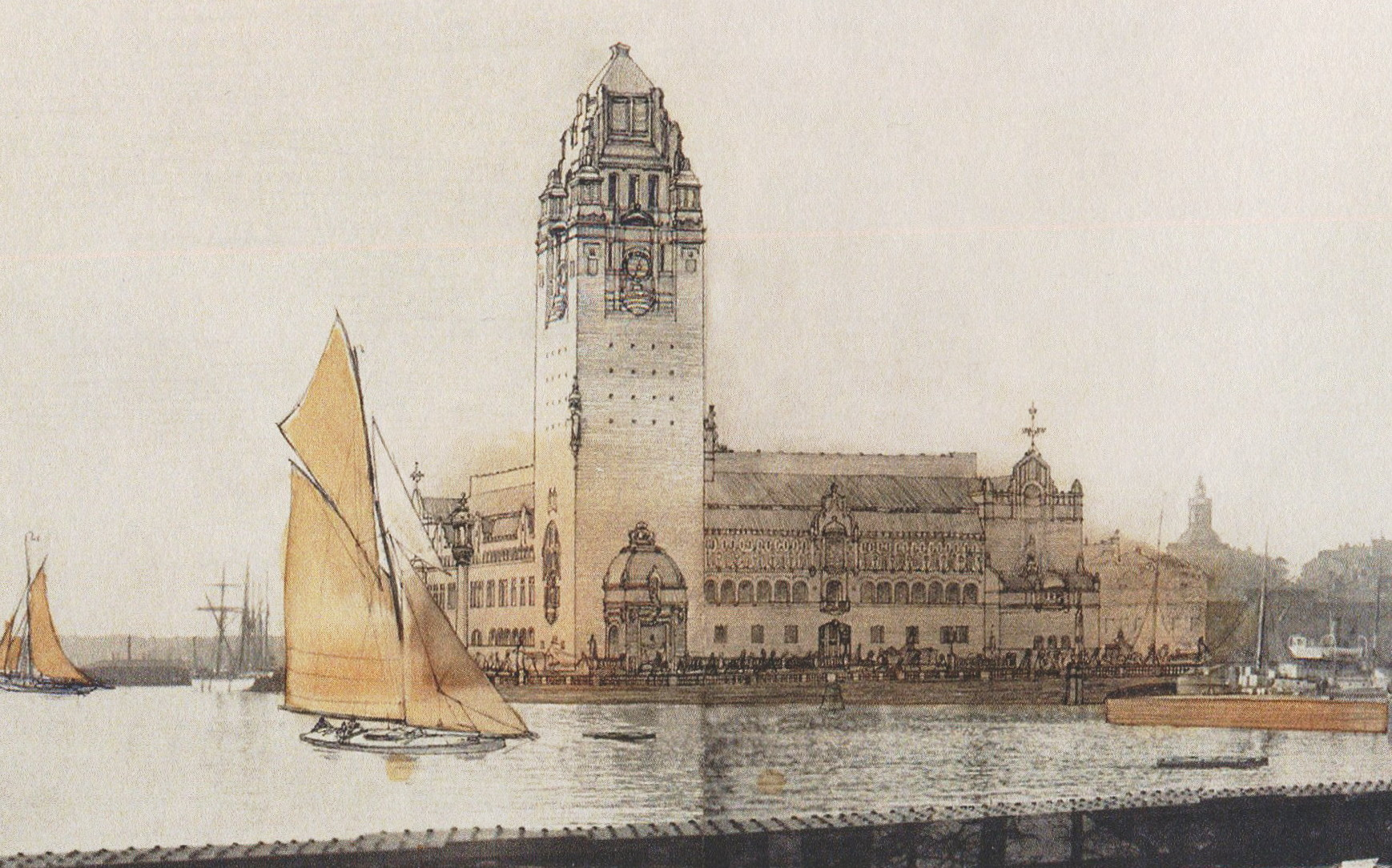
Östbergs rådhusförslag Mälardrott från 1904.

Kring sekelskiftet 1900 fördes diskussioner dels om att uppföra en förvaltningsbyggnad och festlokal för stadens förvaltning, dels om ett nytt rådhus för rådhusrätten, och man önskade bygga ett gemensamt hus för båda funktionerna. Stadsfullmäktige beslöt att en rådhusbyggnadskommitté skulle tillsättas för att finna en lämplig plats och låta upprätta ritningar. Bland placeringsalternativen fanns Hötorget på Norrmalm och kvarteret Mars och Vulkanus i Gamla stan. 1902 beslöt stadsfullmäktige att förvärva kvarteret Eldkvarn på Kungsholmen för att där låta bygga ett rådhus.
I december 1903 utlystes en arkitekttävling för svenska arkitekter. Till deltagarna hörde bland annat Ragnar Östberg, Carl Westman, Ivar Tengbom, Ernst Torulf och Carl Bergsten. Tävlingen hölls i två steg, där de sex bästa förslagen skulle gå vidare till en andra pristävling. Två tävlingsbidrag kom att ställas mot varann, nämligen Ragnar Östbergs Mälardrott och Carl Westmans Hörn. Medan Östbergs Mälardrott hade fasader i granit var Westmans Hörn tänkt i murtegel. När Östberg presenterade sitt förslag Mälardrott såg samtiden likheter med Dogepalatset (Palazzo Ducale) och Markuskyrkans kampanil i Venedig. Speciellt byggnadens läge och arkaderna vid vattnet var något nytt och ovanligt i Stockholm. Det är sannolikt att Östberg fick inspiration av Dogepalatset som han besökte första gången på sin stipendieresa 1897 och senare 1909 och 1913.
År 1906 beslöt stadsfullmäktige att ett rådhus huvudsakligen överensstämmande med Östbergs ritningar, skulle byggas på Eldkvarnstomten. Men snart uppkom tvivel angående rådhusidén och oklarheter vad beträffar innehållet i Östbergs kontrakt. I oktober 1907 upphörde allt planeringsarbete med rådhusförslaget på Östbergs arkitektkontor, eftersom en motion med bland annat Knut Wallenberg i spetsen krävde upphävande av rådhusbygget på Eldkvarnstomten.
Knut Wallenberg, med stöd av 40 stadsfullmäktige menade att ett renodlat rådhus skulle byggas i kvarteret Fruktkorgen vid Scheelegatan på Kungsholmen (där Stockholms rådhus finns idag) och att ett kommunalhus “med monumental karaktär“ istället skulle uppföras i kvarteret Eldkvarn. Avgörande för placeringen var troligen stadsingenjören Herman Ygberg. Rådhusbygget vid Scheelegatan prioriterades och som arkitekt valdes Carl Westman, medan Ragnar Östberg fick ta hand om kommunalhuset vid Mälaren. En av fördelarna med denna uppdelning var att rådhuset snabbare kunde färdigställas. En annan fördel var närheten till det nybyggda polishuset vilket innebar att man slapp forsla interner längre sträckor.

## Stadshuset, arkitektur och planering

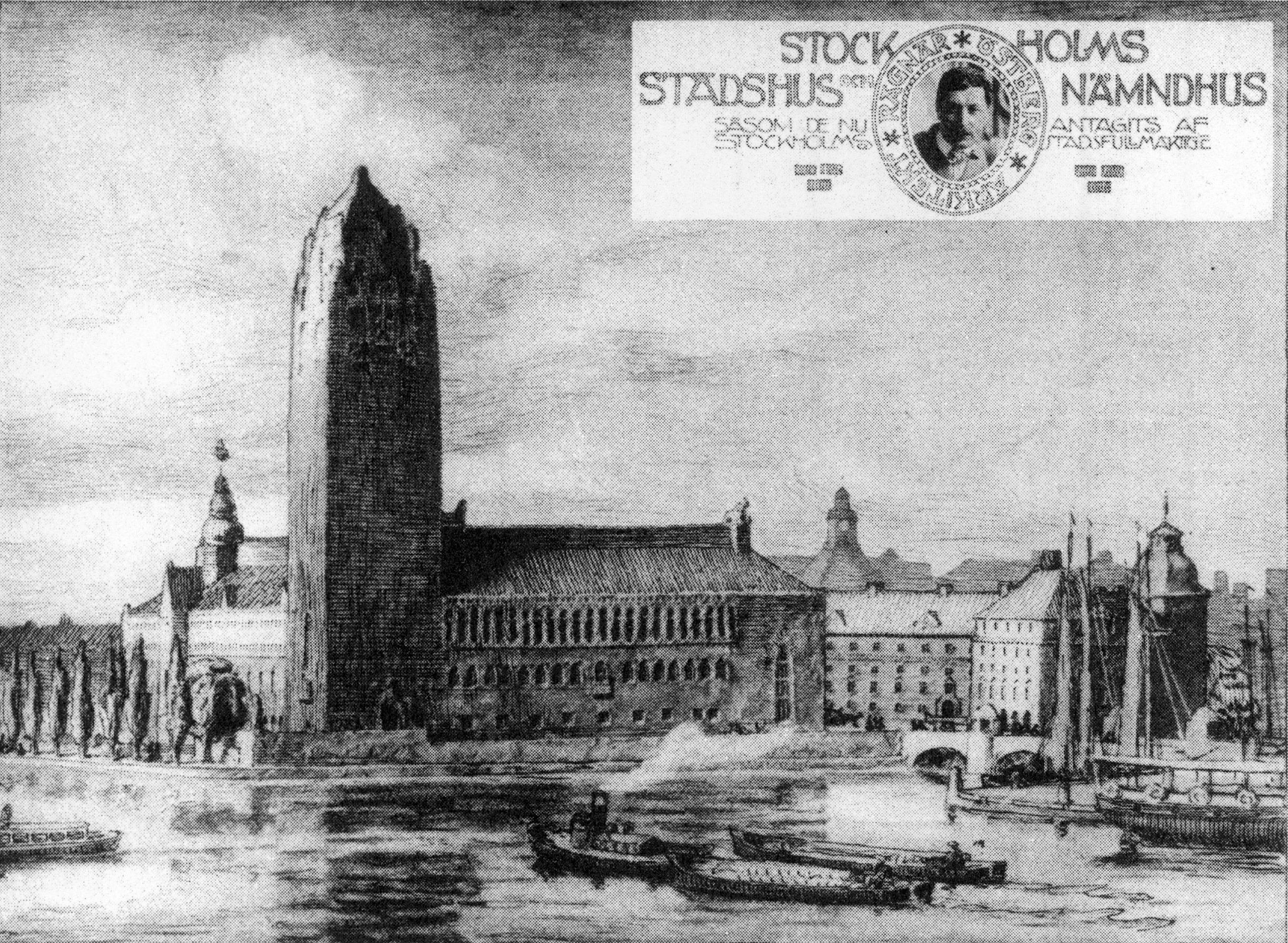
Östbergs förslagsskiss från 1911, antagen av stadsfullmäktige.

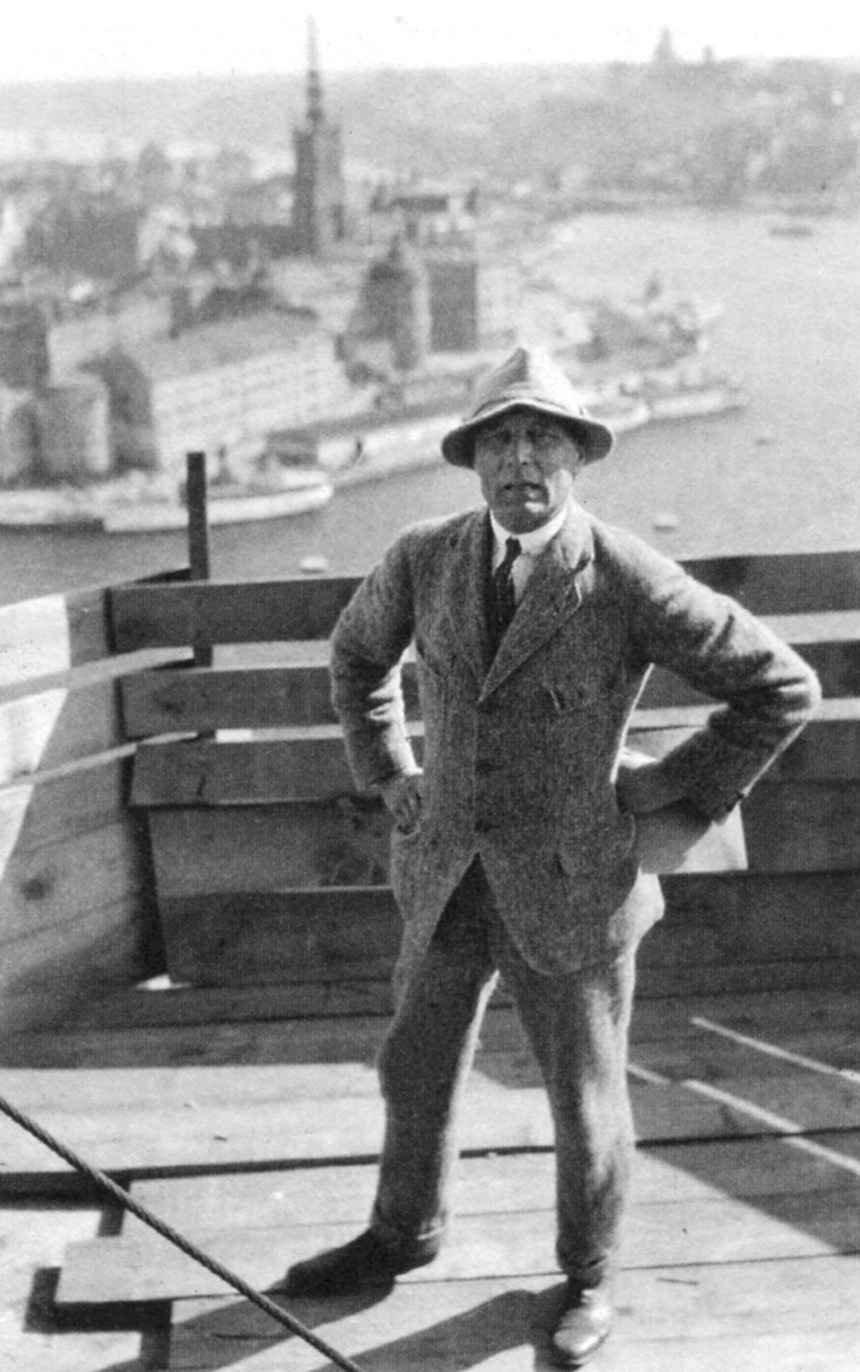
Östberg på tornet, i bakgrunden syns Riddarholmen, ca 1919.

Efter många turer och intensiva diskussioner kunde stadshusprojektet ta sin början. Husets arkitekt, Ragnar Östberg, arbetade med byggnaden på egen hand från och med 1890-talets slut. Efter alla tävlingar, ändringar och nya ritningsförslag, som till en början gällde ett nytt rådhus, var han väl insatt i byggnadens komplexitet. Samtidigt var han oroad över att rådhusbygget prioriterades och befarade att stadshusprojektet kunde komma i skymundan. Till detta kom den ekonomiska nedgången i Sverige under vintern 1907–1908 med arbetslöshet och storstrejk som följd.
Som inledningsvis nämndes är Östbergs byggnadsverk påverkat av Dogepalatset och dess läge vid vattnet, men där slutar likheten. Stadshusets yttre och inre bär influenser av bland annat nordisk gotik, bysantinsk och islamisk konst, som Östberg sammanvävde till sin alldeles egen stil. Ytterligare ett grepp som kom till användning var kopplingen till Stockholms historia genom en lång rad av symboliska byggnadsdetaljer och utsmyckningar. Om de italienska rådhusen skrev Östberg: “… med hvilka man har liksom hela stadens lif klart för sig…” Resultatet blev ett av svenska nationalromantikens mästerverk.
Östberg och hans medarbetare, bland dem arkitekten Elis Benckert, studerade även jämförbara stadshusbyggen i andra europeiska städer som i Köpenhamn (Köpenhamns rådhus) och Altes Stadthaus i Berlin. Redan i tidiga ritningsförslag domineras anläggningen av ett kraftigt hörntorn, till en början i tung jugendstil. Stadshusets längor grupperar sig kring två gårdar. Den östra är öppen och kallas Borgargården, den västra är en övertäckt festhall som benämns Blå hallen.
År 1913 presenterade Östberg de första helt genomarbetade ritningarna i skala 1:200 för stadshusets gestaltning. Dessförinnan rörde det sig huvudsakligen om idéskisser och detaljstudier. De olika delarna i byggnaden kallades ”Östra längan” (mot nuvarande Stadshusbron), och innehåller bland annat Rådssalen. I ”Västpartiet” (mot nuvarande Ragnar Östbergs plan) och som sträcker sig in ”Norra längan” (mot Hantverkargatan), placerade han kontor och tjänsterum för stadens förvaltning. Här låg ursprungligen ämbetsrum för Byggnadsnämnden med egen trappa, korridor och vänthall (”Byggnadsnämndens trappa”, ”Byggnadsnämndens korridor”, ”Byggnadsnämndens vänthall”). Idag är de uppkallade efter Drätselnämnden som hade sina lokaler här. I ”Södra längan” (mot Riddarfjärden) ligger Salen Tre kronor och Prinsens galleri. Slutligen märks den så kallade Mittbyggnaden eller Mittpartiet med Gyllene salen, som ligger mellan Borgargården och Blå hallen. Det skulle även finnas en krog i byggnaden; det blev Stadshuskällaren (ursprungligt namn: Bellmanskällaren) som Östberg placerade på undre botten i Östra längan, i hörnet mot dagens Stadshusbron.

### Teglet

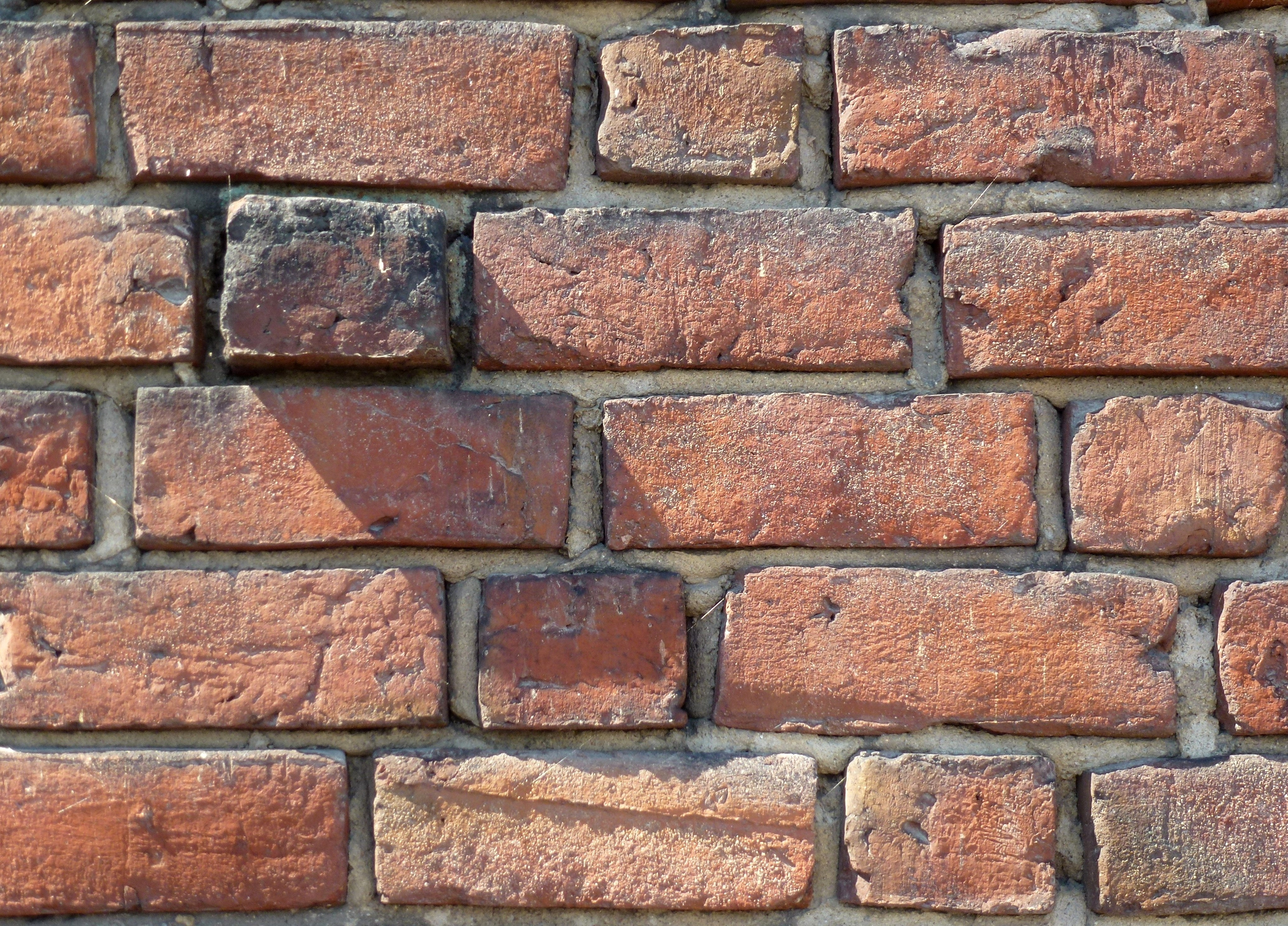
Tegelmurningen med utskjutande koppsten på tornets östra sida.

Stockholms stadshus fasader består av mörkrött, blåskimrande och hårdbränt murtegel som är kännetecknande för byggnaden. Teglet var en hjärtesak för Östberg och innan teglet valdes studerade han och hans medarbetare allehanda byggnader i Sverige. Det av Östberg valda teglet har formatet 270 × 130 × 95 millimeter (längd gånger bredd gånger höjd) och är större än dagens standardformat (ett vanligt mått på en svensk tegelsten är 250 × 120 × 62 millimeter). Enligt Östberg var förebilden ett tegel som 1909 hittades vid utgrävningar utanför Stockholms slott och som antogs härstamma från det gamla Slottet Tre kronor. Genom att teglet är högre än normalt fick man färre horisontella fogar och på det sättet större stabilitet i väggen, samtidigt gav det en kraftigare visuell effekt. För att på stadshustornet ytterligare öka tegelmurens effekt lät Östberg vissa av koppstenarna skjuta ut utanför murlivet med några centimeter.
Teglet levererades från bland andra Lina tegelbruk och Bockholmssättras tegelbruk. Murningen utfördes sedan i medeltida munkförband för fasadens synliga delar medan ”bakmurningen” består av maskinslaget tegel. Murbruket var särskilt starkt och bestod av en blandning av finmalen masungsslagg och vanligt kalkbruk. En del horisontella fogar förstärktes dessutom med järnnät. För att prova hållfastheten gjorde Tekniska högskolans materialprovningsanstalt regelbundna tryckprov på tegel, murbruk och murverk.
Tegelleveranserna började i juni 1914 men fick avbrytas dels på grund av första världskrigets utbrott och dels på grund av dålig kvalitet och avvikande mått för de handslagna tegelstenarna. Så småningom övertog Aktiebolaget Mälardalens Tegelbruk kontraktet, där Lina tegelbruk ingick. Vid slutet av 1916 hade arbetena kommit så långt att taklagsfesten kunde firas. Men projektet var långt ifrån fullbordat och det pågick fram till 1923. Bidragande faktorer till den långa byggtiden var dels Östbergs ständiga ändringar men även första världskriget med försenade eller uteblivna tegelleveranser och stor materialbrist. Därtill kom flera strejker på byggplatsen, exempelvis strejkade cementarbetarna 1917 och snickarna 1919. Drygt en miljon handslagna och knappt sju miljoner maskinslagna tegelstenar användes för att färdigställa arkitektens skapelse.

### Konstruktioner och installationer
Grundläggningen till stadshuset blev ovanligt komplicerad eftersom marken bestod av ett elva meter djupt lerlager ovanpå fast berggrund. Uppdraget gick till byggföretaget Kreuger & Toll med Paul Toll som projekt- och byggledare, vilka omkring 1912 slutförde grundläggningen med omfattande pålning. Det 106 meter höga tornet bärs upp av åtta betongpelare à fem meter i diameter som står på berggrunden 11 meter under markplan, dessa arbeten utfördes sommaren 1913. Den övriga husgrunden vilar på armerade betongpålar med en sammanlagd längd om 20 000 meter. Henrik Kreüger, vid tillfället tillförordnad professor i väg- och vattenbyggnadsteknik vid Kungliga Tekniska högskolan, var chefskonstruktör för grundläggningen och stod för slutbesiktningen.
För uppvärmningen av Stadshusets alla rum och väldiga salar diskuterades till en början om vattenburen värme (centralvärme) eller direktverkande elektrisk värme skulle användas. Experiment visade dock att anläggningskostnader för elvärme skulle bli cirka 12 procent dyrare och därför installerades centralvärme utförd av AB Calor. Värmepannan eldades med ved och sköttes av sammanlagt sju personer. Pannskorstenen gömdes i norra trapphuset. Husets 12 hissar levererades av Graham Brothers. Personhissarna hade, efter särskilt tillstånd från överståthållaren, en hastighet som översteg den tillåtna i staden. Elektricitet för bland annat belysning med 3 000 glödlampor och husets hissar kom från Stockholms elektricitetsverk. Idag är Stockholms stadshus anslutet till både fjärrvärme och fjärrkyla.

### Historiska bilder från bygget

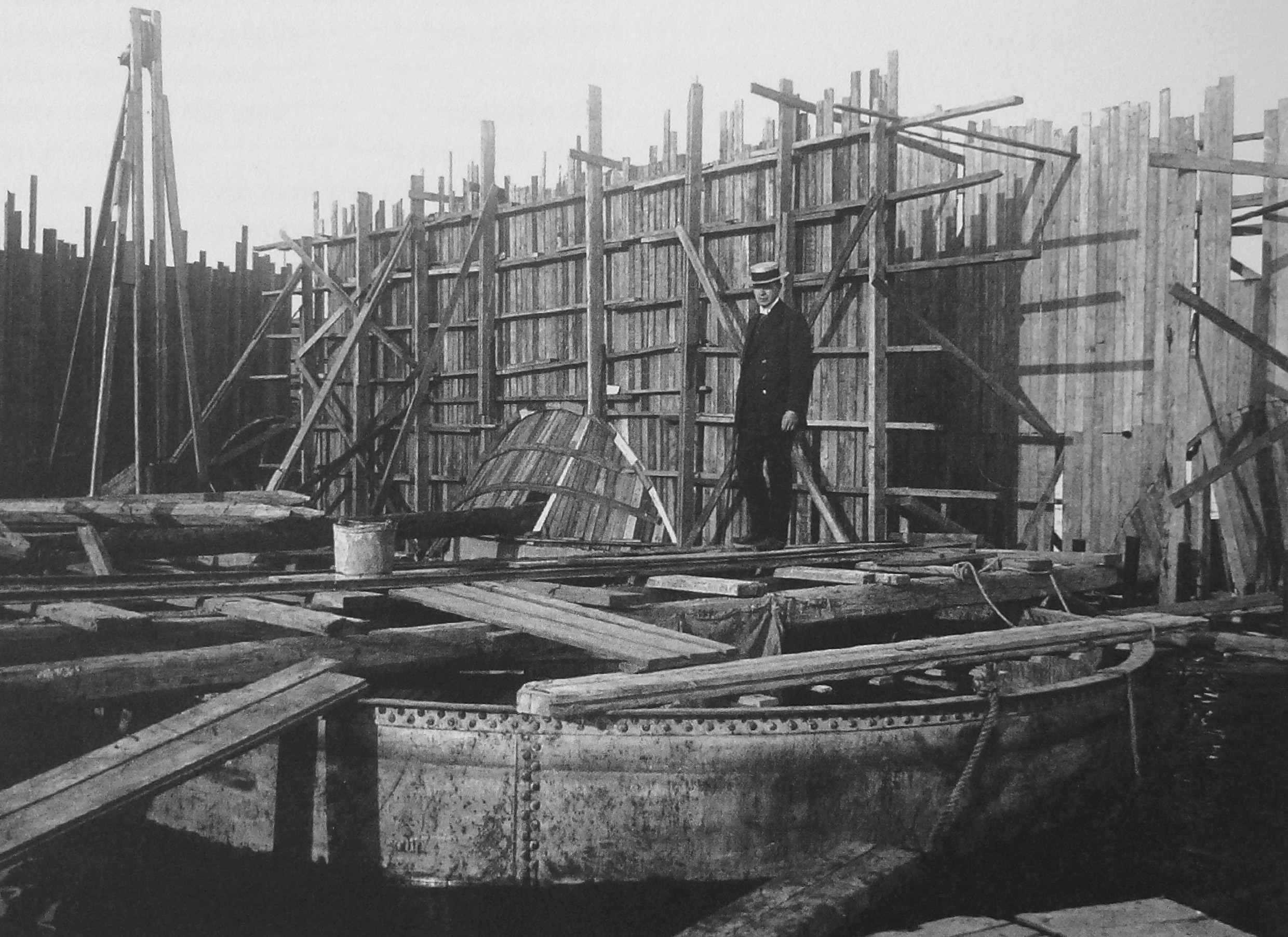
Grundläggning av tornet 1913
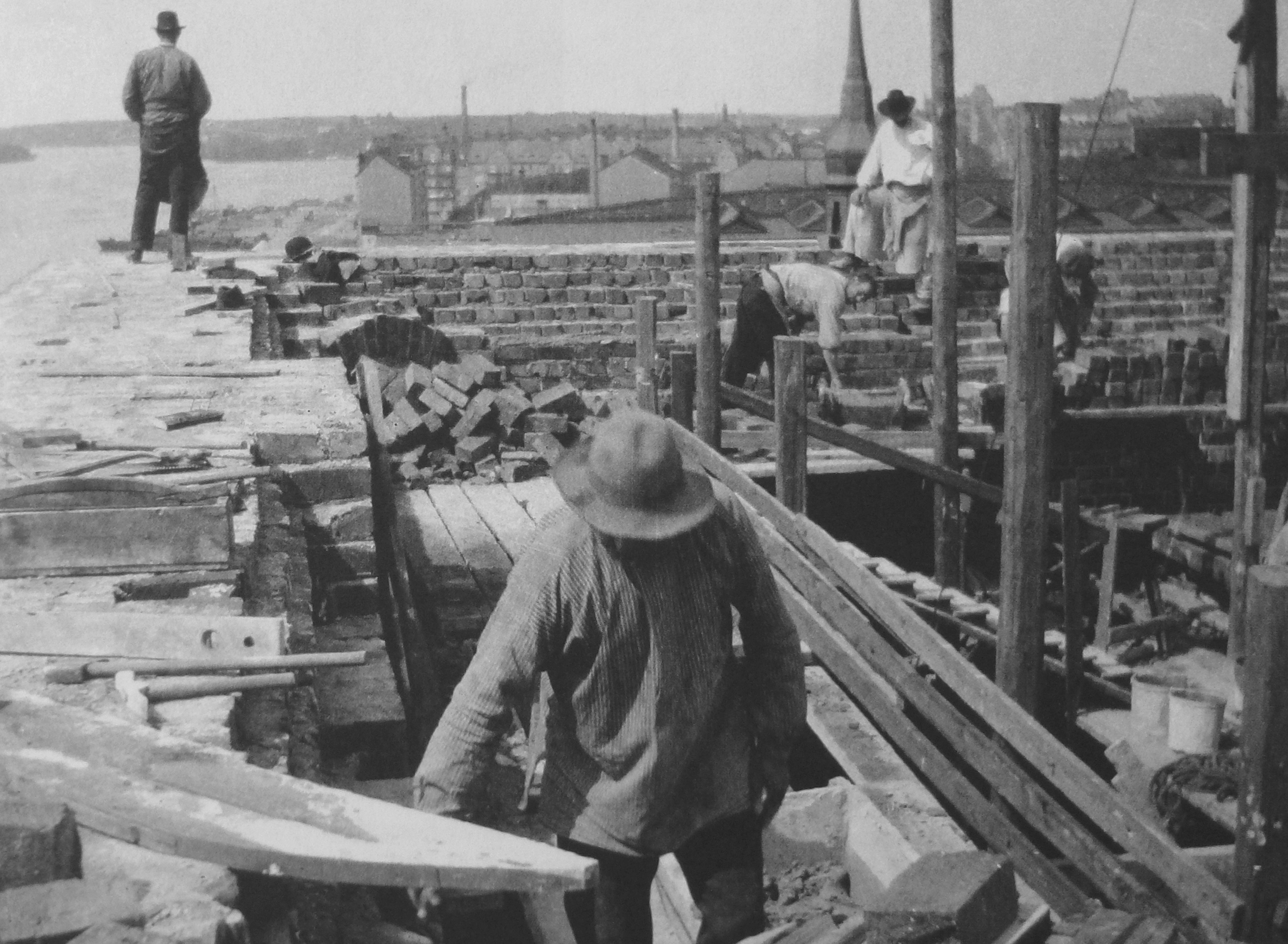
Murningsarbeten kring 1916
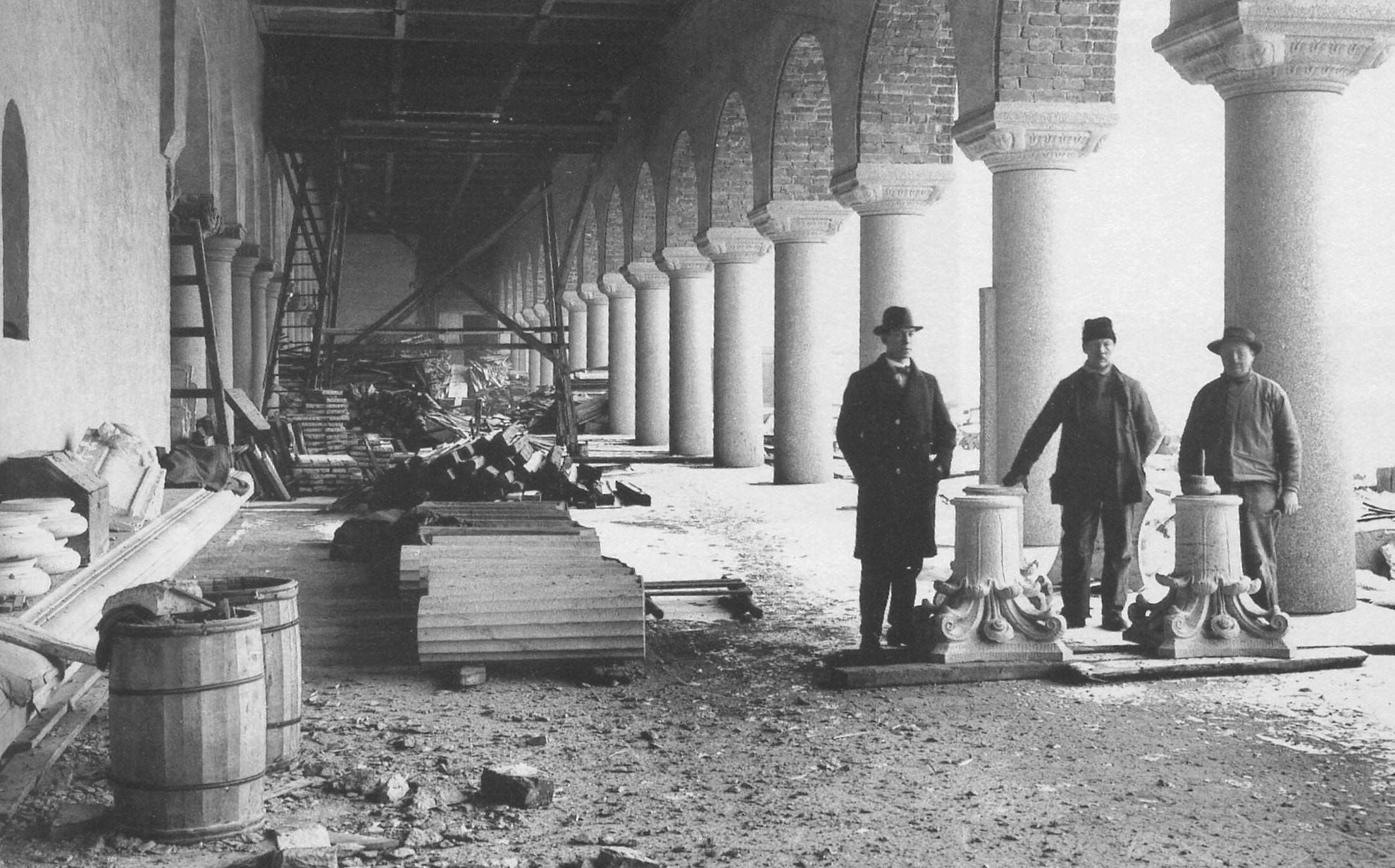
Arbeten i stadshusets arkadgång, 1916
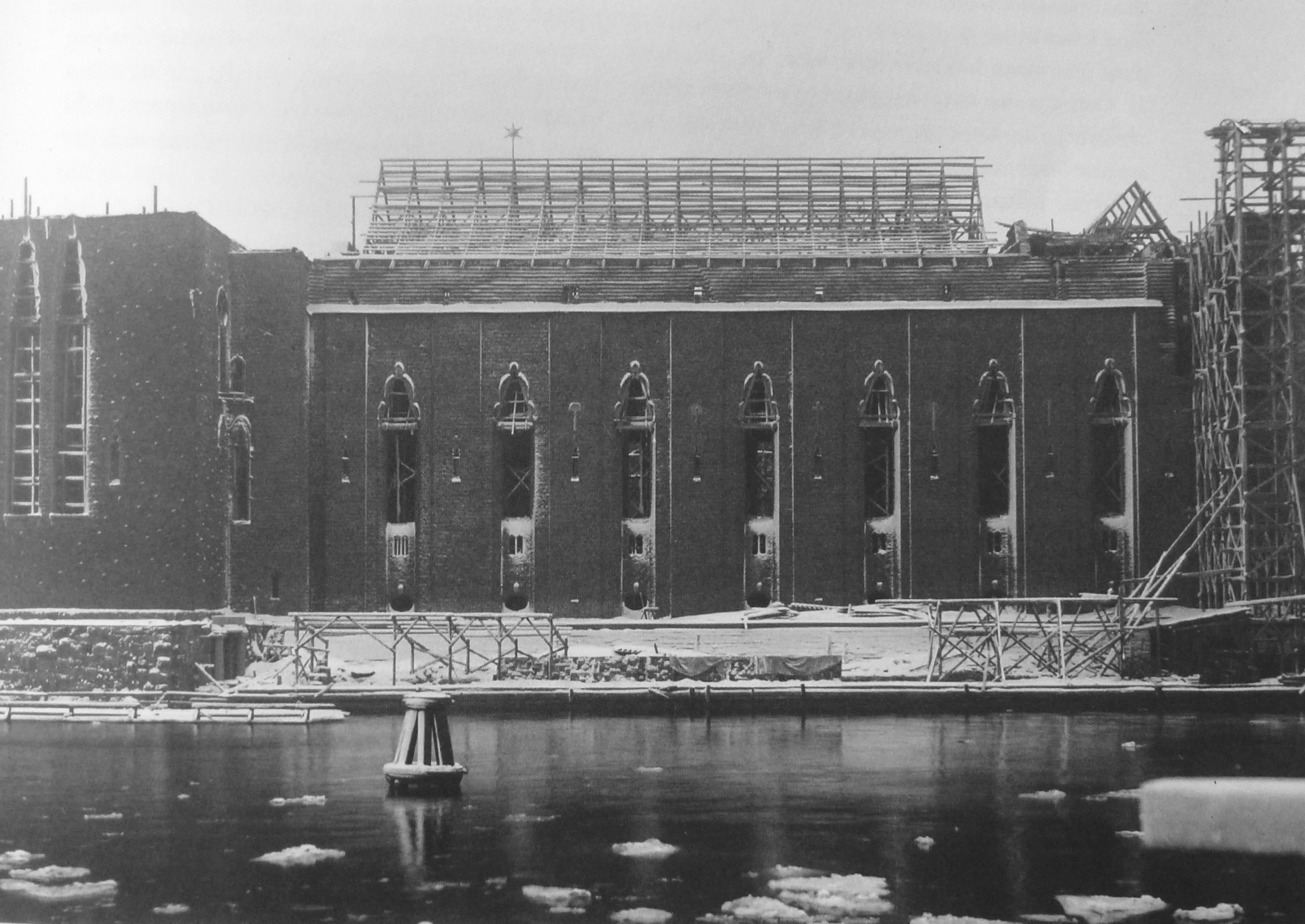
Arbeten med sydfasaden 1916
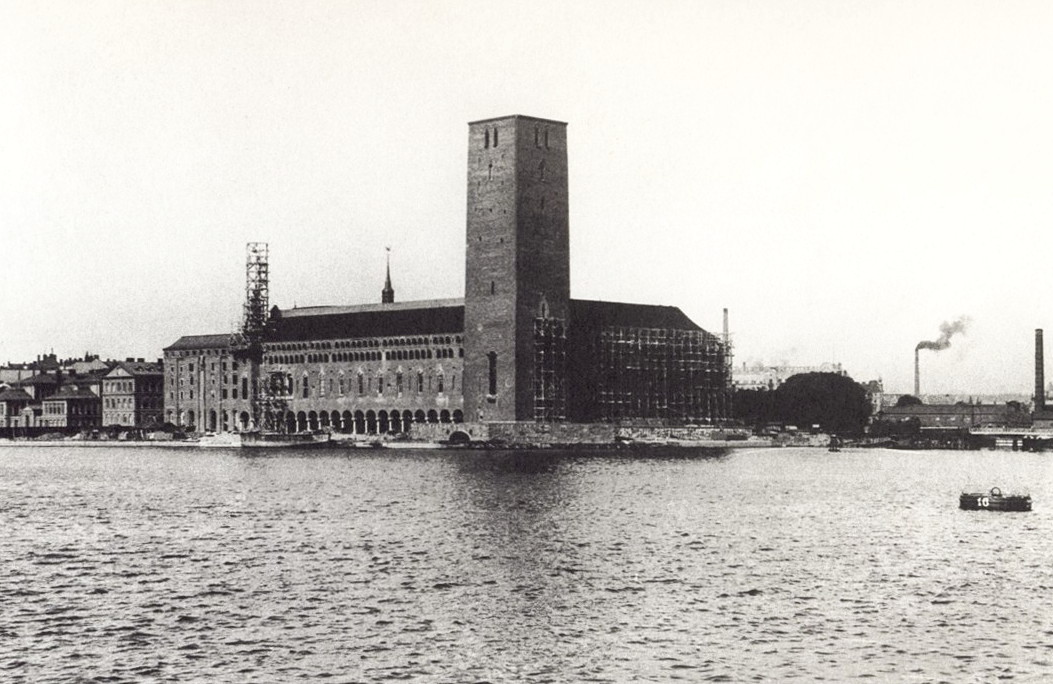
Stadshuset från Riddarholmen 1919
De tre kronorna är på plats men byggnadsställningarna är ännu inte nedplockade.

### Medarbetare

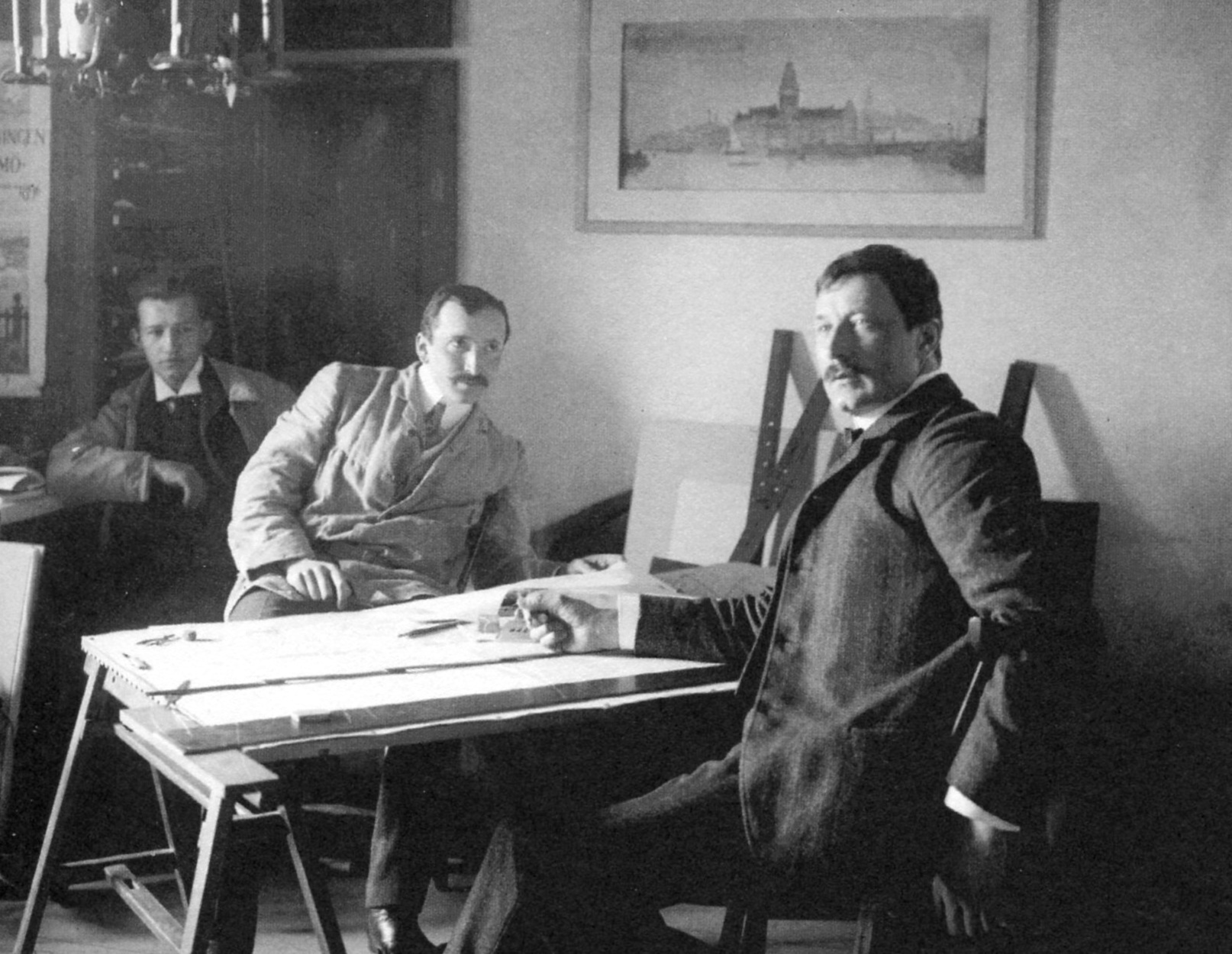
Östberg (till höger) och medarbetare Elis Benckert, ca 1905.

Även om Östberg höll i det övergripande ansvaret för stadshusbygget och utförde detaljerade skisser hade han en rad medarbetare som utformade och ritade delar av huset. I ett mycket tidigt skede anställde han arkitekten Elis Benckert, som dock tog sitt liv nyårsnatten 1912. Endast några få enskilda ritningar är signerade eller daterade vilket gör det näst intill omöjligt att i efterhand rekonstruera vem som ritade vad. Känt är att Birger Borgström arbetade med bland annat Rådssalen, Sven Markelius (som då fortfarande hette Sven Jonsson) ritade på Måntornet, David Dahl och Ernst Hawerman ritade delar av Blå hallen. Arkitekt Melchior Wernstedt ansvarade ensam för utformningen av Stadshuskällaren. Bland andra medarbetare märks Evert Milles (Carl Milles bror) och Ernst Spolén samt Georg Eliassen och Georg Jens Greve, båda från Norge. Mellan 1914 och 1920 var Olof Lundgren engagerad i projekteringen för Stockholms stadshus, där han bland annat ritade Blå Hallens marmorgolv, delar av De Hundrades valv och norra portalens portar.
Ritkontoret låg fram till 1916 i en av Eldkvarns byggnader vid Hantverkargatan 1, i direkt anslutning till arbetsplatsen, vilket underlättade kommunikationen mellan arkitekt och huvudentreprenören byggmästaren Frithiof Dahl. Därefter fanns Östbergs kontor i stadshusbyggnaden. Det omfattande ritningsmaterialet som finns bevarat från Stadshusets långa byggtid vittnar om ett gestaltningsarbete där många olika lösningar studerades ingående och de flesta inte kom till utförande. Inte sällan hände det att ett förslag som Östberg lovordade ena dagen förkastades dagen därpå.
Ragnar Östberg anställde Oskar Asker från Askersby i Värmland som byggledare när grundläggningen hade slutförts och det egentliga husbygget ovan markplan skulle påbörjas. Oskar Askers byst återfinns i dag i en av borgarrådens korridorer.

### Konstnärer
För den konstnärliga utsmyckningen med talrika skulpturer och reliefer stod bland andra bröderna Aron och Gustaf Sandberg samt Carl Eldh, Christian Eriksson, J.A.G. Acke och Ansgar Almquist. Vägg- respektive takmålningar utfördes av prins Eugén, Axel Törneman, Axel Wallert och Filip Månsson. Guldmosaiken i Gyllene salen är skapad av den tyska mosaikfirman Puhl & Wagner i Berlin efter skisser av Einar Forseth och en idé av Ragnar Östberg. För möbelformgivningen stod Carl Malmsten, Sidney Gibson och Ernst Spolén, även Ragnar Östberg ritade en del möbler. Textilier formgavs och vävdes av Maja Sjöström.

### Byggnadsdetaljer

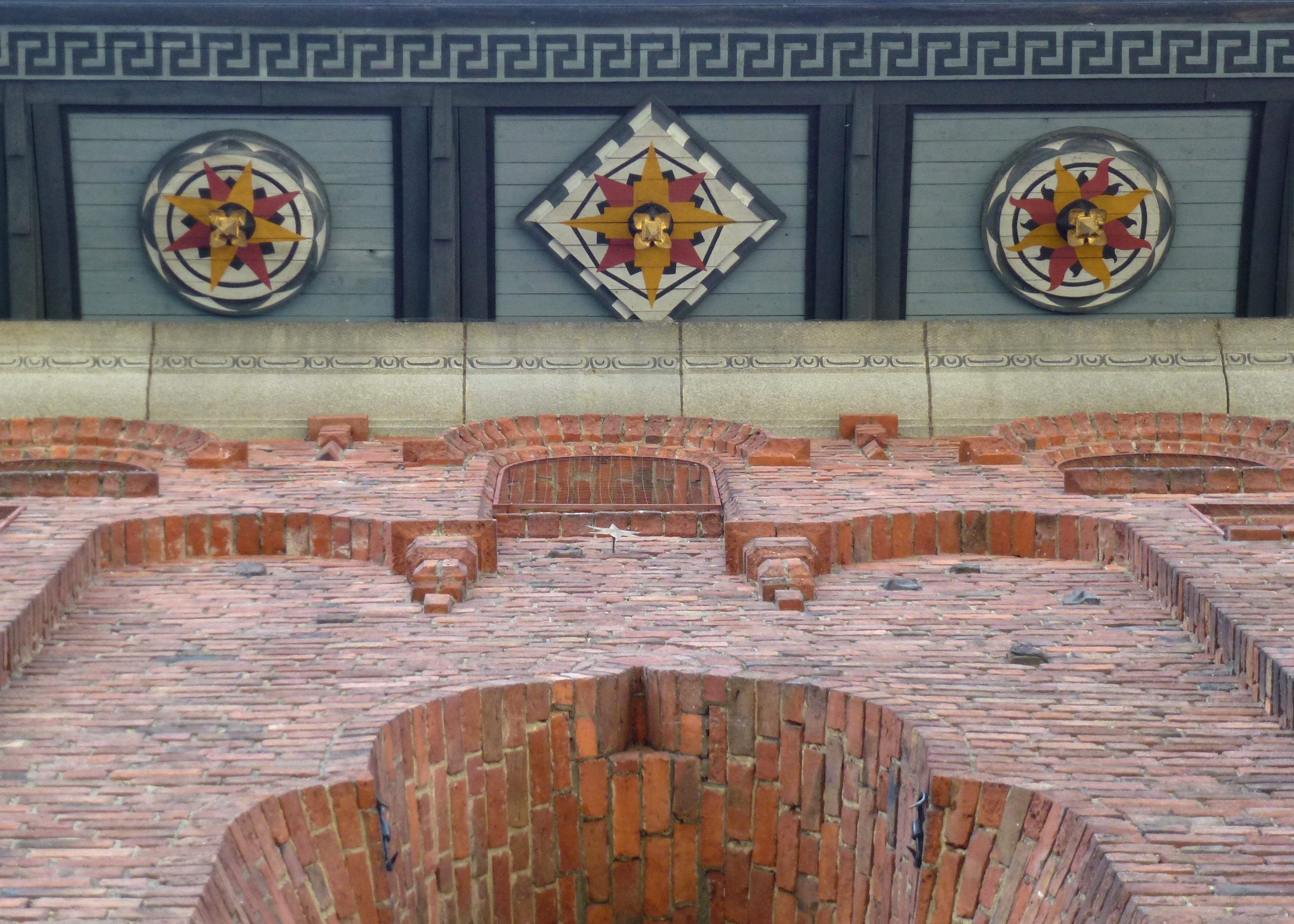
Takfoten och del av fasad mot ost
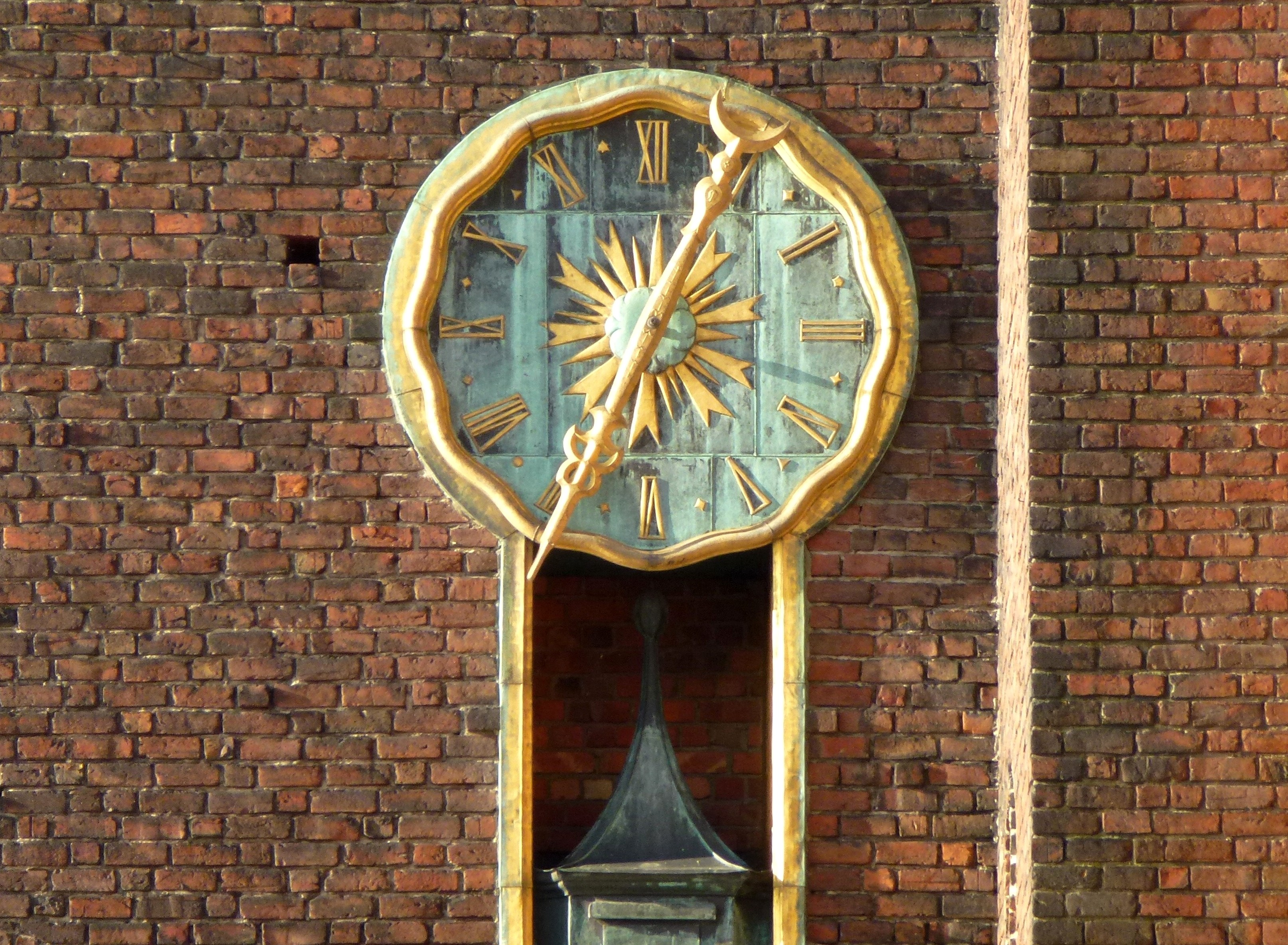
Tornuret var en gåva av Linderoths ur
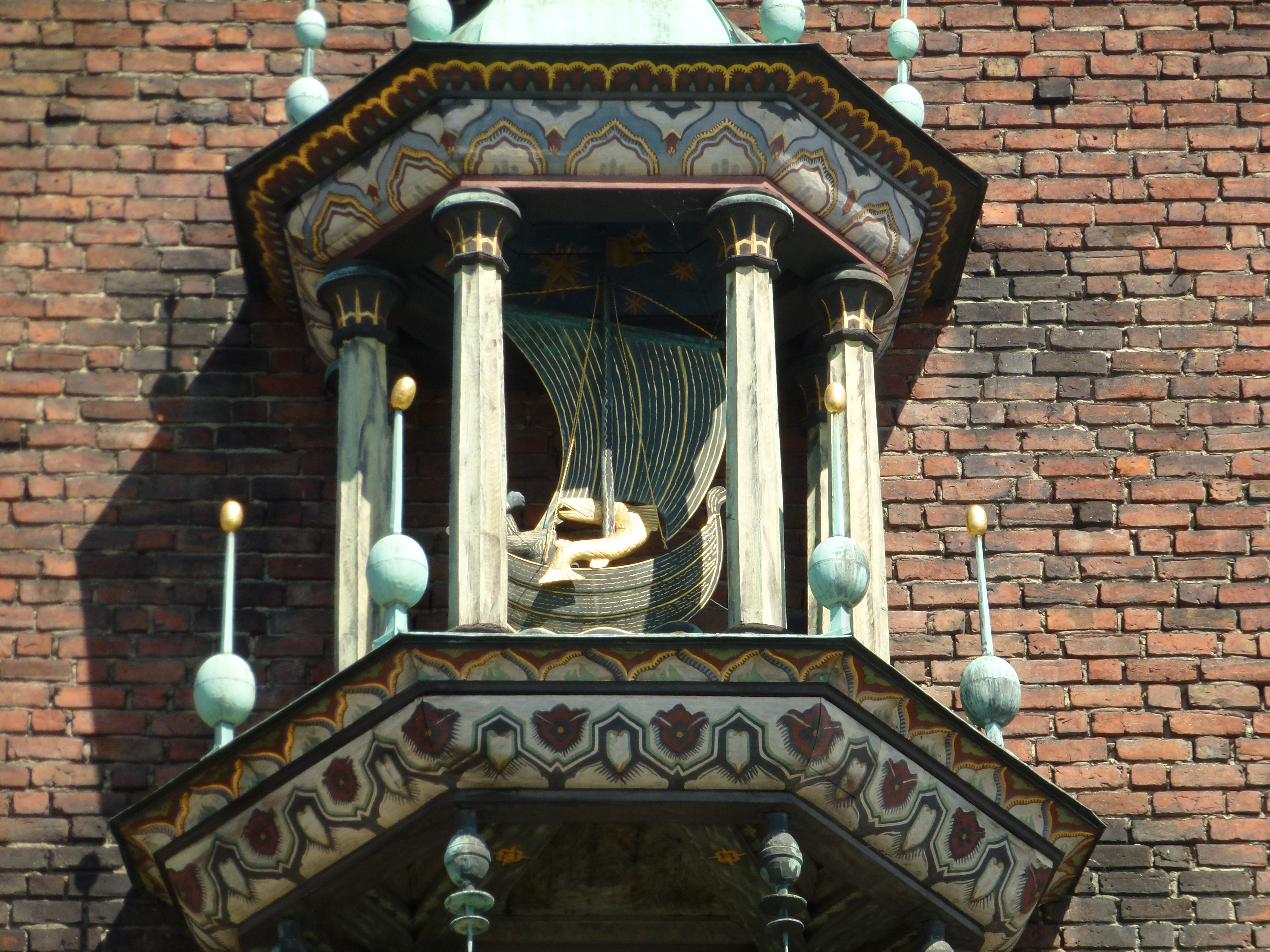
Fiskarpojken, båten och laxen över tornfönstret
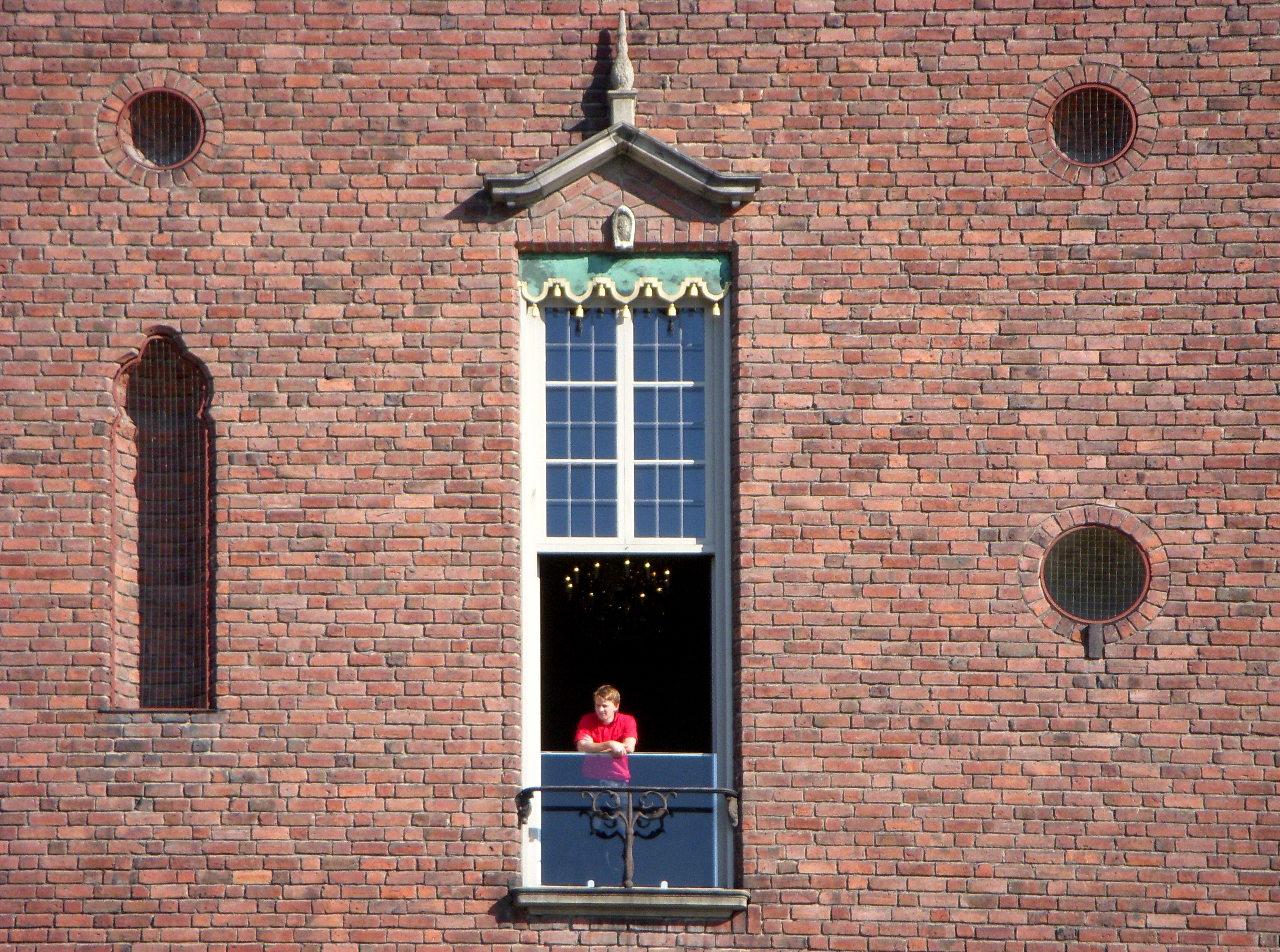
Fönster från Prinsens galleri
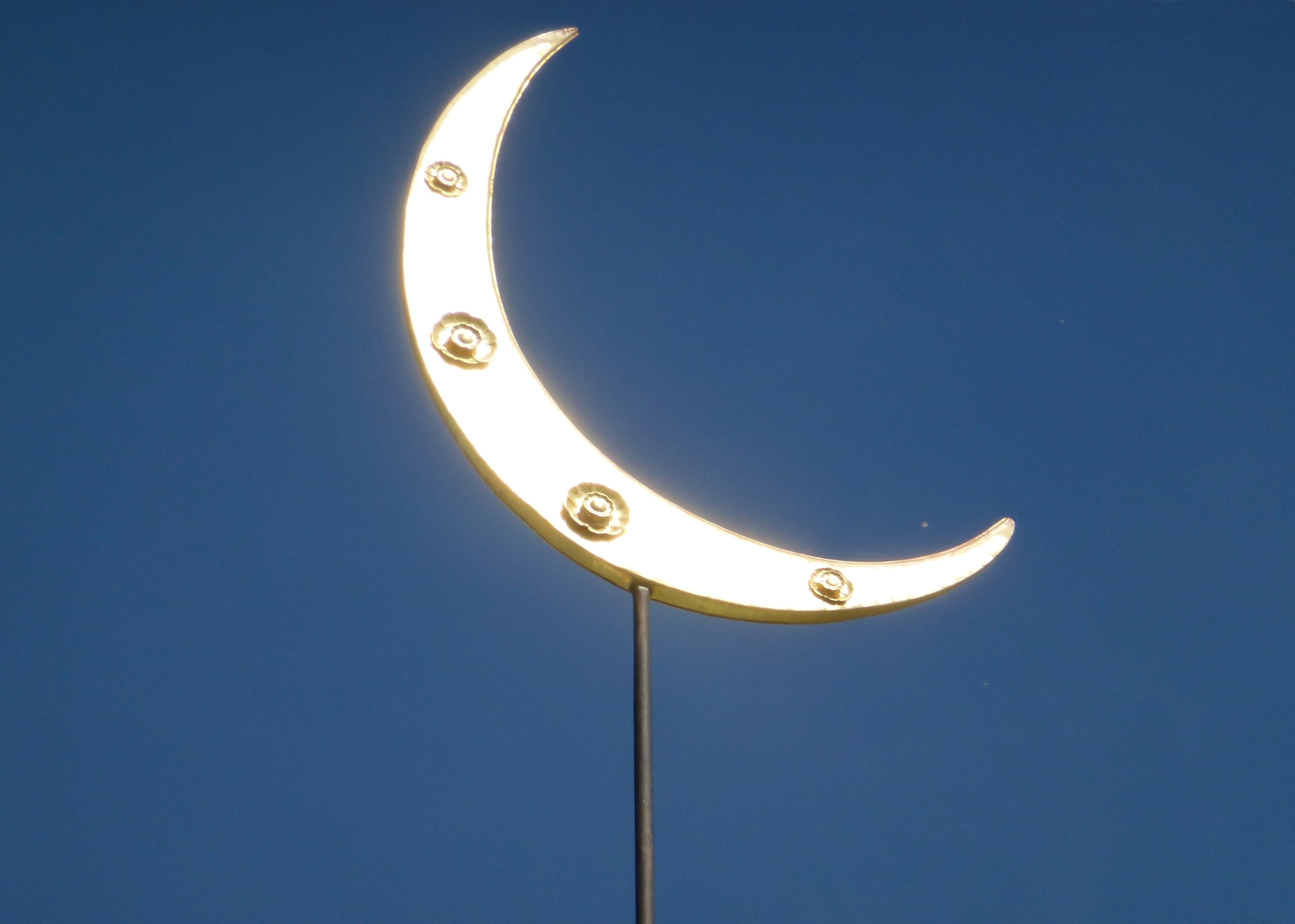
Måntornets månskära

## Stadshusets torn

### Huvudtornet

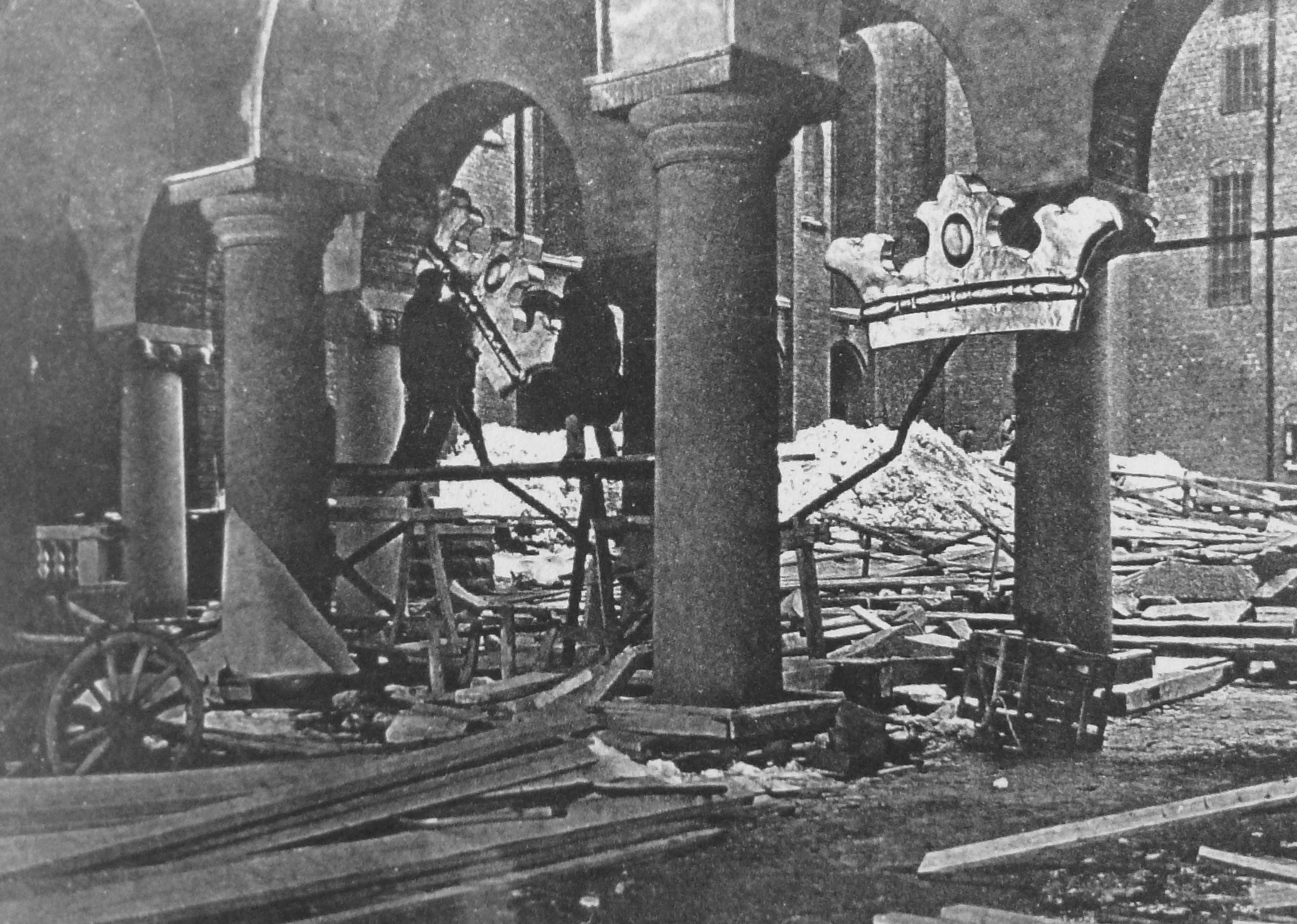
Den väldiga tornspiran på Borgargården, omkring 1919.

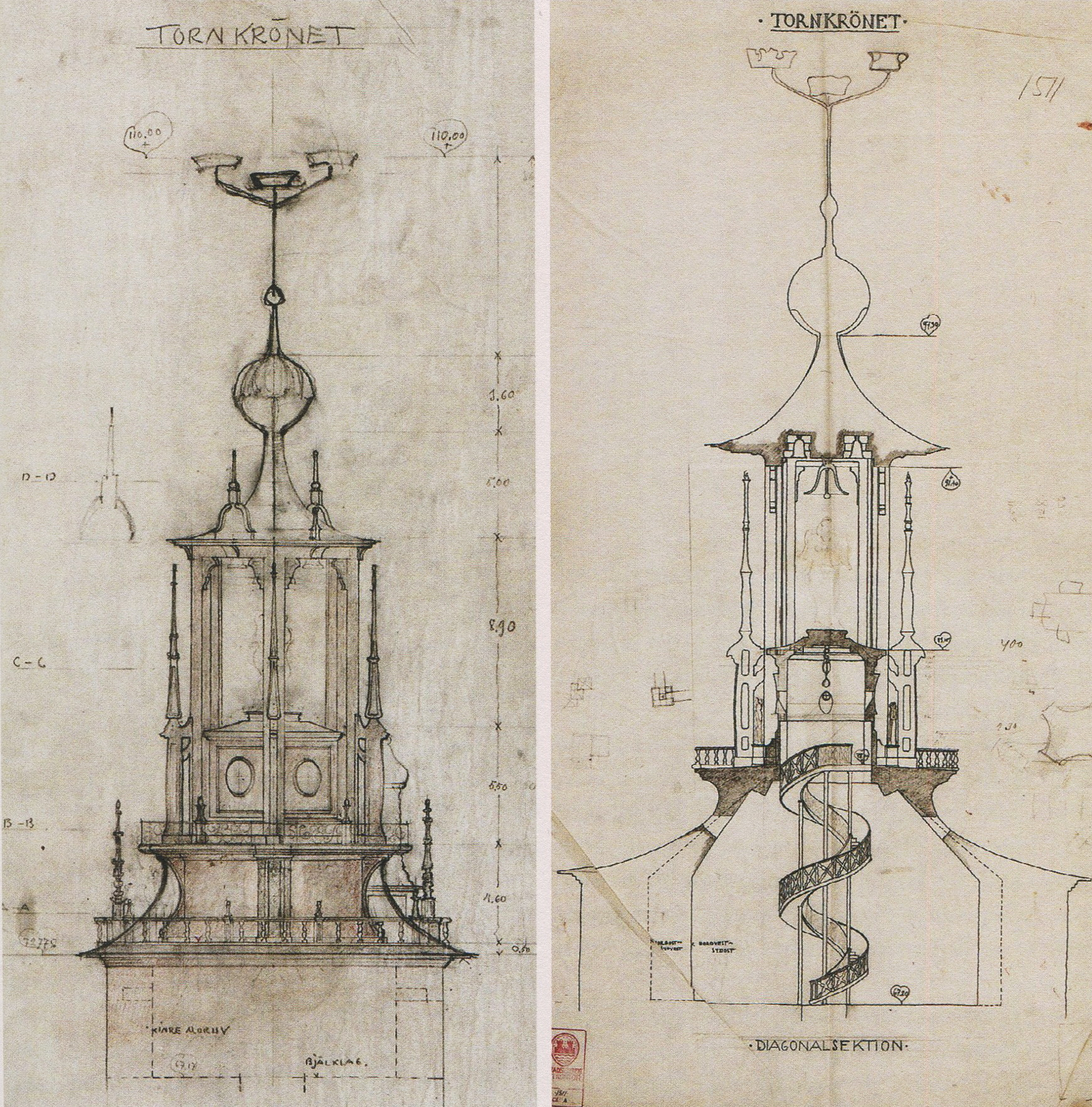
Östbergs tornskisser, 1918 (till vänster) och 1919.

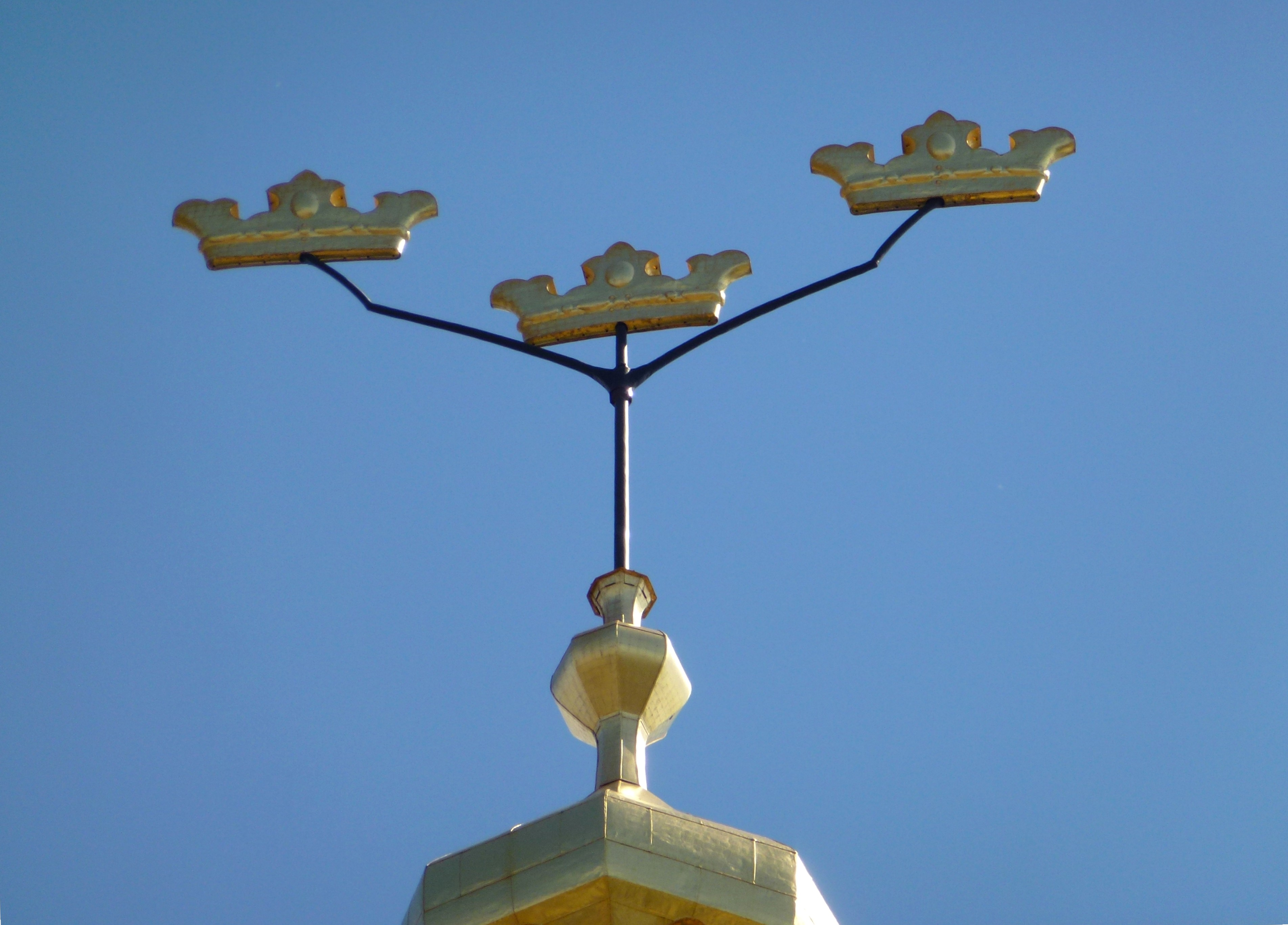
Stadshusets Tre kronor där varje krona har en diameter på 2,2 meter.

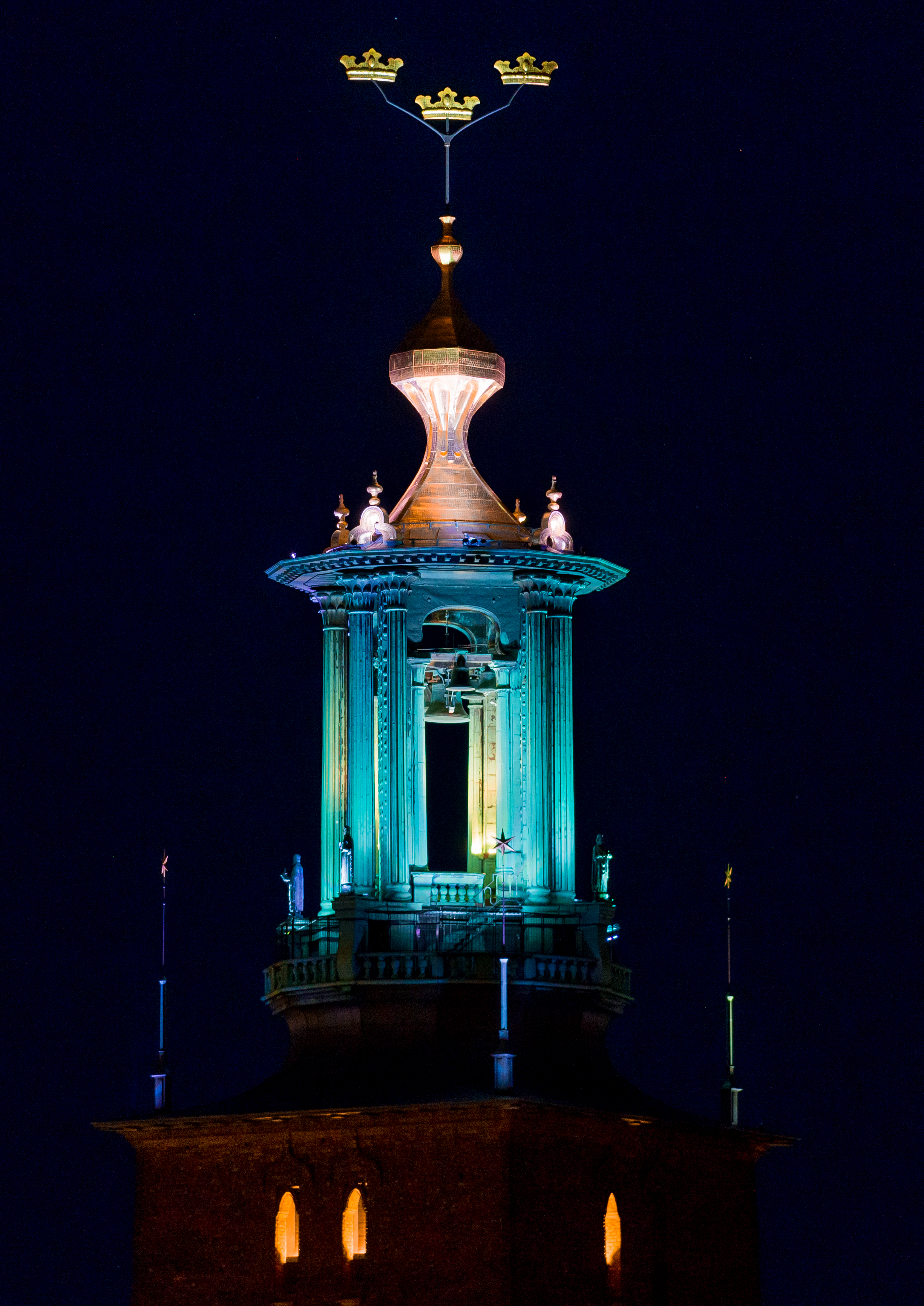
Huvudtornets altan och spira i kvällsbelysning.

Stadshustornets avslutning upptill och högsta krön förorsakade Östberg svåra bekymmer och löstes sist av allt. Ännu 1919 var det oklart hur det då rumphuggna huvudtornet skulle avslutas upptill och i samtida karikatyrer visades diverse ironiska förslag som snapsglas, ryttarstaty och byggställningar.
På Östbergs skisser mellan 1917 och 1919 kan man följa utvecklingen från en låg och trubbig tornhuv till den slutgiltiga höga och gracila avslutningen med en altanliknande klockstapel i koppar och en förgylld tornspira bestående av en mindre lökkupol samt en tornspira med tre kronor högst upp. Under sitt arbete inspirerades Östberg av bland annat Storkyrkans tornavslutning och tornspiran på gamla Slottet Tre kronor. Även Stockholms rådhus slutna tornavslutning inverkade på Östbergs strävan att öppna upp tornkrönet.
Tornspiran med tre kronor, en gammal symbol för Sverige, skulle tydliggöra att stadshuset inte bara var en angelägenhet för Stockholm utan för hela riket. Tornspirans tre förgyllda kronor är vinklade med sin bredsida mot Stockholms slott och har en diameter på 2,2 meter styck. Hela spiran mäter 8 meter i bredd.
Vill man ta sig upp i det 106 meter höga tornet finns det hiss till femte våningen, men man kan också gå de 365 trappstegen. På femte våningen finns tornmuseet. Här står modeller och byster som återfinns i stadshuset, likaså prov på guldmosaiken för Gyllene salen. Bland annat finns här den 7,6 meter höga gipsmodellen av Sankt Eriksstatyn skapad av bröderna Gustaf och Aron Sandberg. Modellen tillverkades i Blå hallen och det var tänkt att Sankt Erik med hjälp av en kran skulle placeras på 67 meters höjd i tornet mitt under klockorna.
Genom hela tornet löper ett schakt genom vilket statyn skulle hissas upp. Ett försök med en fullstor staty, tillverkad i ett lättare material, visade dock att detta projekt inte var möjligt att genomföra. Ragnar Östberg ändrade sina planer, torntoppen blev istället en öppen utsiktsplats. Sankt Erik blev aldrig utförd i beständigt material utan hamnade istället som gipsskulptur i tornmuseet.
En trappa leder upp till den så kallade cirkelpassagen, som smyckas av fyra gipsmodeller föreställande Maria Magdalena, Sankta Klara, Sankt Erik och ett anonymt skyddshelgon. Tornpassagen, vars golv är svagt lutande som en ramp med några få trappsteg, leder besökaren runt i flera varv längs tornets ytterväggar till tornvinden och trätornet med sin väldiga träkonstruktion. Utsiktsdelen av stadshustornet kallas ”koppartornet” och ”tornaltanen” ligger 73 meter över havet. Här står fyra kopparklädda helgon riktade mot sina respektive församlingar: Sankt Erik, Sankta Klara, Maria Magdalena och Sankt Nikolaus.
Från tornaltanen leder en smal trätrappa upp till tornbalkongen, en utsiktsplattform rakt under klockorna. Till besökarens orientering finns en präglad kopparplåt på balustraden runt hela övre balkongen som visar vilka sevärdheter och väderstreck man kan rikta blickarna mot. Tornbalkongen är sedan år 2011 inte längre tillgänglig för allmänheten.
År 1917 var tornet uppmurat till sin fulla höjd. Höjden för den murade delen är 72,8 meter över Slusströskeln (motsvarande 68,9 meter ö. havet). Upptill är tornet utvändigt en meter smalare än nertill. Enligt tidiga beräkningar utförda av ingenjör David Dahl skulle ungefär en miljon tegelstenar behövas för tornets murverk, och så blev det troligen. Murningen har utförts i så kallat munkförband där vissa koppstenar sticker ut några centimeter från murlivet för att ge fasaden ett intressantare utseende (se även avsnitt Teglet). Valvet rakt under tornet kallas De Hundrades valv.
Som tidigare nämndes beredde Stadshustornets avslutning upptill Ragnar Östberg mycket huvudbry och är den byggnadsdel som han lade ner mest arbete på. Omkring 1919 övergav han slutligen den tidigare låga tornavslutning i granit och dagens slanka, kopparklädda tornkrön tog form. På grund av takstolens komplicerade hopfogningsdetaljer utfördes en modell som ledning för träarbetenas utförande. Tornkonstruktionen avviker från konventionella typer huvudsakligen genom att bara ett fåtal grova strävor använts. Dessa är sammanfogade med bultar och dymlingar. I tornets övre del finns särskilda anordningar för upphängning av klockspelet som väger omkring åtta ton. Dessutom anordnades ett extra bjälklag för spelets maskineri. Takstolen hade konstruerats av Henrik Kreüger.

Interiör
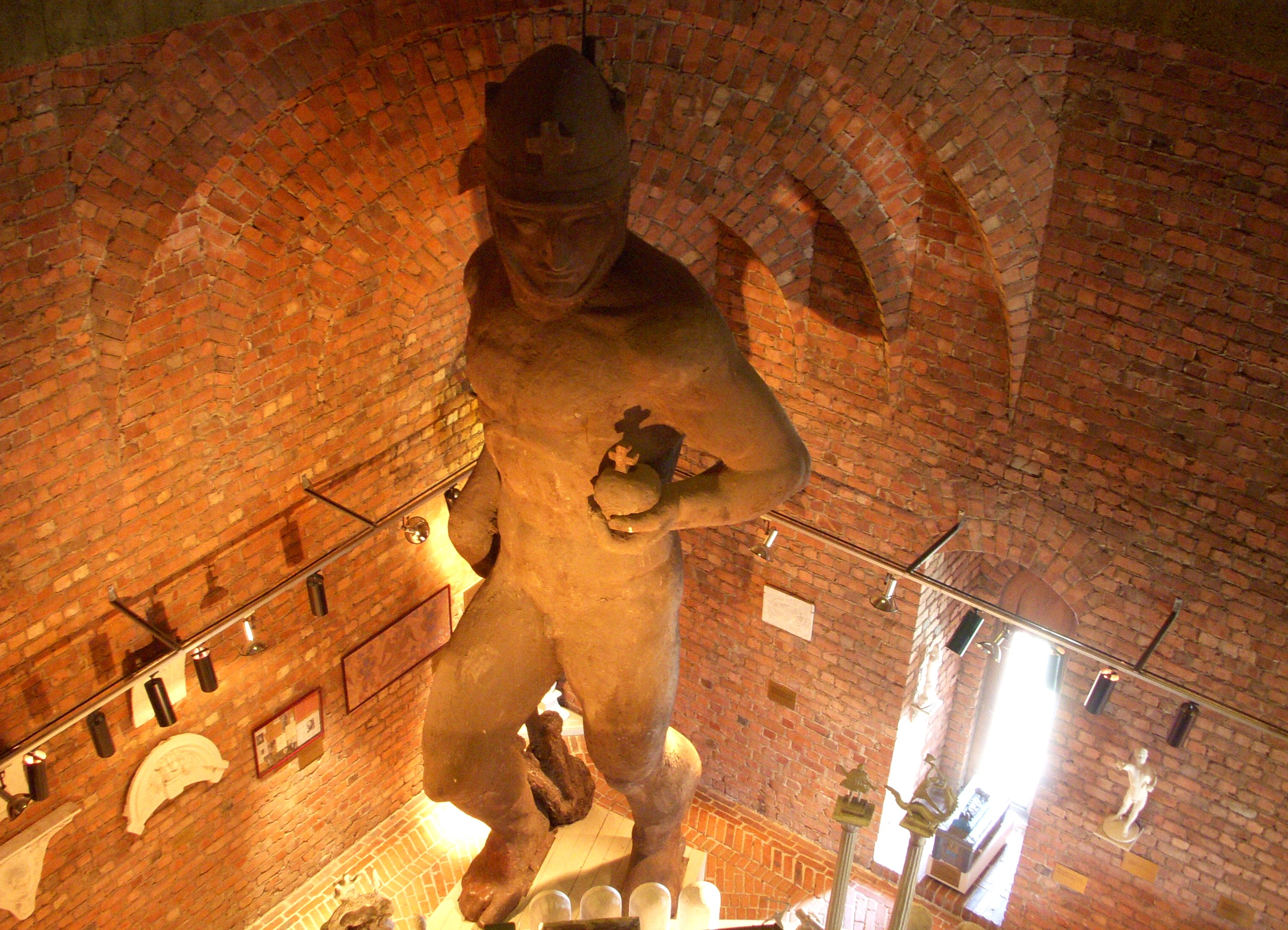
Sankt Erik i tornmuseet
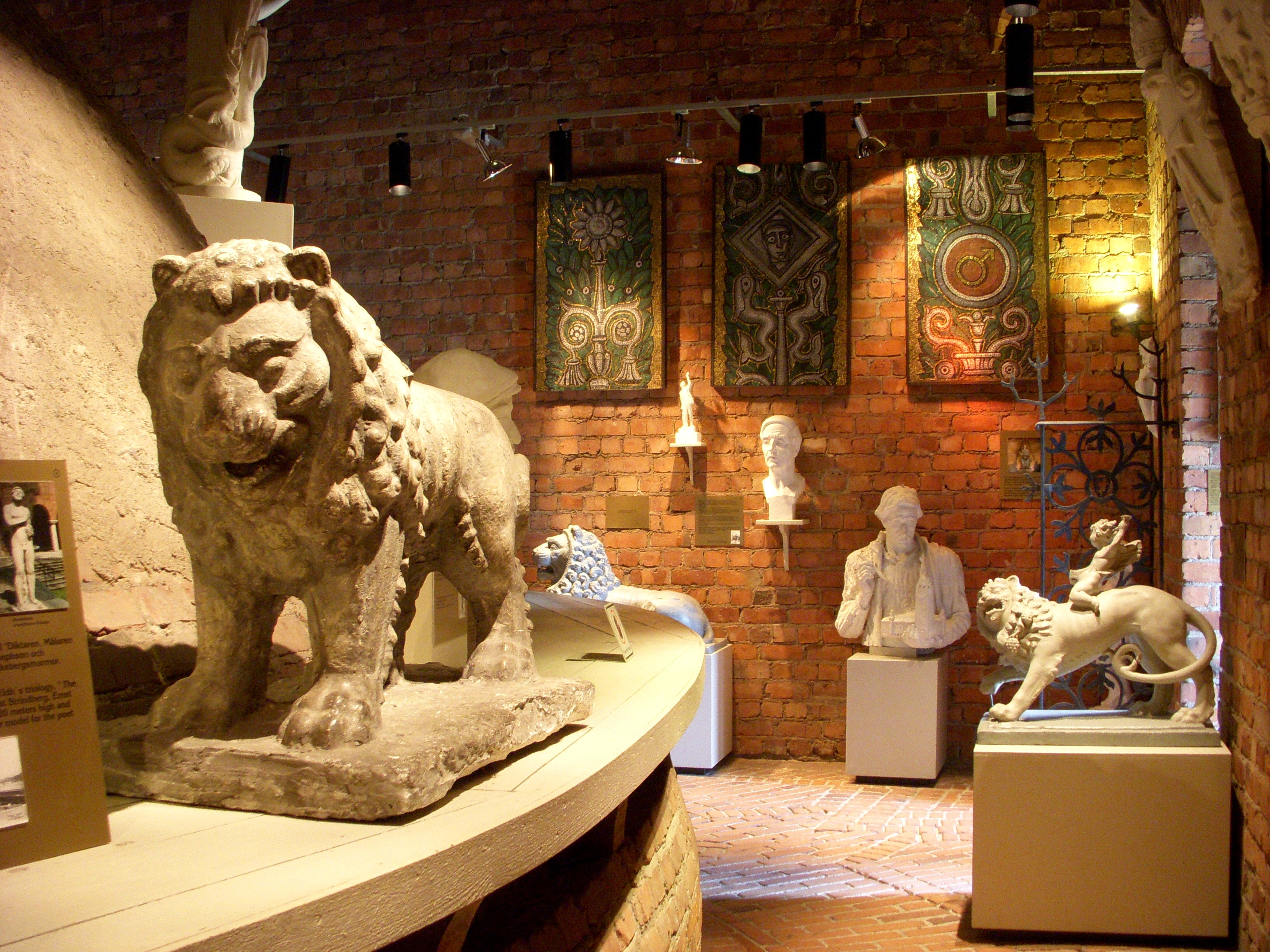
Tornmuseet
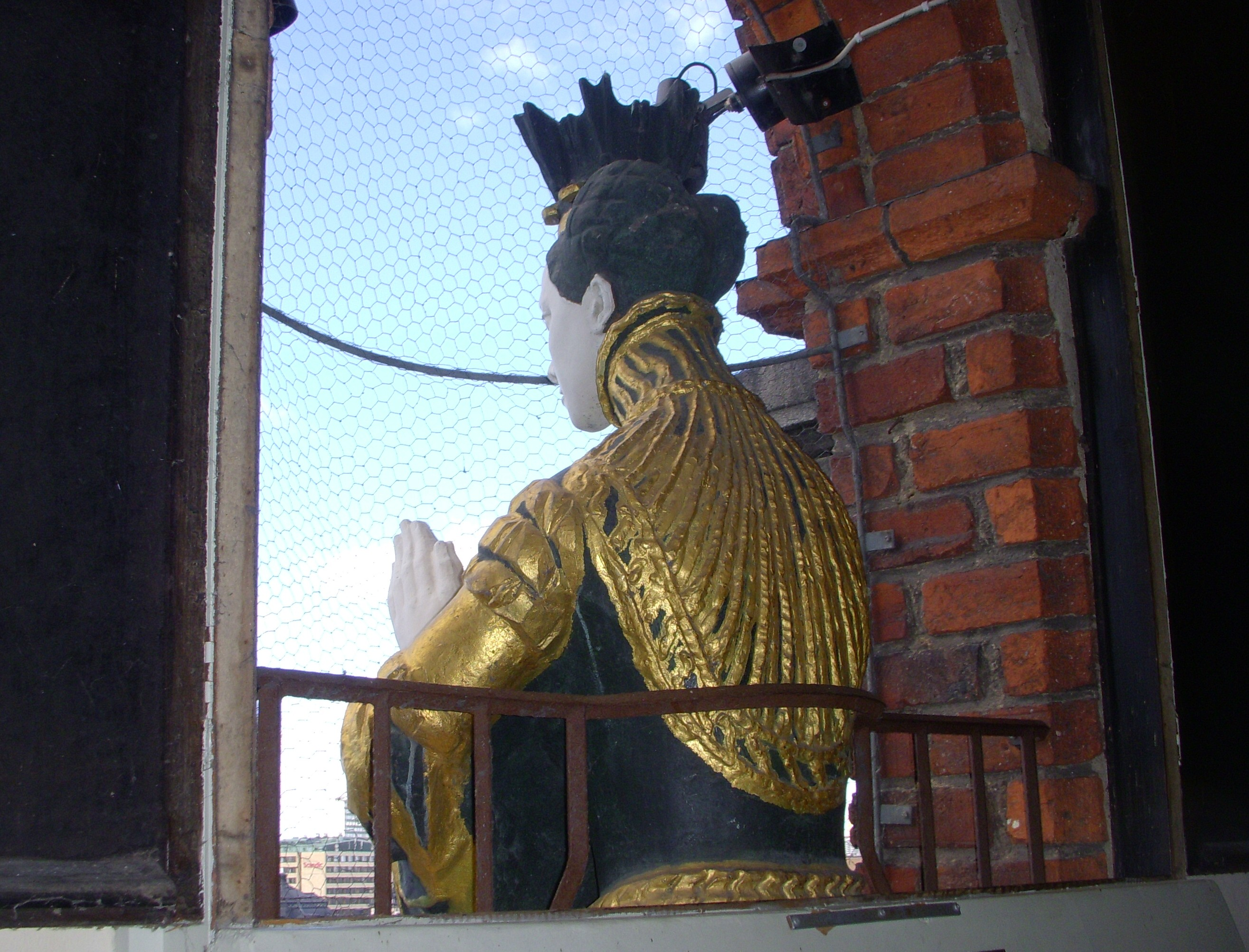
Prinsessan i Jungfrutornet
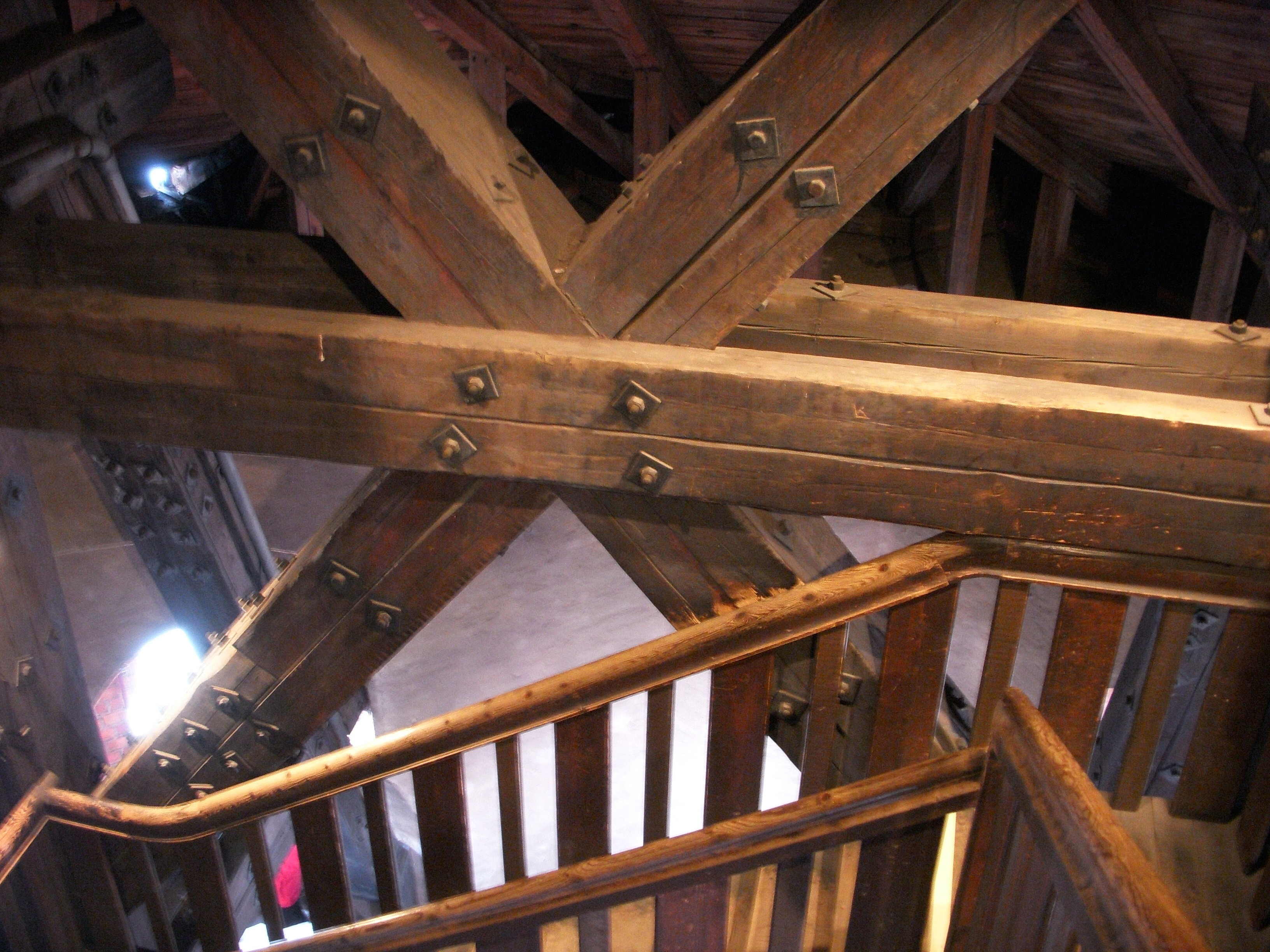
Takstolen, vy snett ner
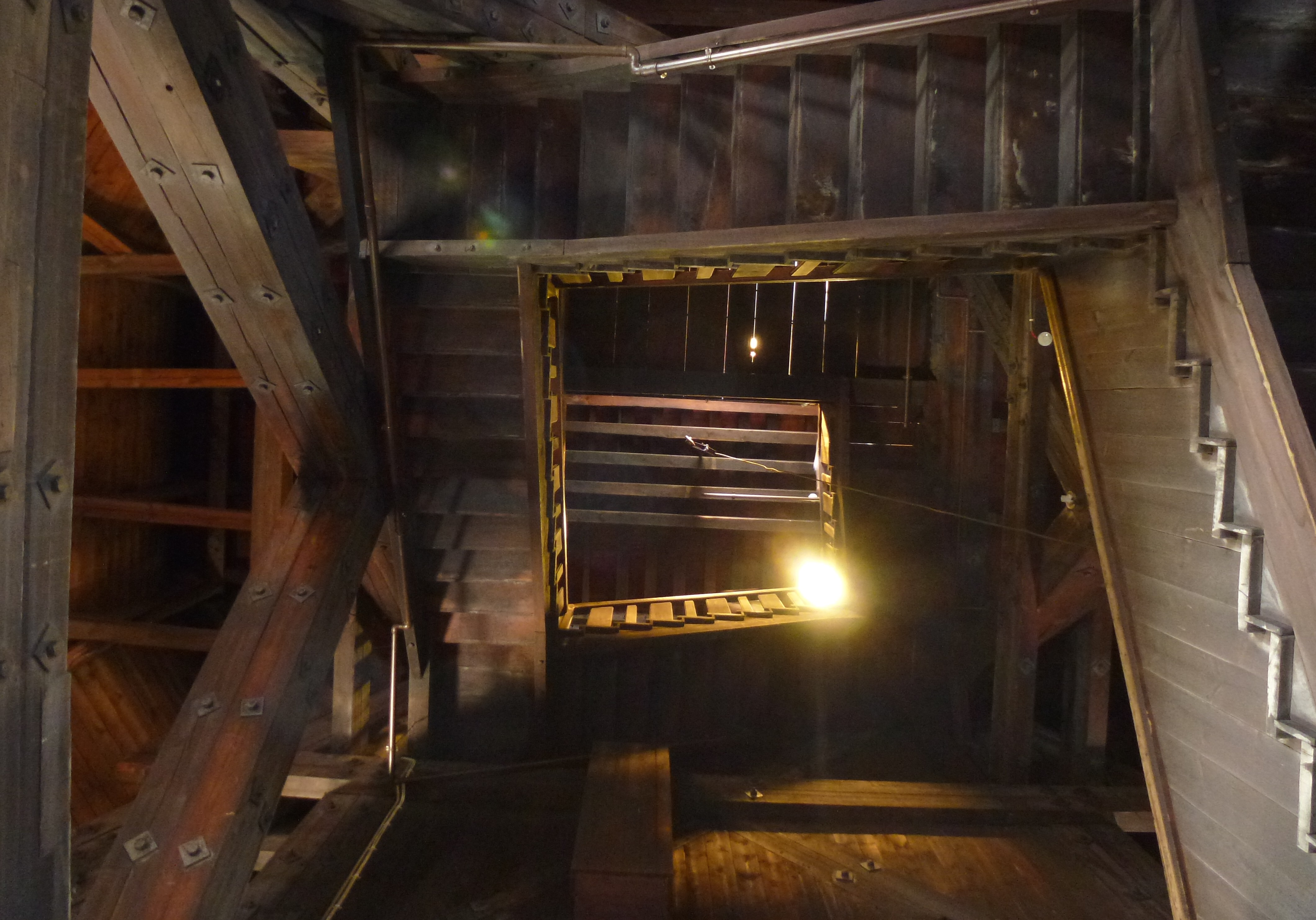
Takstolen, vy rakt upp

Utsikt
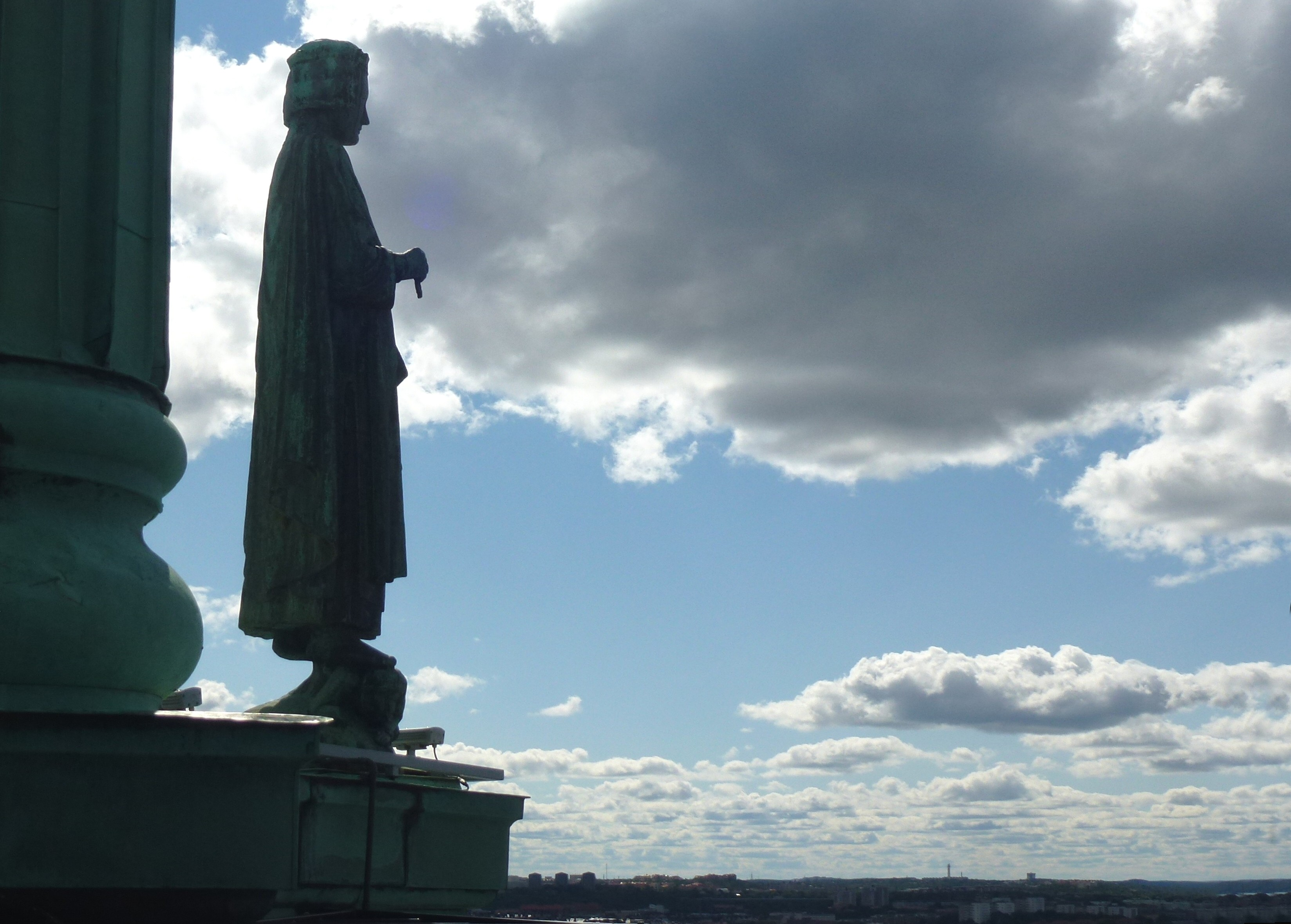
S:t Erik vakar över staden
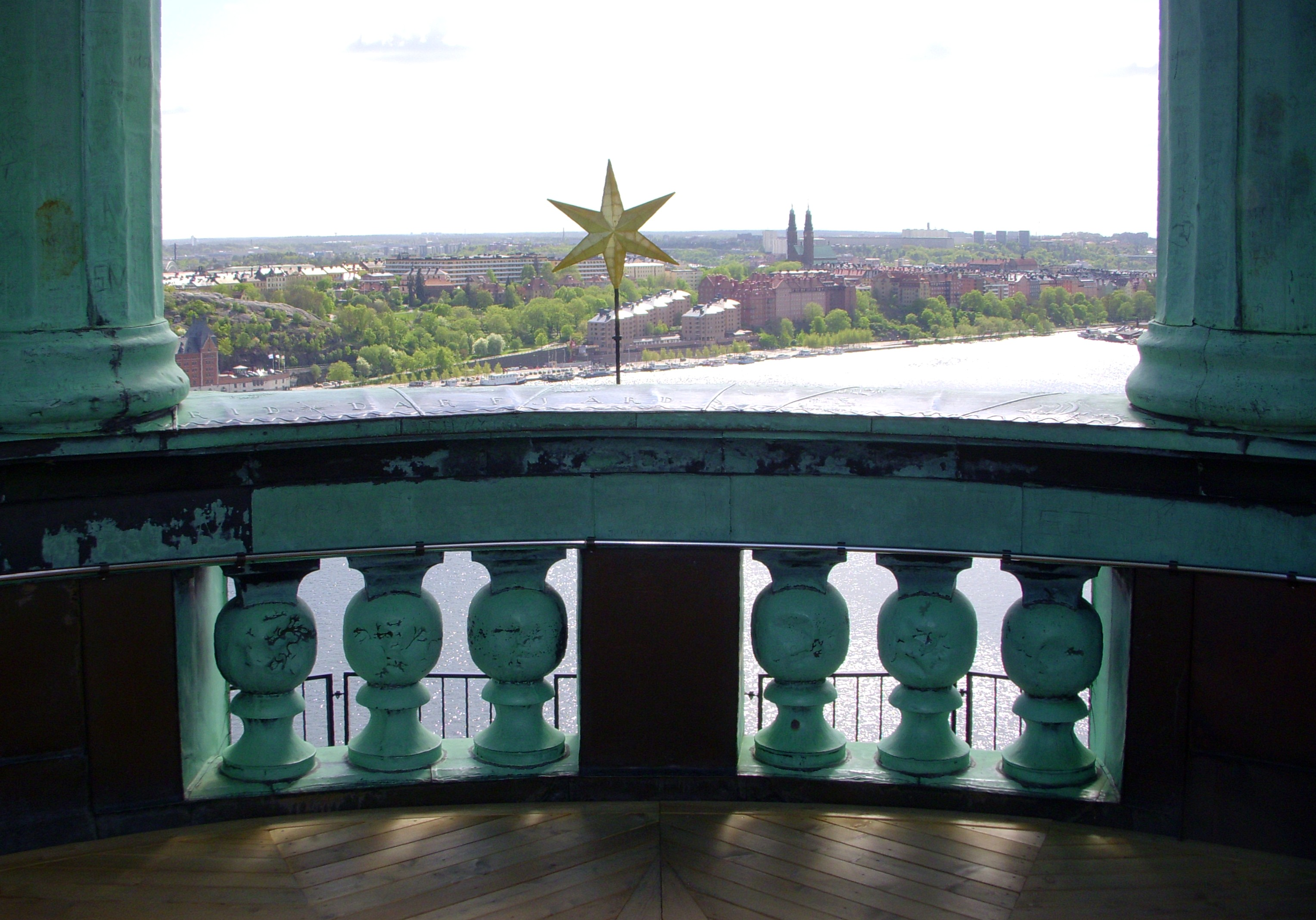
Tornbalkongen
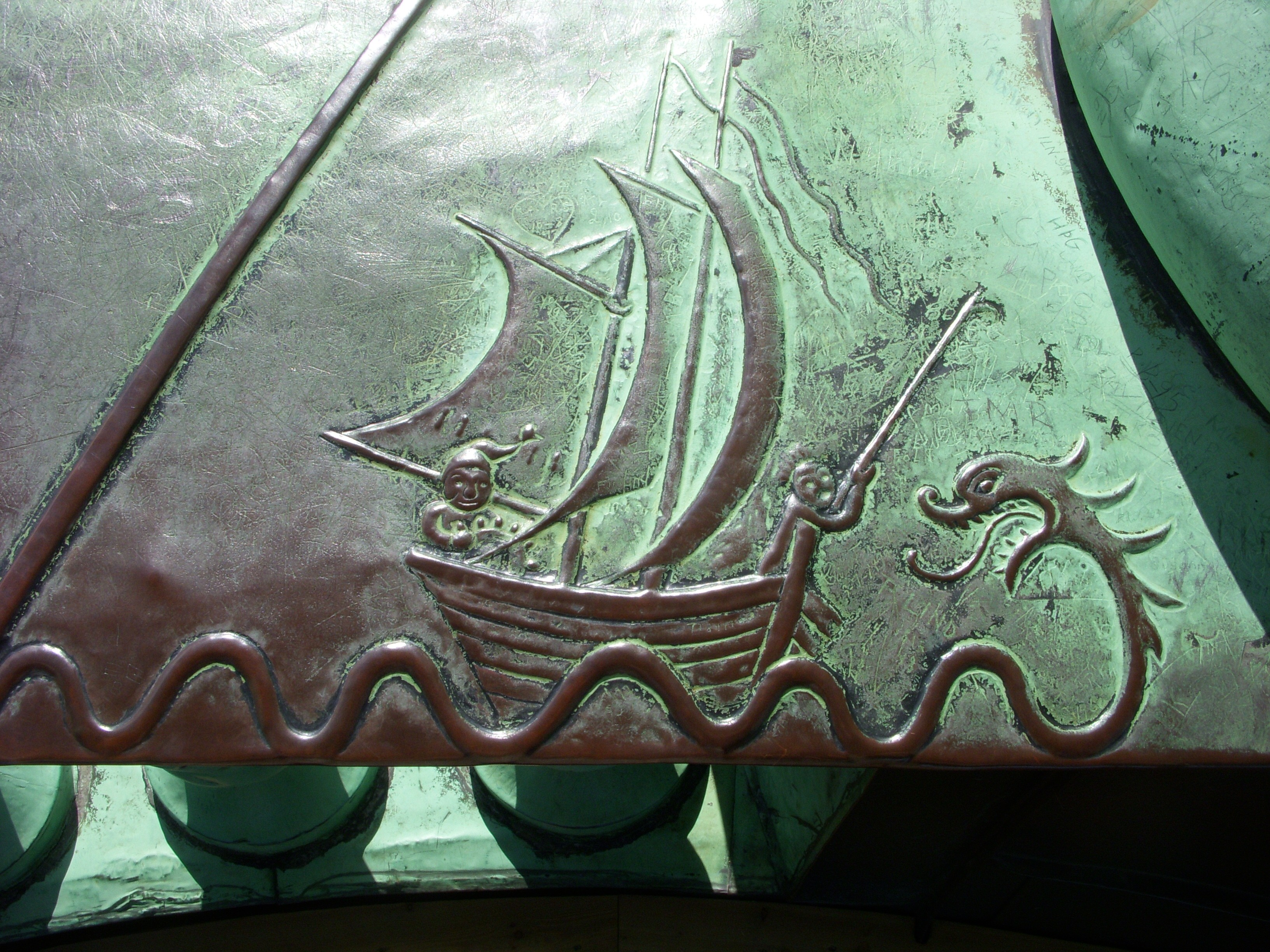
Relief på tornbalkongens bröstning
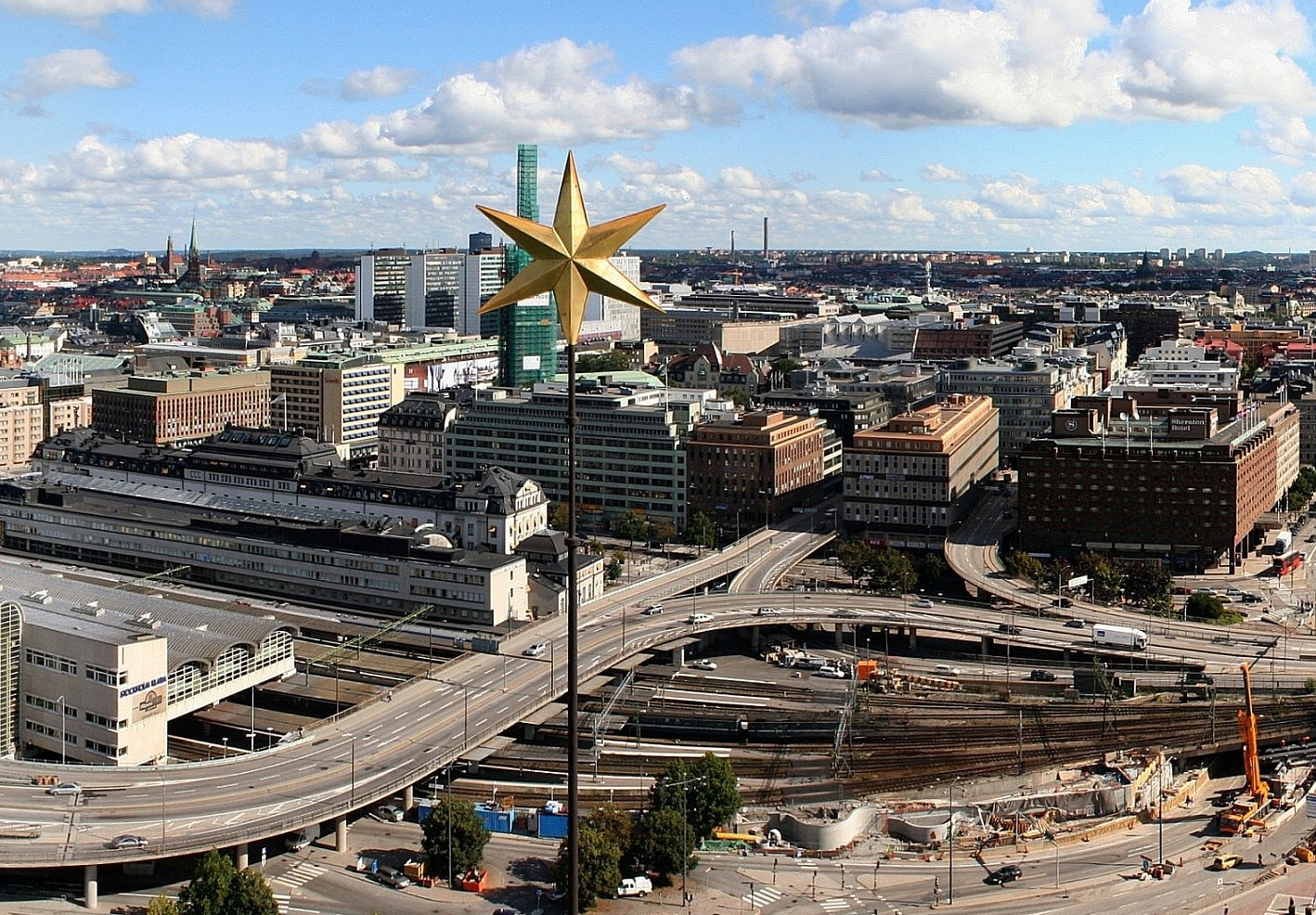
Vy över Klarakvarteren
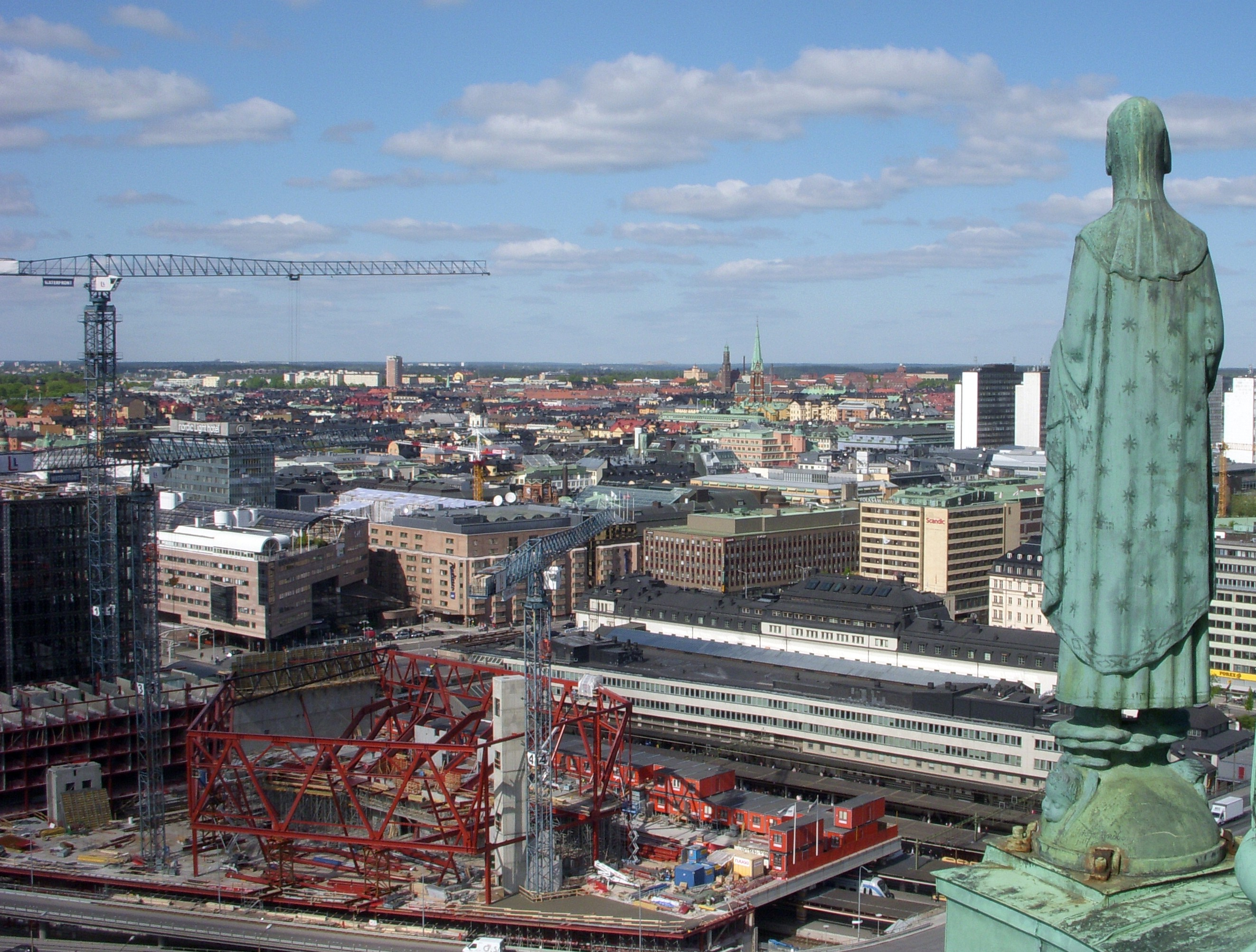
S:ta Klara blickar över Klara

### Sidotornen

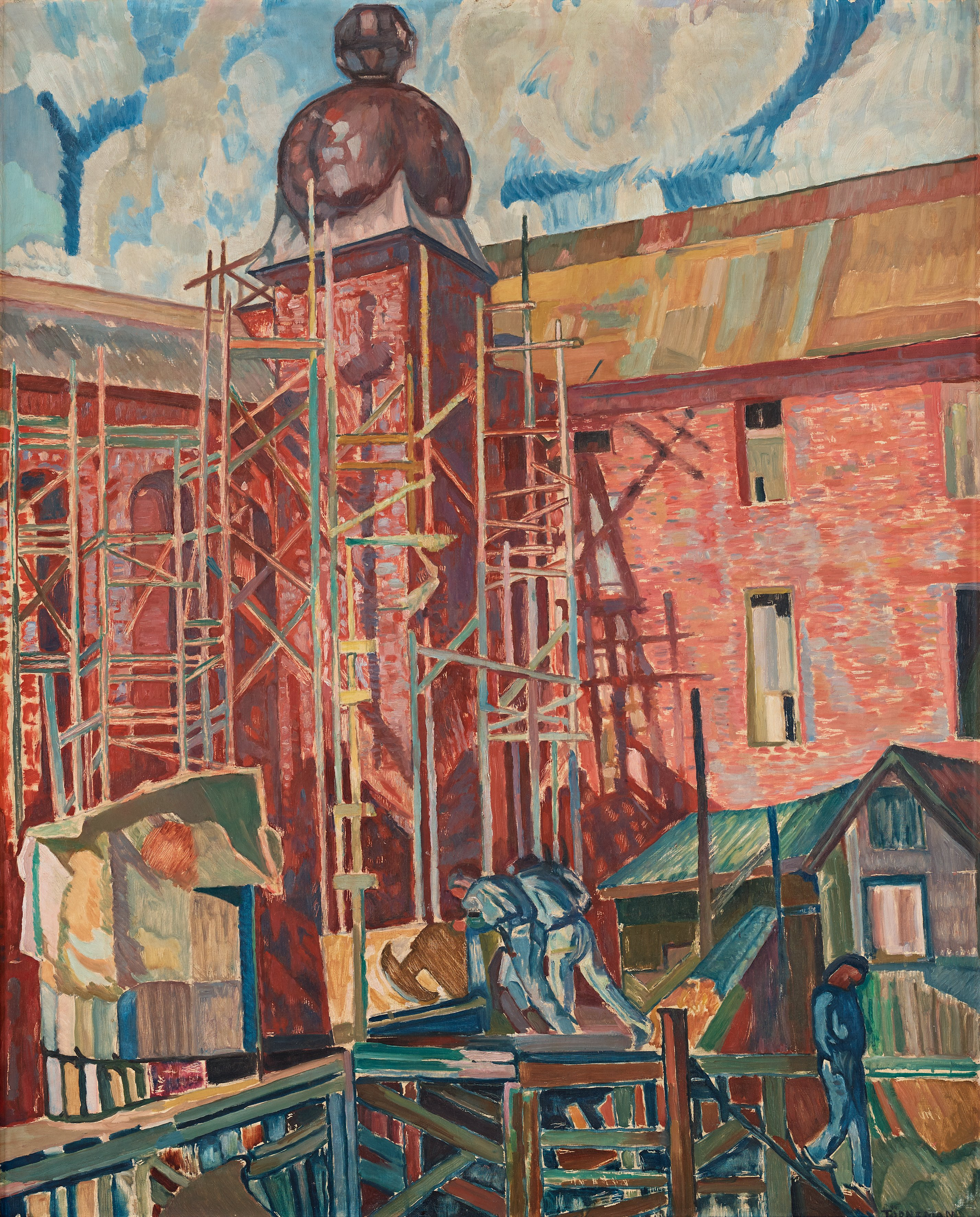
Norra Koppartornet under uppförande, av Axel Törneman

Utöver huvudtornet smyckades stadshuset av fem mindre torn, som samtliga erhöll en individuell gestaltning av Östberg. På södra fasaden märks det så kallade Måntornet med en förgylld månskära som tornspira. I Borgargårdens inre hörn mot väst står två torn med kopparplåtklädda tornhuvar, det norra (Norra koppartornet) med svällande former som liknar en dubbel lökkupol, det södra (Södra koppartornet) är något slankare utfört. Det fjärde tornet återfinns vid stadshusets nordöstra hörn och kallas Karintornet efter Katarina av Vadstena. Tornets vindflöjel är en förgylld ängel. I Karintornet hade Östberg ursprungligen tänkt att placera stadshusets klockspel. Det femte tornet omsluter norra trapphuset på fasaden mot Hantverkargatan.
Dessutom finns Jungfrutornet som egentligen är en lägre avsats på huvudtornets norra sida. På denna avsats eller altan står skulpturgruppen Sankt Göran och draken. Strax därunder ses prinsessan i sin bur som bidar sitt öde, symboliserande staden Stockholm som snart skall befrias från danskarna av Sten Sture d.ä. under Slaget vid Brunkeberg 1471. Prinsessan är driven i koppar av Christian Eriksson och förgylld av Ragnar Myrsmeden.

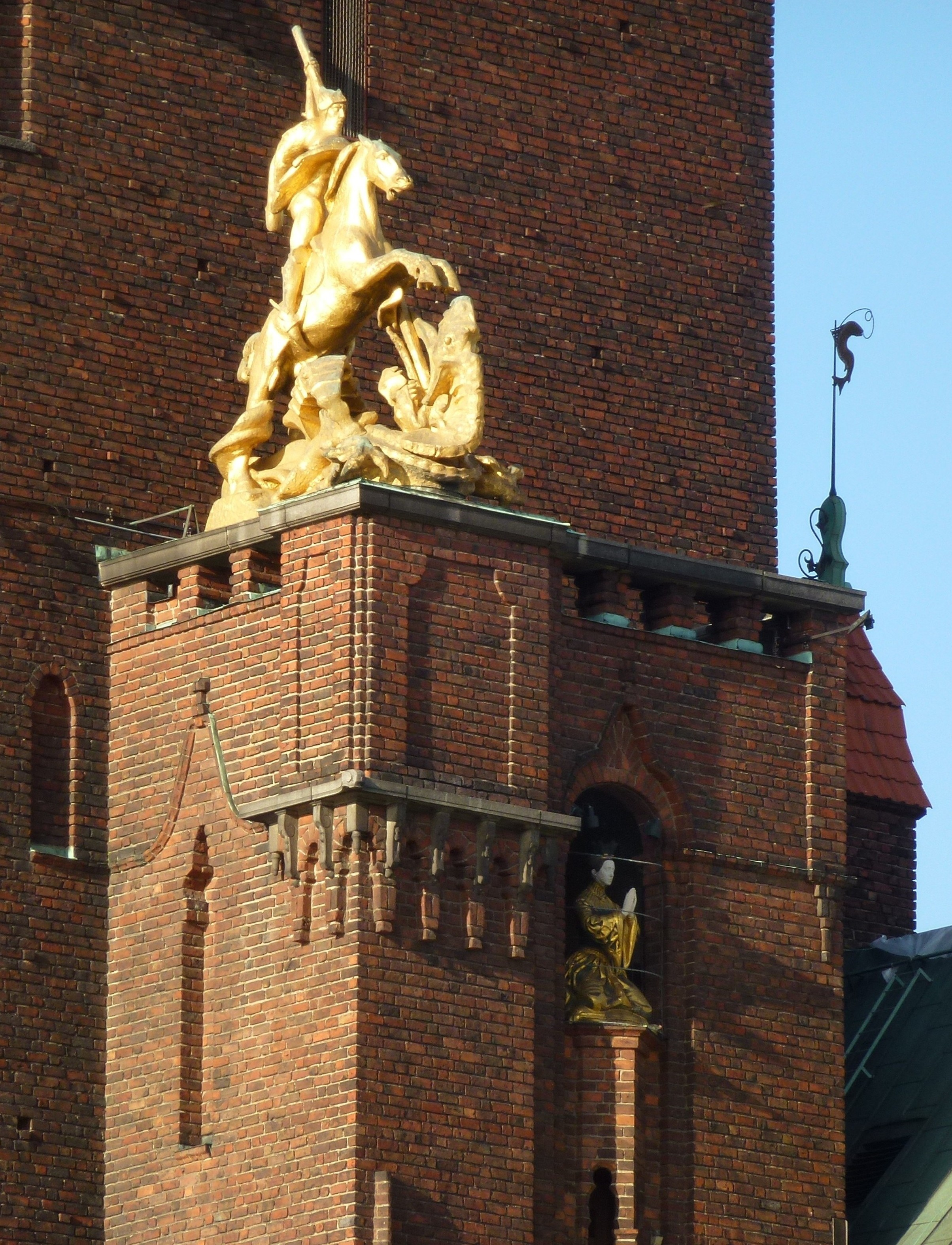
Jungfrutornet
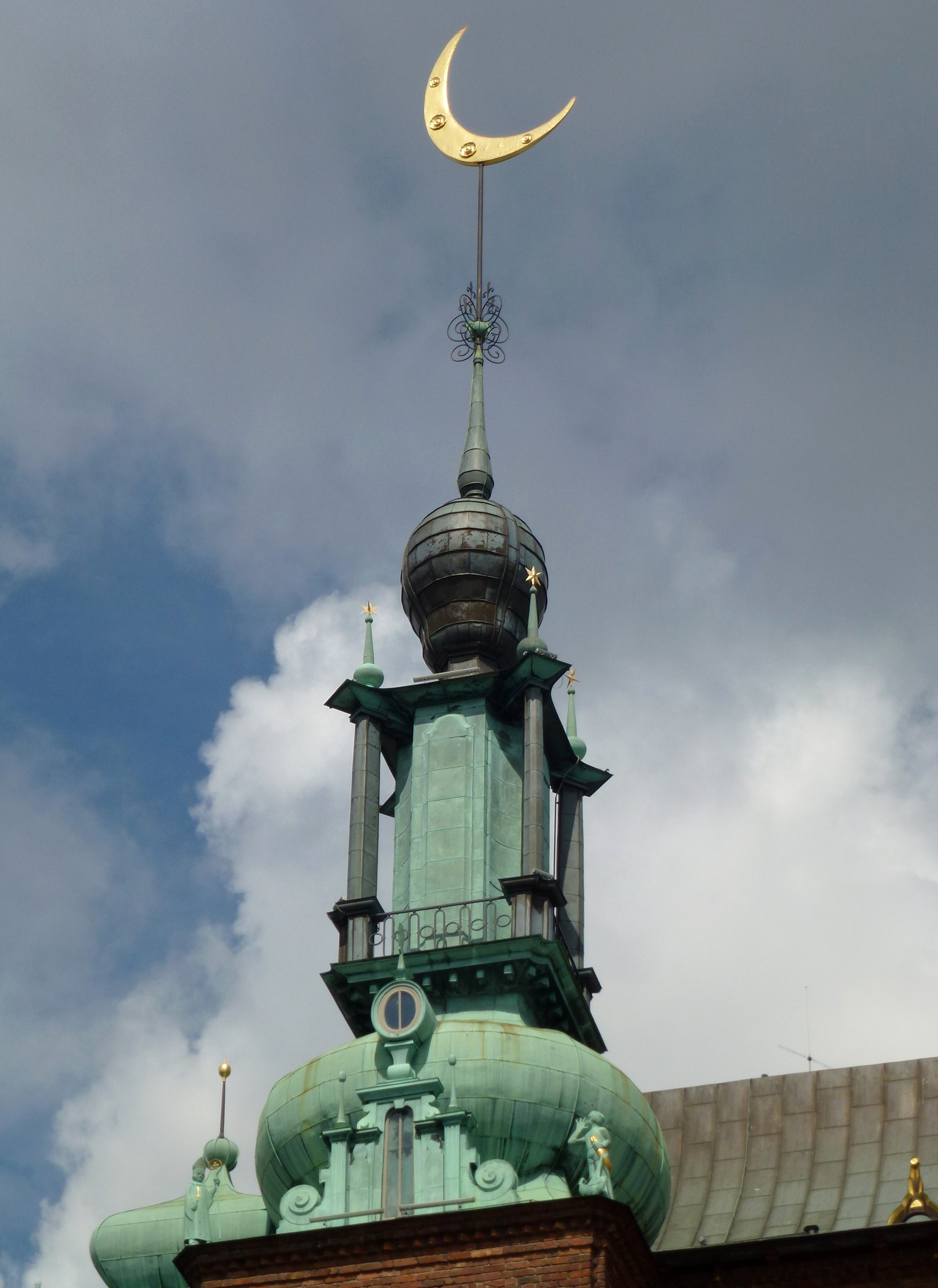
Måntornet
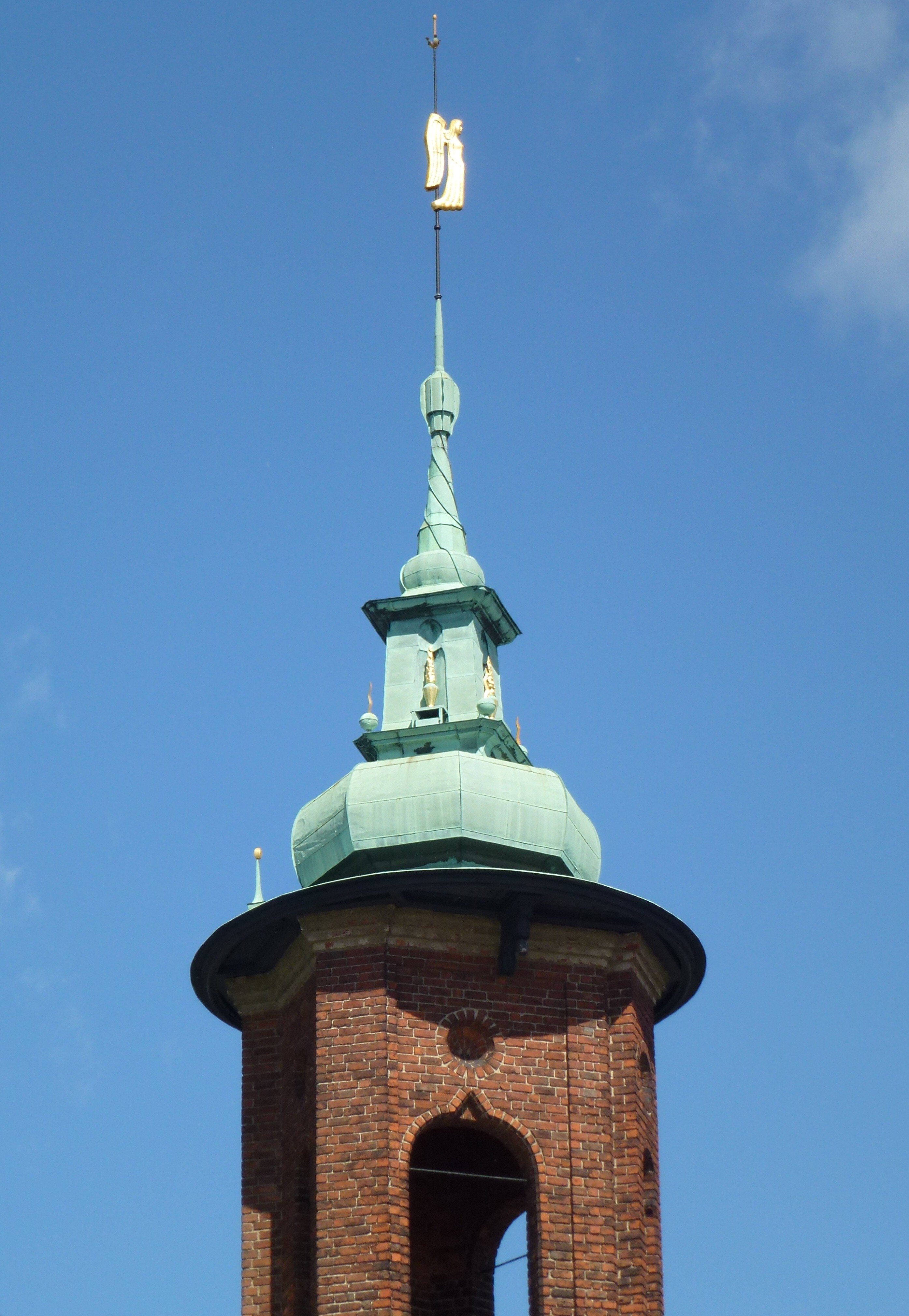
Karintornet
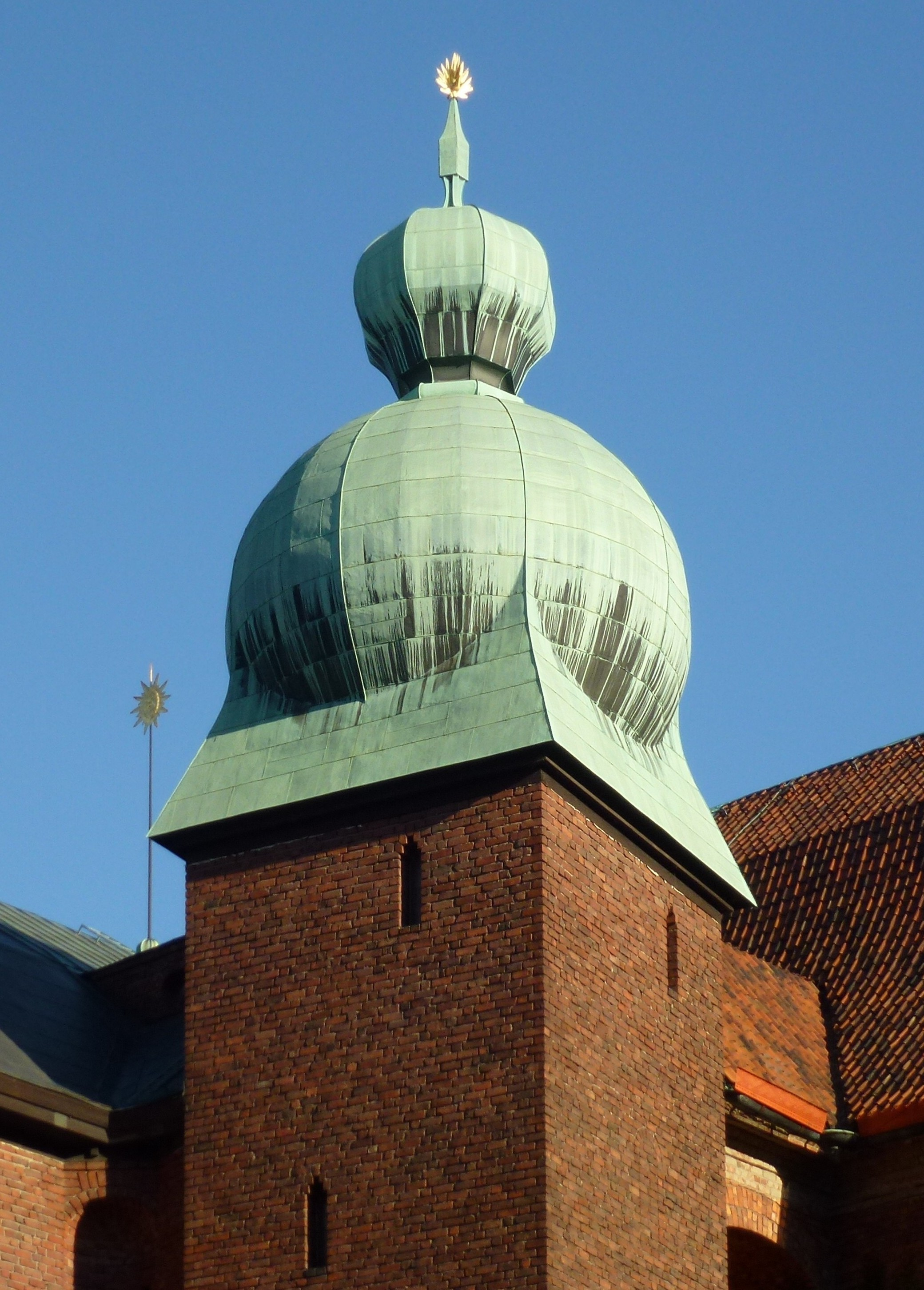
Norra koppartornet
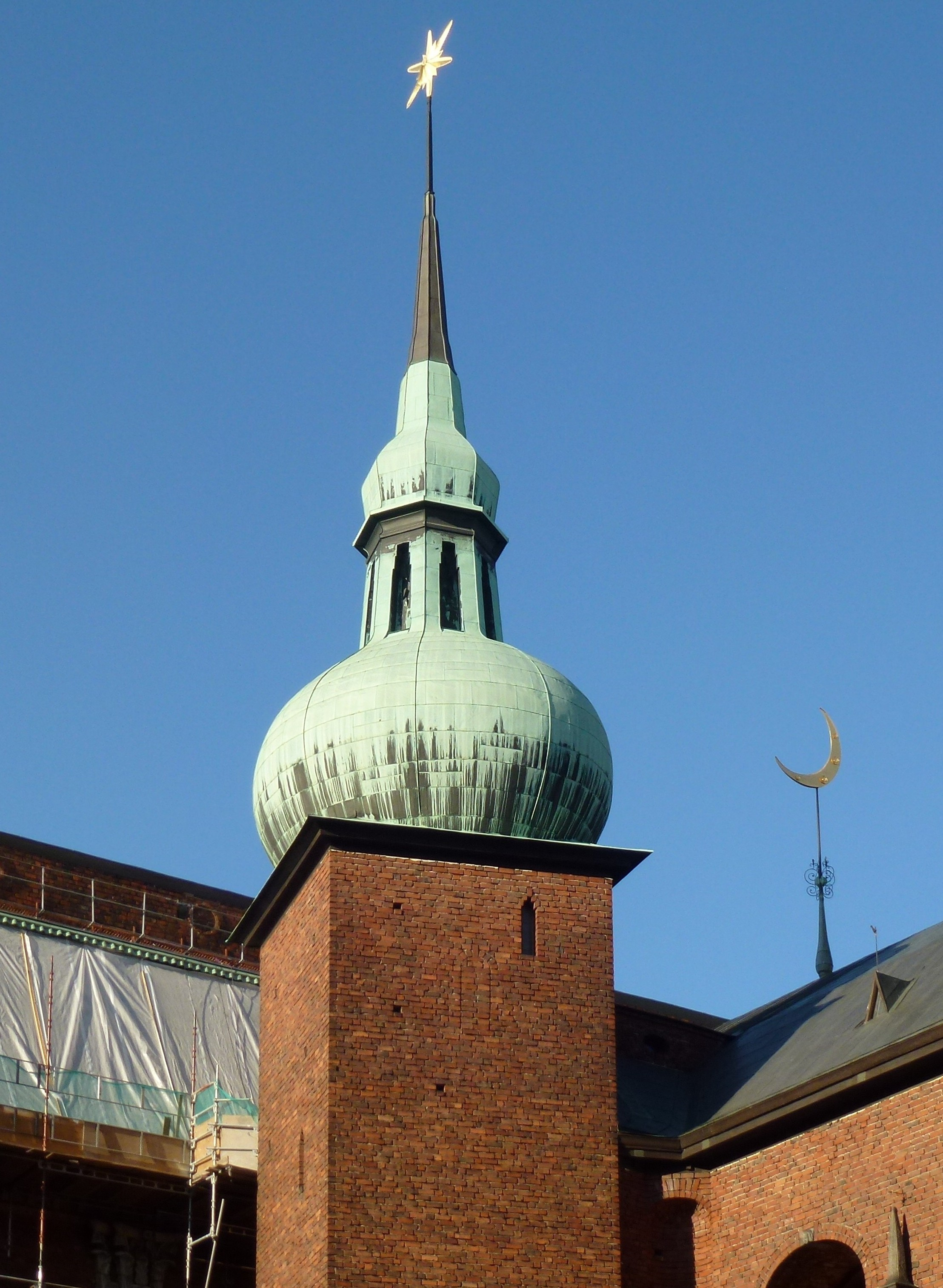
Södra koppartornet

## Klockspel, tornur och Sankt Göransleken

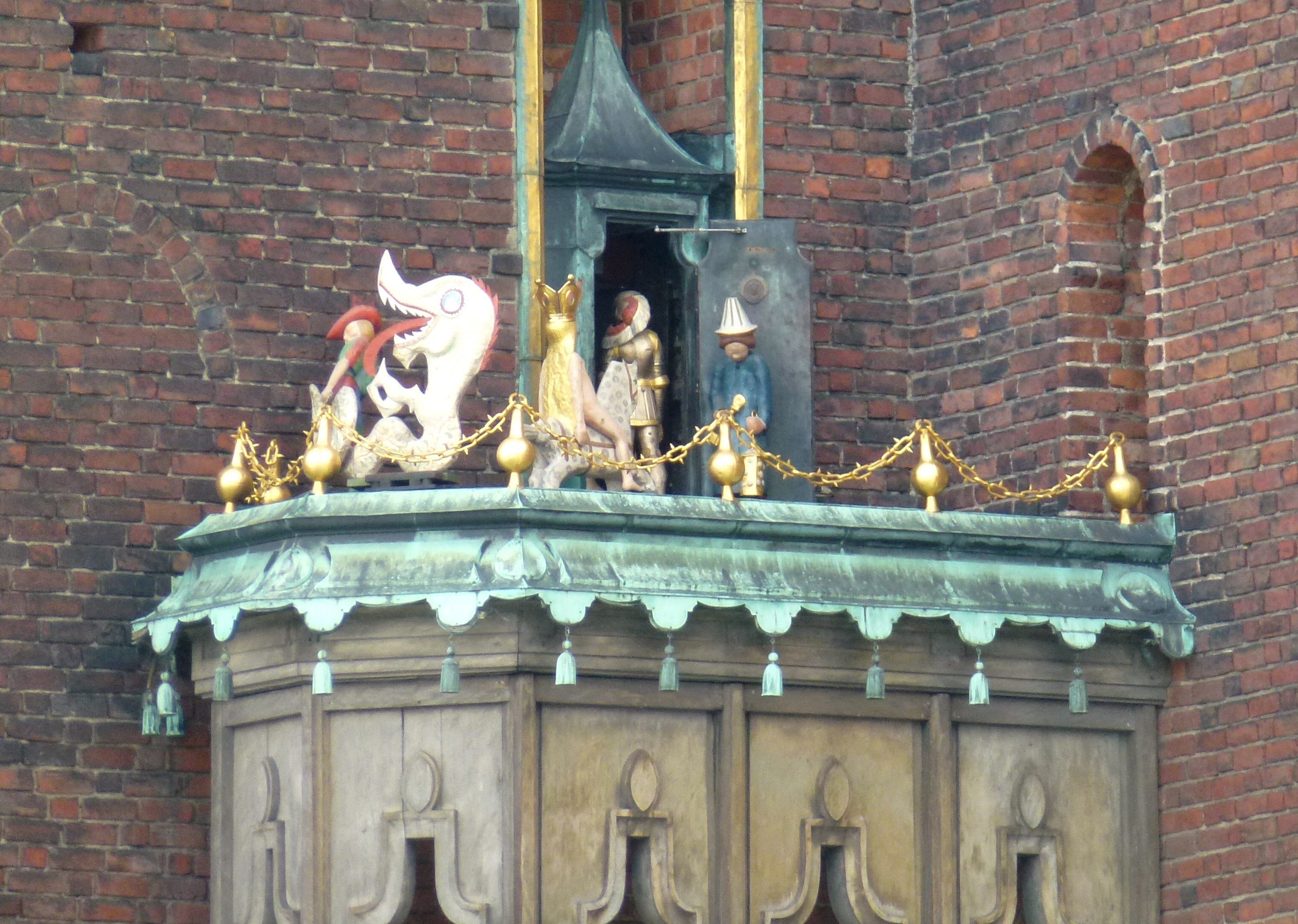
Balkongen med Sankt Göransleken.

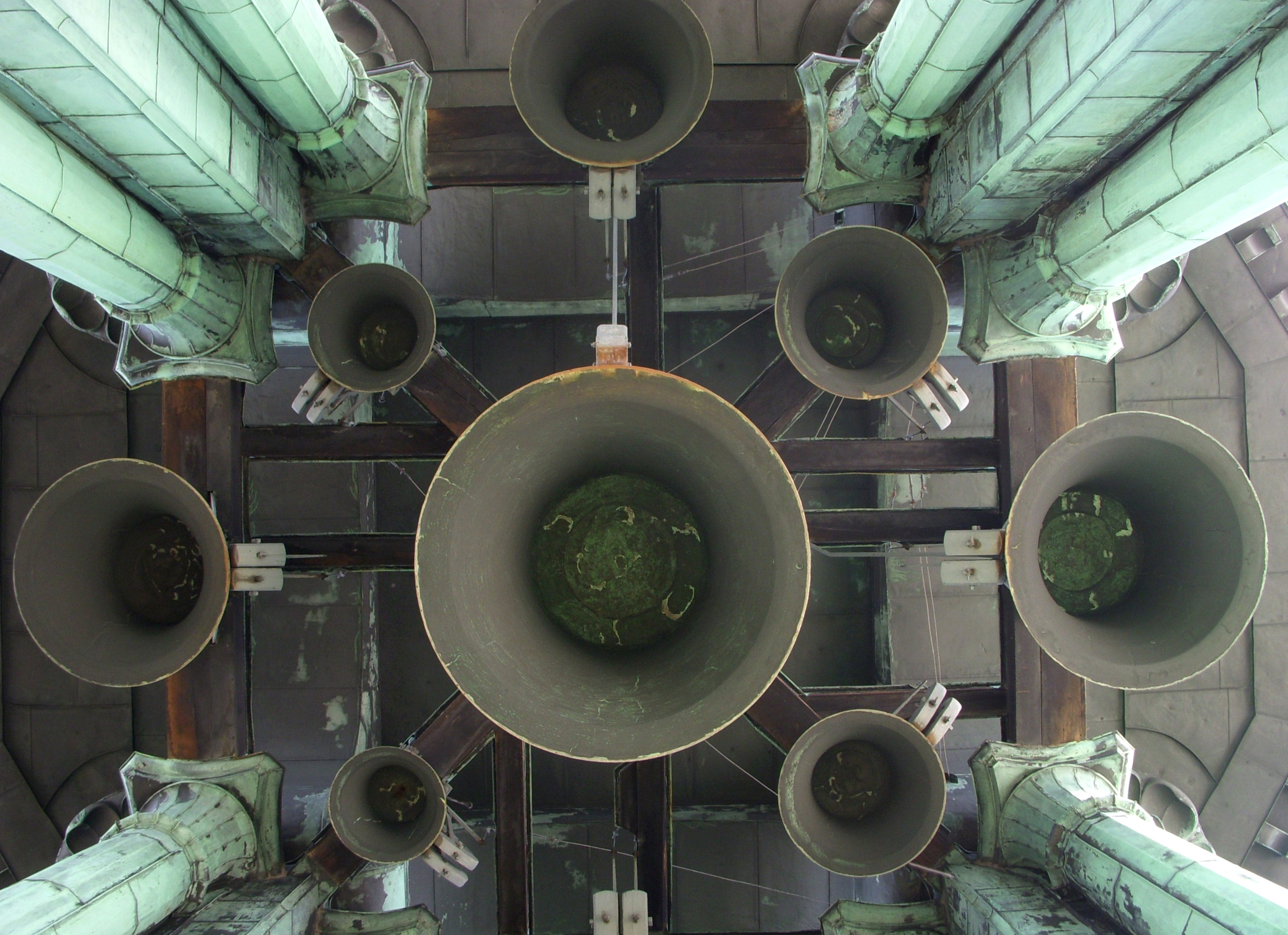
Klockorna, stora S:t Erik i mitten.

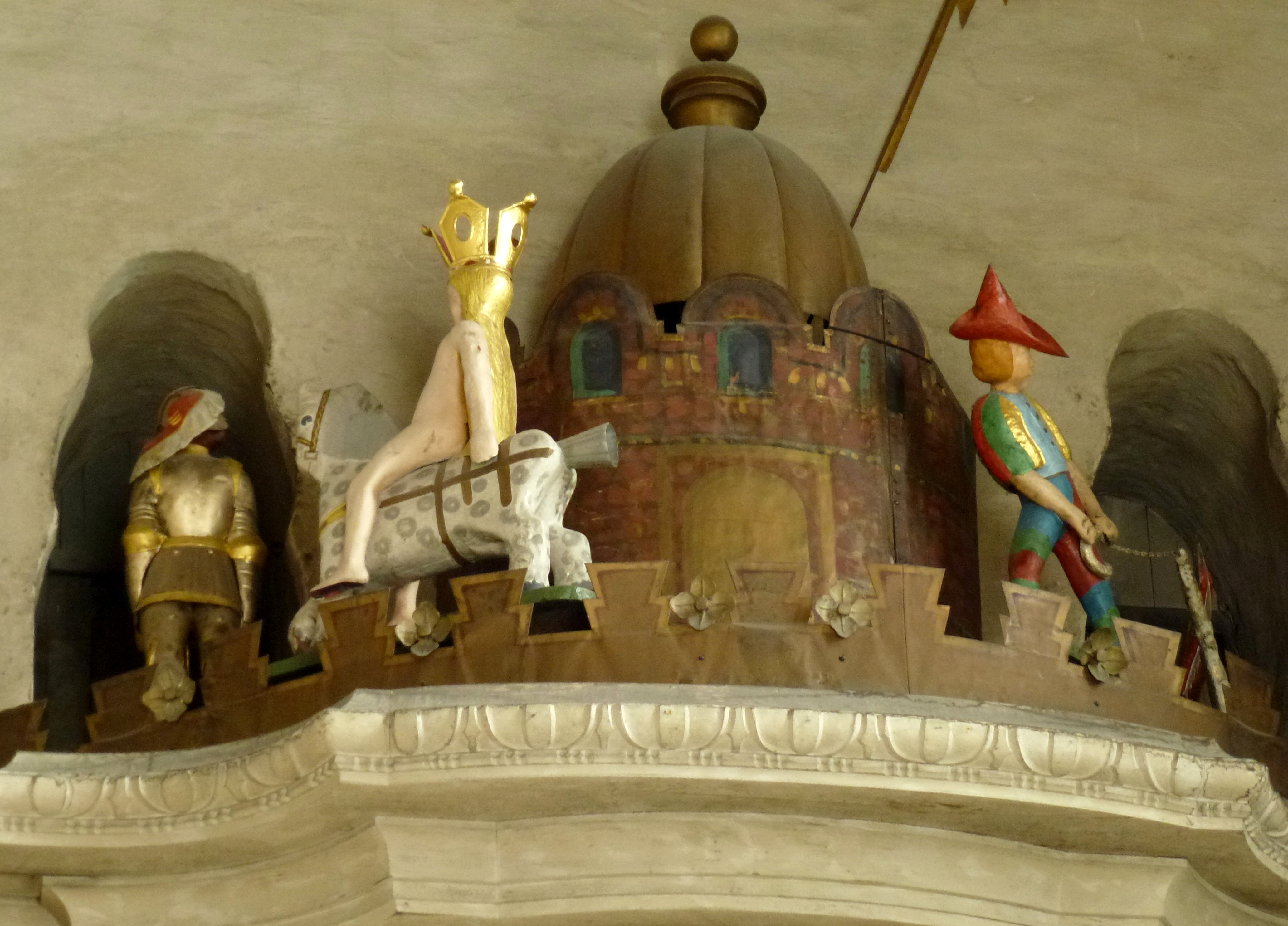
Figurgruppen i De Hundrades valv.

I torntoppen finns nio slagklockor som varje dag under sommarhalvåret spelar den medeltida Sankt Örjansvisan klockan 12 och klockan 18. Låten spelades mellan 1937 och 1970 i samband med programmet Tolvslaget i Sveriges Radio och blev en sorts signaturmelodi för Stockholm.
Klockspelet tillverkades i Nederländerna av klockgjutarfirman Petit & Fritsen och monterades slutgiltigt med viss försening sensommaren 1924. Vid invigningen 1923 hängdes klockspelet provisoriskt. Fördröjningen berodde på att man vid klockornas slutbesiktning konstaterade att klangen var oren. Samtliga klockorna togs då ner och de felaktiga återsändes till Nederländerna för omgjutning. Den största klockan väger 3 000 kg och bär namnet S:t Erik medan den minsta klockan kallas S:t Örjan. Till storklockan hade en insamling skett bland stadens anställda medan resten av klockspelet donerades av en person som ville förbli anonym.
Sankt Örjan är den äldre svenska benämningen på Sankt Georg och symbolen för det godas kamp mot det onda. Enligt legenden stred Sankt Örjan mot en drake för att rädda en jungfru. Den åldriga Sankt Örjanslåten ”lifvade” Sten Stures män under slaget vid Brunkeberg.
På tornets norra sida finns på en balkong den så kallade Sankt Göransleken vilket är en figurgrupp bestående av riddaren, den nakna jungfrun till häst, väpnaren och draken. Sommartid klockan 12 och klockan 18 ska den röra sig ut på balkongen men maskineriet fungerar inte alltid. När de inte visar sig står gruppen på en väggavsats i De Hundrades valv. Figurerna är utförda i polykromt målad och förgylld koppar av Gustaf Nilsson.
Ragnar Östberg ville även ha en urtavla i samband med spelet. Redan 1909 föreslog han ett tornur, men då vänt inåt Borgargården. År 1916 donerades tornuret ovanför Göransleken av Linderoths urfabrik. Uret har efter gammalt mönster bara timvisare och är kopplat till tornklockorna. Ett speciellt maskineri med två stora, tunga  lod driver uret, timslagen och Örjanslåten samt Göransleken.
I Blå hallen finns ytterligare ett ur, levererat av Linderoths urfabrik. Uret är integrerat i väggestaltningen ovanför Blå porten på altanen och formgiven av Ragnar Östberg. Urtavlan är utförd i kolmårdsmarmor och har en diameter på 1,25 meter. Visarna är förgyllda och timbeteckningarna består av enkla, raka streck istället för siffror.

## Invigning och byggnadsverkets mottagande

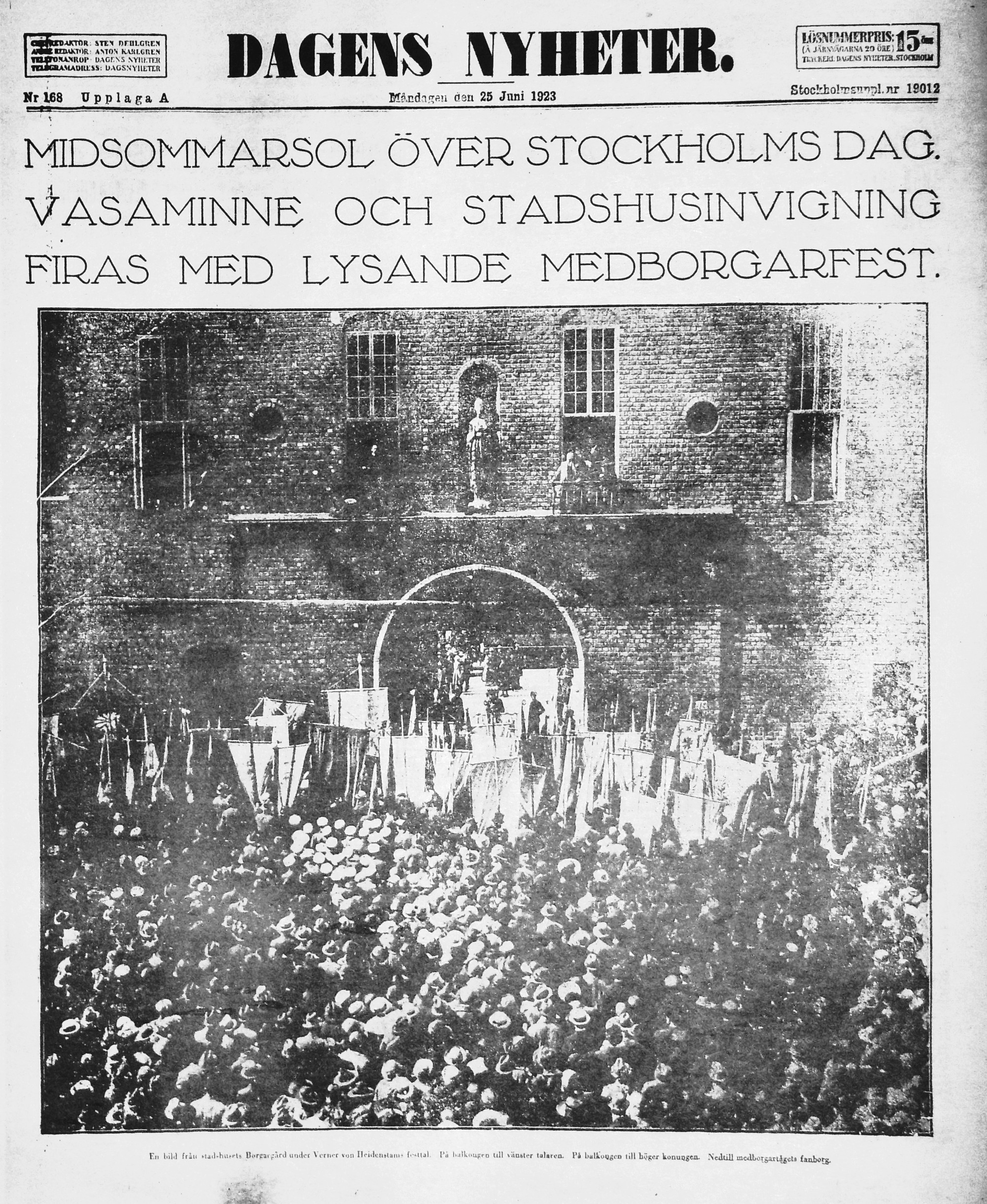
Dagens Nyheter 25 juni 1923. ”Midsommarsol över Stockholms dag”.

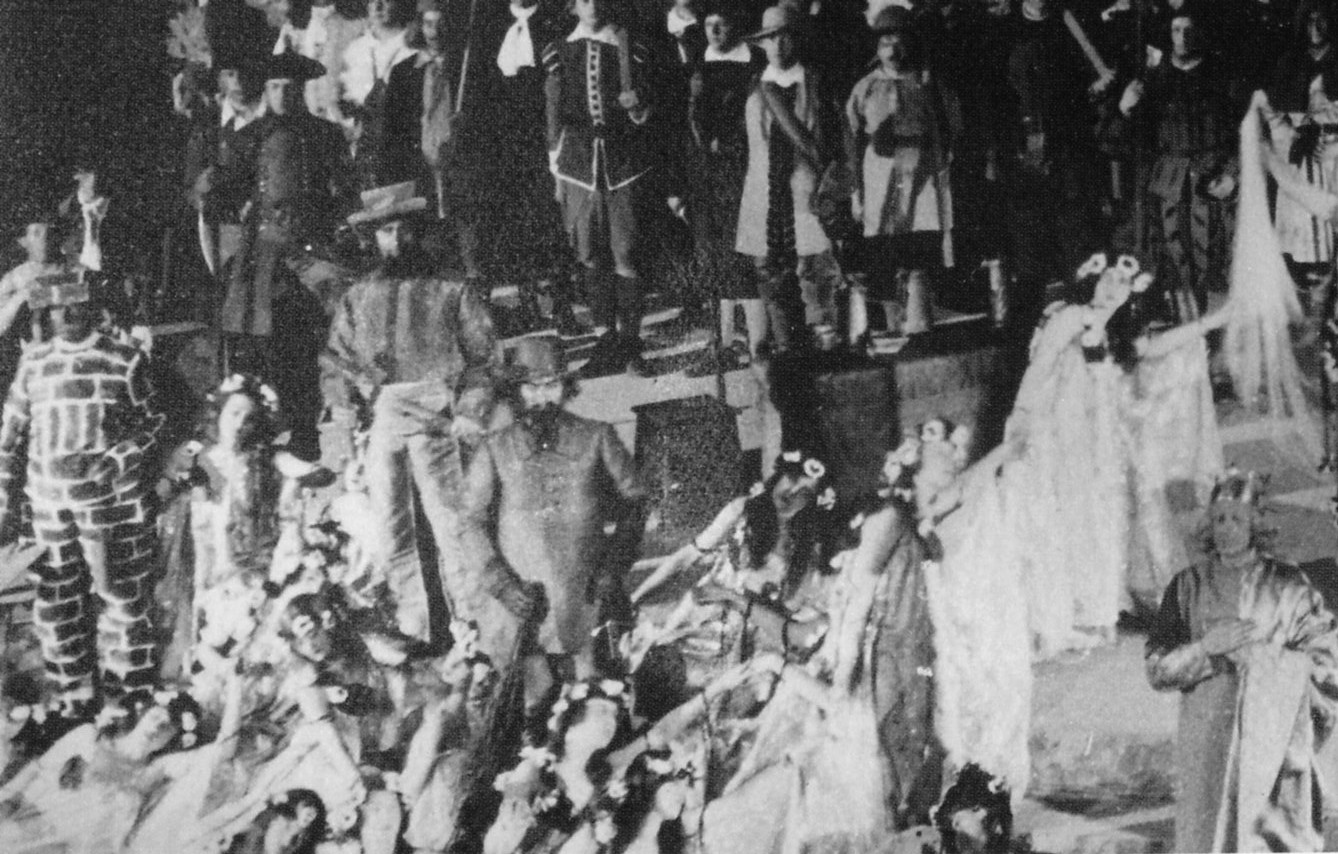
Lustspelet Taklagsölet, längst till vänster syns ”Teglet”.

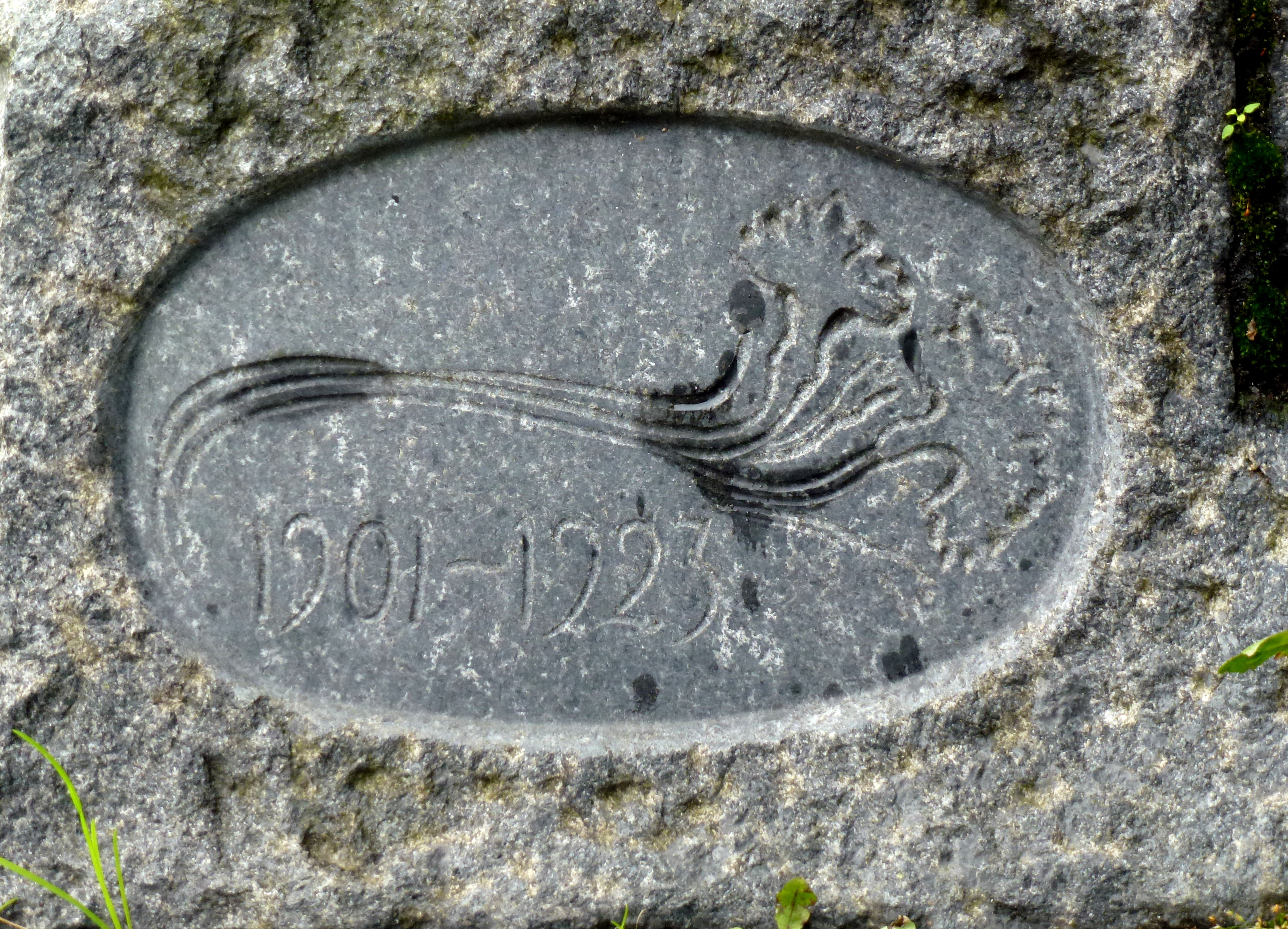
Östbergs signatur.

Stockholms stadshus invigdes på midsommaraftonen den 23 juni 1923 som man antog var fyrasekelsminnet av Gustav Vasas intåg i Stockholm (som dock i själva verket var senare den 4 juli samma sommar enligt gregorianska kalendern). Den kommitté som tillsattes påpekade visserligen att en stor del av Stockholms befolkning brukade uppehålla sig på landet den dagen, men symboliken med fyrasekelsminnet vägde tyngre. Kung Gustaf V med familj anlände med kungaslupen Vasaorden och invigningstalare var Verner von Heidenstam och Hjalmar Branting.
Av invigningsbiljetten (som kostade 1 krona) framgår bland annat: ”Tillfälle berett för beseende av vissa stadshusets lokaler“. På invigningsdagen bjöds även på lustspelet ”Taklagsölet” i Blå hallen. Taklagsölet var ett allegoriskt festspel över stadshusbygget av Sigfrid Siwertz iscensatt av Gustaf Linden och med musik av Ture Rangström. Bland skådespelarna märks Anders de Wahl som ”Festmarskalken”, Gösta Hillberg som ”Arkitekten”, Carl Barcklind som ”Grundläggaren” och Emile Stiebel som ”Sankt Erik”. Som ”Ritare” uppträdde Vilhelm Bryde som själv var arkitekt. En av skådespelarna gestaltar figuren ”Teglet” och bär en tegeldräkt samt fyrkantig tegelhatt. Dräkten finns fortfarande kvar i Stadshusets förråd.
Dagens Nyheter uppmärksammade händelsen den 25 juni 1923 med en helsidesbild på förstasidan och rubriken ”Midsommarsol över Stockholms dag. Vasaminne och Stadshusinvigning firas med lysande medborgarfest.” Efter invigningen mottogs byggnaden med ovationer av allmänheten och Östbergs kollegor. Man ansåg att Stadshuset var ”ett av vårt lands och hela vår tids märkligaste byggnadsverk”. Men samtiden var inte enbart positivt inställd, speciellt byggnadens exotiska inslag rönte kritik. Författaren Tor Hedberg frågade: ”Är det dock inte svenskt, vårt svenska stadshus?” Gotthard Johansson, arkitekturskribent främst i Svenska Dagbladet, ansåg att stadshuset med sina rötter i 1890-talet var föråldrat och inte ens Östbergs gode vän arkitekt Carl Westman tyckte att stadshuset skulle bli stilbildande för sin tid.
Stockholms stadshus blev Östbergs mästerverk och dess rykte spreds över världen. Det blev särskilt känt i den anglosaxiska världen och Östberg fick som förste svensk 1926 ta emot Royal Institute of British Architects guldmedalj. Stadshusbygget har kallats den sista ”riktiga” byggnadshyttan i Sverige, där skickliga hantverkare arbetade med uråldrig, traditionell byggnadsteknik sida vid sida med konstnärer och arkitekten, ständigt närvarande, som en dirigent mitt i det hela. På somrarna arbetade genomsnittligt 130 man med bygget på vintern cirka hälften. Östbergs ritkontor låg under lång tid i huset Hantverkargatan 1, han hade därför inte långt till byggplatsen. Han signerade även sin byggnad på stadsreliefen till höger om huvudportalen med en nejlika och årtalen 1901–1923. Han fullföljde därmed en medeltida tradition som innebar att hantverkaren signerade sitt verk med sitt bomärke.
Efter stadshusprojektet blev det tyst kring Östberg och han fick till en början inga nya större uppdrag. Tillsammans med ett biträde på halvtid väntade han på jobb i en källarlokal i Stockholm. Sjöhistoriska museet (1933–1936) på Djurgården blev hans sista stora verk. I februari 1945 drogs hans kista av hästspann över Stadshusbron, runt Stockholms stadshus och till borgargården. Där hyllades hans minne och Sankt Eriks fana sänktes till halv stång.
Fortfarande idag lovordas Östbergs Stadshuset av svenska arkitekter. I SVT2:s dokumentation från 2008 om Östberg och stadshuset är Gert Wingårdh full av beundran och hans arkitektkollega Thomas Sandell menar bland annat: ”…ja, det är bara att gratulera … gratulera Stockholmarna, gratulera Svenskarna och gratulera världen att vi fick in denna byggnad…”

## Kostnader och Kopparboken
Stadshusets byggkostnader 1911–1923 uppgick till 18 206 206 kronor, varav 1 726 206 kronor utgjorde donationsmedel (allt i 1924 års penningvärde). Därtill kom kostnaden för Eldkvarnstomten som Stockholms stad förvärvade 1902 för 1,35 miljoner kronor. Utan större donationer hade Stockholms stadshus inte kunnat fullbordas. Det gäller även yttertakens beläggning. Tre takfall (mot syd, ost och norr) är täckta med kopparplåtar, de andra taken är belagda med taktegel. För att möjliggöra denna kvalitetshöjning påbörjades i april 1920 en insamling där mer än tretusen givare donerade var sin kopparplåt. I den så kallade Kopparboken finns de tre taken med sin plåtindelning avbildade och med plåtarna numrerade. Vid namnen i boken anges vilket plåtnummer de olika givarna bekostat. Plåtarna beräknades kosta 25 kronor och vägde 6 kg per styck. Insamlingen gav närmare 87 000 kr. Det räckte och blev över till två monumentala flaggstänger. Kopparboken formgavs av Ernst Hawerman och finns i Stadshuset.
Under de över tjugo år som bygget pågick (inklusive de första Rådhusskisserna) beräknas Östberg ha tjänat omkring 200 000 kronor (=cirka 7 500 000 kronor per 2010 års penningvärde). Därav fick han dock avlöna sina medarbetare. Som tack för Ragnar Östbergs arbete beviljades han 1924 en årlig livränta på 7 000 kronor, initiativtagaren var riksdagsmannen Knut Tengdahl.

## Bilder

### Fasader

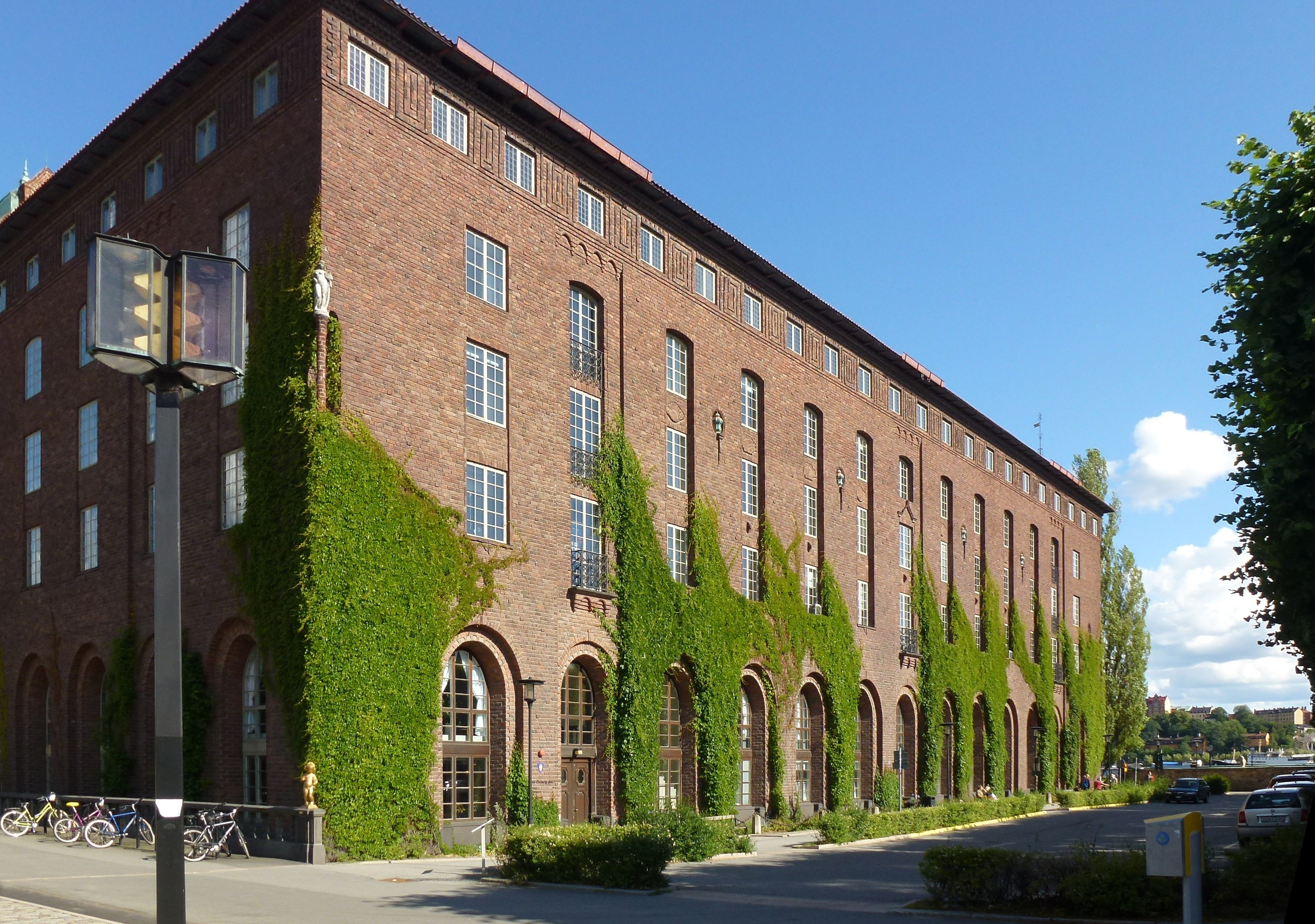
Västpartiet
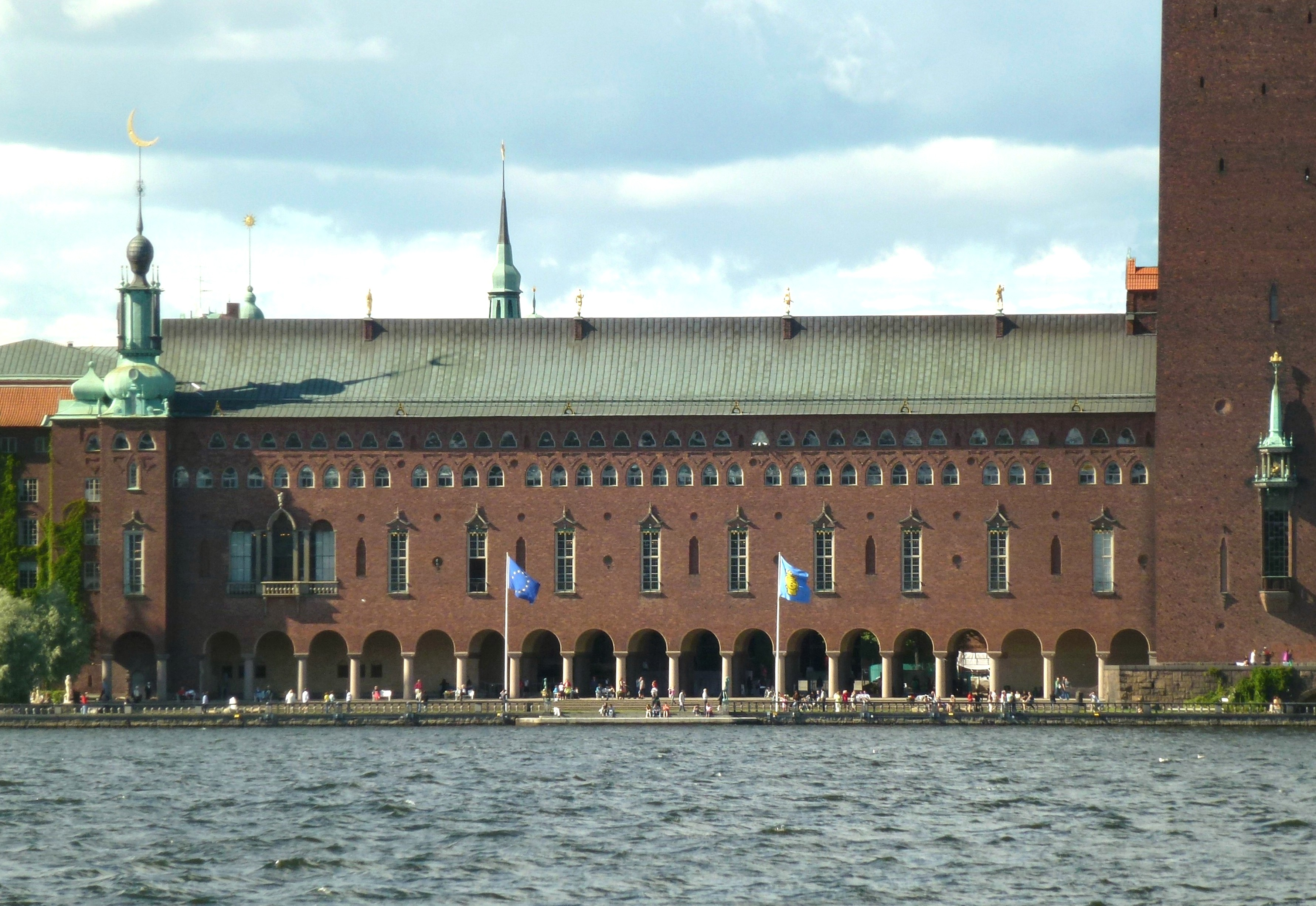
Södra längan
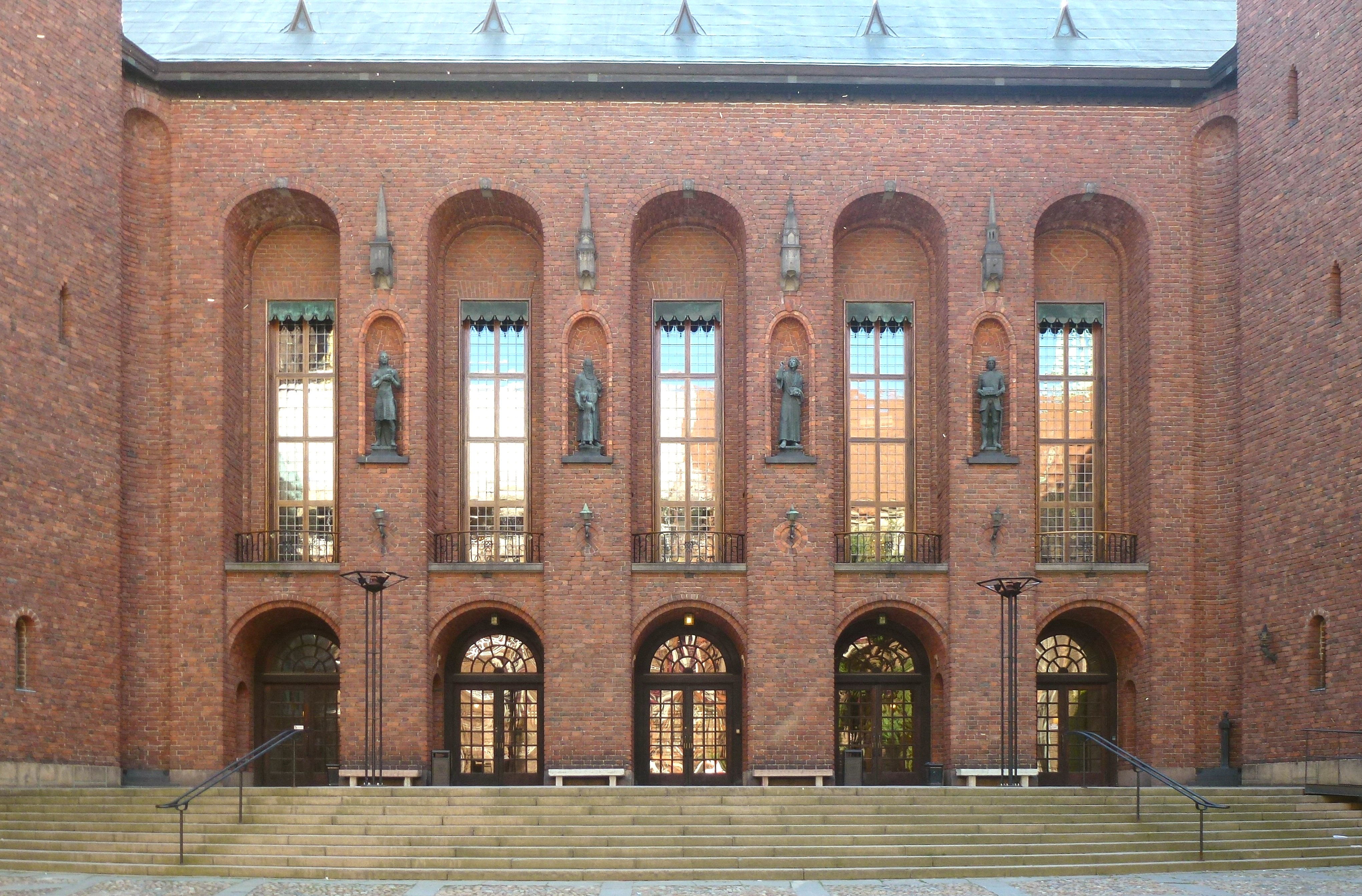
Mittpartiet, Kronfasaden
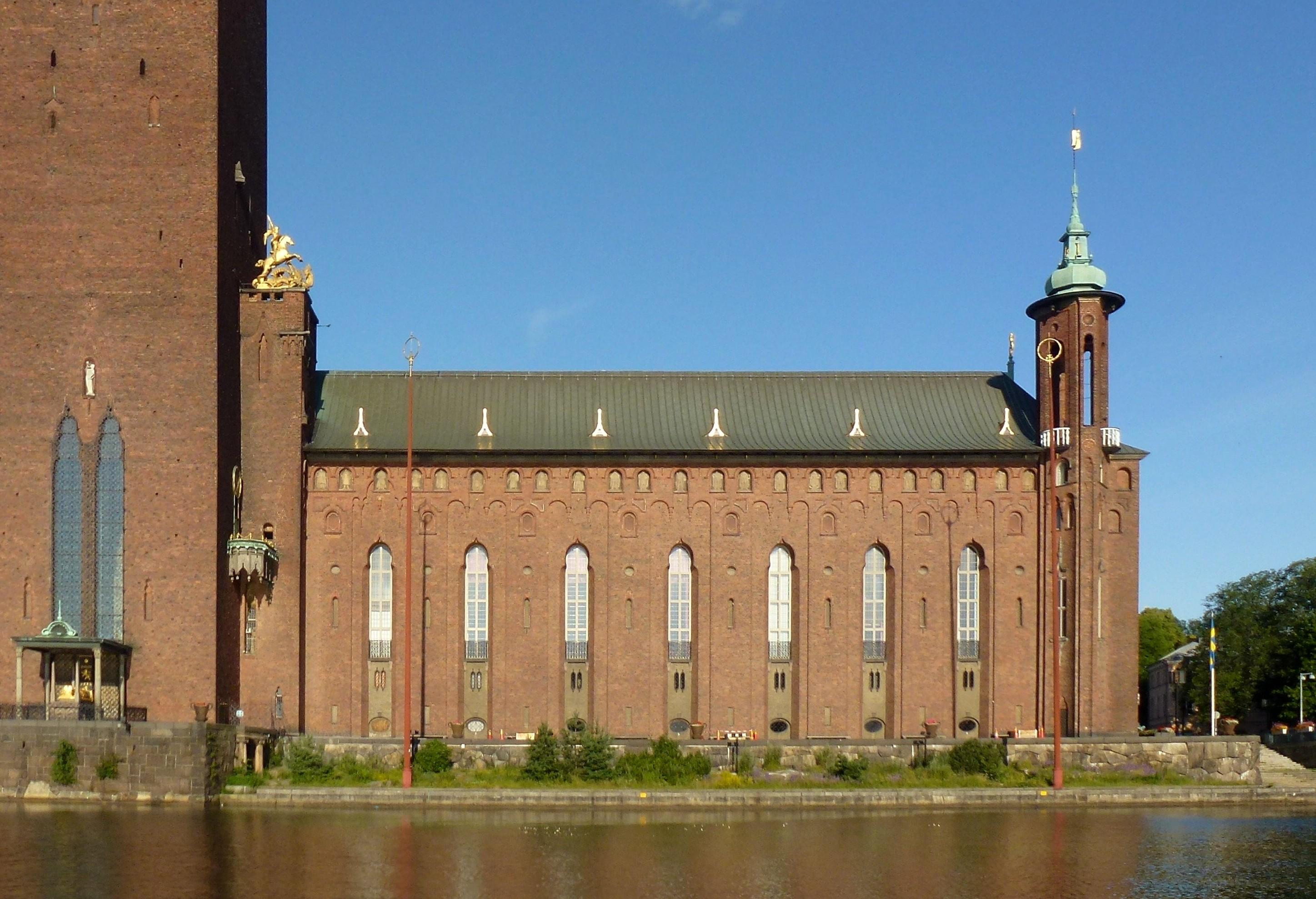
Östra längan
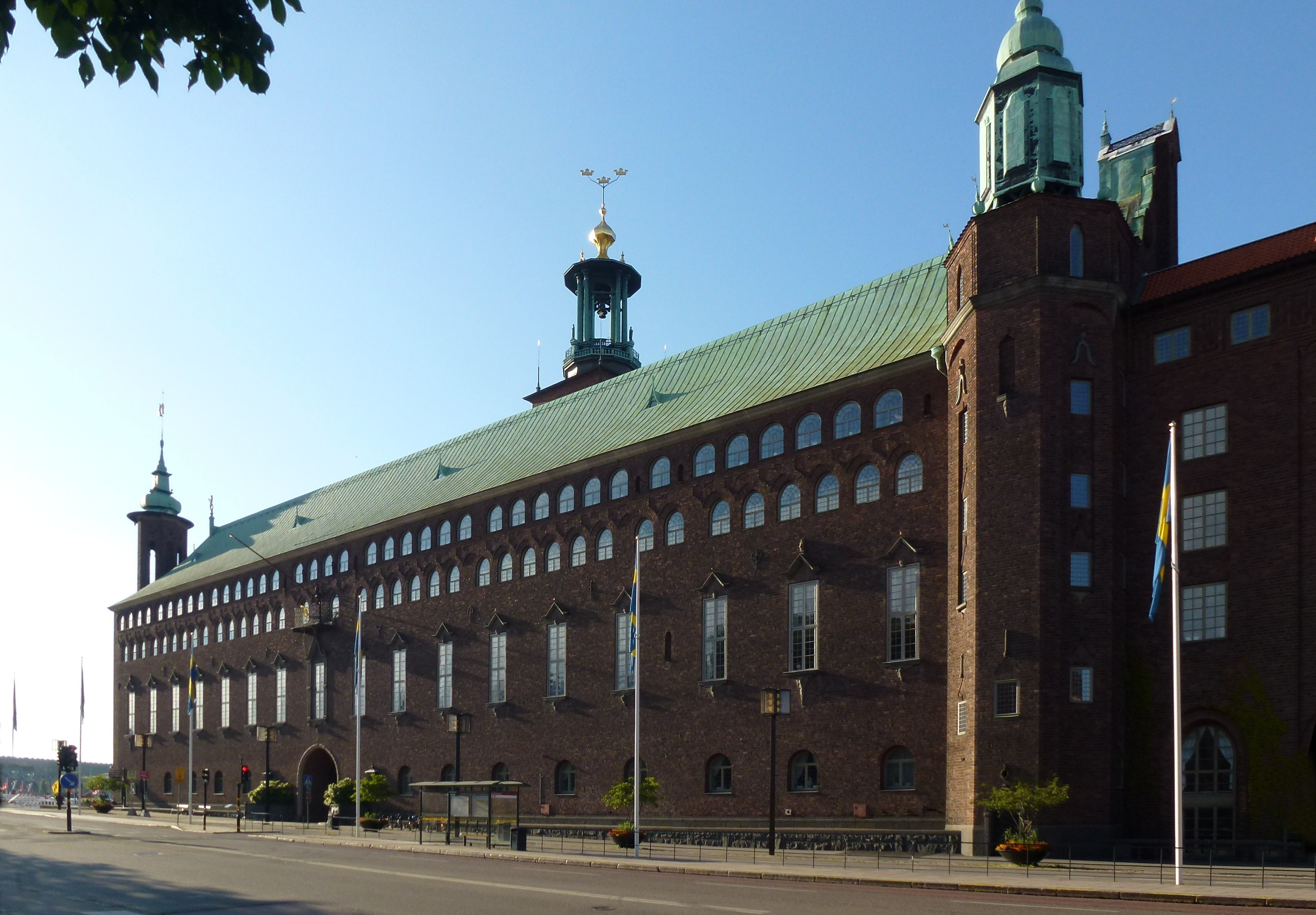
Norra längan

### Övriga exteriörbilder

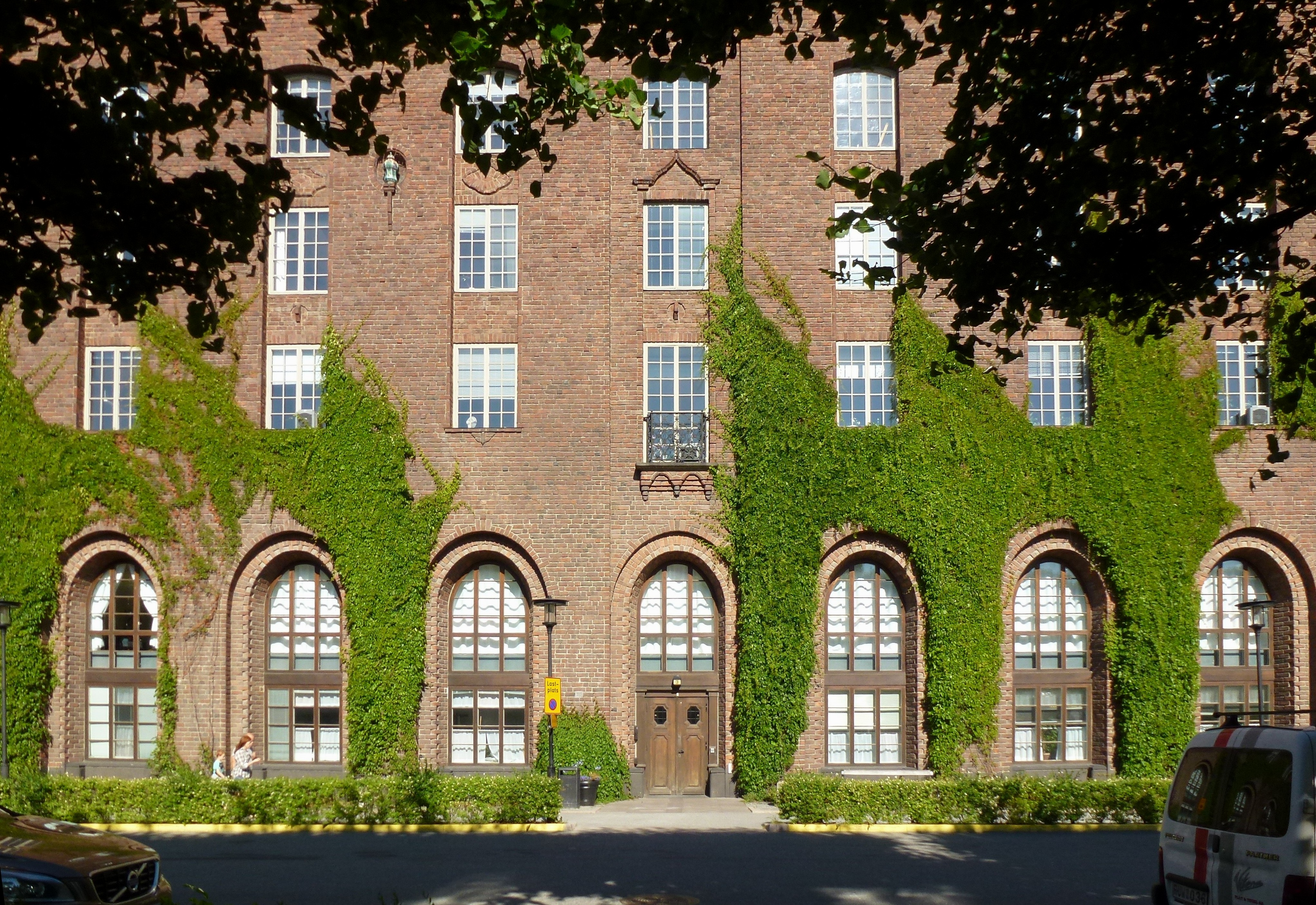
Fasad mot väst, juli 2012
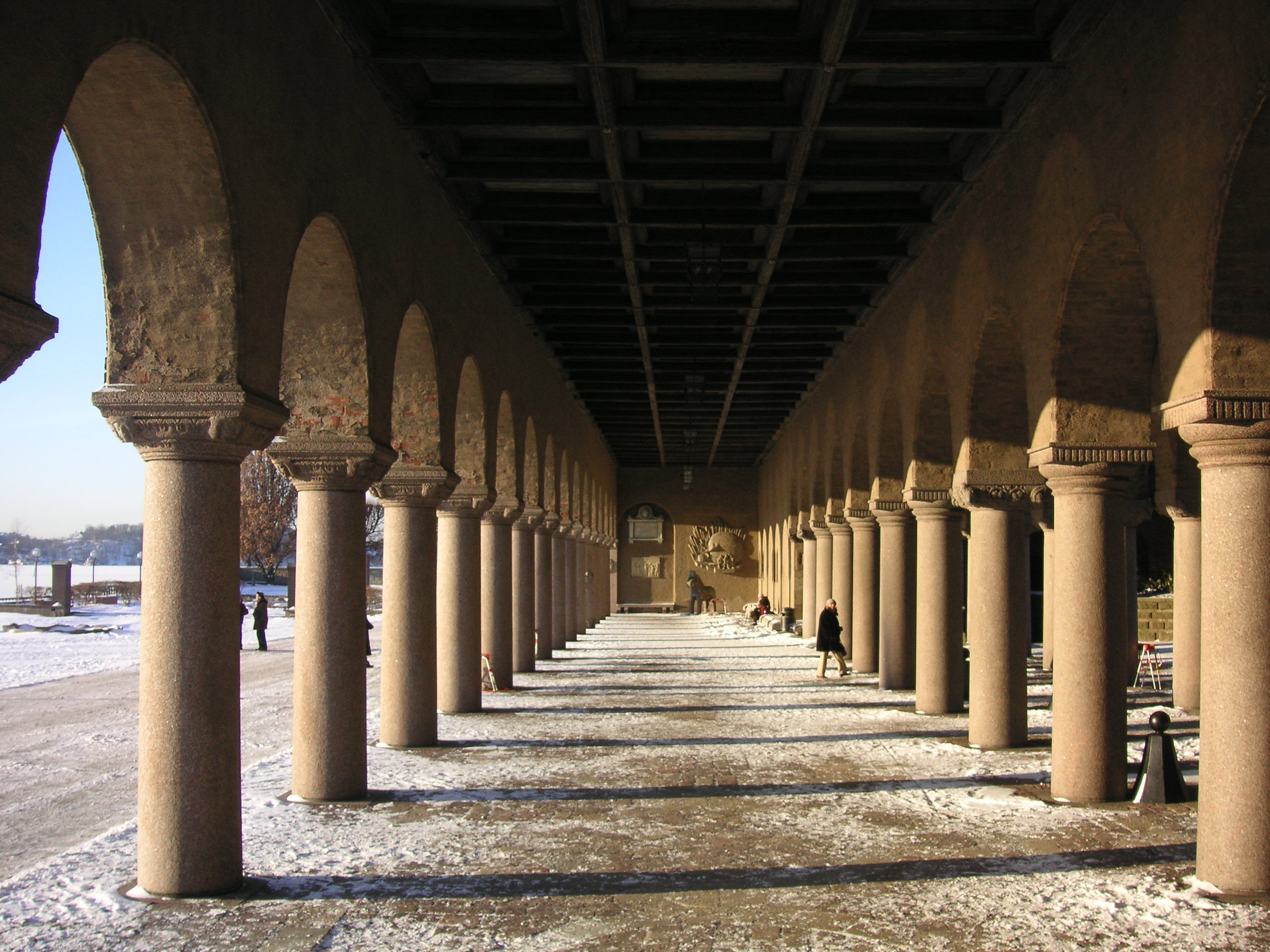
Borgargårdens arkader, vinter 2006
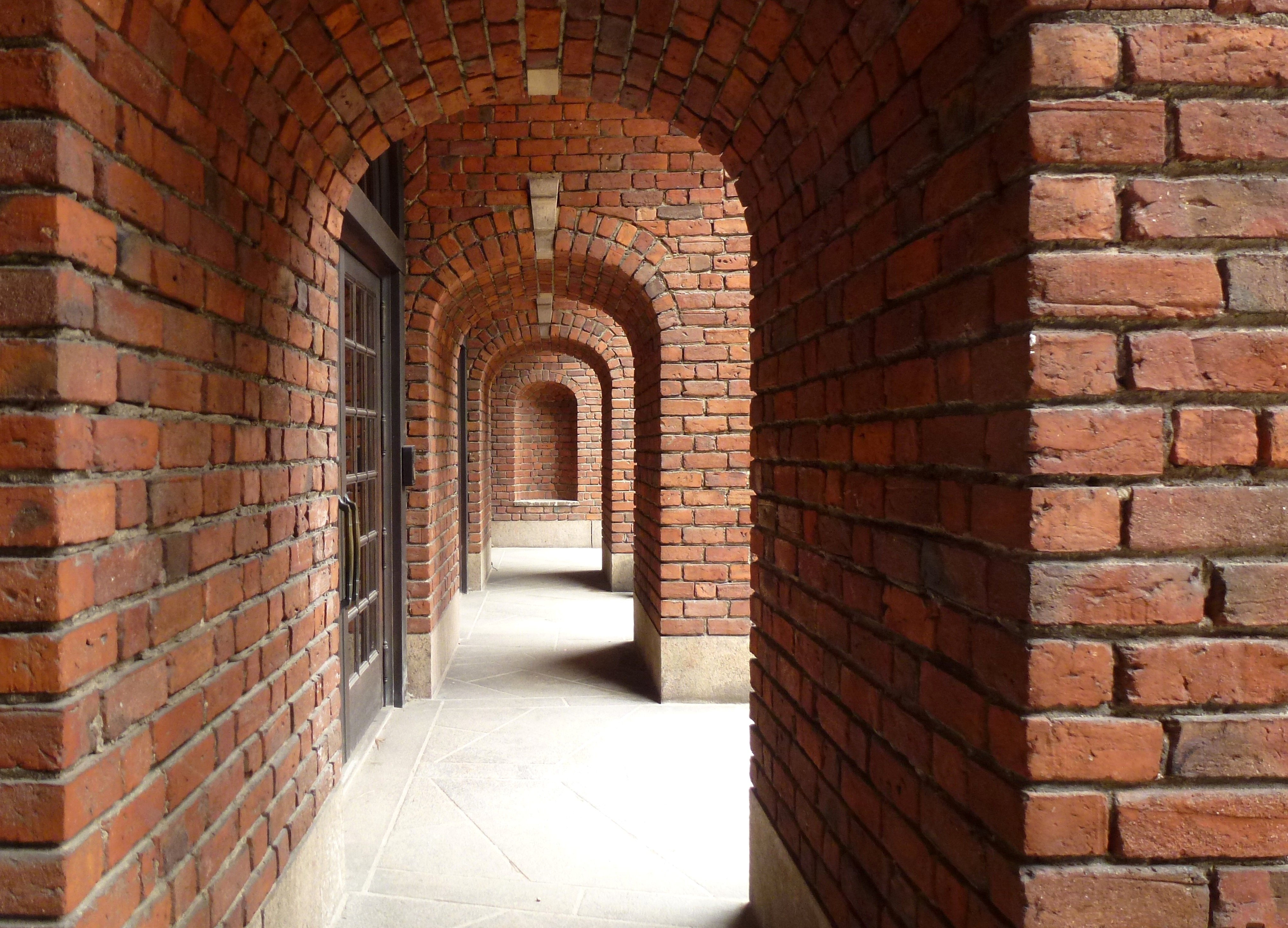
Arkader under Kronfasaden
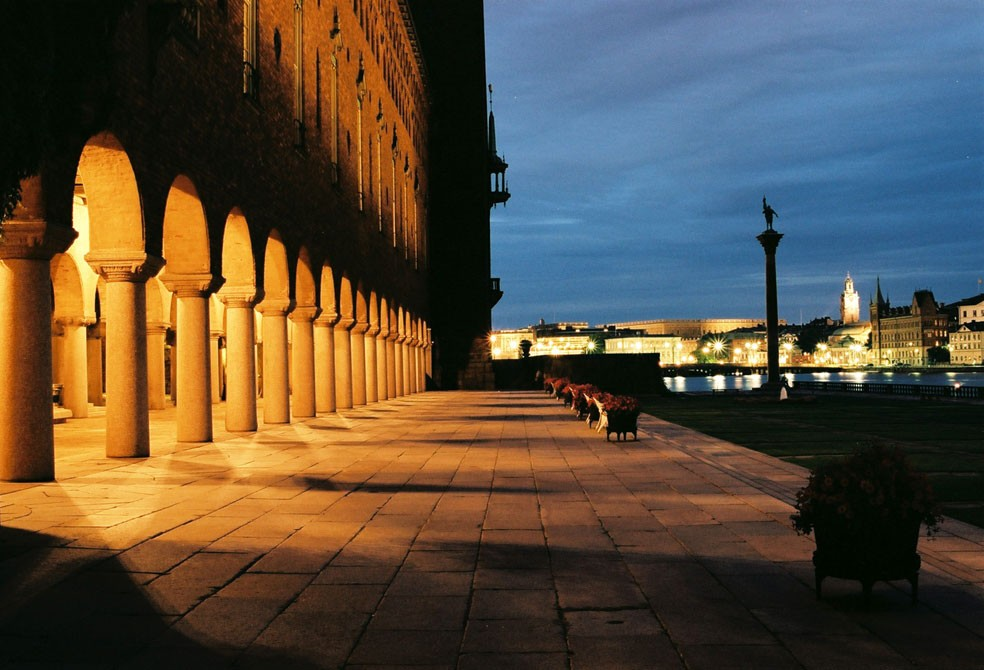
Arkader och parken på kvällen, 2004
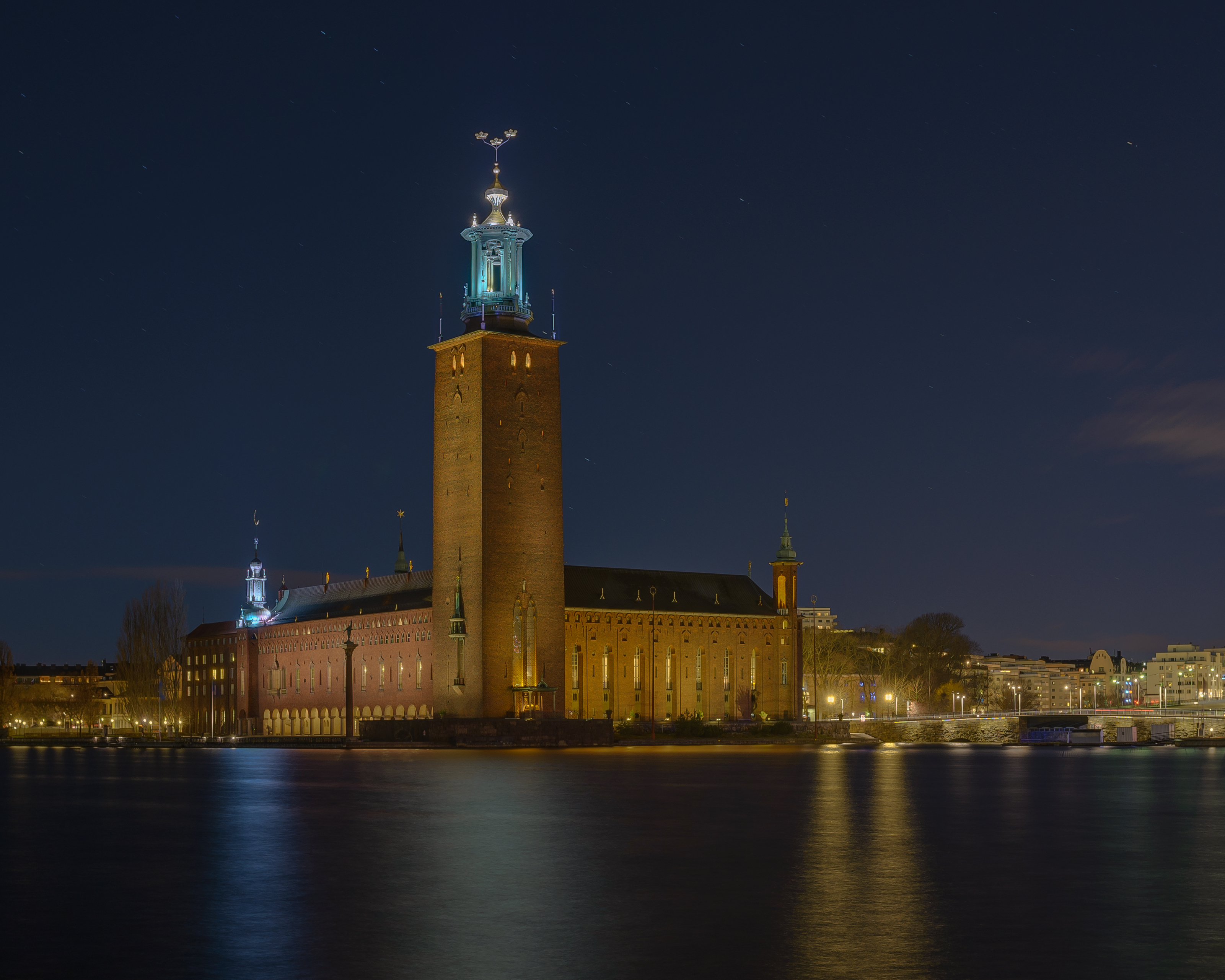
Stadshuset sett från Riddarholmen på natten.

### Stadshuset i Stockholms stadsbild

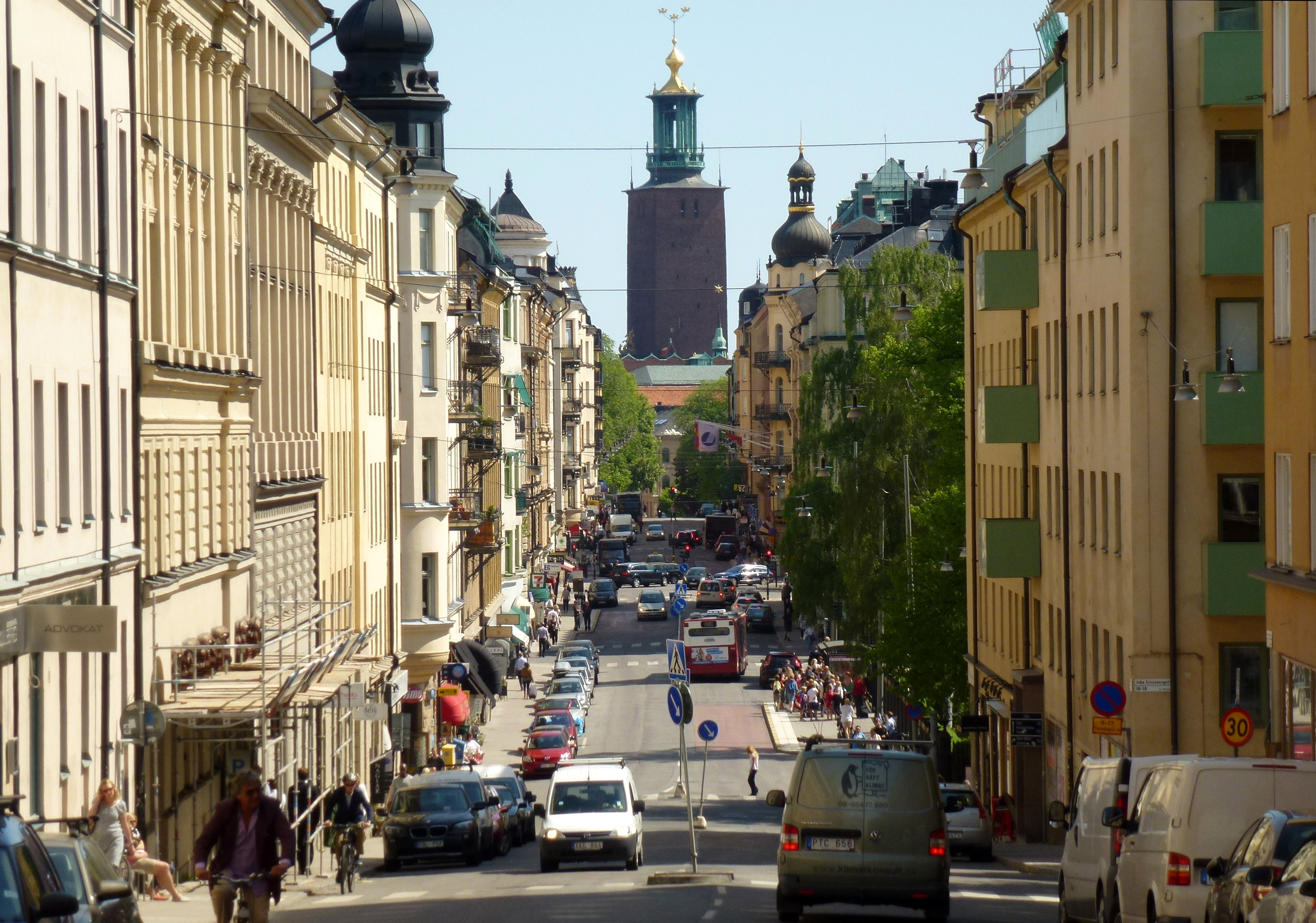
Stadshustornet sett längs Hantverkargatan
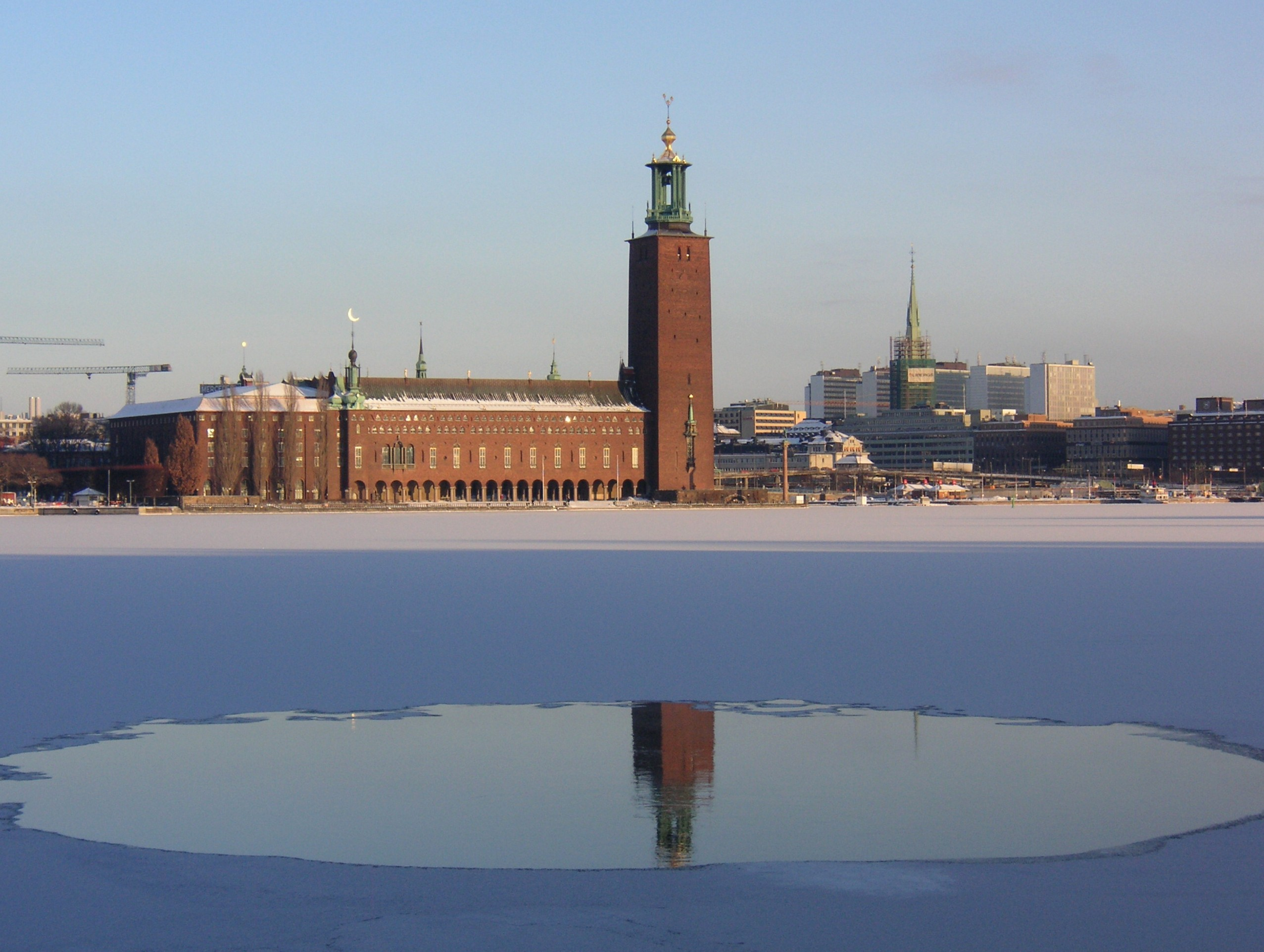
Vy från Söder Mälarstrand
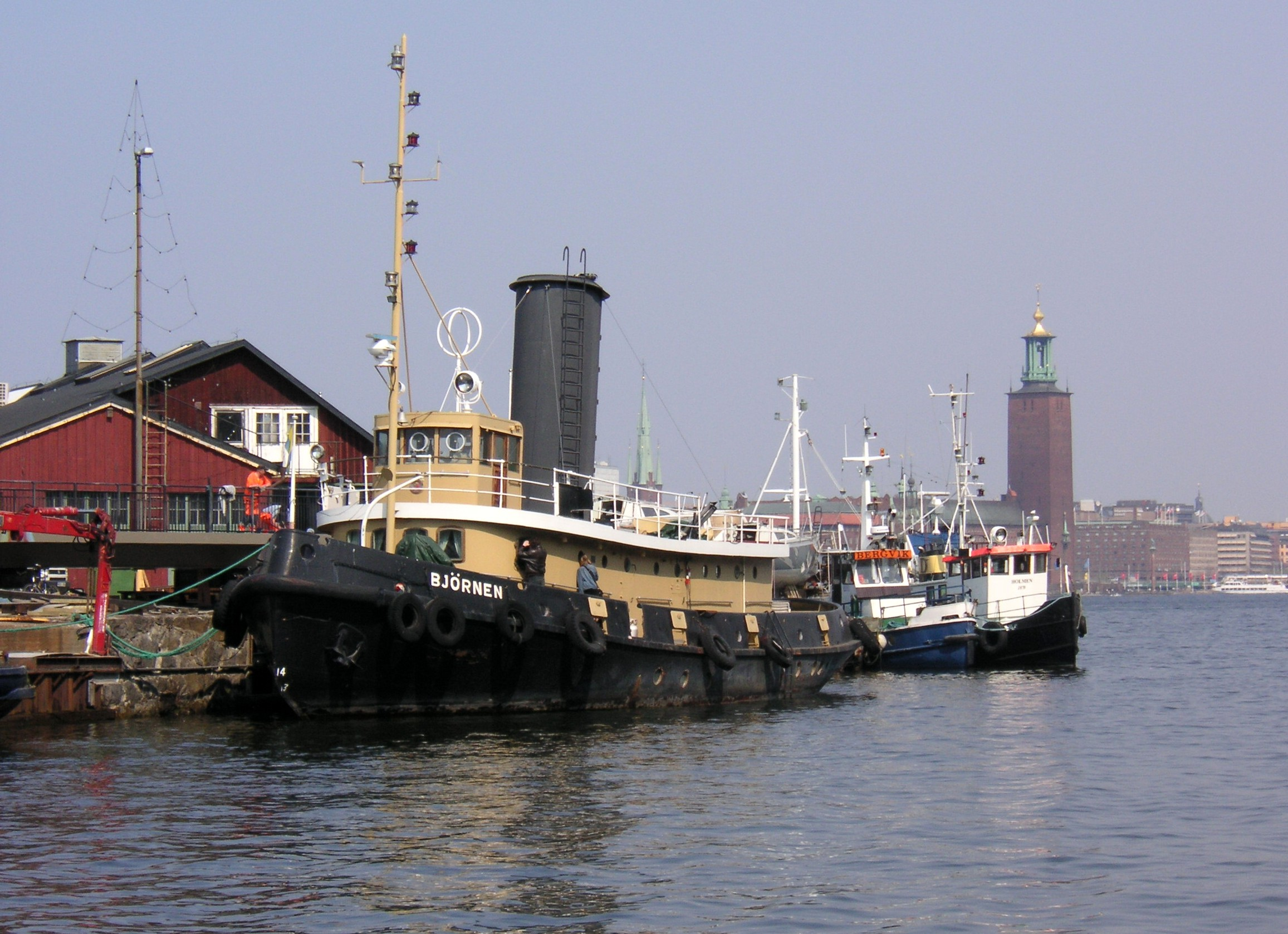
Bogserbåten Björnen och Stadshuset
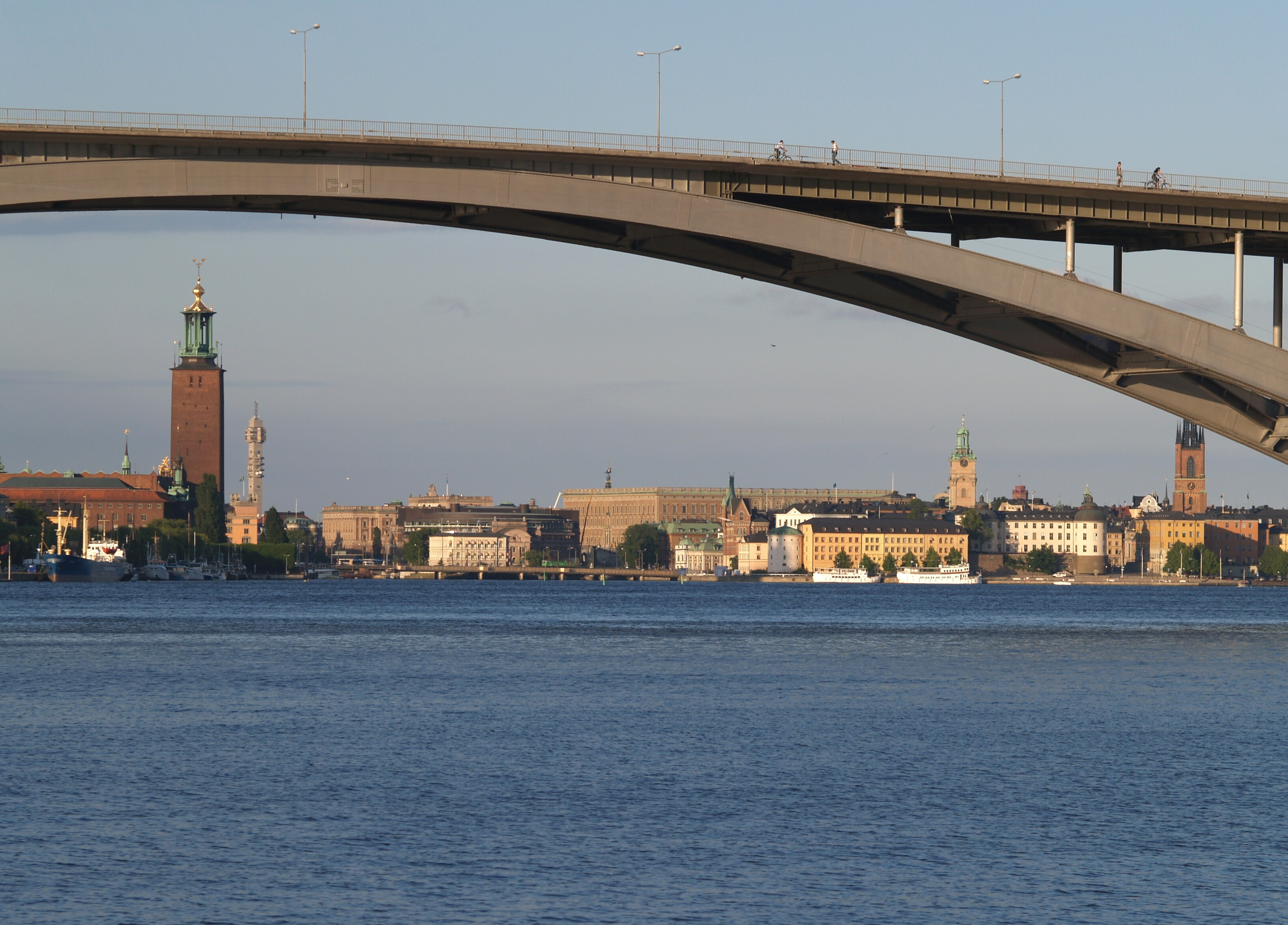
Vy under Västerbron
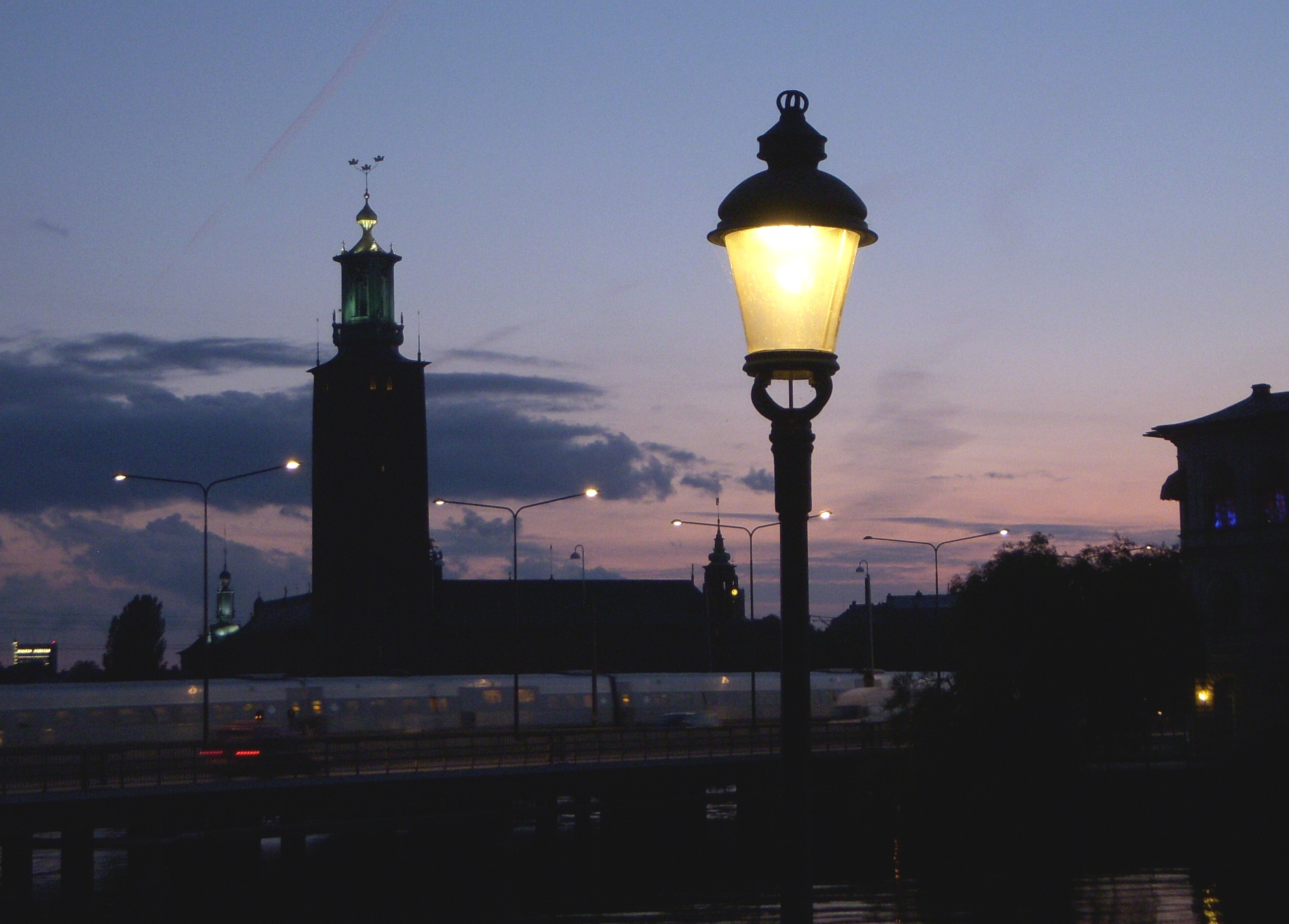
Stockholmslyktan och Stadshuset

## Evenemang
Den största och internationellt mest kända tillställningen i stadshuset är den årliga Nobelfesten, som hålls i Blå hallen efter utdelningen av Nobelpriset. På banketten serveras en middag med flera rätter, dessutom är det underhållning och dans i Gyllene salen vilket följs av media. Banketten och dansen sänds av Sveriges Television med höga tittarsiffror, och har av Kungliga Hovet jämförts med dess publika spisningar under 1700- och 1800-talen. Blå hallen används gärna för konserter och körframträdanden. Den 15 mars 1986 hölls här begravningsceremonin för statsminister Olof Palme, varunder bland andra en kör bestående av 250 barn ledd av Kjell Lönnå uppträdde. Minneshögtiden för Anna Lindh hölls fredagen den 19 september 2003 i Stockholms stadshus. Högtiden inleddes med att Eva Dahlgren sjöng Ängeln i rummet.
Stockholms stadshus förrättar även borgerliga vigslar, vilket enbart sker på helgfria lördagar mellan klockan 12.00 och 18.00. Det är populärt att gifta sig i stadshuset och väntetiden kan vara mer än fyra månader. Vigseln äger rum i Ovalen där upp till femton gäster (barn ej medräknade) kan närvara vid ceremonin som tar fem minuter att genomföra. Vigseln förrättas av särskilda borgerliga vigselförrättare.
Stadshuset hyser dock inte bara fest och glamour. Stockholms kommun styrs från Rådssalen, där Stockholms kommunfullmäktige sammanträder var tredje måndag, och cirka 200 personer – både politiker och tjänstemän – har sina arbetsplatser i stadshuset.

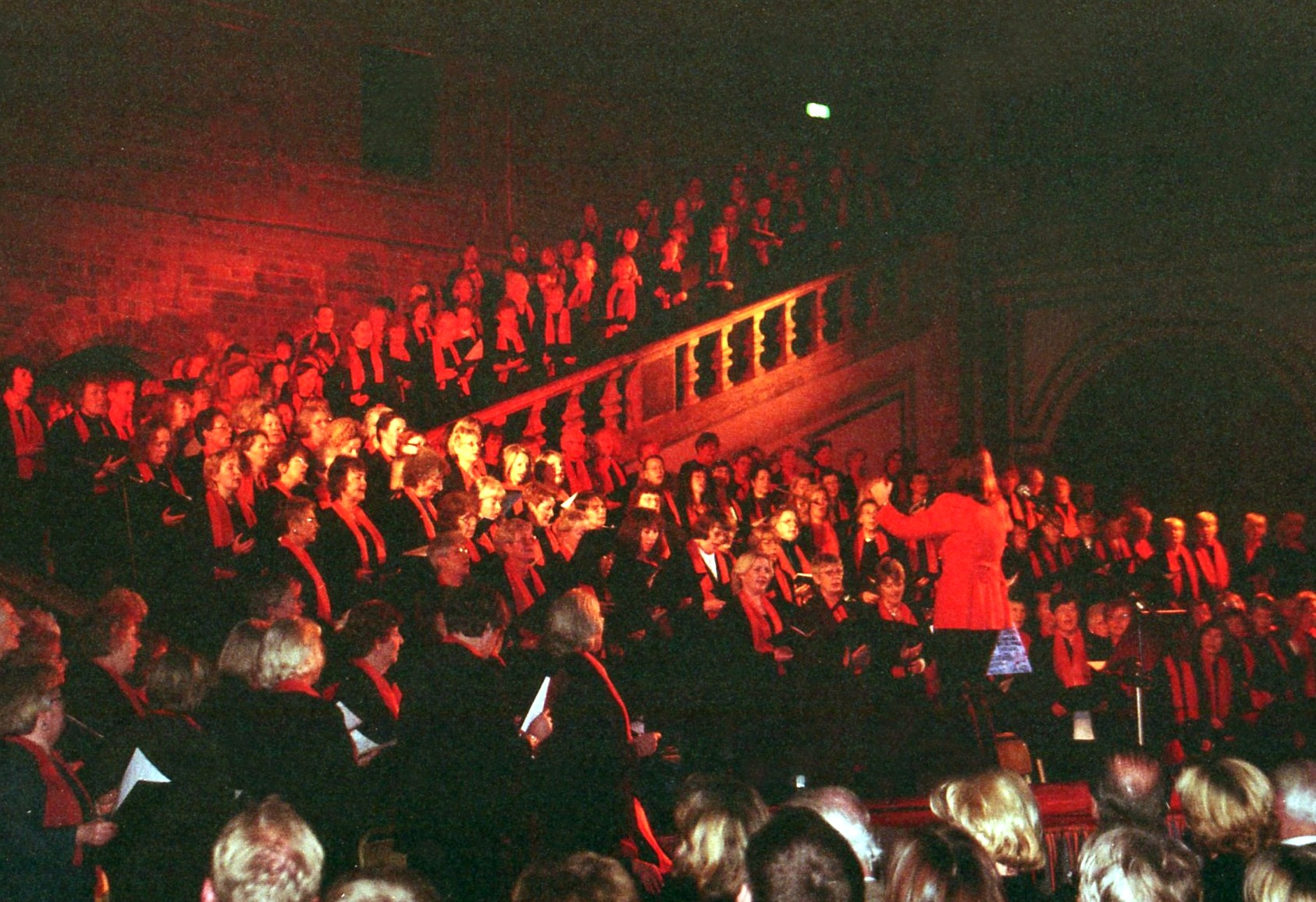
Kör-för-alla i Blå hallen (2001).
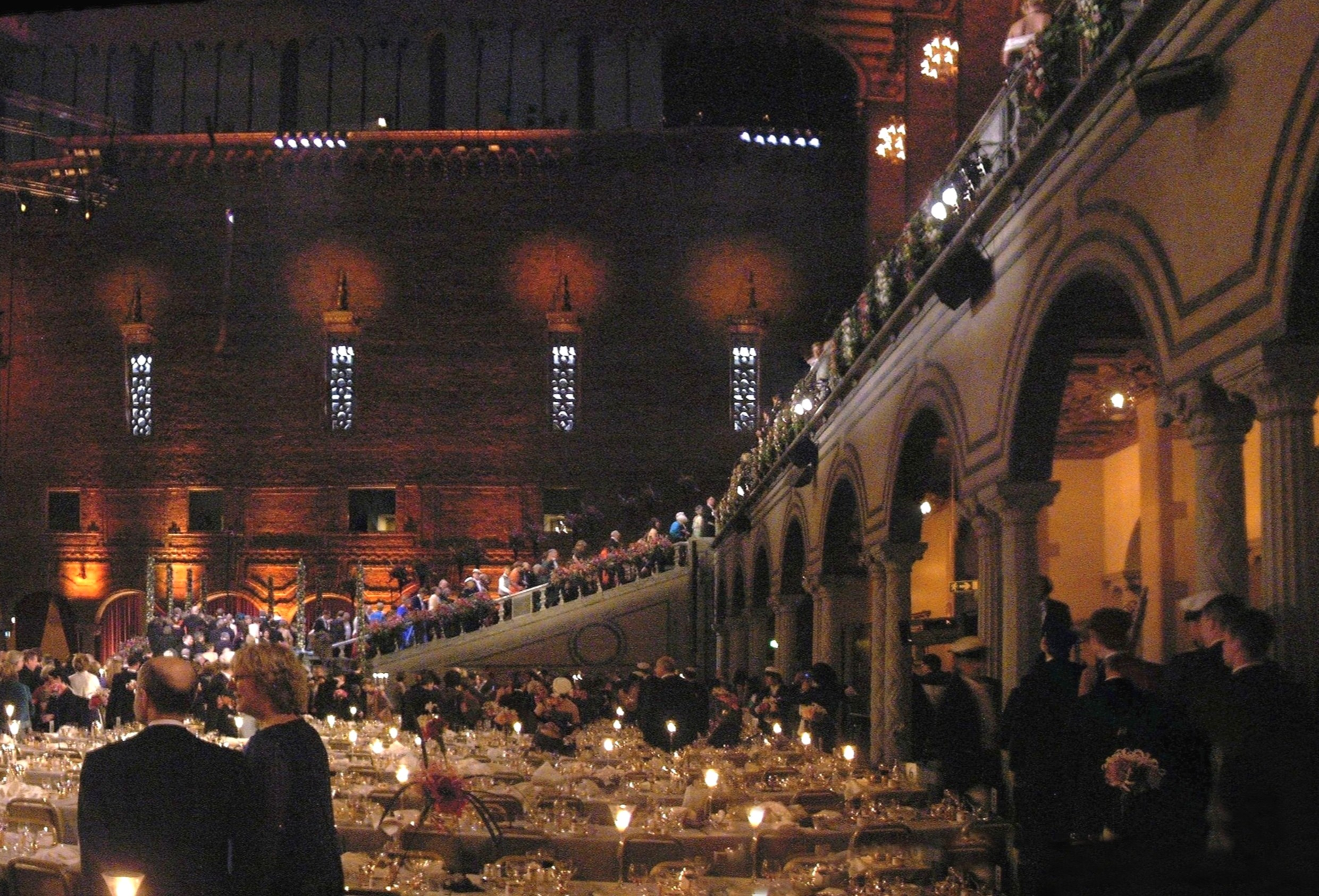
Nobelfesten i Blå hallen (2005).
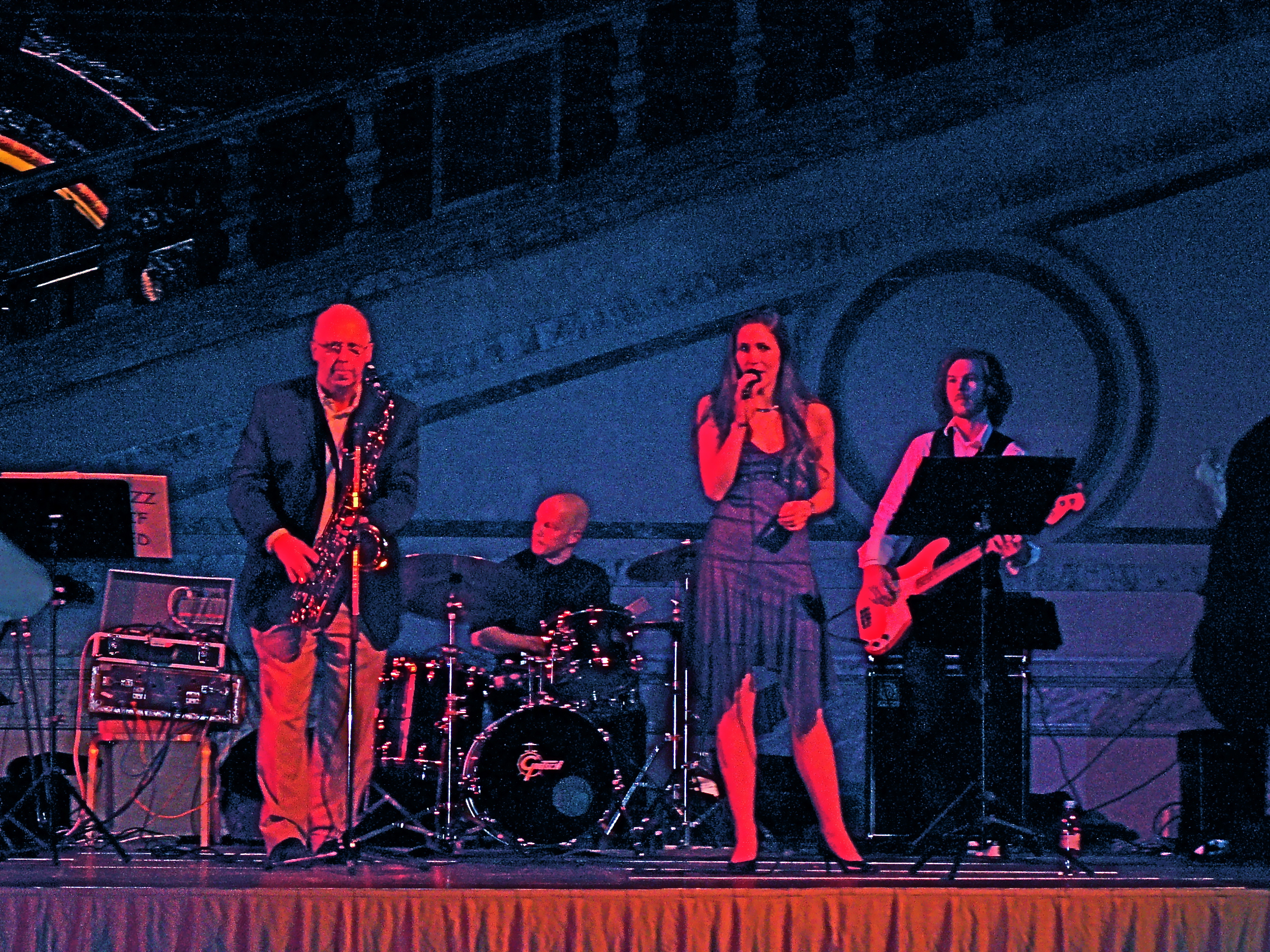
Jazztified i Blå Hallen (2008)
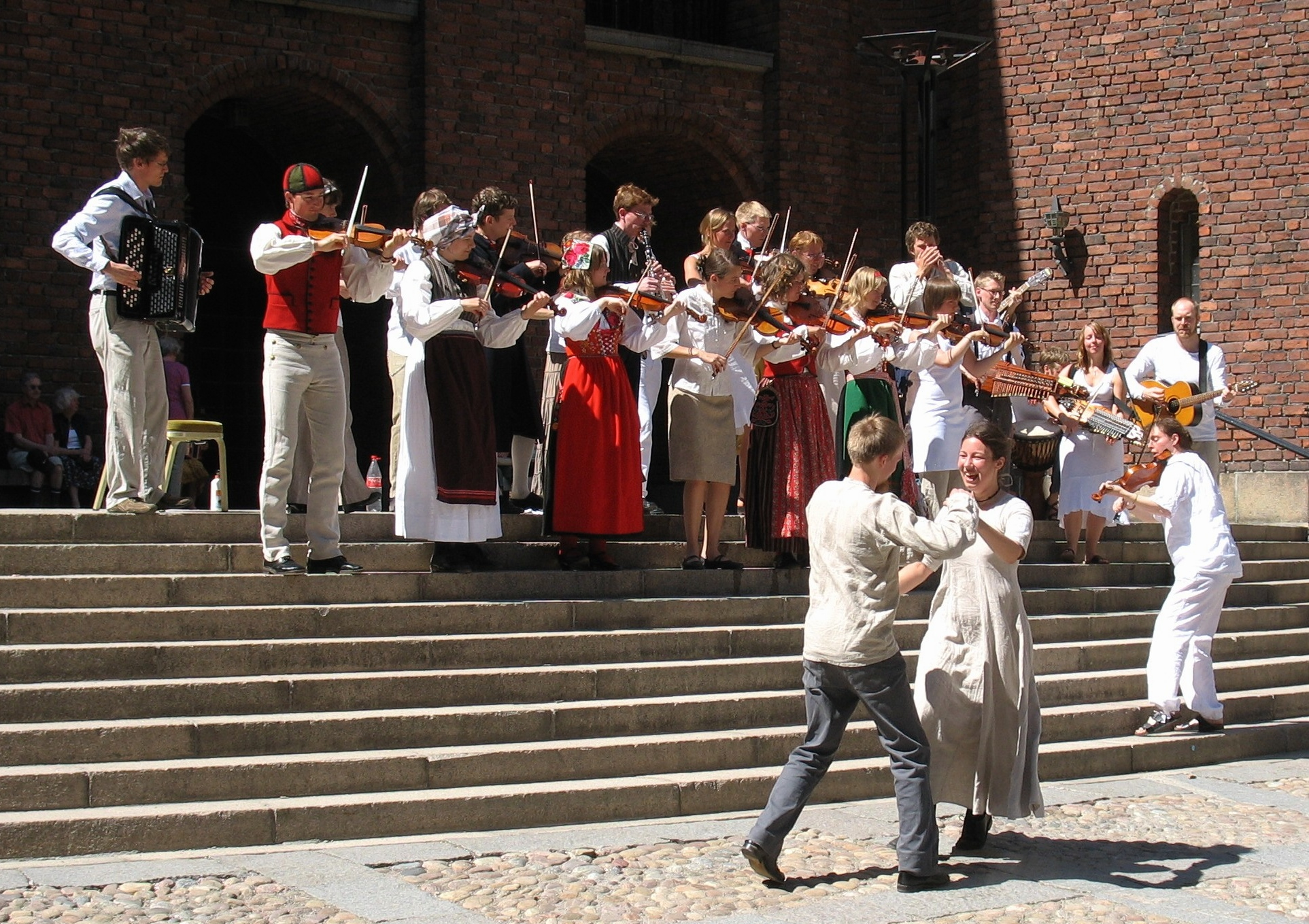
Folkdans i Borgargården (2007).
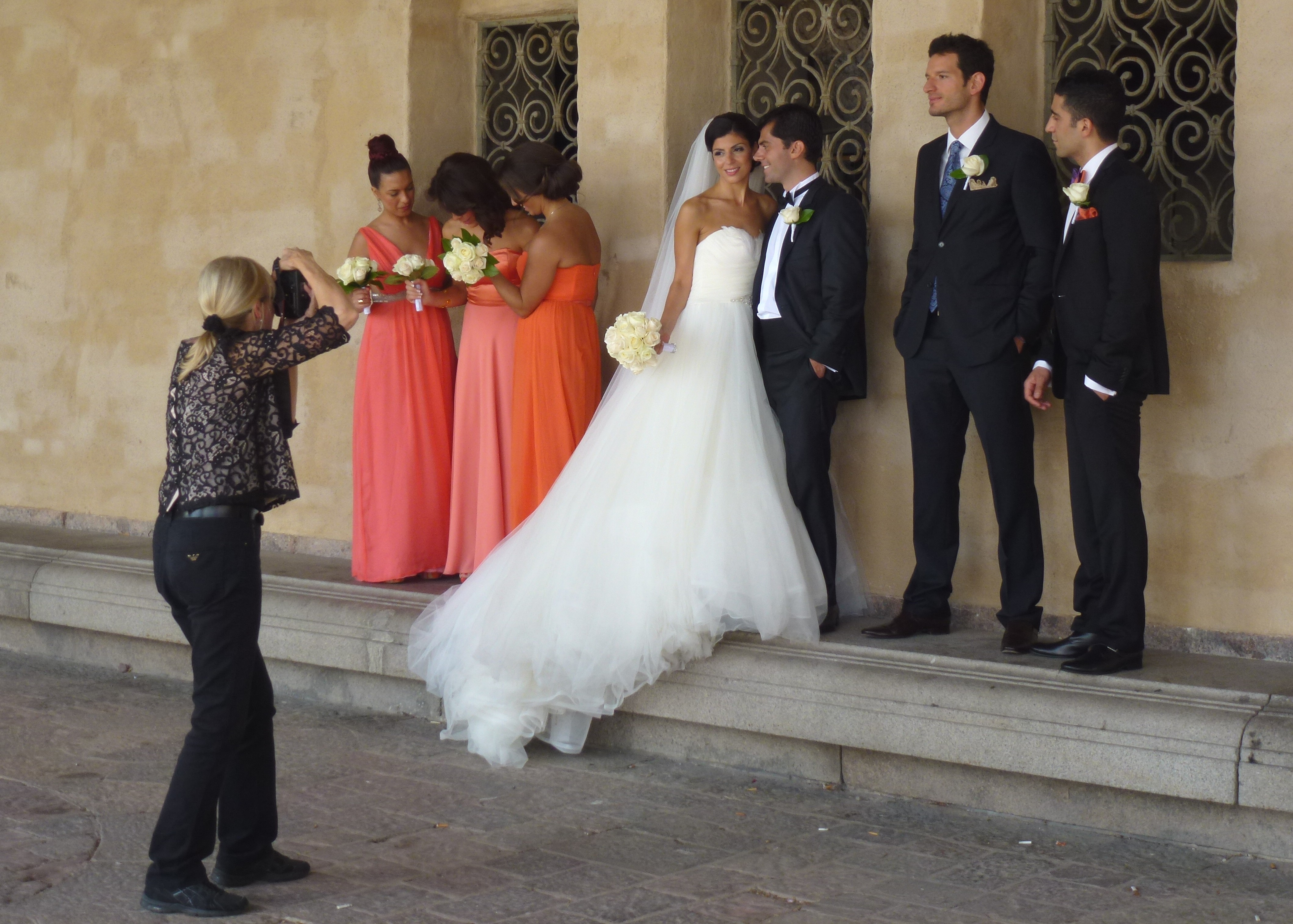
Vigsel varje lördag klockan 12–18.

## Interiör
I stadshuset ryms både kontor, sammanträdeslokaler och festsalar.

### Blå hallen
Blå hallen är inte blå, eftersom Östberg ändrade sig när han såg det vackra röda teglet och avstod därför ifrån att lägga på blå puts. För att ge teglet lite extra struktur lät han hamra ytan. Stadshusorgeln i Blå hallen är med sina 10 271 pipor fördelade på 135 stämmor Skandinaviens största musikinstrument. Blå hallen är känd för festligheterna i samband med utdelningen av Nobelpriset. Efter middagen i Blå hallen tar Nobelbankettens gäster trappan upp till Gyllene salen för att dansa.

### Gyllene salen
En trappa upp ligger Gyllene salen, som fått sitt namn efter de dryga 18,6 miljoner mosaikbitar av färgat glas och guld som pryder väggarna. Mosaiken, som skapades av den då bara trettioårige Einar Forseth, visar motiv ur Sveriges historia och bilder av kända svenska personer. Mälardrottningen, symbolen för Stockholm, upptar hela fonden. I sina händer håller hon spiran och kronan och i hennes sköte syns Stockholms stadshus. Vid hennes högra hand finns moderna stadsmotiv från New York och Paris och vid hennes vänstra hand exotiserande motiv från orienten – symboler för Västerland respektive Österland. Mosaiken sattes ihop åren 1921–1923 av den välrenommerade tyska mosaikfirman Puhl & Wagner i Berlin till en kostnad av 345 000 kronor. Finansieringen blev möjlig genom en donation av Josef Sachs, grundaren av Nordiska Kompaniet.

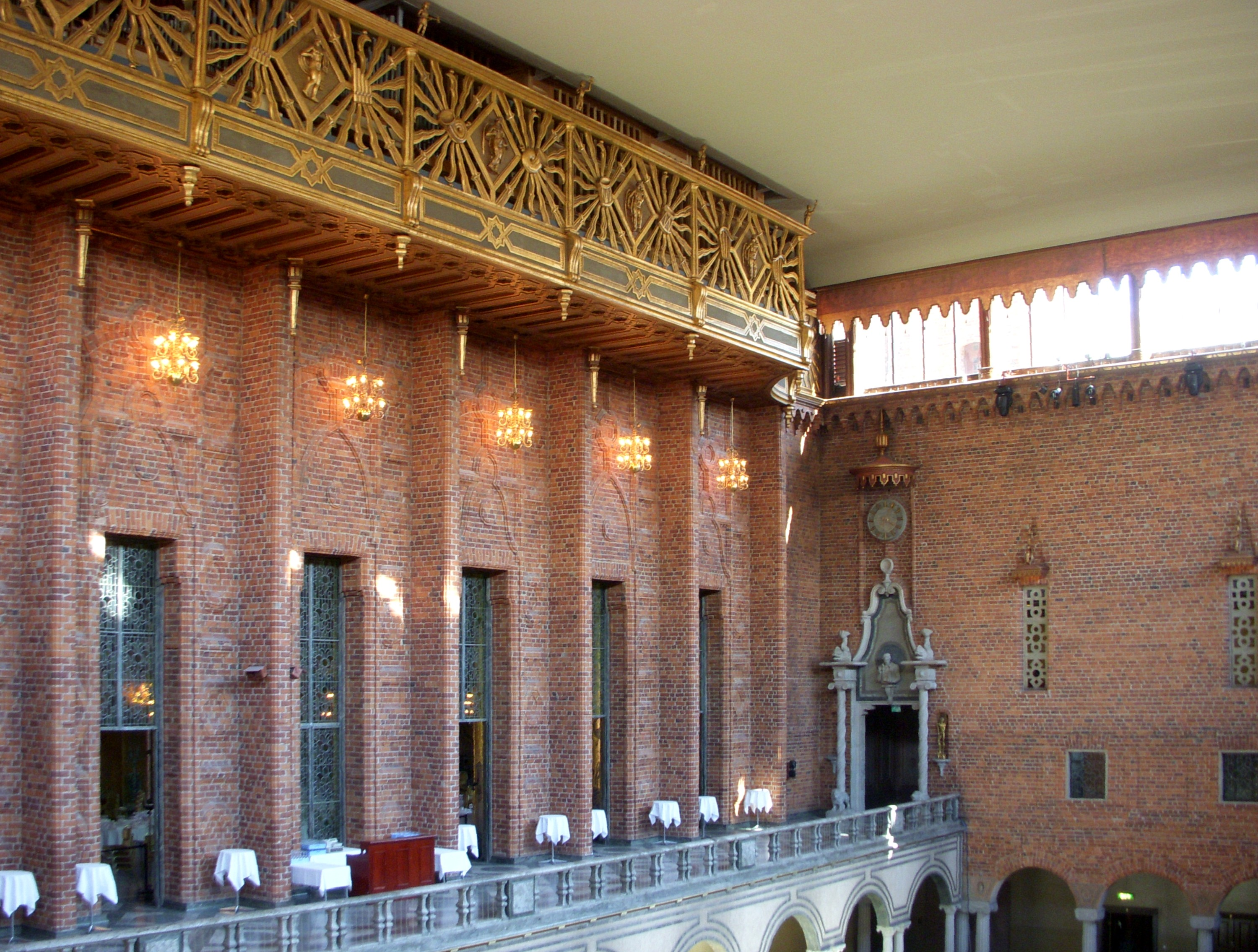
Orgelläktaren i Blå hallen
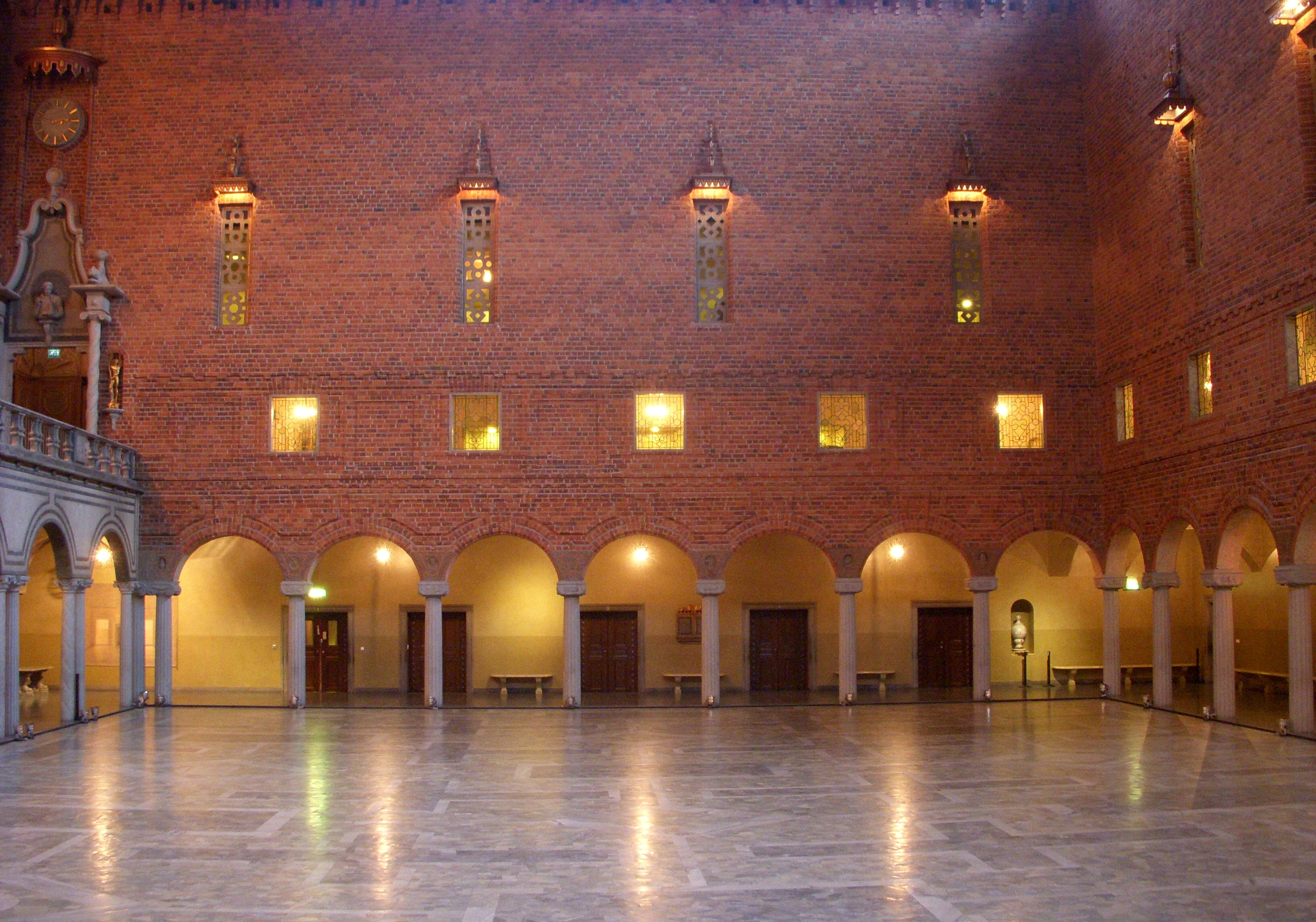
Blå hallen
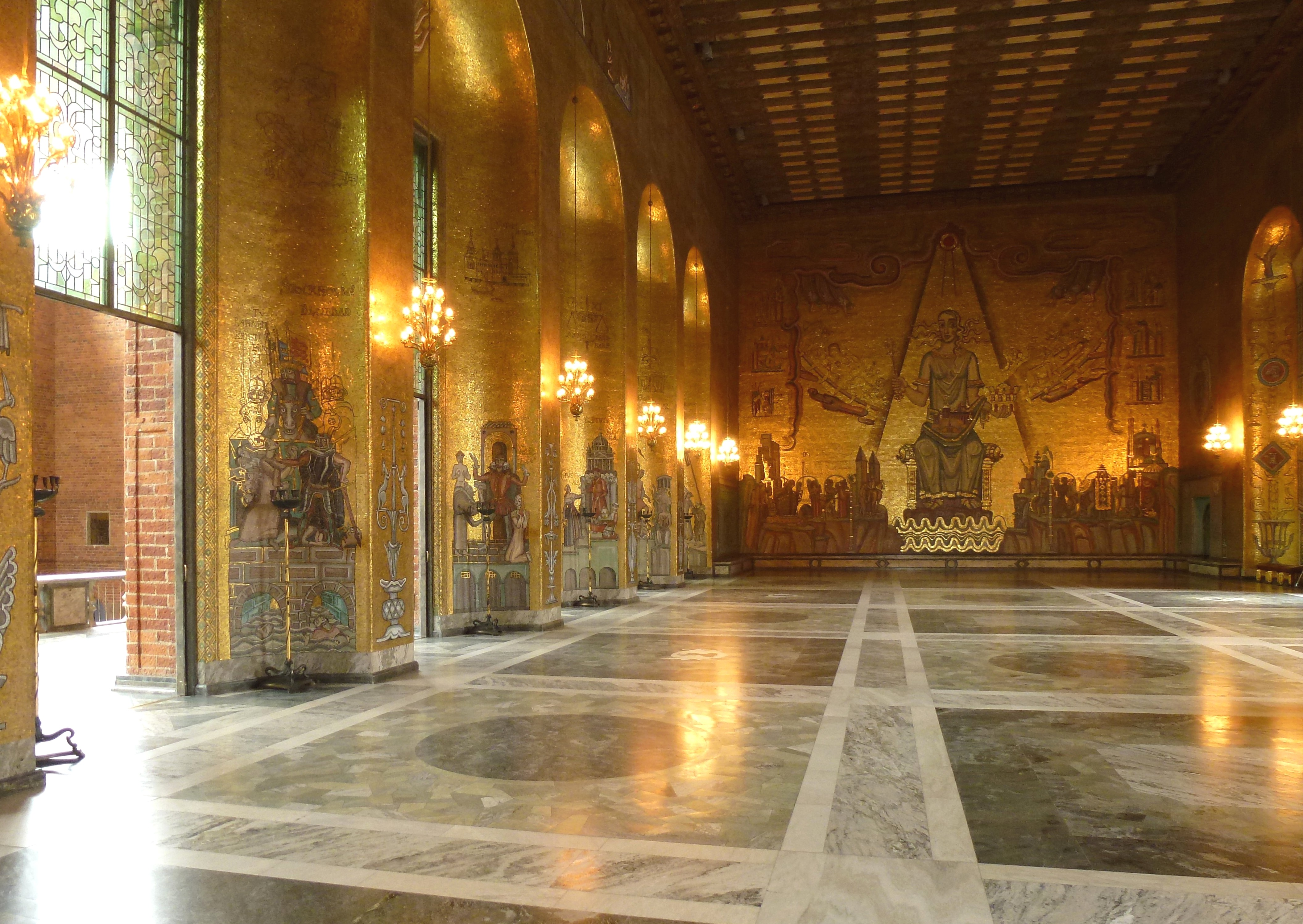
Gyllene salen och Mälardrottningen
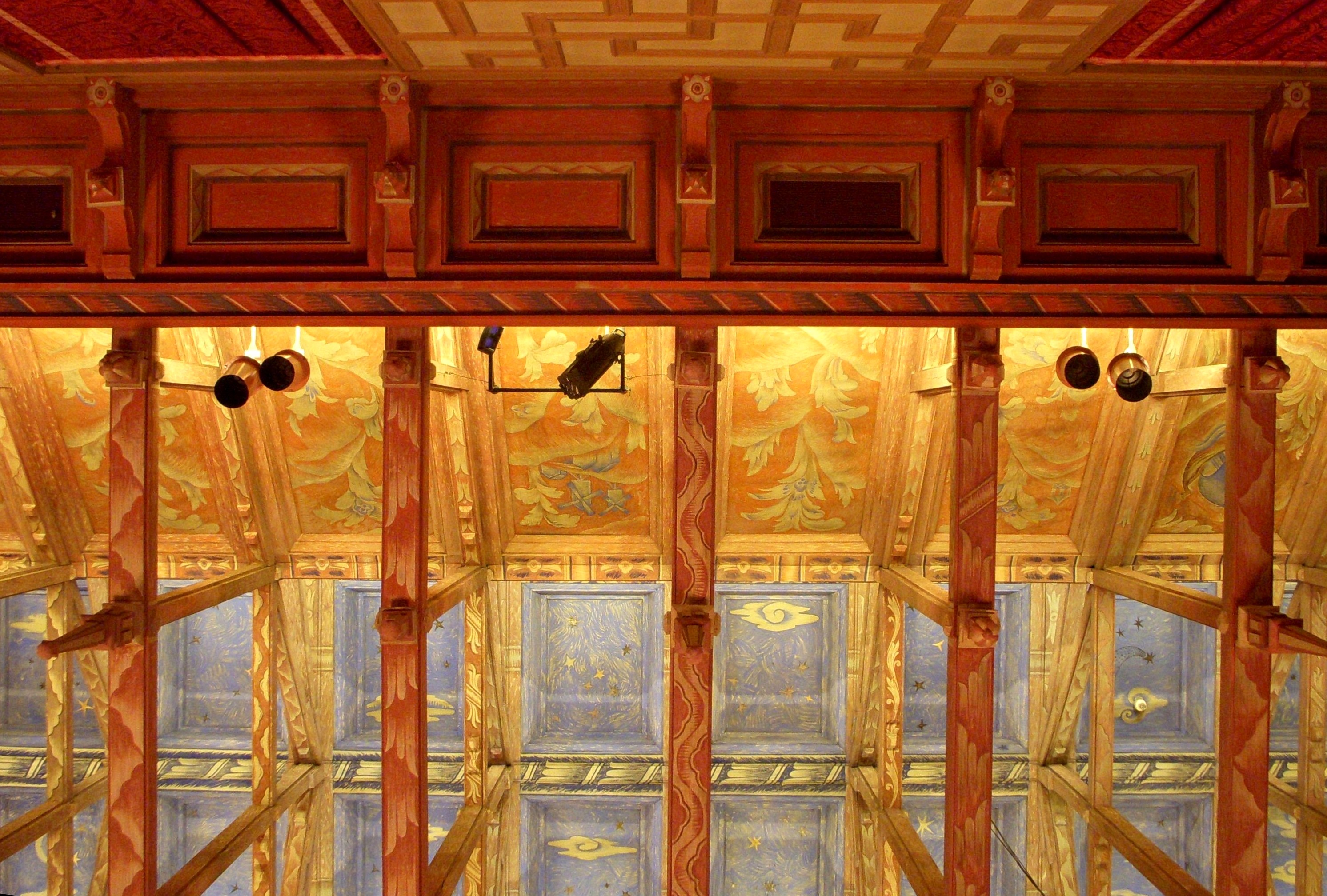
Rådssalens takstol
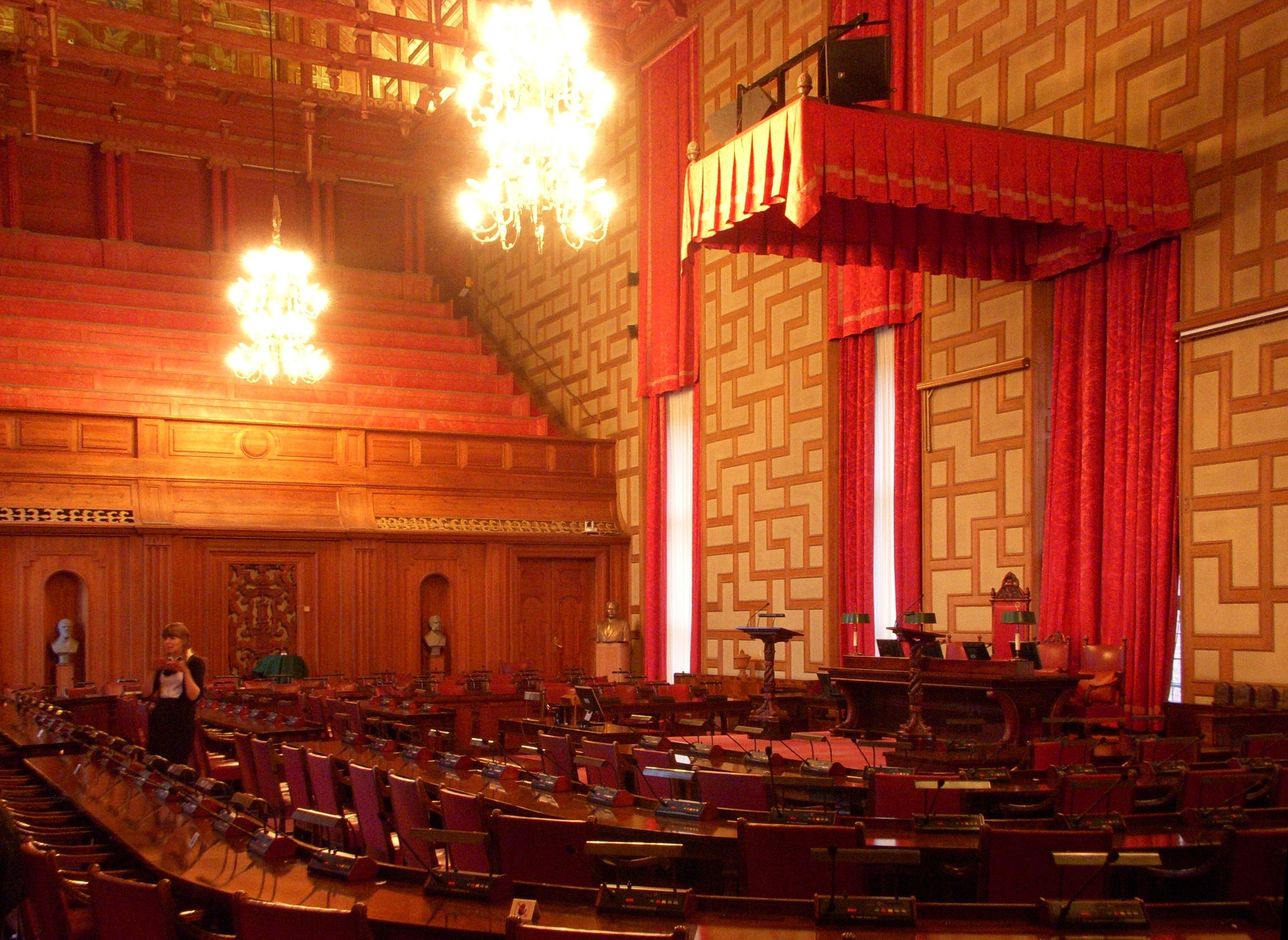
Rådssalen

### Rådssalen
På andra sidan Borgargården från Gyllene salen sett ligger Rådssalen, även skriven Rådsalen, där Stockholms kommunfullmäktige sammanträder var tredje vecka. Rådssalens inredning går i röda, varma färgnyanser. Den ansenliga takhöjden om nitton meter kan anas mellan de frilagda takstolarna, som utformats med inspiration från vikingatiden. Högst upp finns målade ljusblå moln och himmelsmotiv som förstärker intrycket av det höga taket. Allmänhetens åhörarläktare rymmer omkring 200 personer. Möblerna i Rådssalen är formgivna av Carl Malmsten och textilierna av Maja Sjöström. För takmåleriet stod Filip Månsson.

### Prinsens galleri
Längs stadshusets södra långsida sträcker sig Prinsens galleri, som fick sitt namn efter prins Eugen, kung Gustaf V:s bror. Salen används för kommunens mottagningar. Själva galleriet är cirka 45 meter långt och delas av från salen med 15 svarta dubbelkolonner. Genom fönstren längs den ena långväggen har man utsikt över Riddarfjärden och Södermalm. Detta panorama återspeglas i en konstnärlig tolkning på motsatt vägg i ett antal al fresco-målningar av prins Eugen. Eugen valde att lägga stadsmotiven i betraktarens ögonhöjd och samma höjd för himmel, byggnader och vattenytor, vilket ger önskad samklang åt väggfälten. Hans idé var att illustrera den utsikt som huvudsakligen visar sig genom salens fönster mot syd, alltså Riddarholmen med Riddarholmskyrkan, Mariaberget och Katarina kyrka, samt därtill Tegelviken och Klara sjö.

### Ovalen
Ovalen kallas det runda rummet i östra anslutning till Prinsens galleri. Det lilla rummet inleder våningens rumssvit mot öst som kallas “Statvåningen“ och består bland annat av Stora- och Lilla samtalsrummet samt Rådssalen. Rummet används idag för borgerliga vigslar. Inredningen domineras av vävnader som redan 1914 hade förvärvats av Stadshusnämnden. Det rör sig om fem gobelänger vävda 1690 i Beauvais vilka tidigare hade hängt på Tureholms slott. Från Ovalen når man De Hundrades valv.

### De Hundrades valv
De Hundrades valv ligger rakt under Stadshustornet. Härifrån leder en trappa till Rådssalen respektive Prinsens galleri. Det är ett stjärnvalv inspirerat av islamisk arkitektur med en öppning i mitten vilket tillät att klockorna till klockspelet kunde hissas upp i tornet. Man kan genom öppningen se rakt upp i en del av tornet. Valvet murades upp 1917 och hade då genomgått ett flertal gestaltningsförändringar, inte ovanlig för Östbergs sätt att arbeta. Valvhjässans hål är sexkantigt och öppnar sig mot ett kupolvalv som ligger ovanför. Östbergs tanke med valvet liksom med hela tornet var att ”med sten på sten i skönjbara skikt, ge en bild av det tålmodiga arbete och den höga strävan, som stadens borgare och fäder genom tiderna ägnat sin stad”. Östberg hade planer på att låta dekorera valvet med stadsfullmäktiges hundra huvuden, men så blev inte fallet – till Östbergs besvikelse.

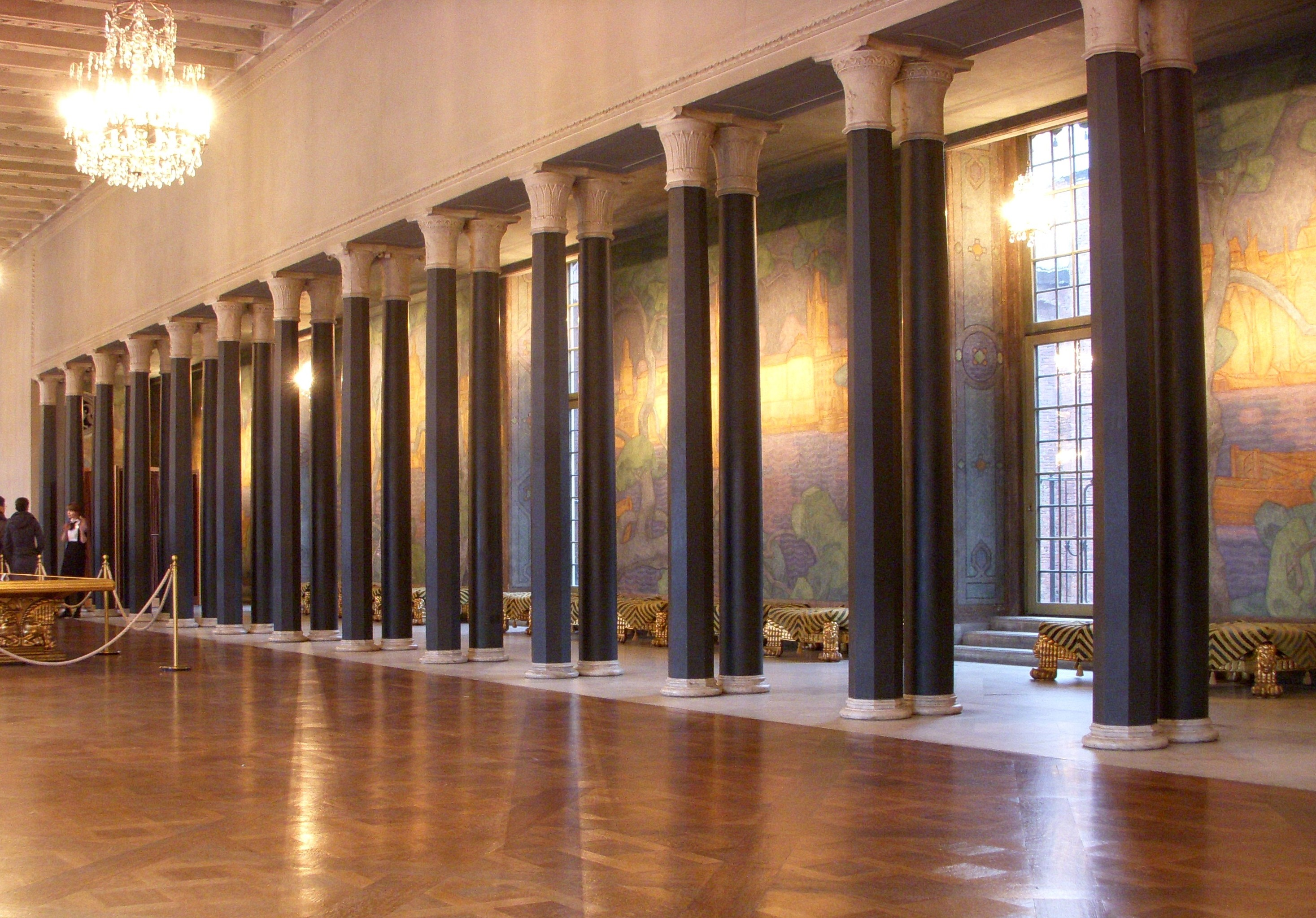
Prinsens galleri
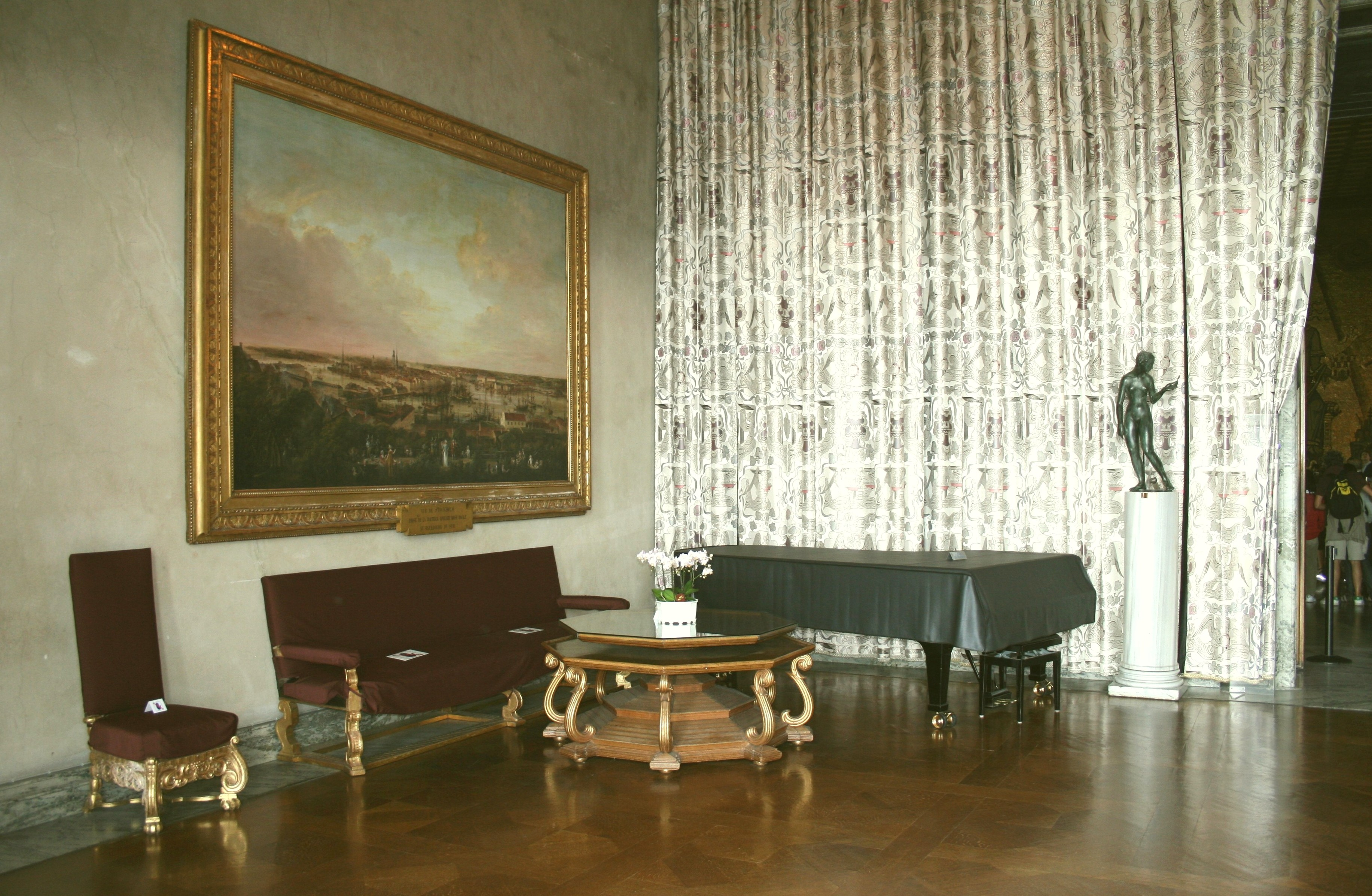
Salen Tre kronor
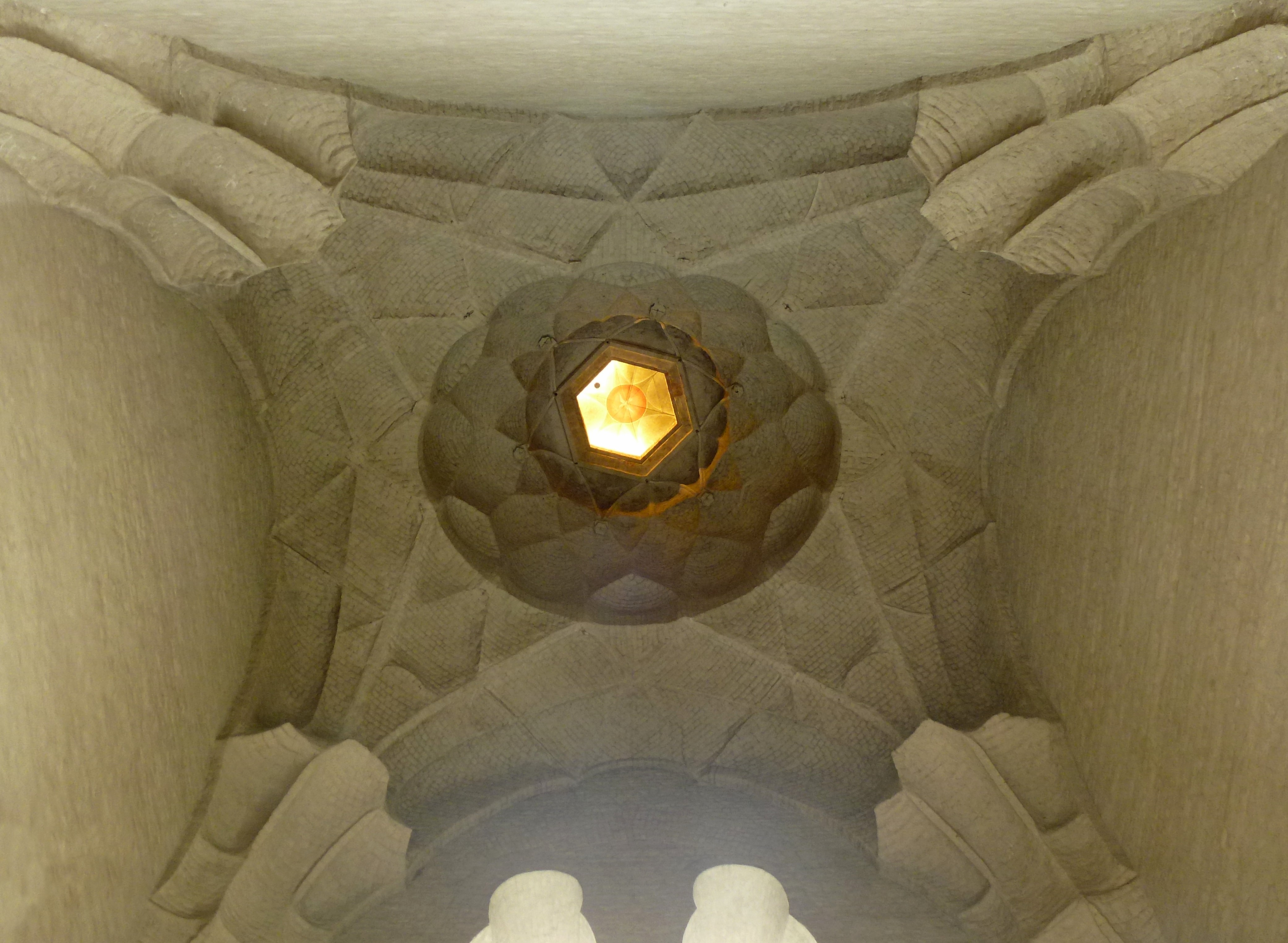
De Hundrades valv
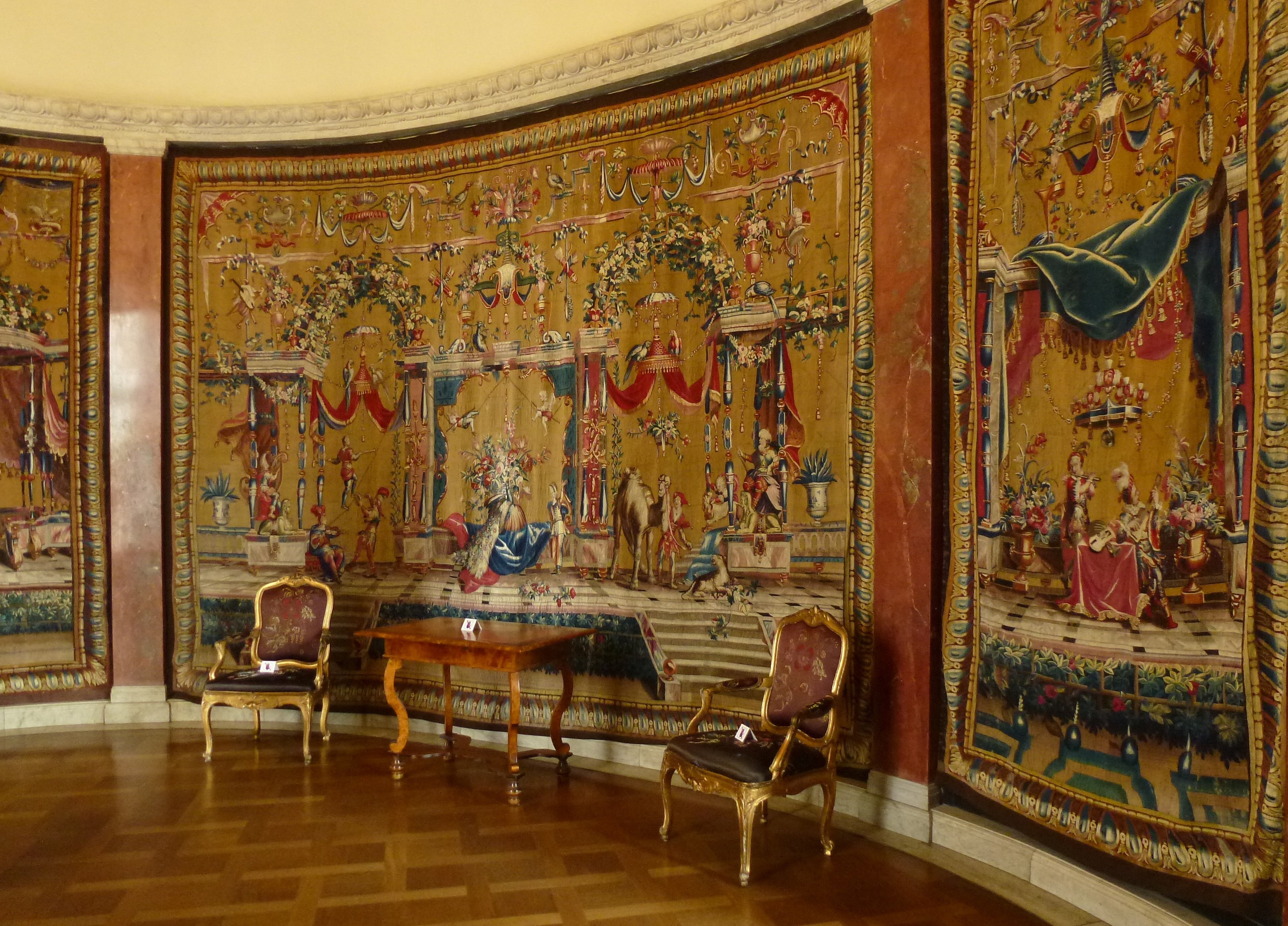
Ovalen med Thureholmstapeterna

### Salen Tre kronor
Salen Tre kronor ligger i Södra längan i direkt anslutning till Gyllene salen och har fått sitt namn efter de tre stora takkronorna som hänger i taket. Salen är det enda rum i Stadshuset som har ett synligt träbjälklag vilket ger det karaktären av ett rum i vasastil. Möbleringen med bland annat ett stort ekskåp ritades av Ernst Spolén. Två av väggarna pryds av sidendraperier skapade av Maja Sjöström. På den tredje väggen hänger 1700-talsmålningen Stockholm från Mosebacke av Elias Martin. Den fjärde väggen består huvudsakligen av fönster med utsikt över Riddarfjärden.

### Blå rummet och Axel Törneman
Innanför Salen tre kronor ligger ett litet rum kallat Blå rummet. Rummet domineras av Axel Törnemans väggmålning Apoteos över Stockholm som sjöstad, som är en lovsång över huvudstadens skönhet. Kulören går i pastellblått, därav namnet (ej att förväxla med Blå hallen). Redan 1917 hade en skiss till väggmålningen beställts men först i juni 1919 fick Törneman uppdraget. Motiven är hämtade från byggnadsarbetet för Stadshuset och innehåller en rad allegoriska och symboliska element med en himladrottning som centralfigur. På en skiss från 1918 valde Törneman att visa stadshustornet utan byggnadsställning; det ändrades dock i den slutgiltiga versionen. Denna al-seccomålning (kalkmålning på torr puts) blev klar i maj 1920 och godkändes av Östberg och prins Eugen.
Östberg var en varm beundrare av Törnemans konst och de var personliga vänner. Törneman hade ytterligare en god vän i stadshuset, Yngve Larsson, som 1921 blev kanslichef. Båda hade varit pådrivande för beslutet att beställa målningen. Även de övriga väggarna samt taket är dekorerade av Törneman och hela arbetet blev färdigt i maj 1923, cirka en månad före Stadshusets invigning.

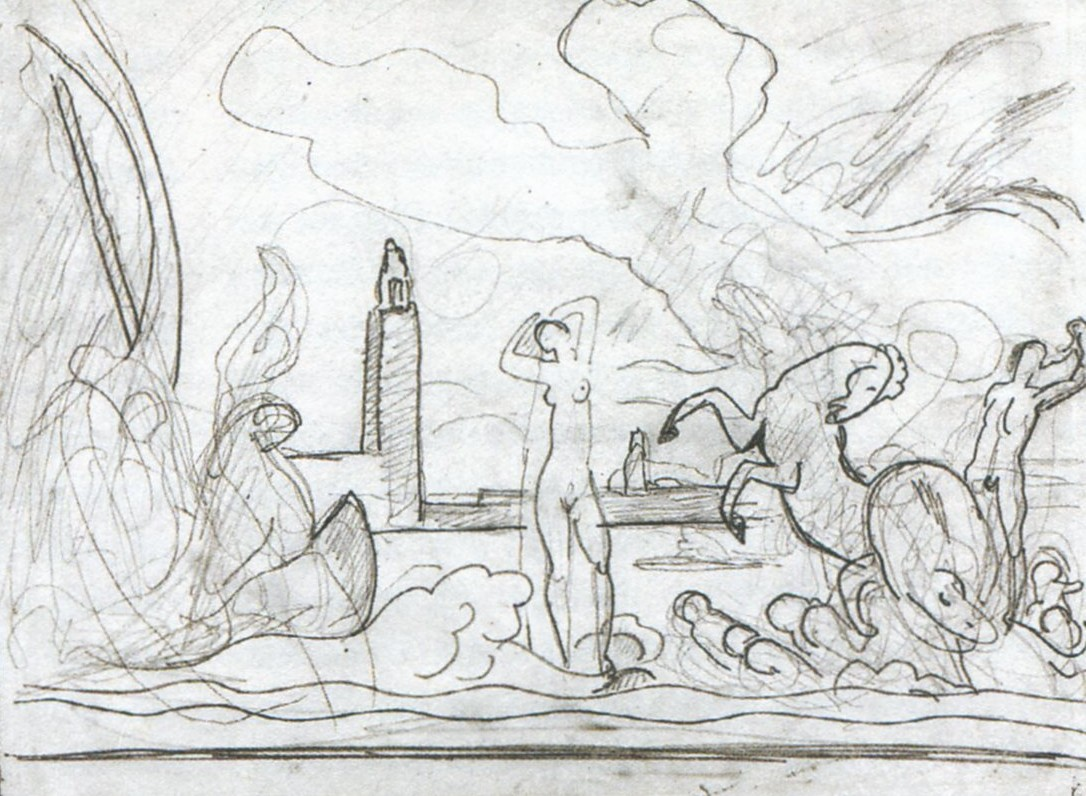
Tidig blyertsskiss
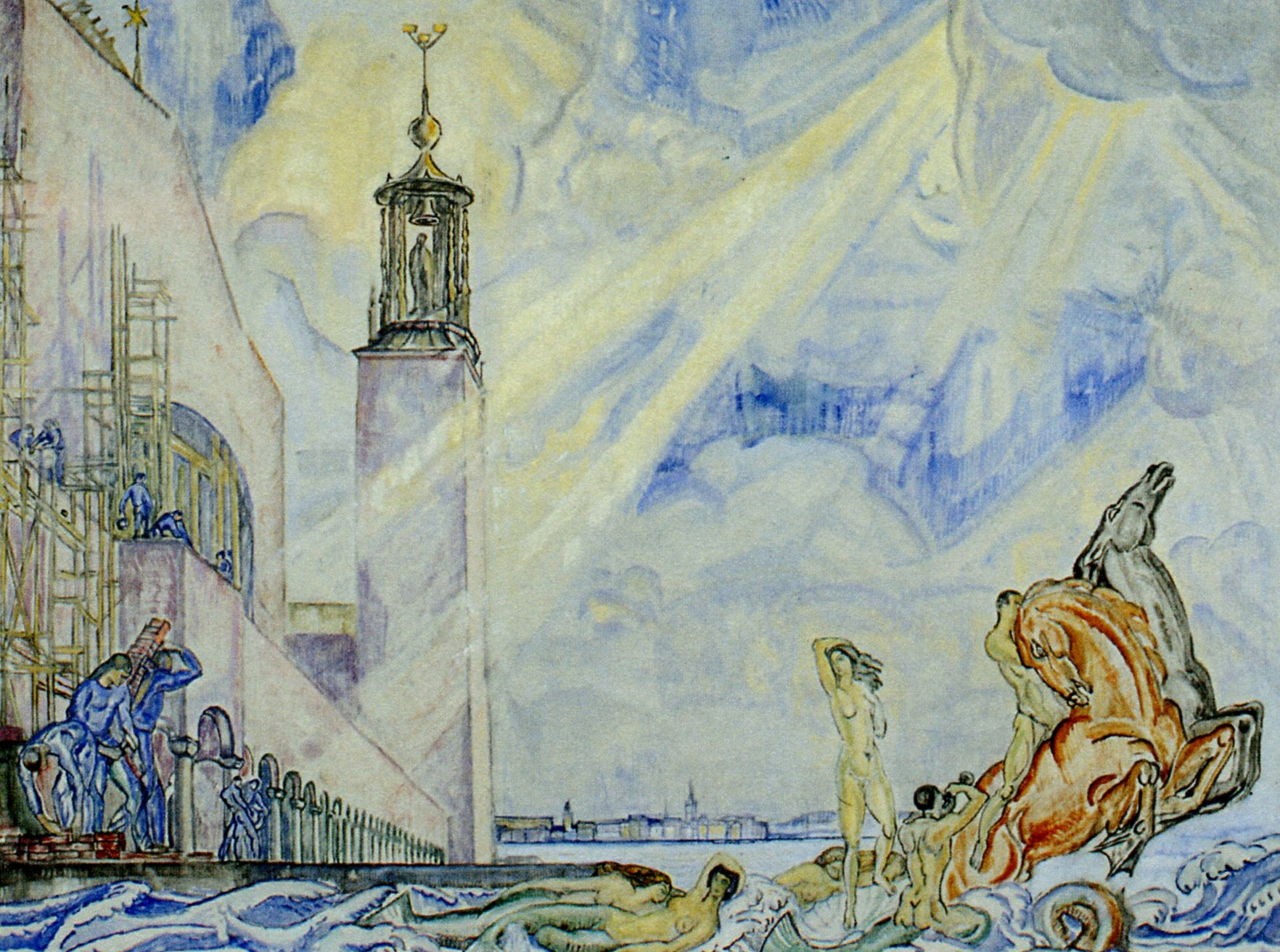
Färgskiss från 1918
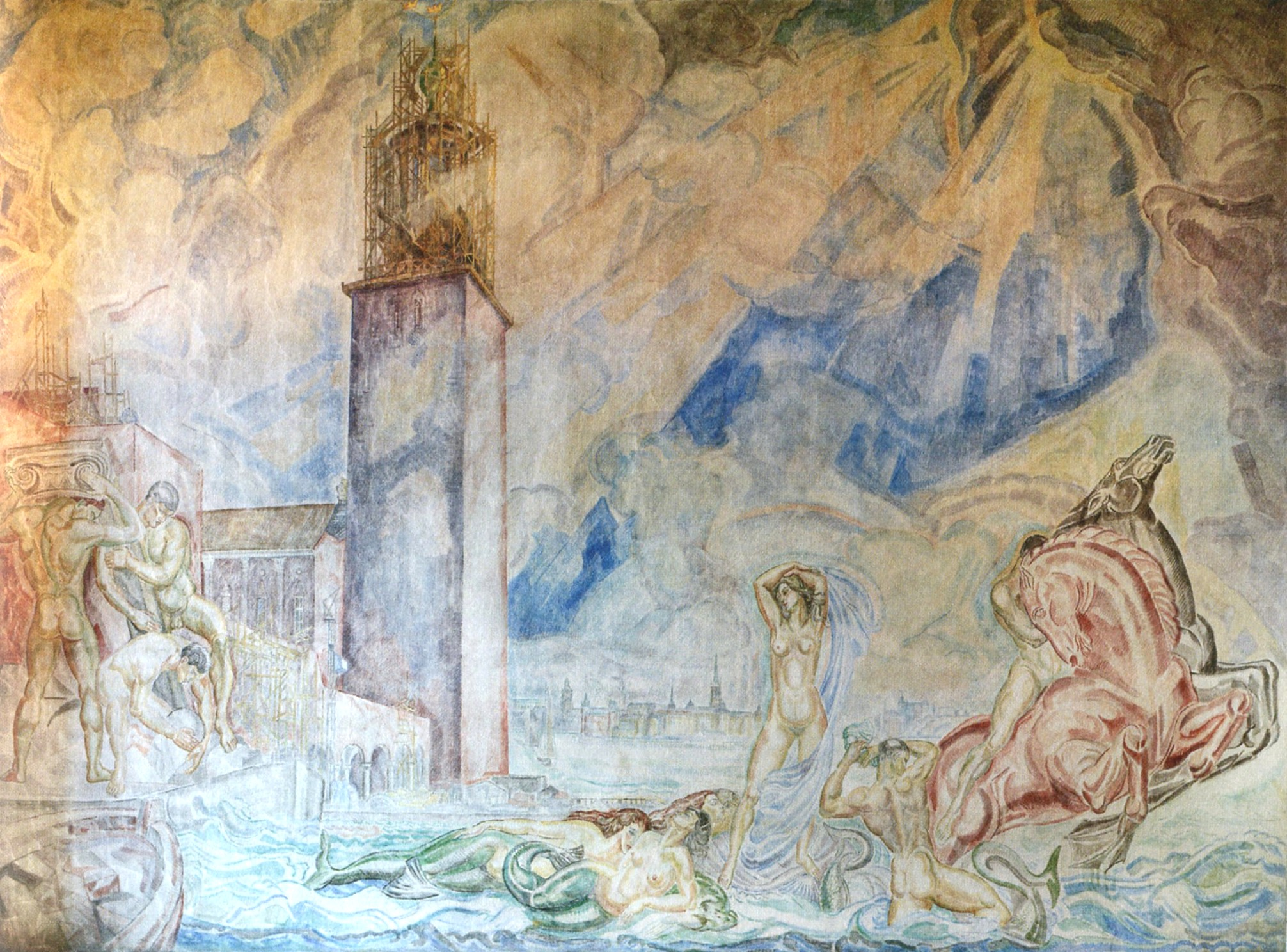
Den färdiga målningen
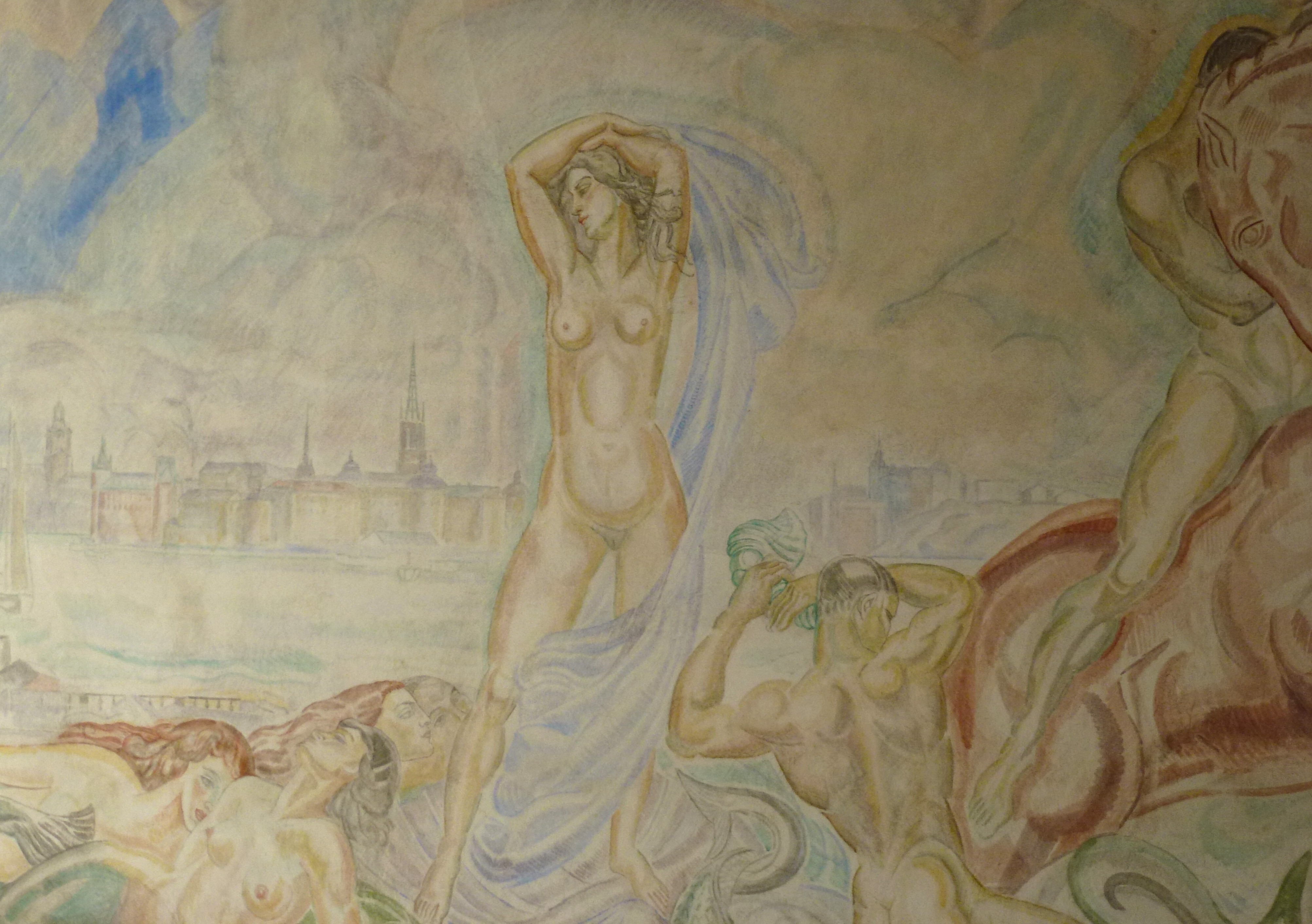
Detalj visande Himladrottningen
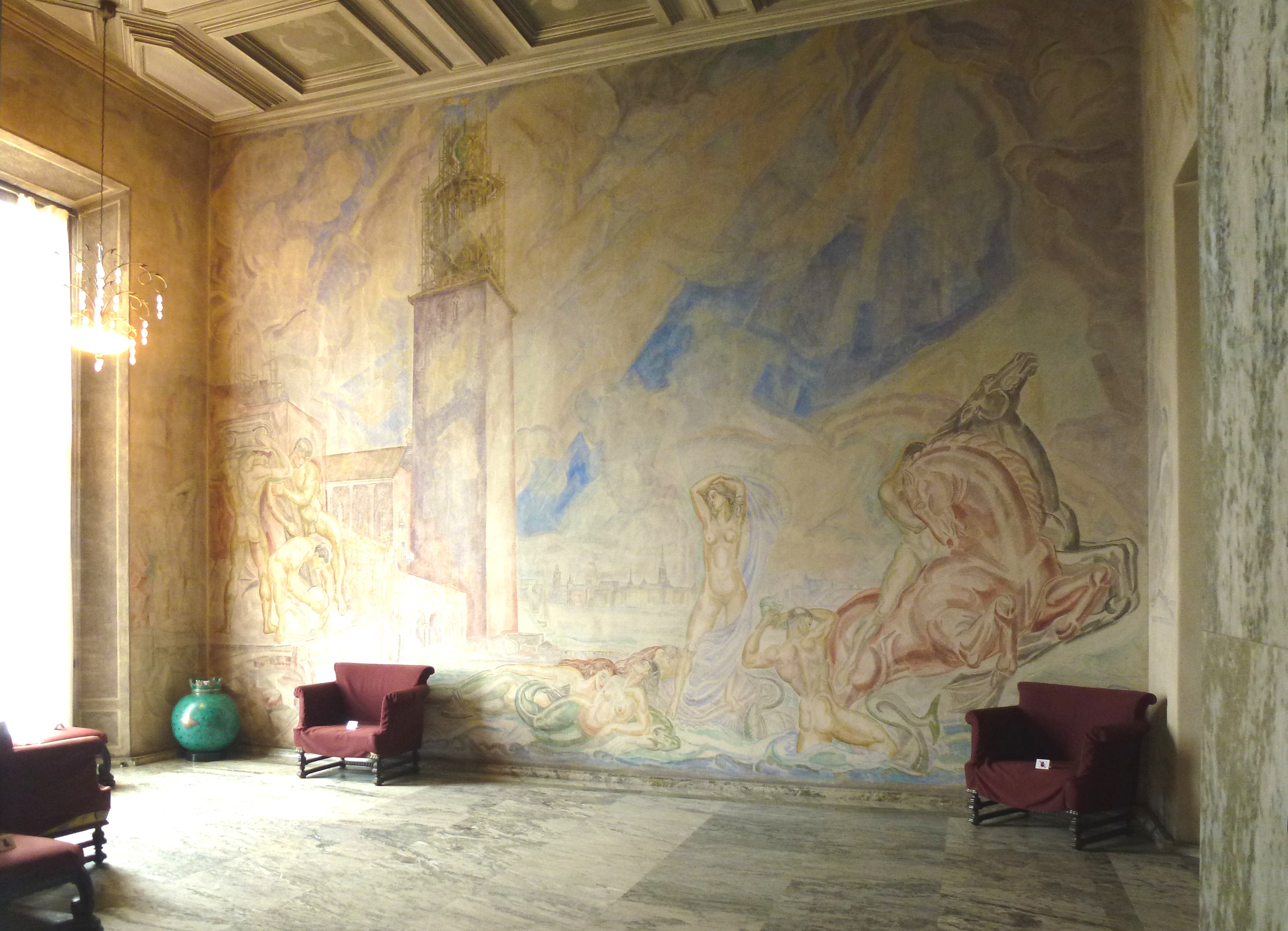
Rummets västra fondvägg

### Stadshuskällaren

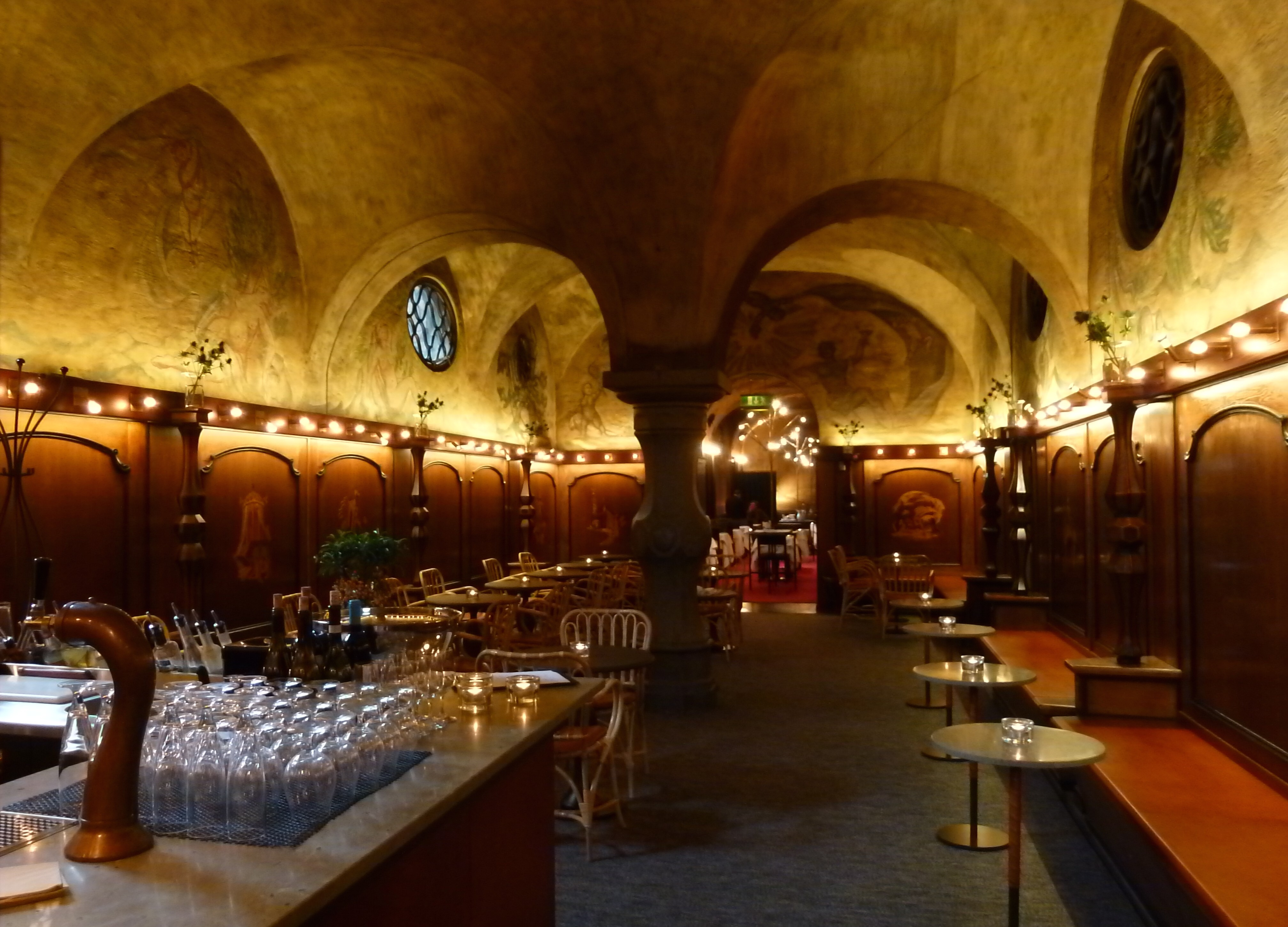
Stadshuskällaren, "Lilla salen".

Redan 1908 (i programmet för Rådhusförslaget) föreskrevs att ”en mindre stadskällare”, alltså en krog eller restaurang, skulle finnas i byggnaden. Den placerade Östberg på källarvåningen i Östra längan, i hörnet mot dagens Stadshusbron och med entré där. Restaurangen kallades till en början ”Bellmanskällaren” eller ”Bellmanskrogen”, men fick 1922 sitt slutgiltiga namn, Stadshuskällaren. Arbetena med restaurangen började 1918. Inredningen, möbler och dekorationer som intarsia skapades av arkitekt Melchior Wernstedt som vid tillfället arbetade i Östbergs ritkontor. Till sin hjälp hade han Yngve Berg som stod för vägg- och takmålningar. Under februari 1922 stod Stadshuskällaren färdig samt ett tillhörande lunchrum för tjänstemännen och personal som idag (2012) kallas ”Ragnars Skafferi” (tidigare ”Restaurang Eken”) med ingång för allmänheten från Borgargården. Lokalen hyrdes ut och den förste som drev restaurangen var Ivan Bratt, som 1917 hade infört motboken i Sverige. Under år 2012 genomgick Stadshuskällaren en omfattande renovering. Sedan sommaren 2012 ansvarar Stadshusrestauranger Stockholm AB för all restaurang- och bankettverksamhet i Stockholms stadshus. Det innefattar de två restaurangerna ”Stadshuskällaren” och ”Ragnars Skafferi” samt bankettverksamheten i Blå Hallen och Gyllene Salen. Utanför Stadshuskällarens entré står Bacchus ridande på lejon skapad av Ansgar Almquist.

### Övrig utsmyckning i urval

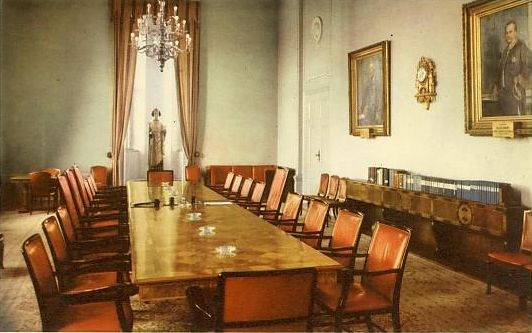
Stora Kollegiesalen

Bland den konstnärliga utsmyckningen i stadshusets lokaler återfinns bland annat vid Rådssalens bibliotek ett antal porträtt utförda av Nils Melander över stockholmspolitiker, däribland Yngve Larsson. I rådskorridoren återfinns även ett antal byster. I Stora Kollegiesalen, tidigare Stockholms stadskollegiums sessionssal, finns en avgjutning av den helgonbild i Roslags-Bro kyrka som låg till grund för bilden av Erik den helige i Stockholms stadsvapen.

## Stadshusparken och offentlig utsmyckning
Stadshuset ligger vid Riddarfjärdens strand. Mellan byggnaden och vattnet finns en liten park, kallad Stadshusparken eller Stadshusträdgården som ritades av Ragnar Östberg. Trädgården är uppdelad i flera partier. Den västra delen av stadshusparken är Wallenbergs gård, uppkallad efter bankmannen Knut Wallenberg, som gjorde stora donationer till bygget vilka var avgörande för att stadshuset fick sin nuvarande form. Murens kvaderstenar är hämtade från Wallenbergs privatpalats, det så kallade Barclayska huset som revs 1915. Samma år inköptes husets kalkstenssockel till Stadshusparkens västra begränsningsmur. Mitt på muren finns en liten fontänbrunn: Wallenbergs fontän. Ansiktet som sprutar vatten är skulpterat av Gustaf Sandberg.
I anslutning till Wallenbergs gård ligger en barockinspirerad broderiparterr med kortklippta buxbomshäckar. I mitten utgörs parken av ett stenlagt rutmönster kring kvadratiska gräsmattor som smyckats med två fontäner utformade som snäckskal. I öster ligger den upphöjda så kallade Birgerskansen med Birger jarls kenotaf.
Den klassiska Riddarfjärdssimningen som brukar äga rum i början på augusti har numera sin start vid Stadshuset med samling och uppladdning i Stadshusparken.

Stadshusparken
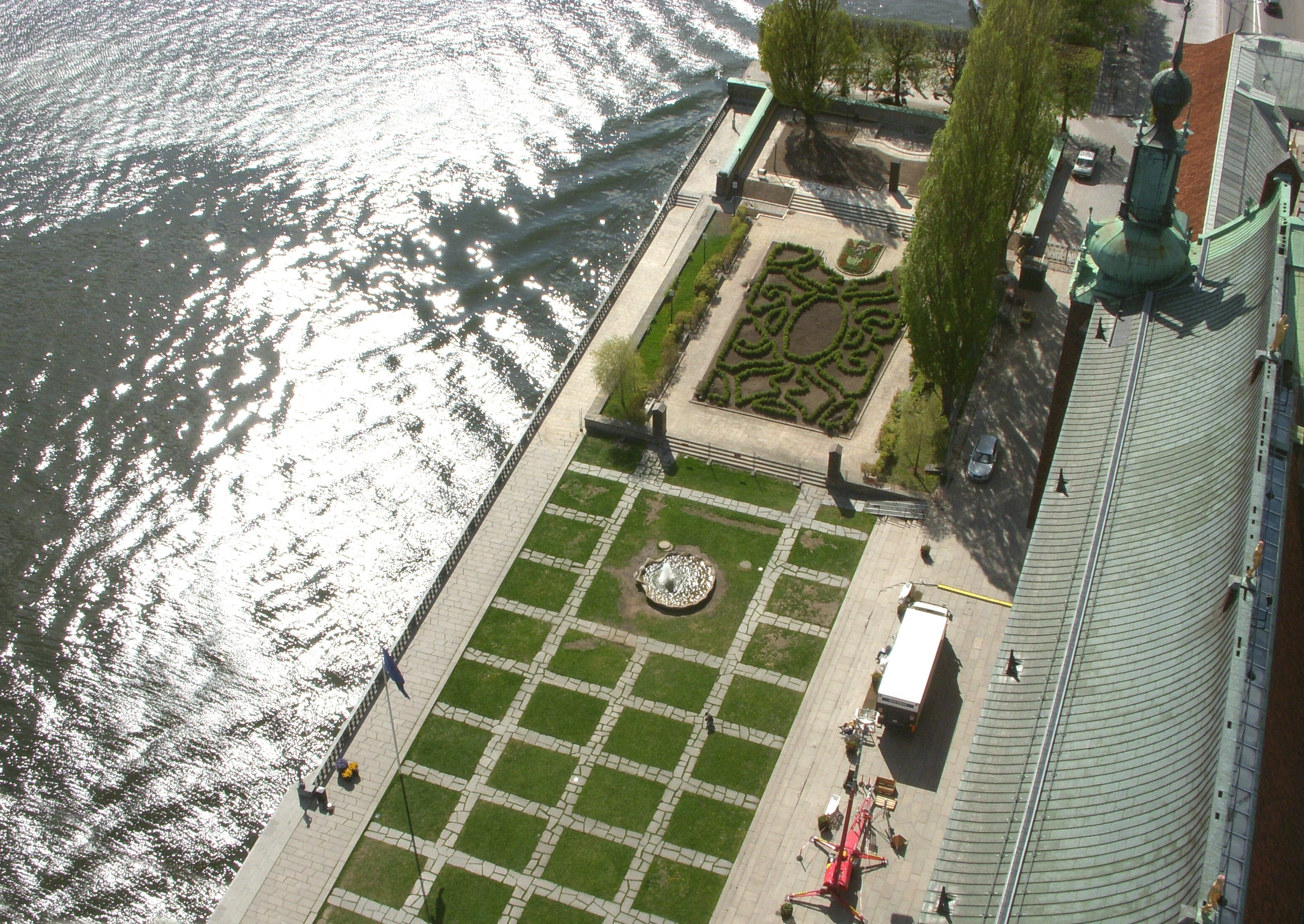
Stadshusparken, vy från stadshustornet, 2009.
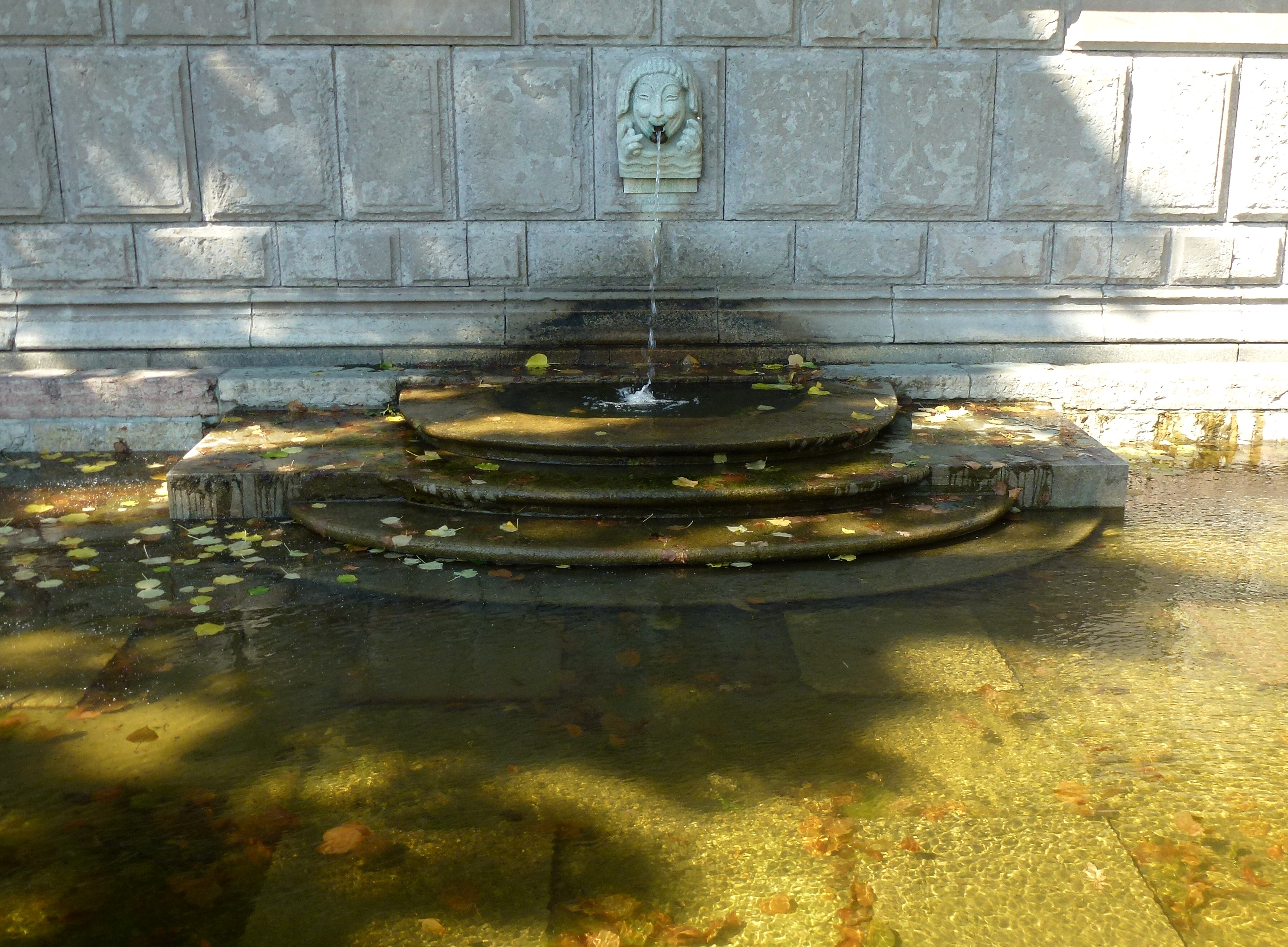
Wallenbergs fontän, 2012
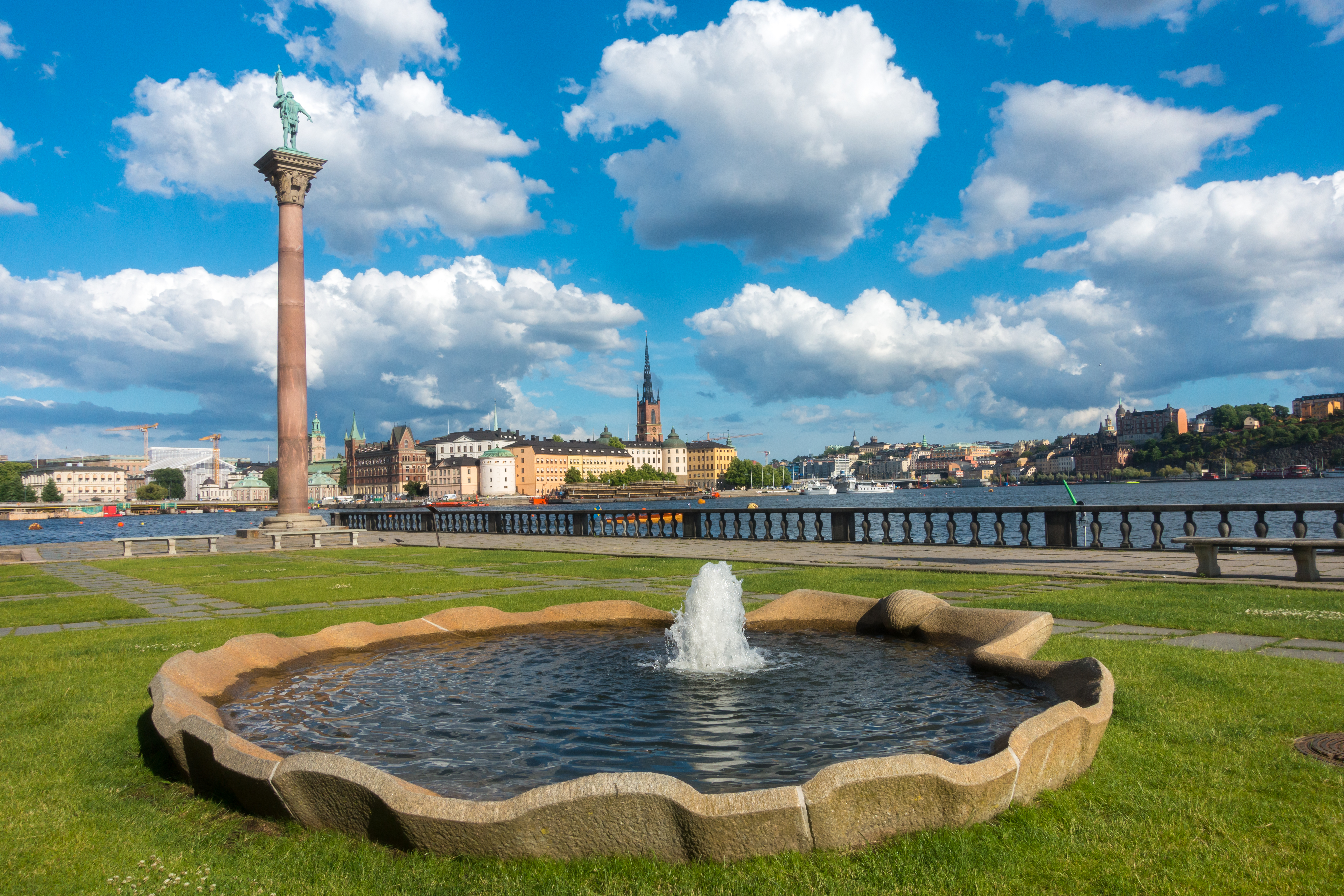
En av parkens båda snäck-fontäner, 2020.
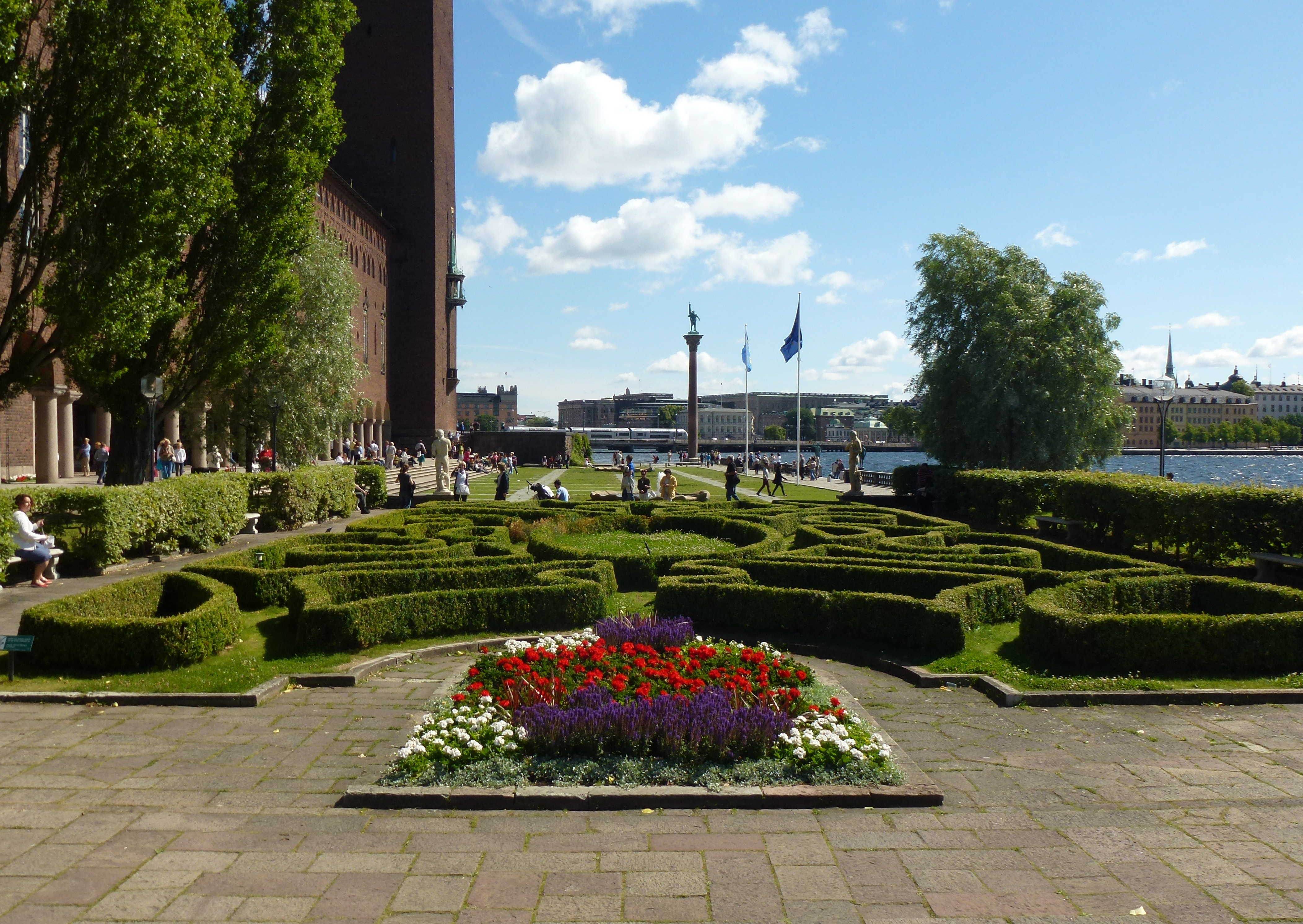
Broderiparterren och parken mot ost.
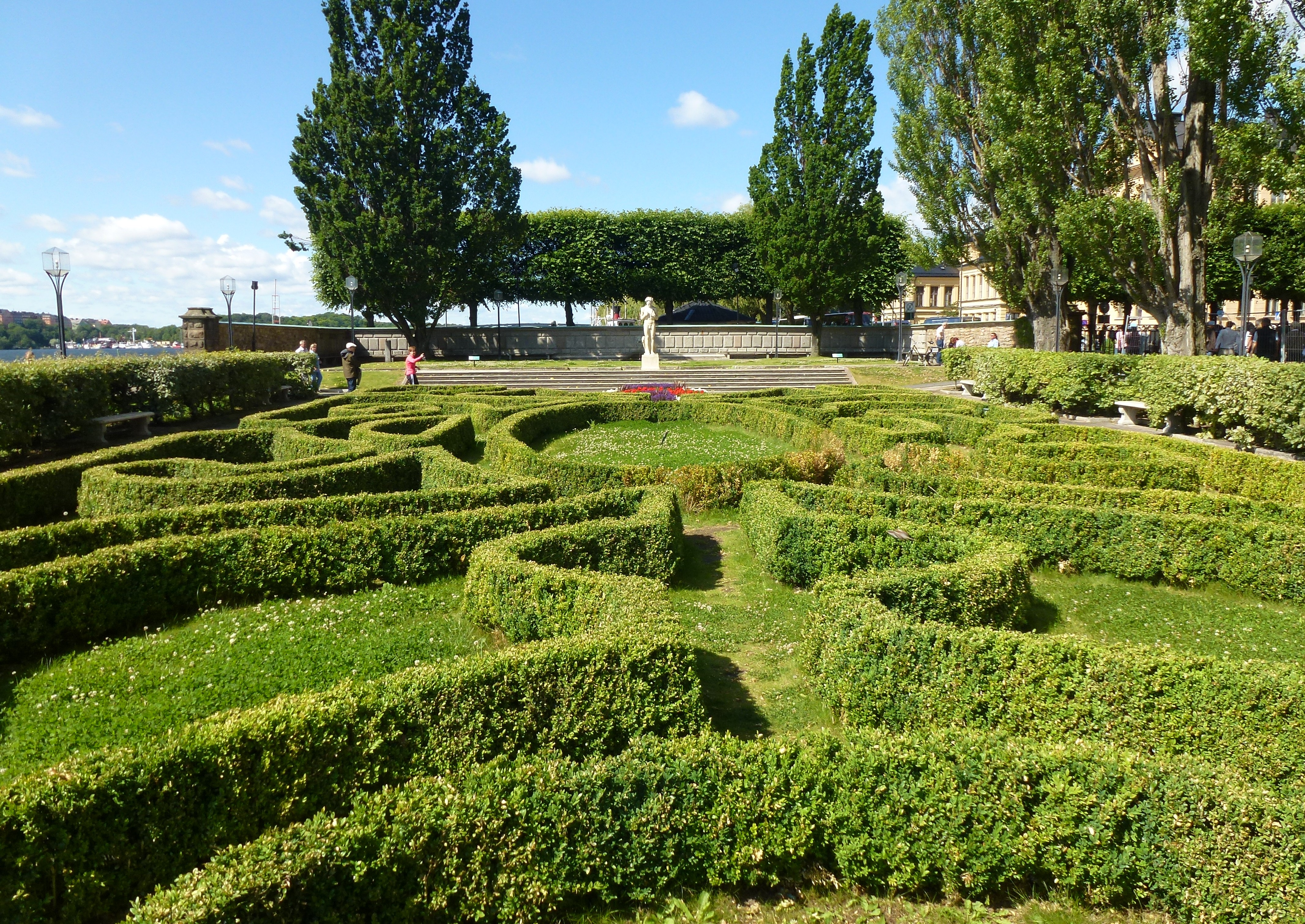
Broderiparterren och Strindbergstatyn mot väst.
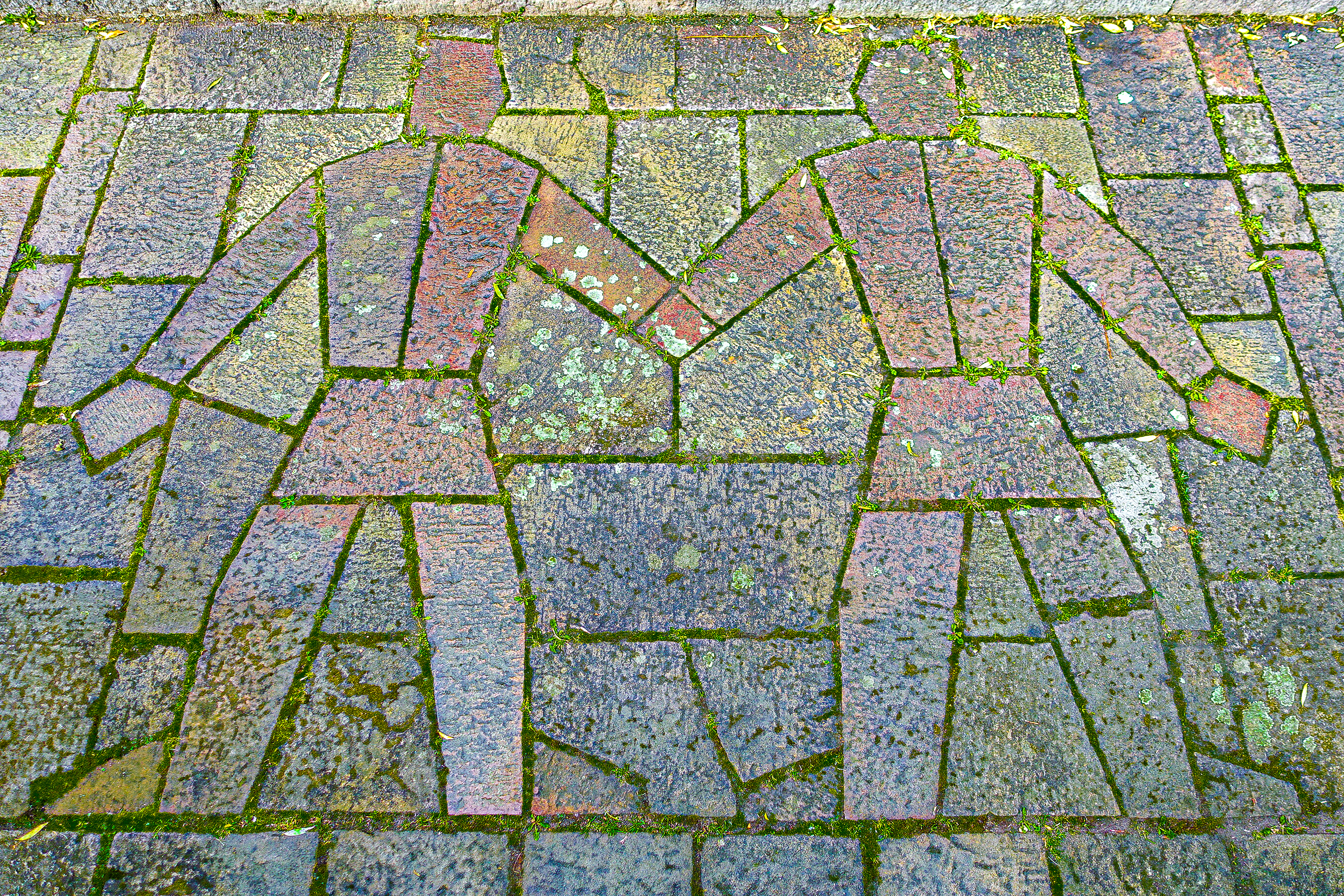
Stjärntecknet Tvillingarna i Stadshusparken.
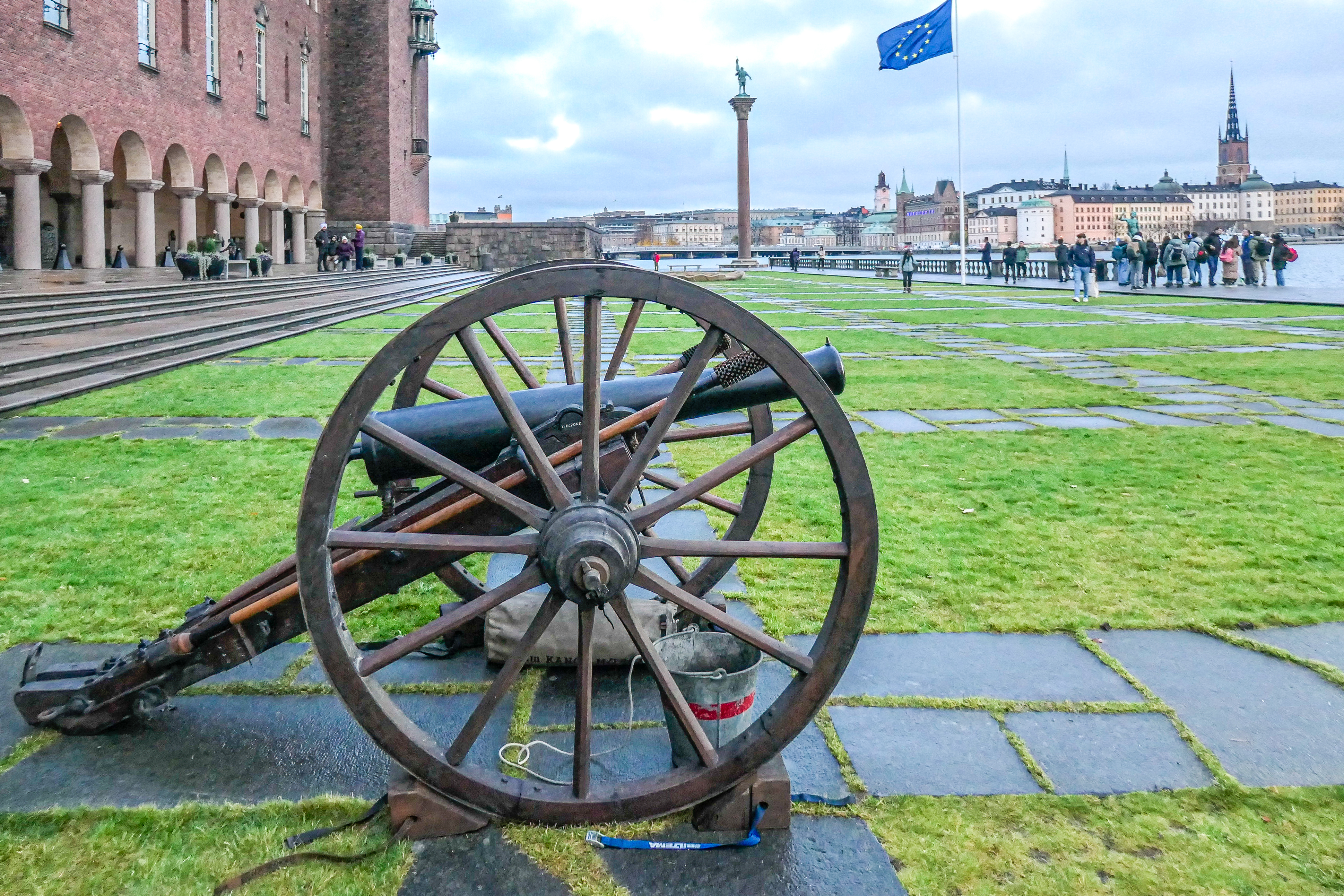
Varje år skjuts sallut med gamla kanoner i stadshusparken vid doktorspromoveringar i Blå hallen.
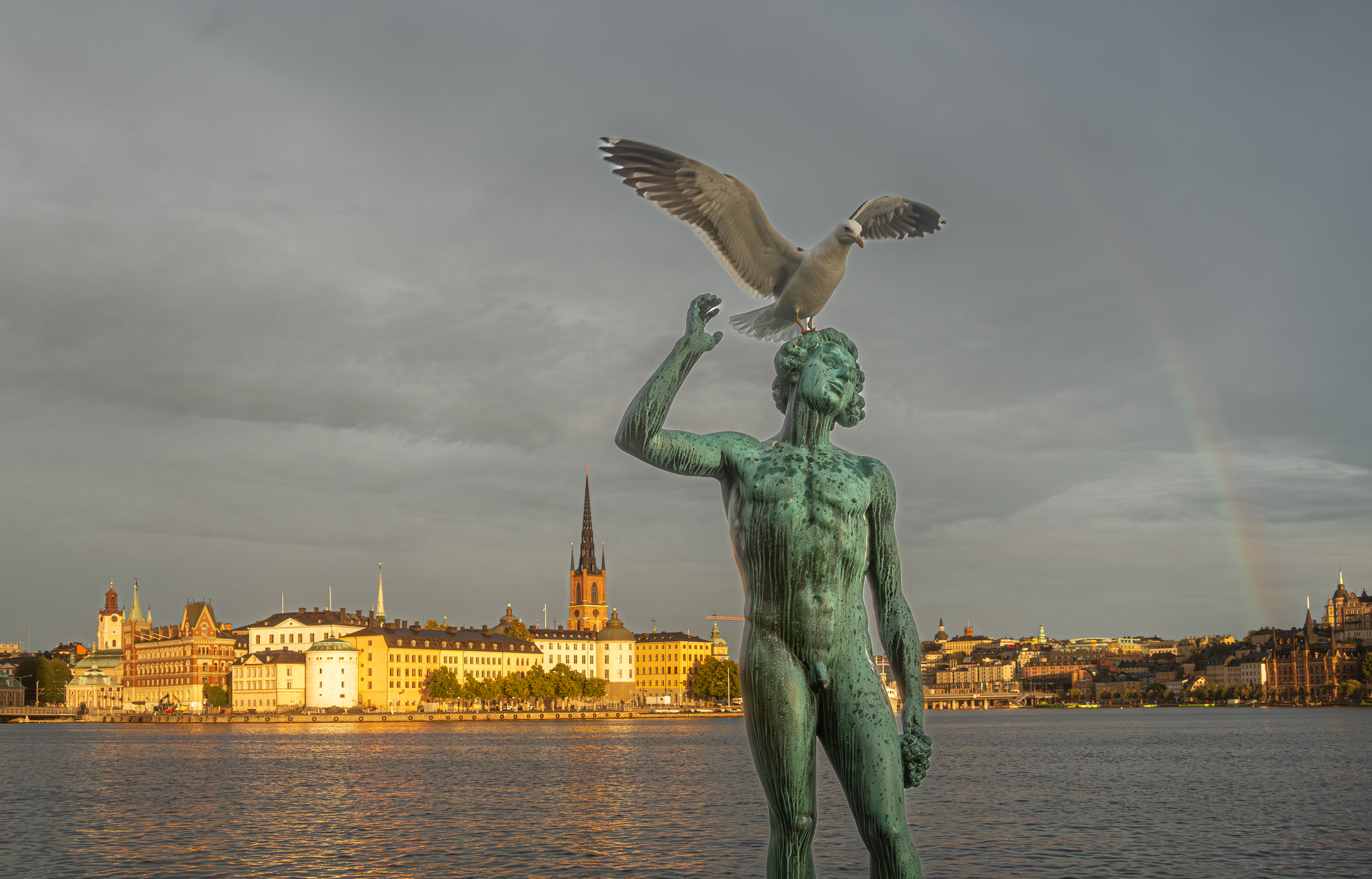
Sången av Carl Eldh med Riddarholmen i bakgrunden.

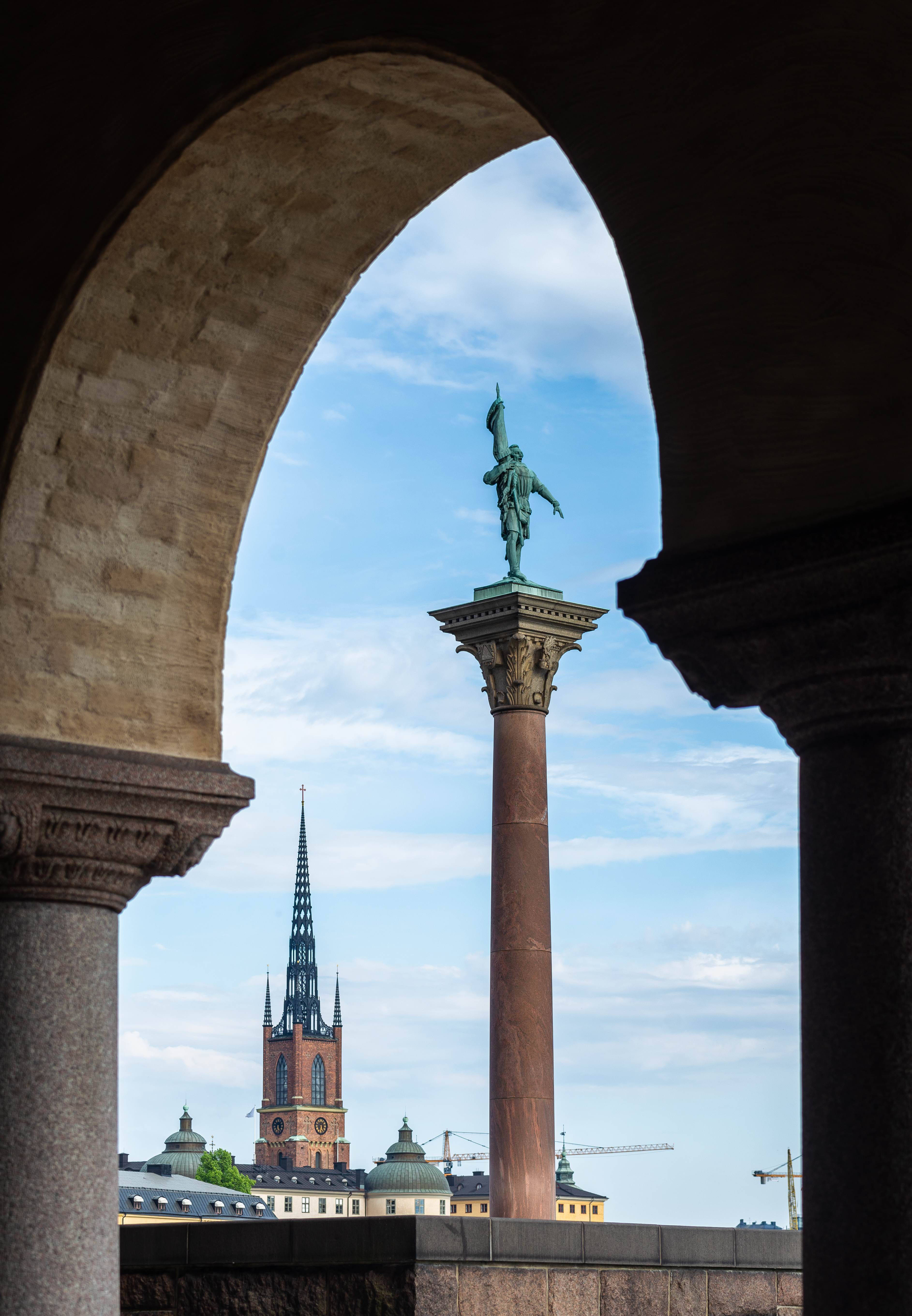
Engelbrektsstatyn sett från borgargården genom arkadgången med Gamla stan och Riddarholmskyrkan i fonden.

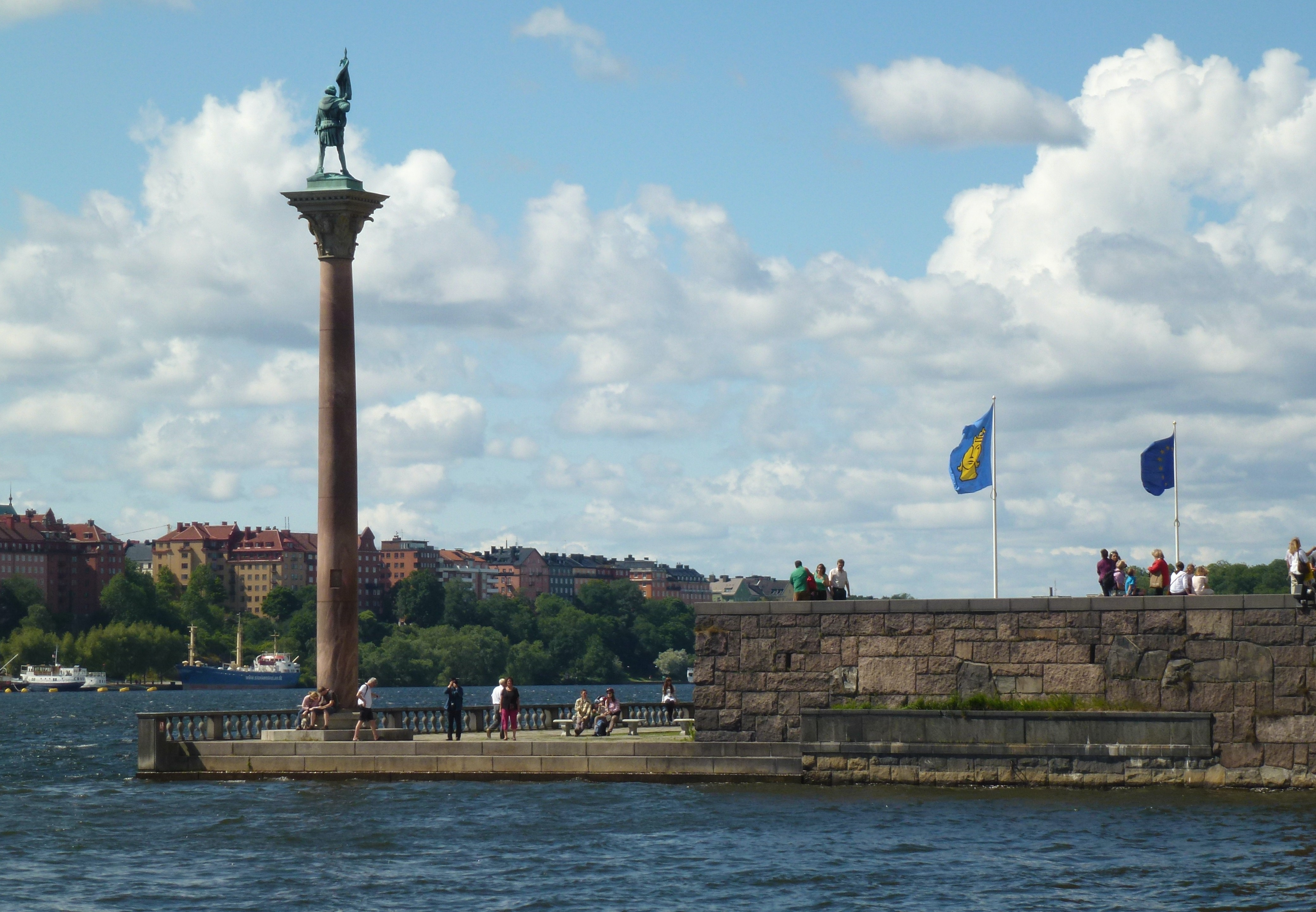
Engelbrektsstatyn, som skapades av Christian Eriksson, sedd från Klara Mälarstrand.

I parken, och i byggnadens nischer och på taket märks talrika skulpturer. Här kan nämnas Carl Eldhs tre naturalistiska statyer i marmor med namnen Diktaren, Poeten och Målaren, för August Strindberg, Gustaf Fröding respektive Ernst Josephson, som kom på plats 1923. Dessa skulpturer väckte en del anstöt på grund av deras nakenhet. Efter de avbildades bortgång tystnade dock snart protesterna.
Helt dominerande i sydöst står Engelbrektsstatyn, som skapades av Christian Eriksson och invigdes 1932. Statyn står på en cirka tjugo meter hög kolonn mot Riddarholmen och konstverket föreställer en fanbärande Engelbrekt Engelbrektsson. Kolonnens kapitäl utformades av Ragnar Östberg och höggs av Aron Sandberg. Runt sockeln finns fyra huvuden iförda krigshjälmar, även dessa huggna av Sandberg.
På stadshusets norra sida återfinns Yngve Larssons park, uppkallad efter borgarrådet Yngve Larsson (1881–1977).

### Sankt Göran och draken

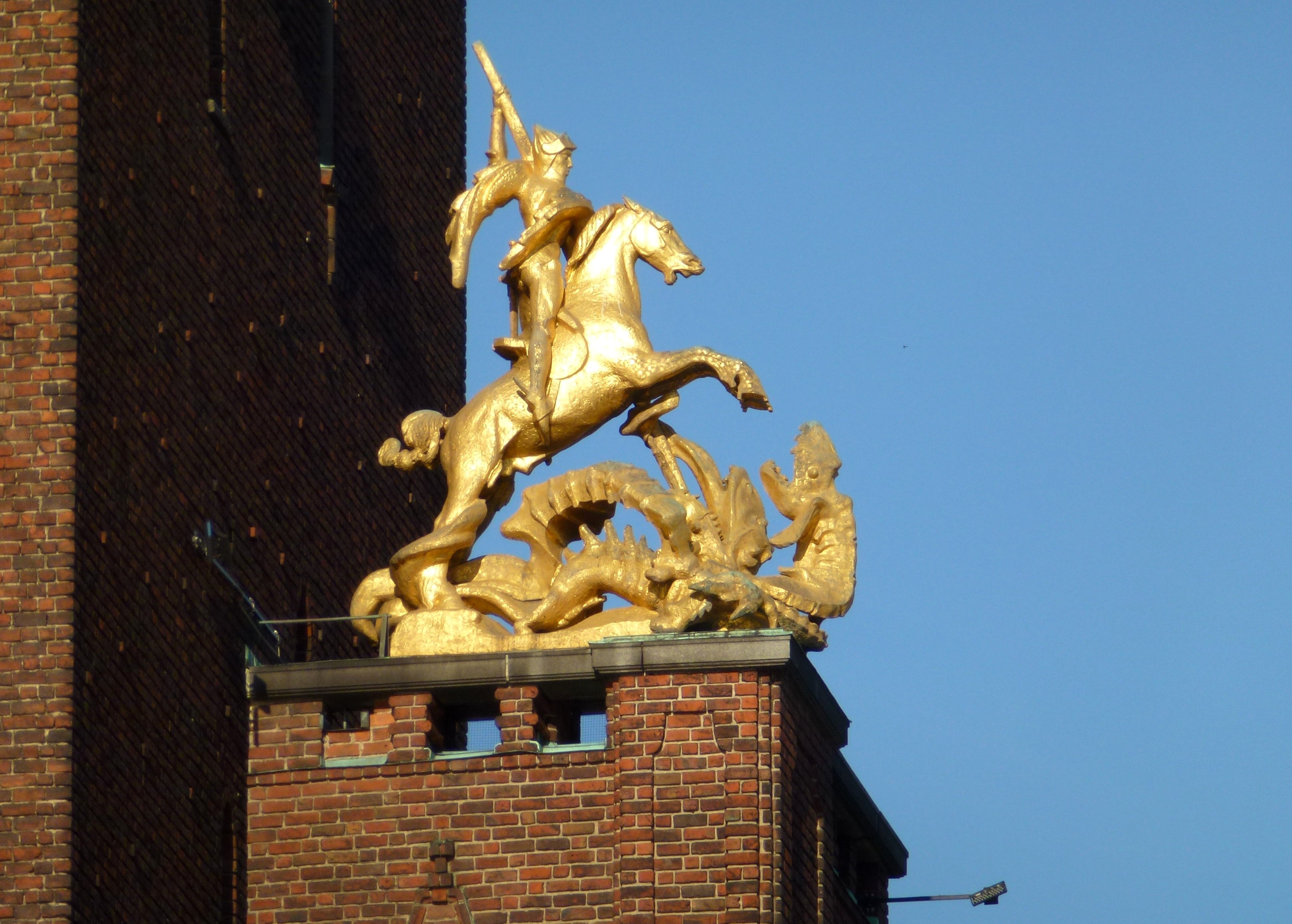
Sankt Göran och draken

En bit upp på stadshustornets norra fasad, på den avsats som bildas på Jungfrutornet, finns en skulptur i förgylld brons föreställande legenden om Sankt Göran och draken. Skulpturgruppen är formgiven av Christian Eriksson, inspirerad av medeltidsskulpturer.

### Birger jarls kenotaf
Stockholms stadshus är rikt på detaljer som symboliskt ska anknyta till föreställningar om Stockholms tidiga historia. Den mest framträdande är symboliken kring Birger jarl, Stockholms grundare. Ragnar Östberg ville skapa ett monument över Bjälboätten i form av en sarkofag och en fiktiv gravkammare som skulle dominera Bigerskansen vid Stadshustornets östra fot. Birgerskansen och ett monument över Birger jarl hade funnits med på Östbergs ritningar redan 1915. Den slutgiltiga utformningen blev en sarkofag i förgyllt bly föreställande en liggande Birger jarl iklädd full riddarrustning och med fötterna riktade mot Stockholm och Riddarholmen. Över honom svävar en baldakin, som bärs upp av fyra kolonner huggna i granit, omgivna av ett smidesräcke. Arrangemanget skapades av skulptören Gustaf Sandberg i början av 1920-talet. Birger jarls gravkammare liksom sarkofagen förblev dock tomma. När monumentet byggdes var det meningen att Birger jarls kvarlevor skulle överföras från Varnhems klosterkyrka i Varnhem till Birgerskansen vid Stadshuset, men Varnhems kyrkofullmäktige sade nej.

### Övriga skulpturer i urval

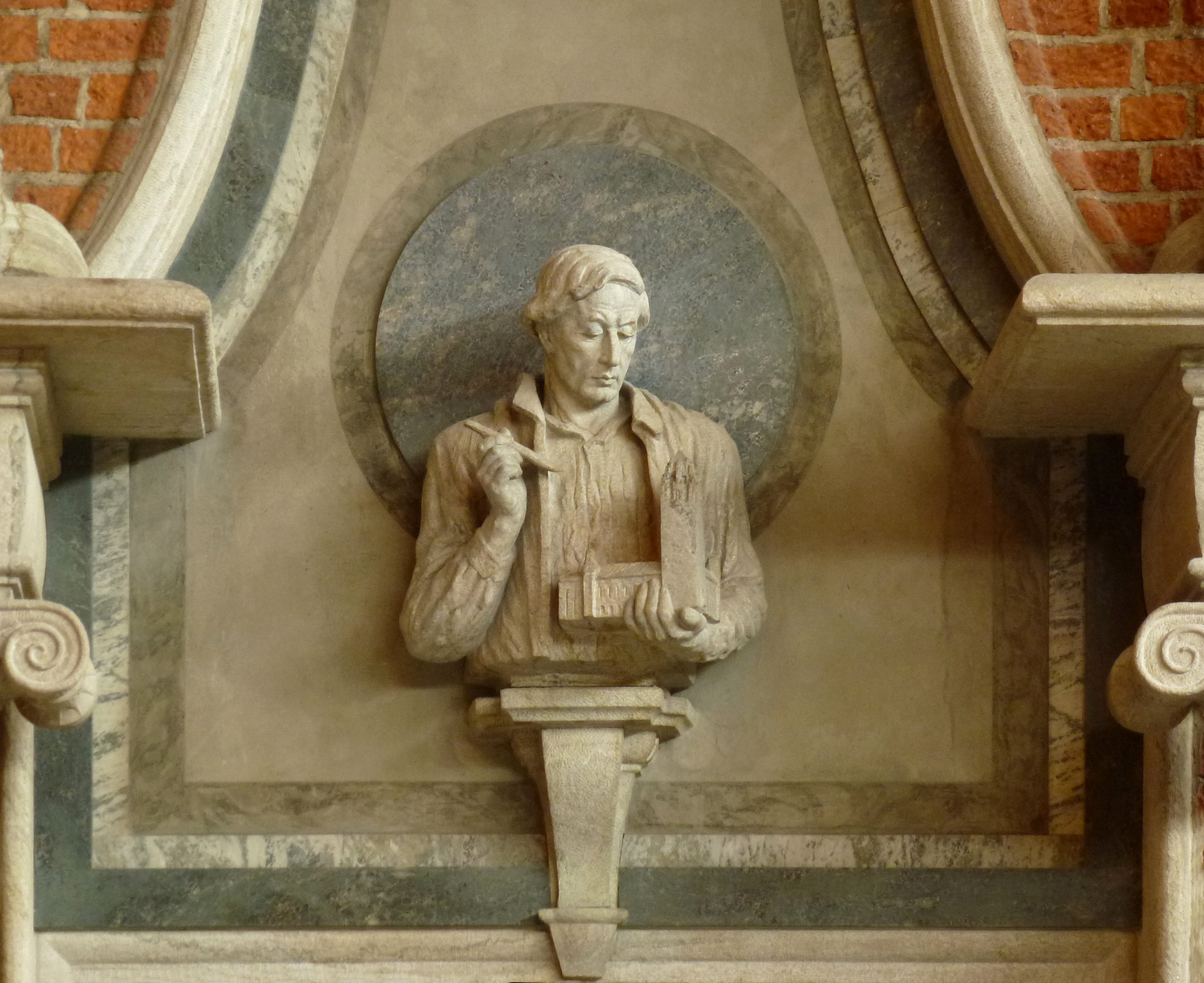
Ragnar Östberg med Stockholms stadshus i famnen, i Blå hallen.

- Nere på muren intill Mälarens vatten syns Carl Eldhs skulpturer Sången och Dansen i brons.
- I parkens västra del återfinns en kopia av Crocus av Tore Strindberg.
- Intill Crocus finns Näcken, en liten fontänskulptur infälld i kajens stenläggning och utförd av Tore Strindberg 1935.
- Vid en av pelarna i kolonnraden mot parken står en relief över Carl Larsson, utförd av Christian Eriksson.
- Inmurad i själva Birgerskansen sitter det gamla valvet från Erik Palmstedts Gamla Riddarholmsbron från 1780-talet. I valvet finns även Ida Mattons skulptur Lokes straff från 1923.
- Utanför Birgerskansens västra stödmur står Stockholms-stocken skapad av Aron Sandberg.
- I tornsockeln finns Erik Rafael-Rådbergs skulptur i granit visande skulptören Gustaf Sandberg, rest 1970.
- Sandberg utförde flera skulpturarbeten för Stockholms stadshus, bland annat den 7,6 meter höga S:t Eriksstatyn som ursprungligen skulle stå på stadshustornet men numera återfinns i tornmuseet.
- Utanför Stadshuskällarens entré står Baccus ridande på lejon skapad av Ansgar Almquist.
- Almquist utformade även fyra fasadskulpturer på Mittpartiets fasad, dessa föreställer Olof Skötkonung, Johannes Rudbeckius, Olaus Petri och Sten Sture d.ä.
- Mot Hantverkargatan, till höger och vänster om huvudportalen syns utsnitt av staden från olika århundraden, dessa är skulpterade av Gustaf Sandberg och huggna i granit.
- Utanför stadshusets nordvästra hörn återfinns Morgonrodnad av Marcus Lövblad, som föreställer en putto i förgylld brons. Det var en gåva av Stockholms borgargille till stadshusets invigning 1923.
- Utanför stadshusets västra sida, på Ragnar Östbergs plan syns en porträttbyst av Ragnar Östberg framför sitt verk, skapad av Thorwald Alef 1971.

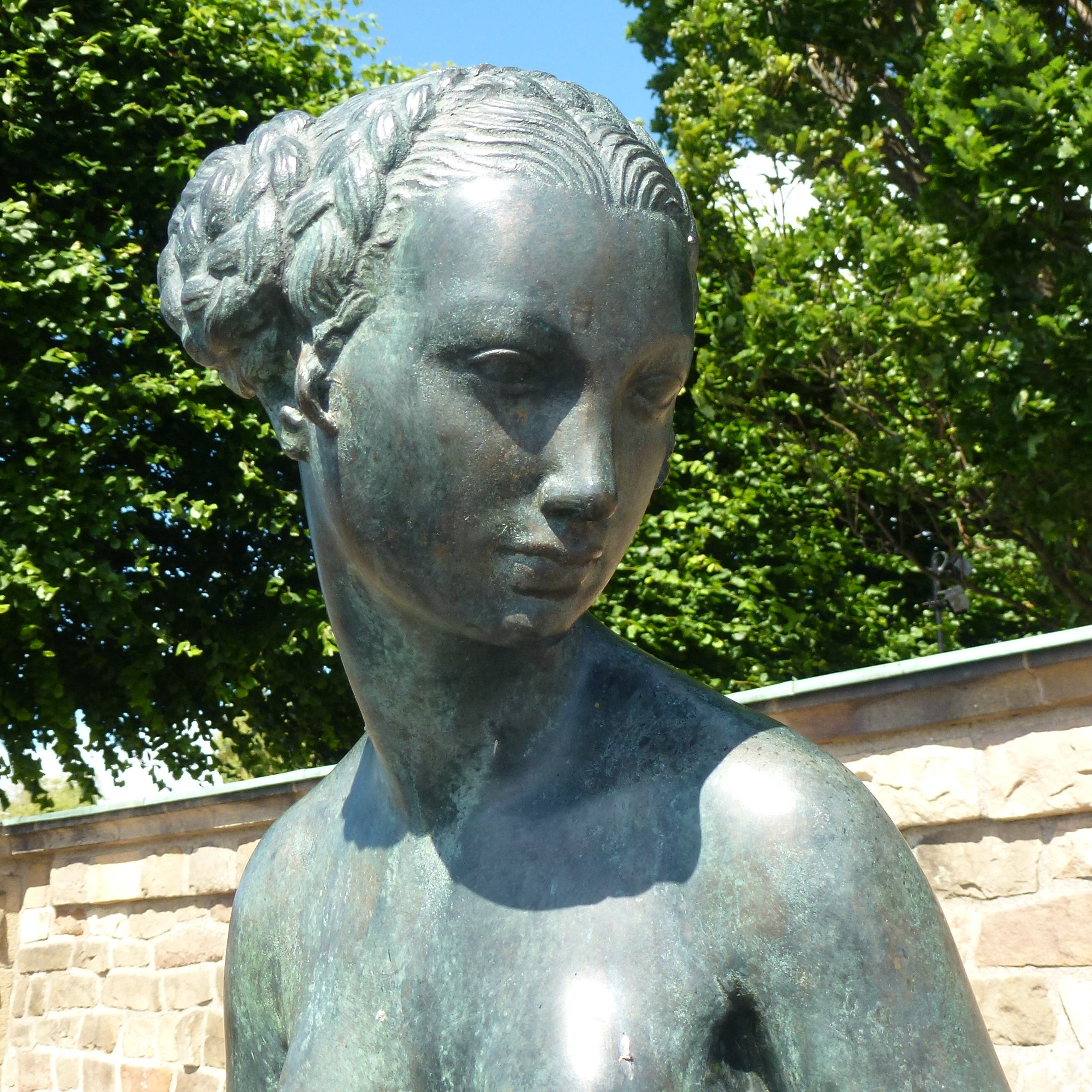
Crocus (detalj) av Tore Strindberg.
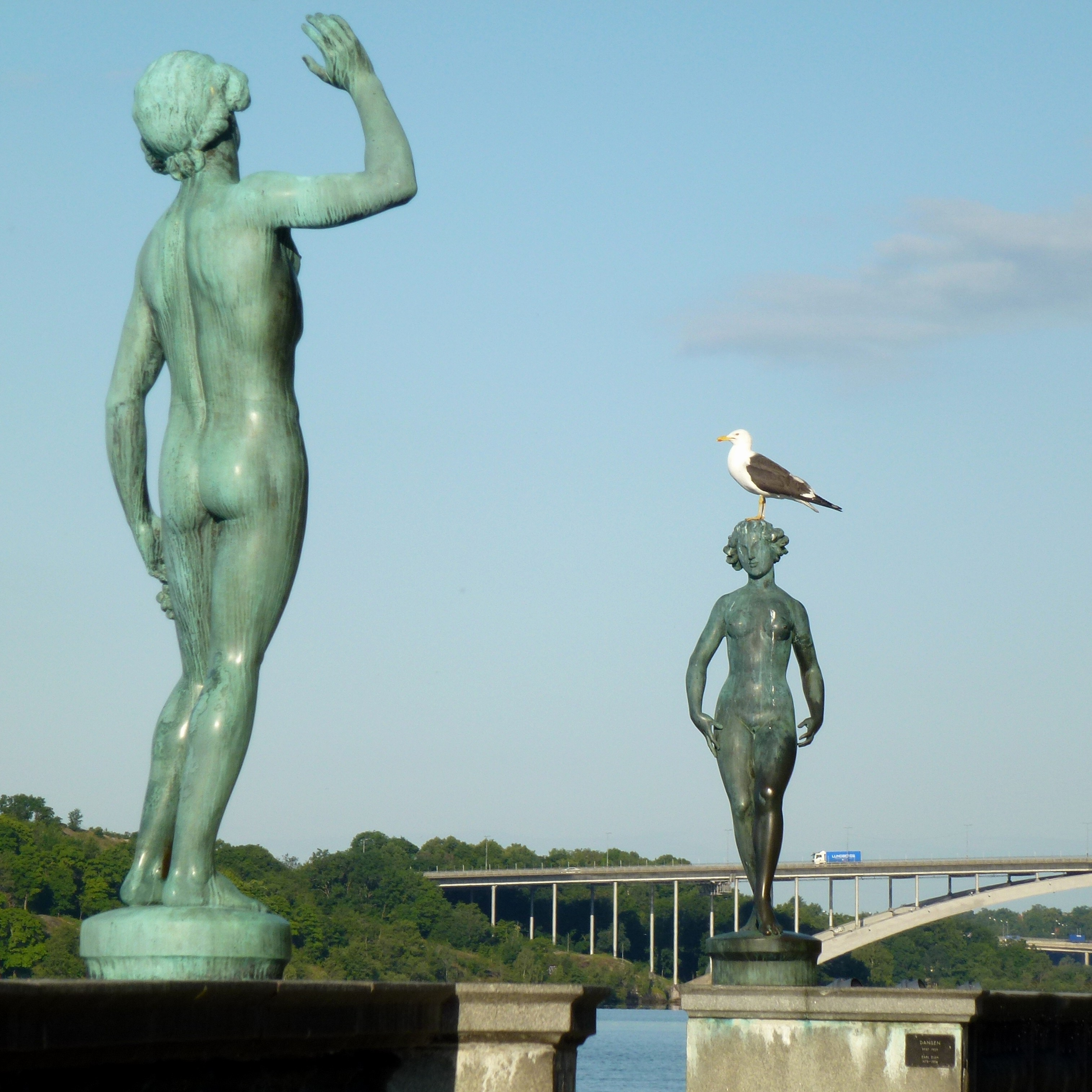
Sången och Dansen av Carl Eldh.
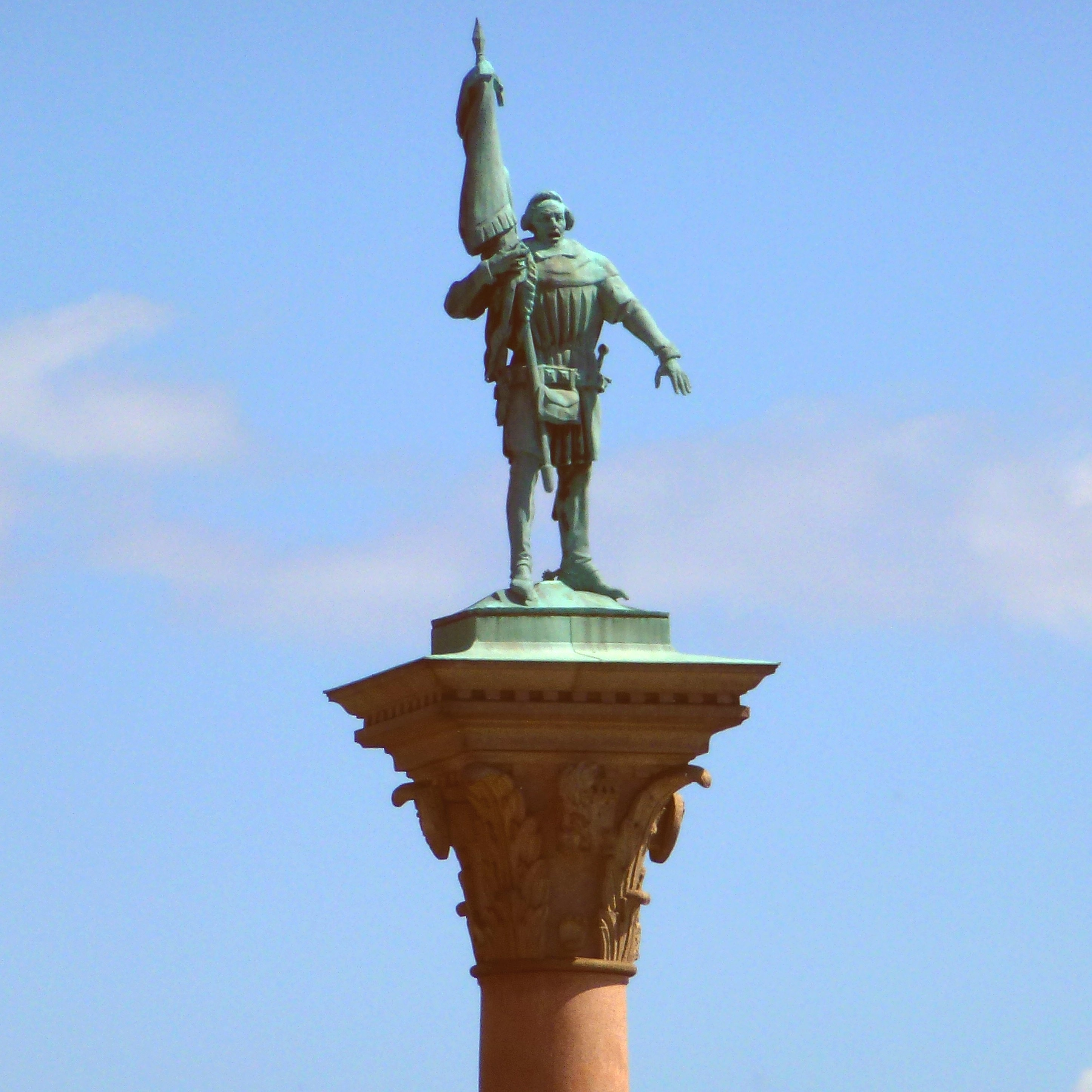
Engelbrektsstatyn utförd av Christian Eriksson.
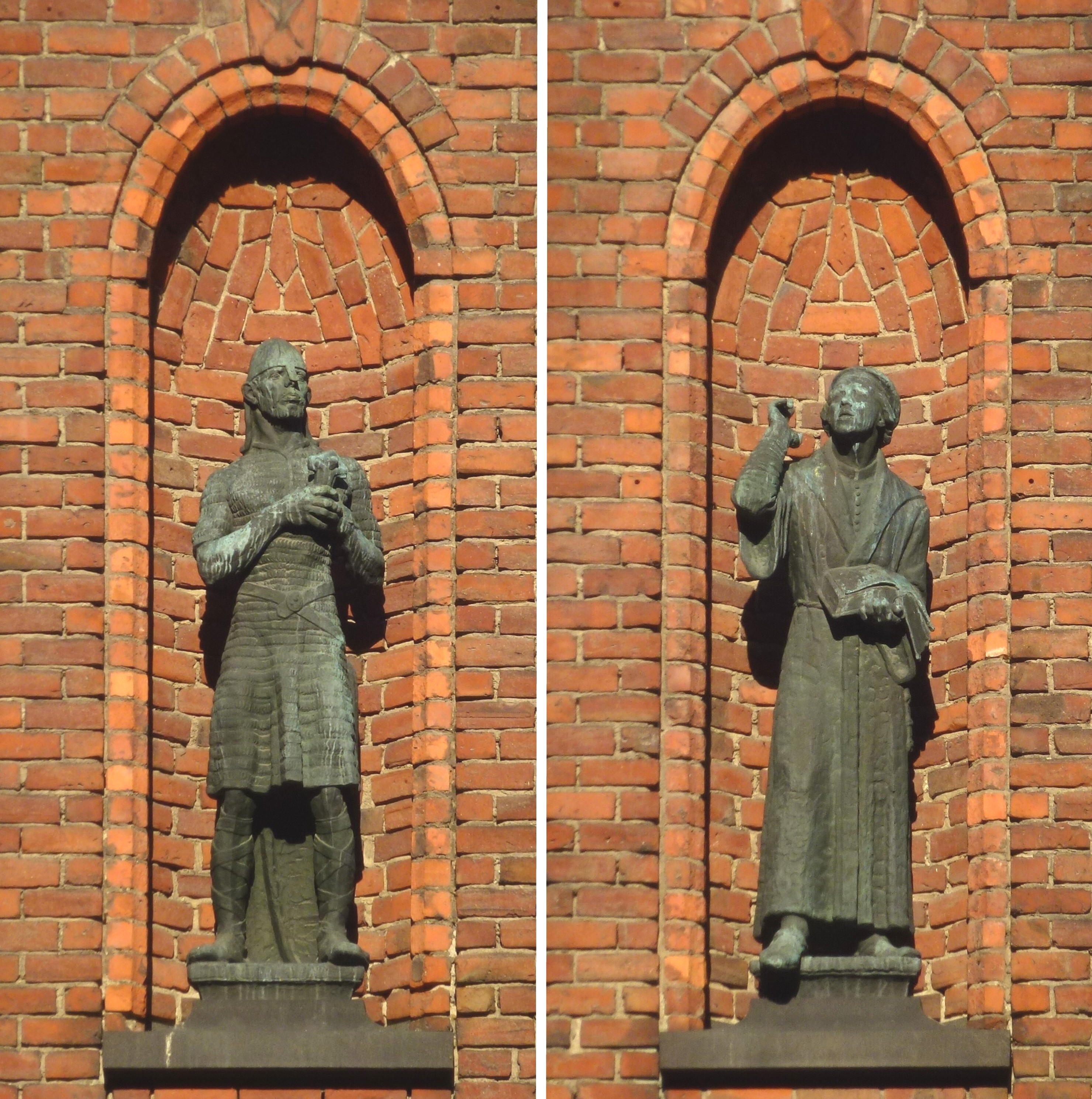
Olof Skötkonung och Olaus Petri av Ansgar Almquist.
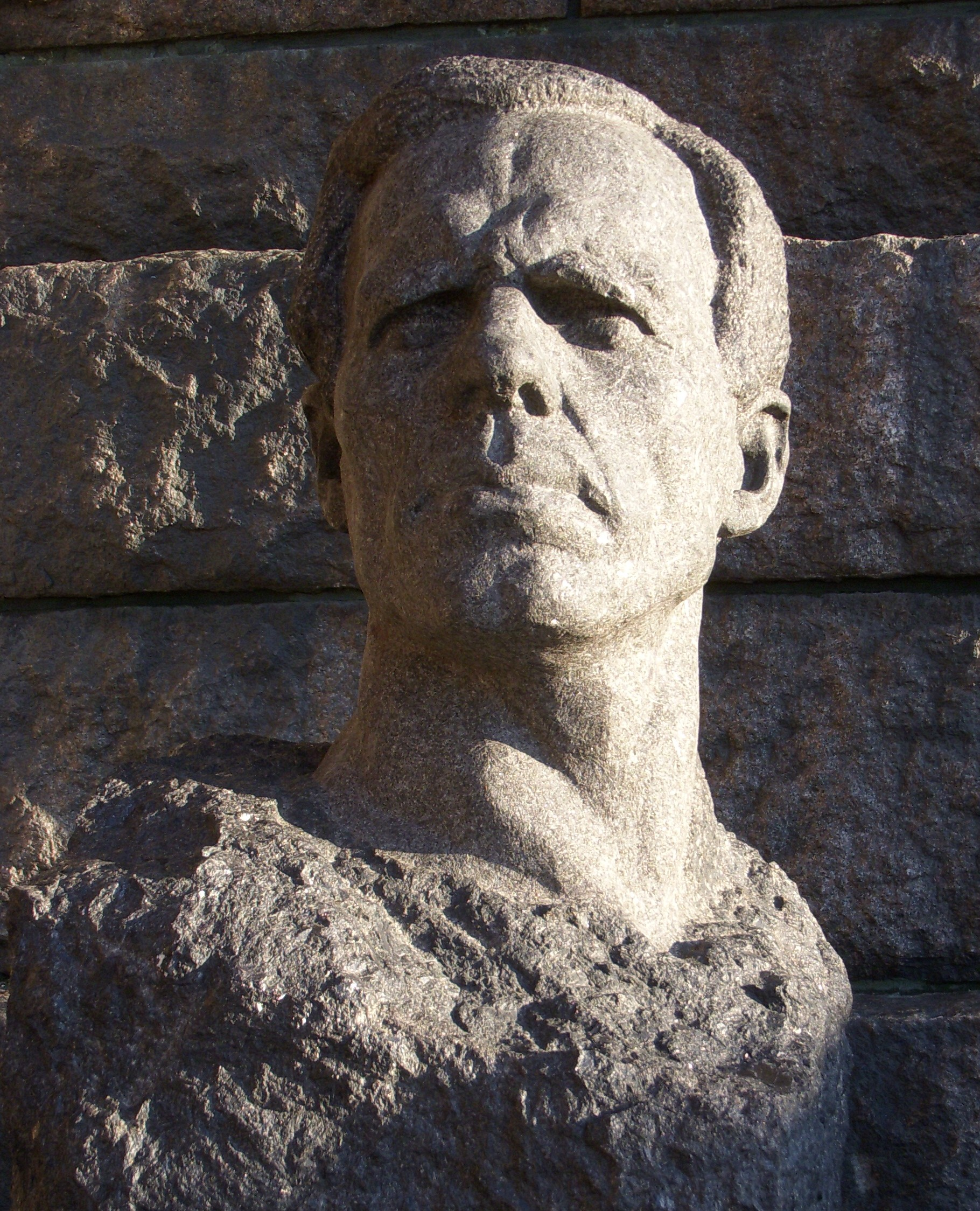
Erik Rafael-Rådbergs porträtt av Gustaf Sandberg.
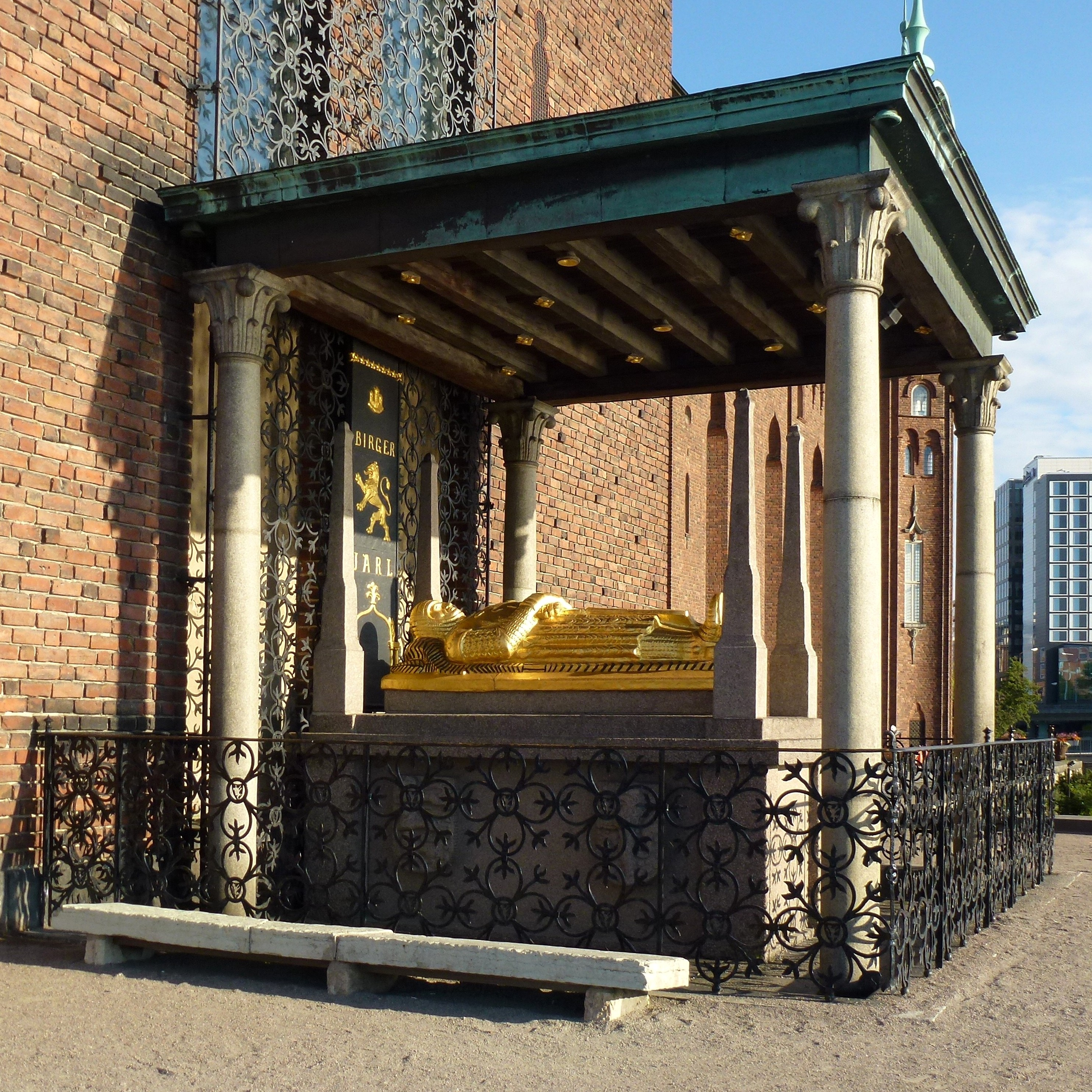
Birger jarls kenotaf.
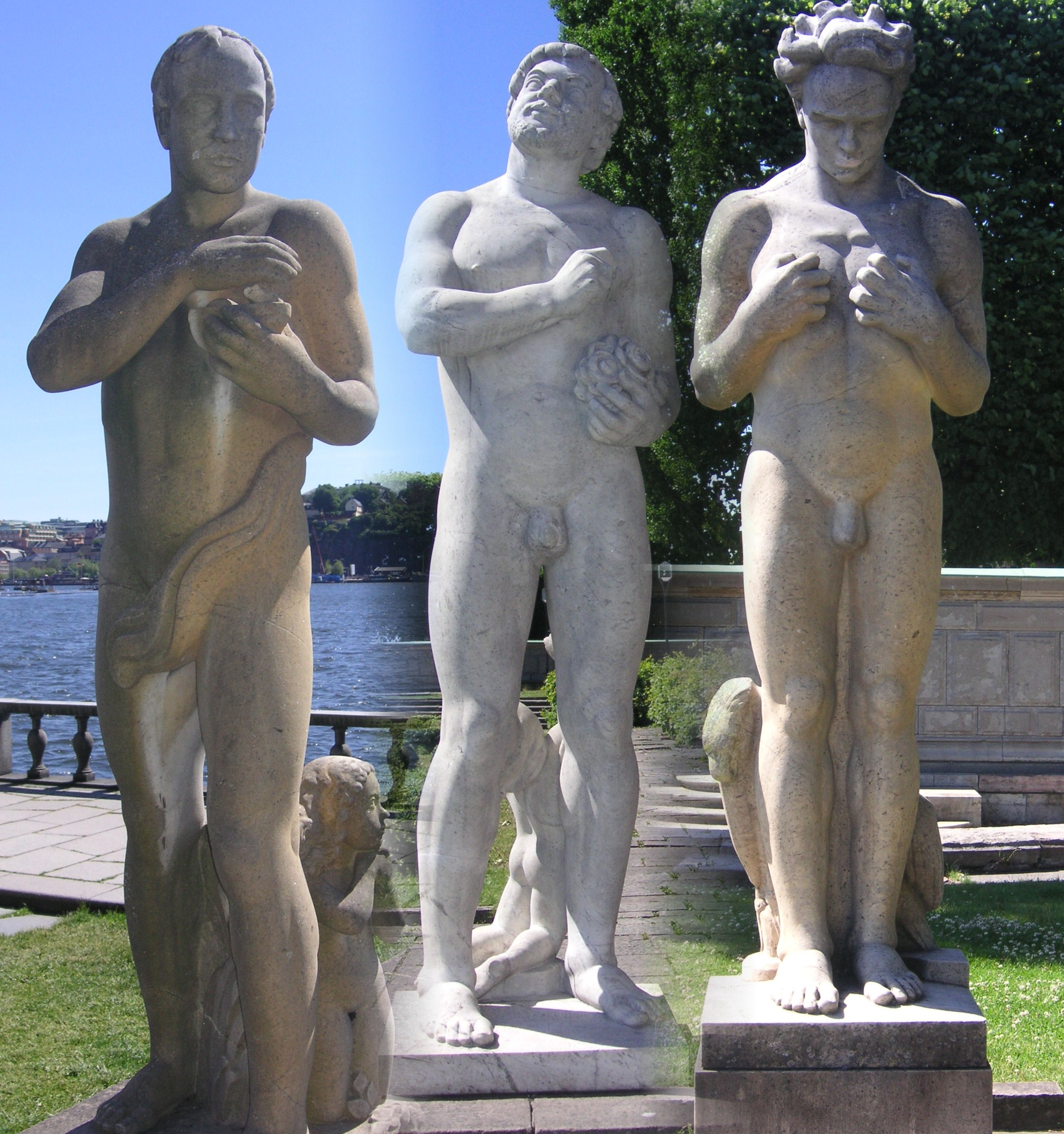
Fröding, Josephson och Strindberg av Carl Eldh (fotomontage).
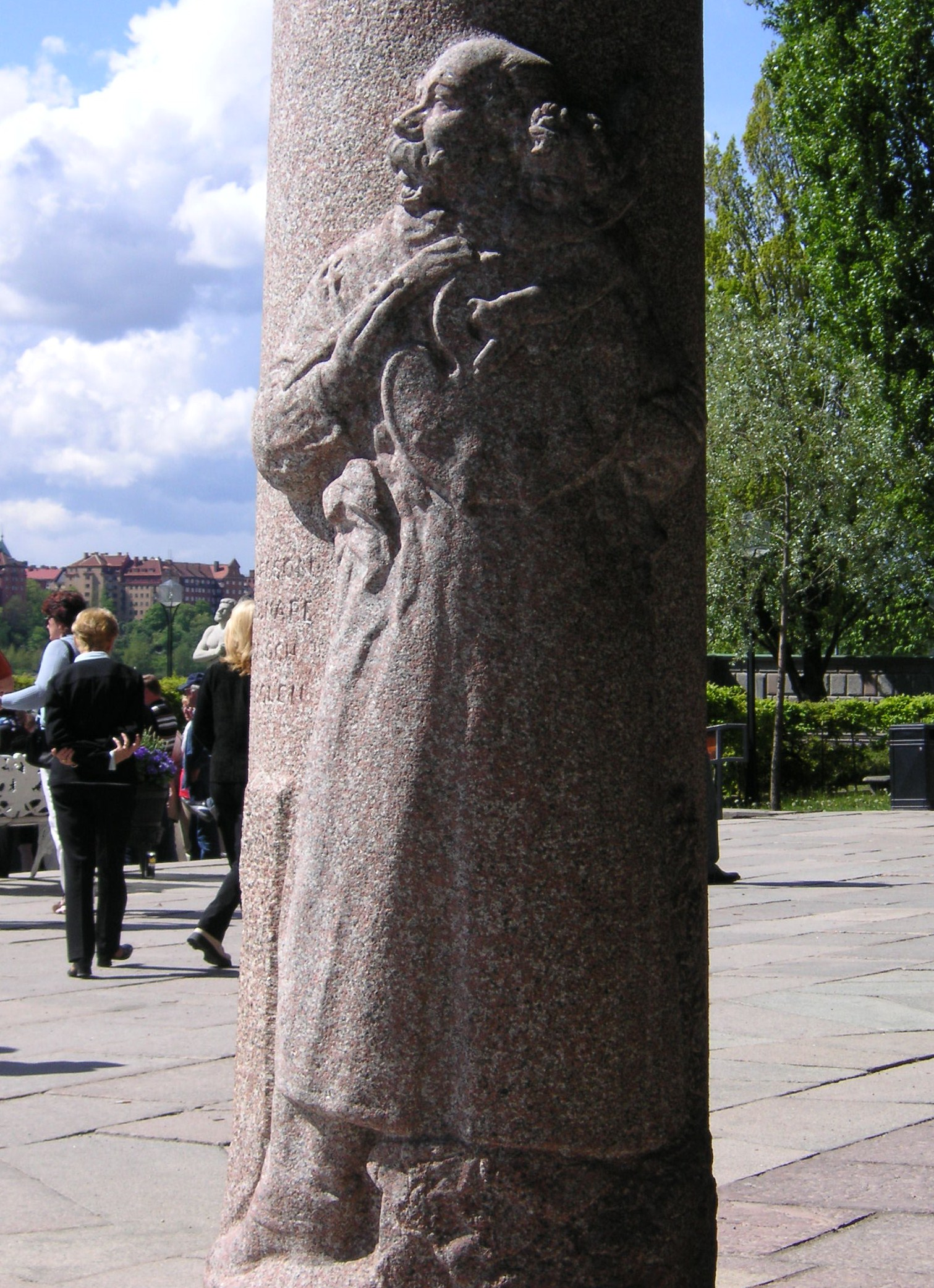
Carl Larsson som relief på en av arkadens kolonner av Christian Eriksson.
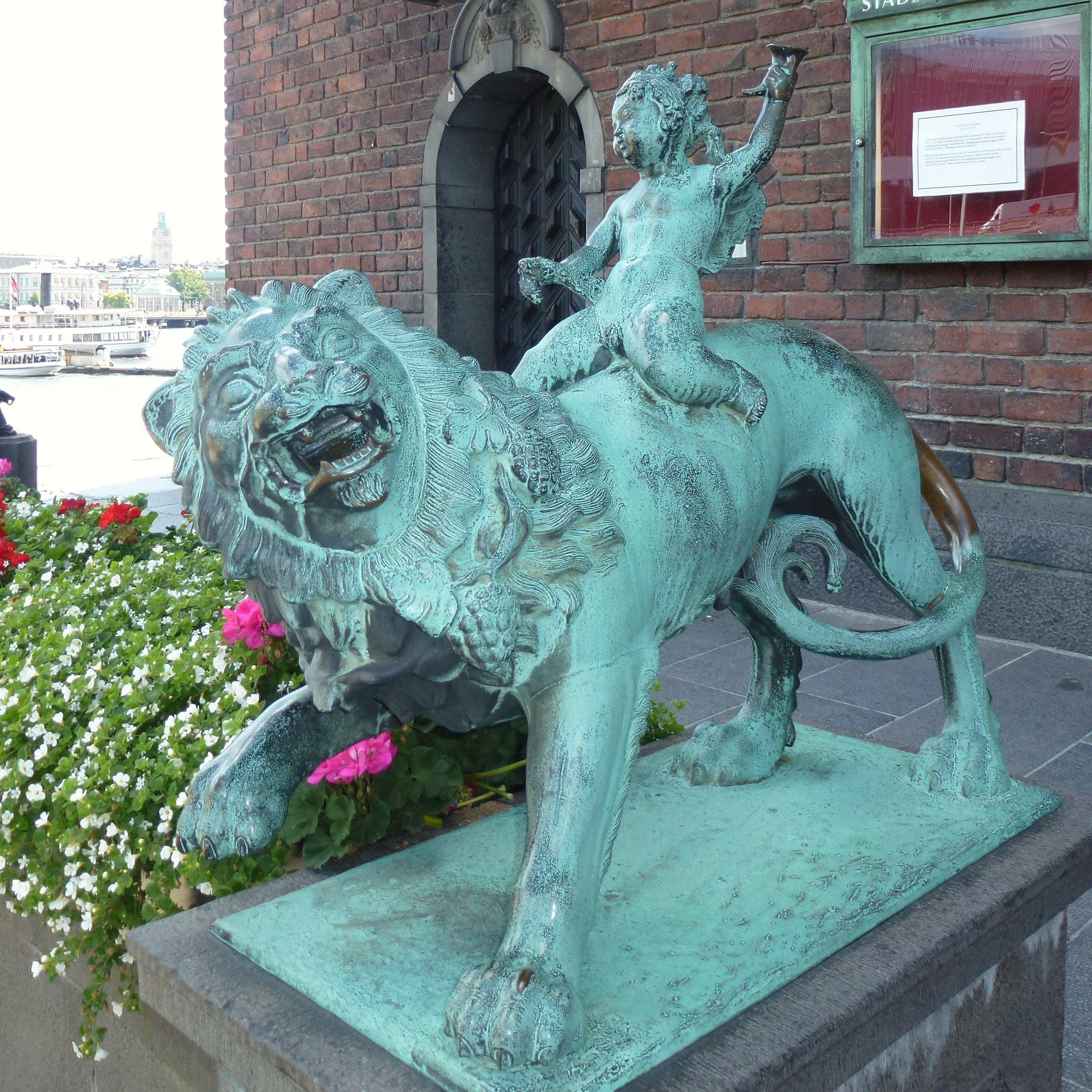
Bacchus på lejon av Ansgar Almquist.
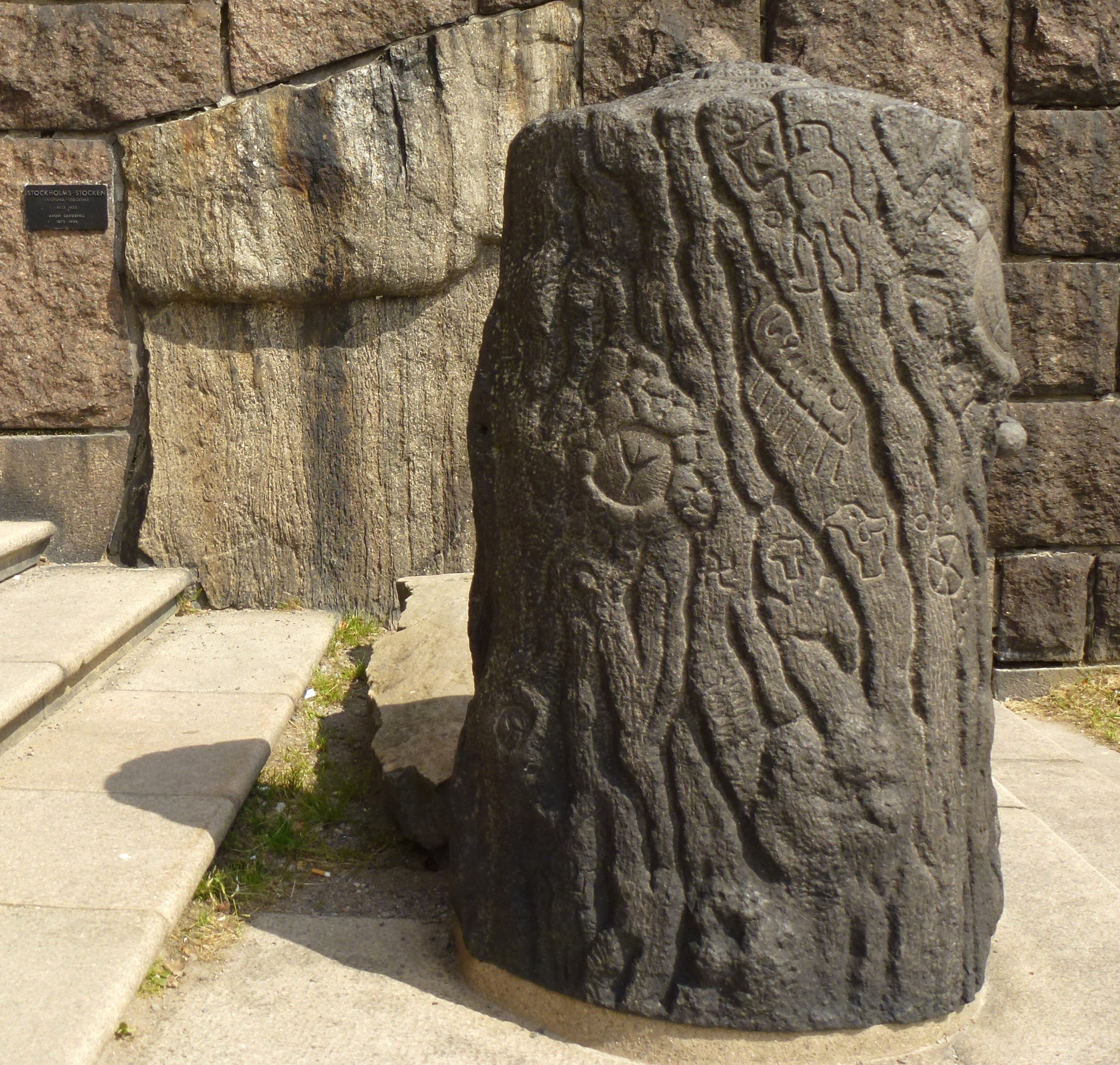
Stockholms-stocken av Aron Sandberg.
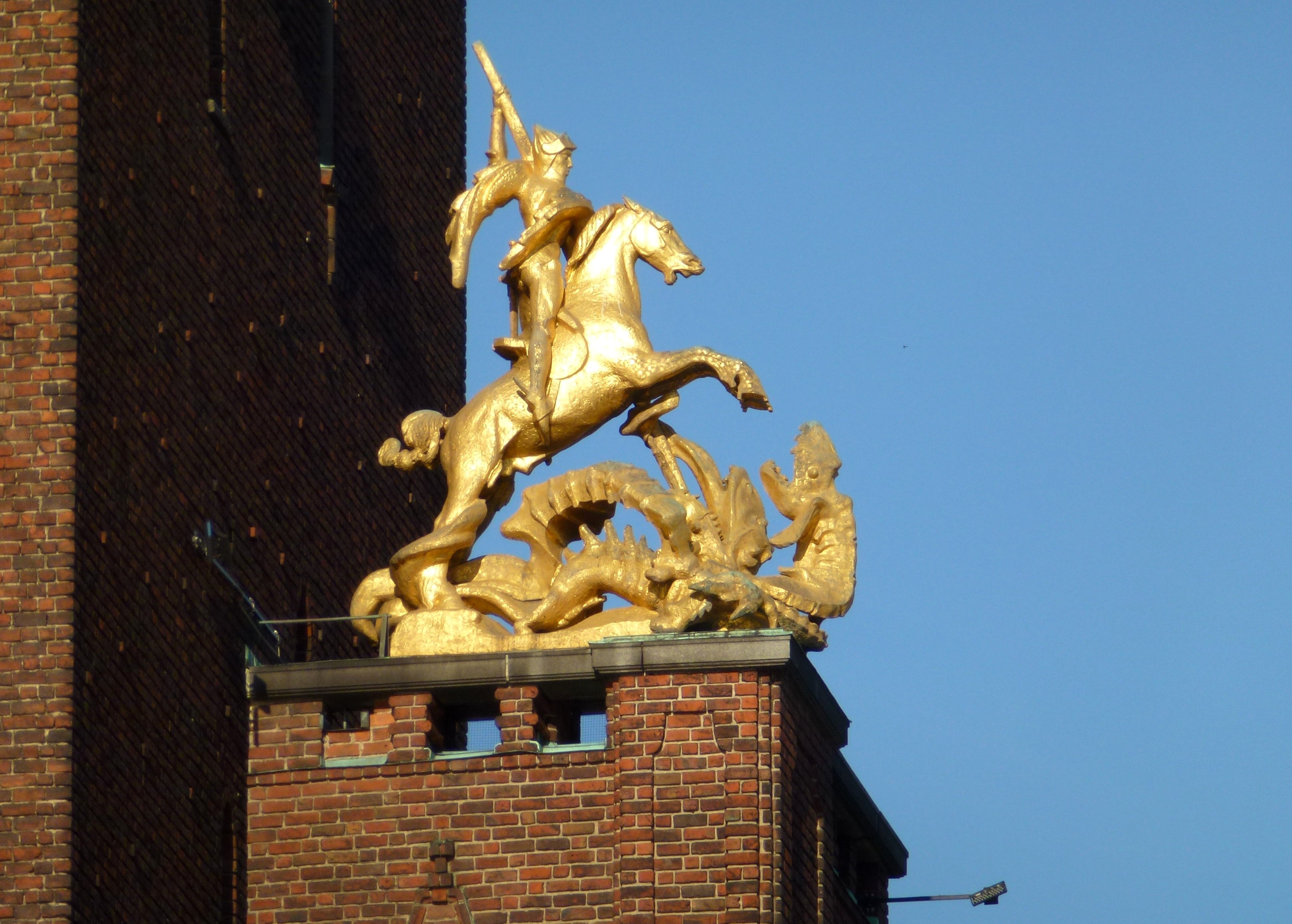
Sankt Göran och draken av Christian Eriksson.
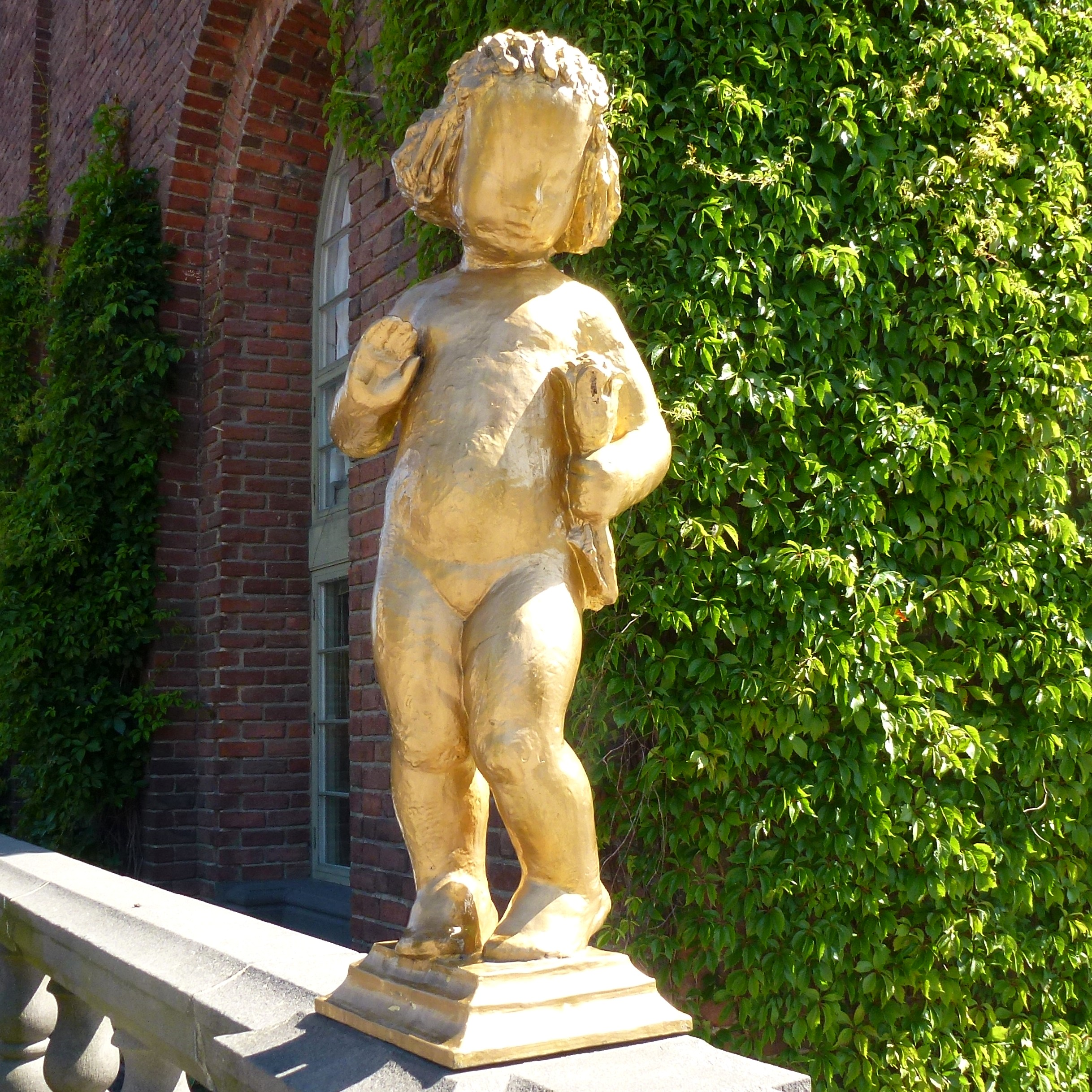
Morgonrodnad av Marcus Lövblad.
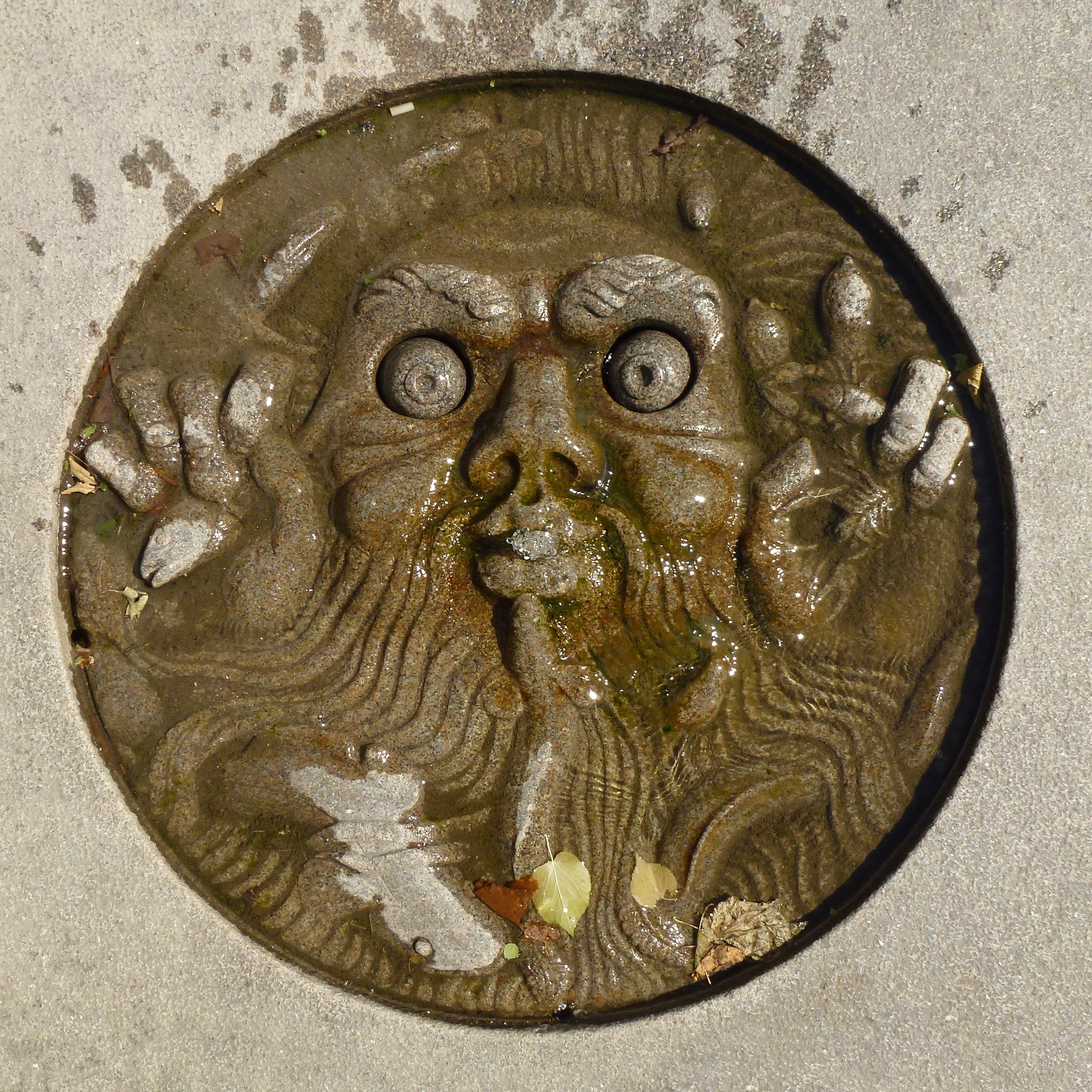
Näcken i parkens stenläggning av Tore Strindberg.
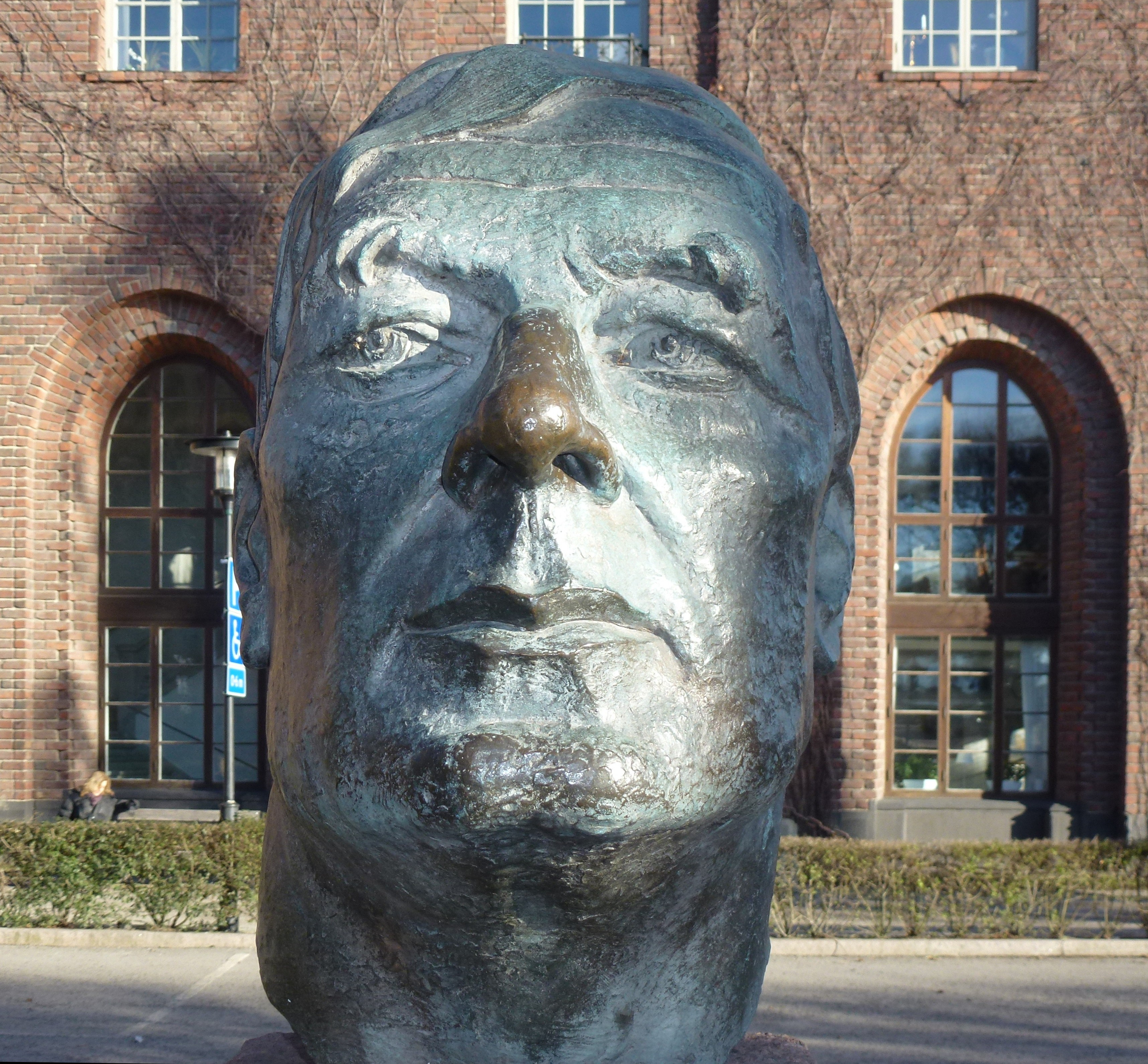
Östberg framför sitt verk, porträttskulptur av Thorwald Alef.
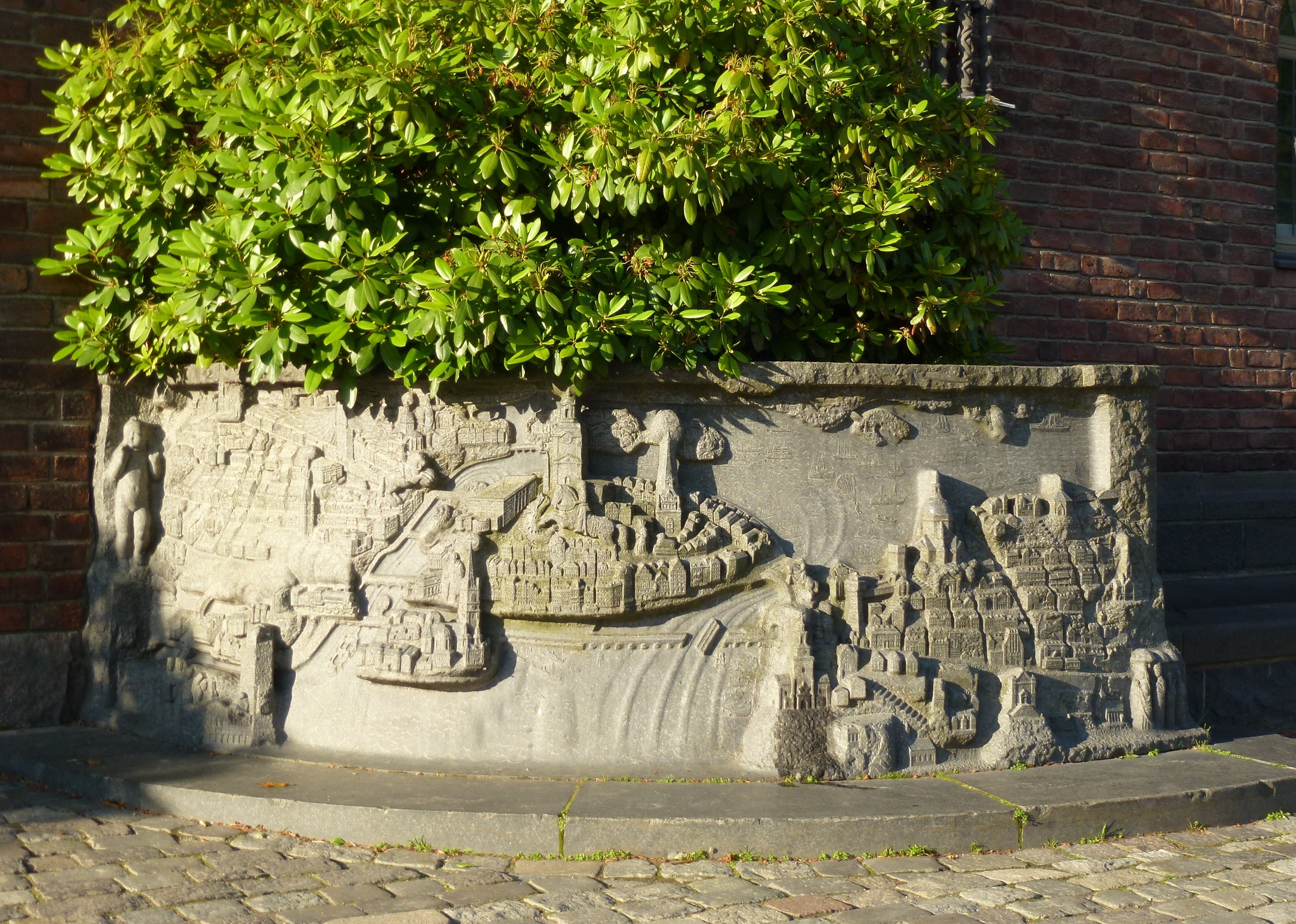
Stadsrelief väster om huvudportalen av Gustaf Sandberg.

### Takfigurer
På Stockholms stadshus tak märks fem förgyllda takfigurer. Figurerna på södra längans taknock är vända mot Borgargården och föreställer de fyra konstarterna arkitektur, musik, skulptur och måleri. Arkitekturen betraktar sin egen hand, en symbol för mänskliga proportioner, som byggnadskonsten vilar på. På norra längans tak, placerat på en kopparklädd kolonn, står Katarina av Vadstena eller Flickan med hinden. Samtliga är skulpterade av Gustaf Sandberg och drivna av Ragnar Myrsmeden.

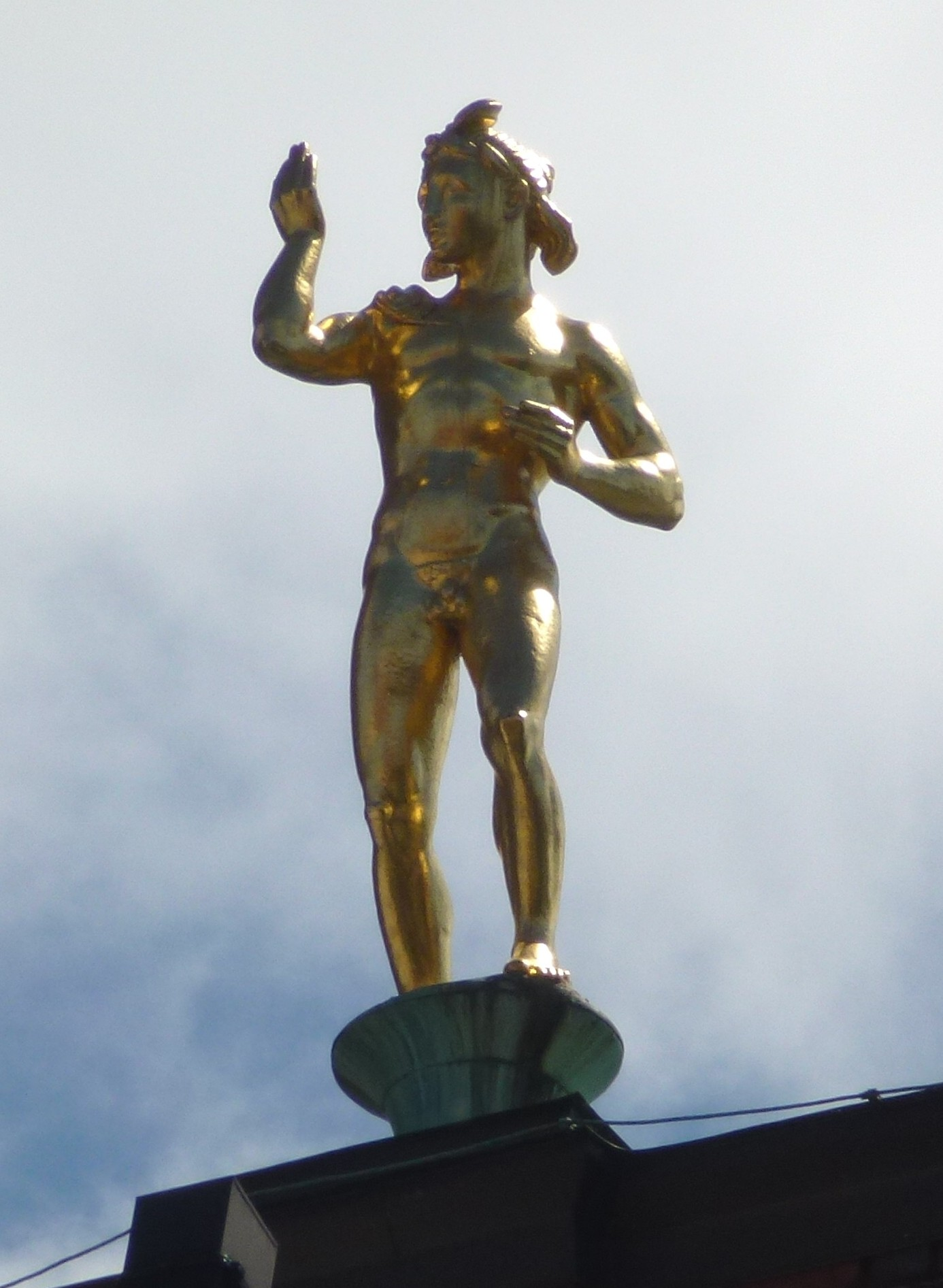
Arkitektur
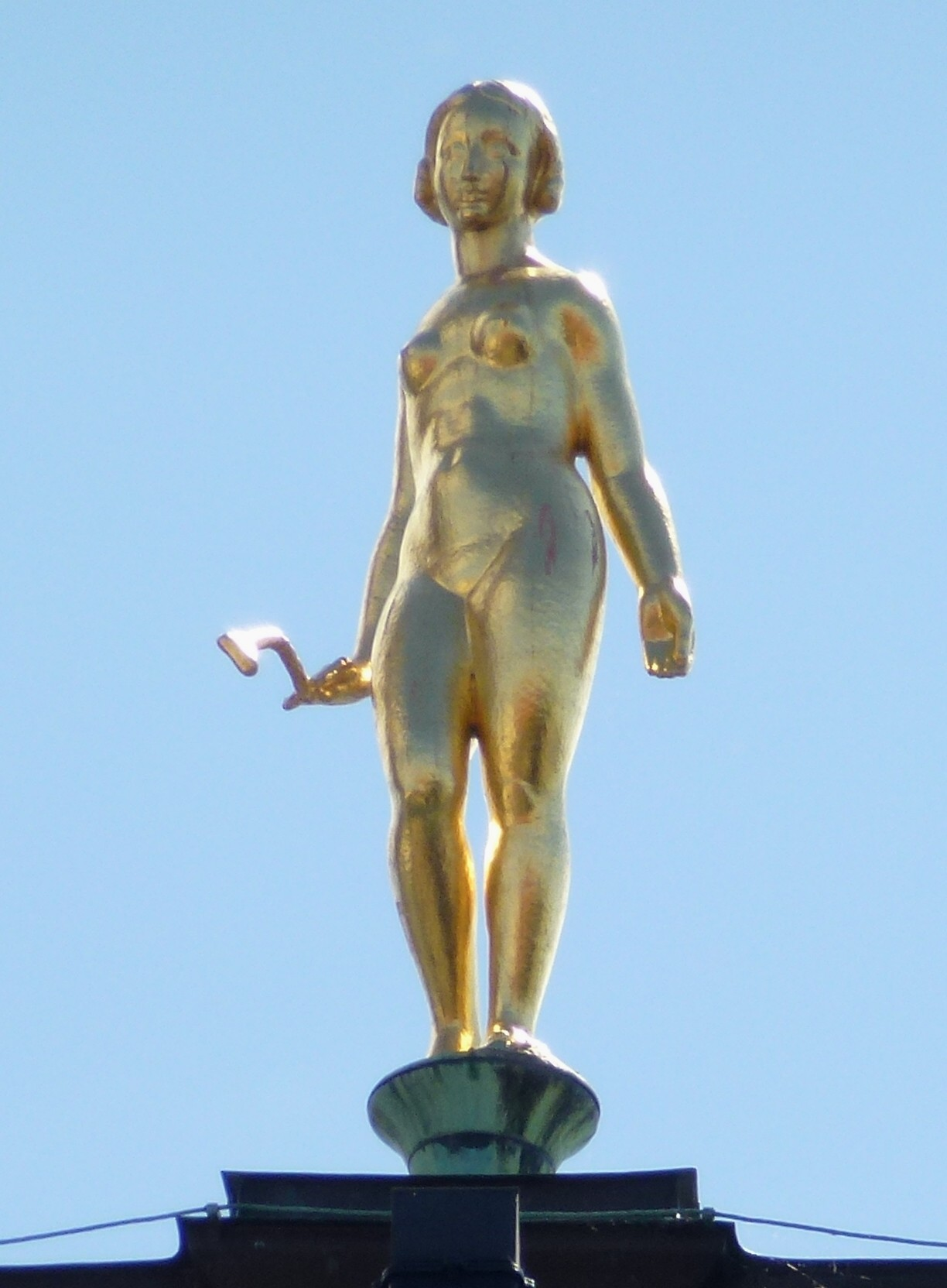
Musik
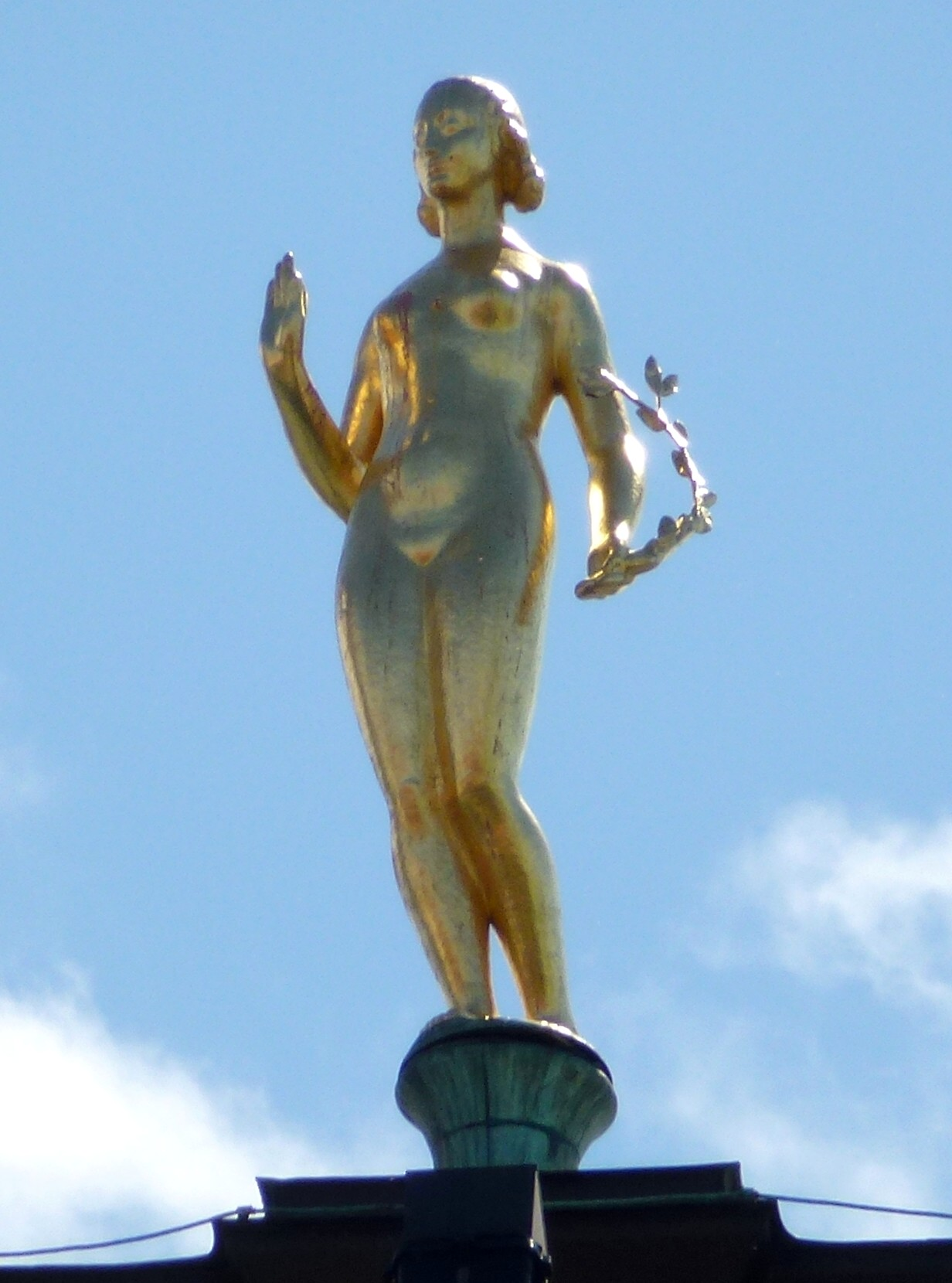
Skulptur
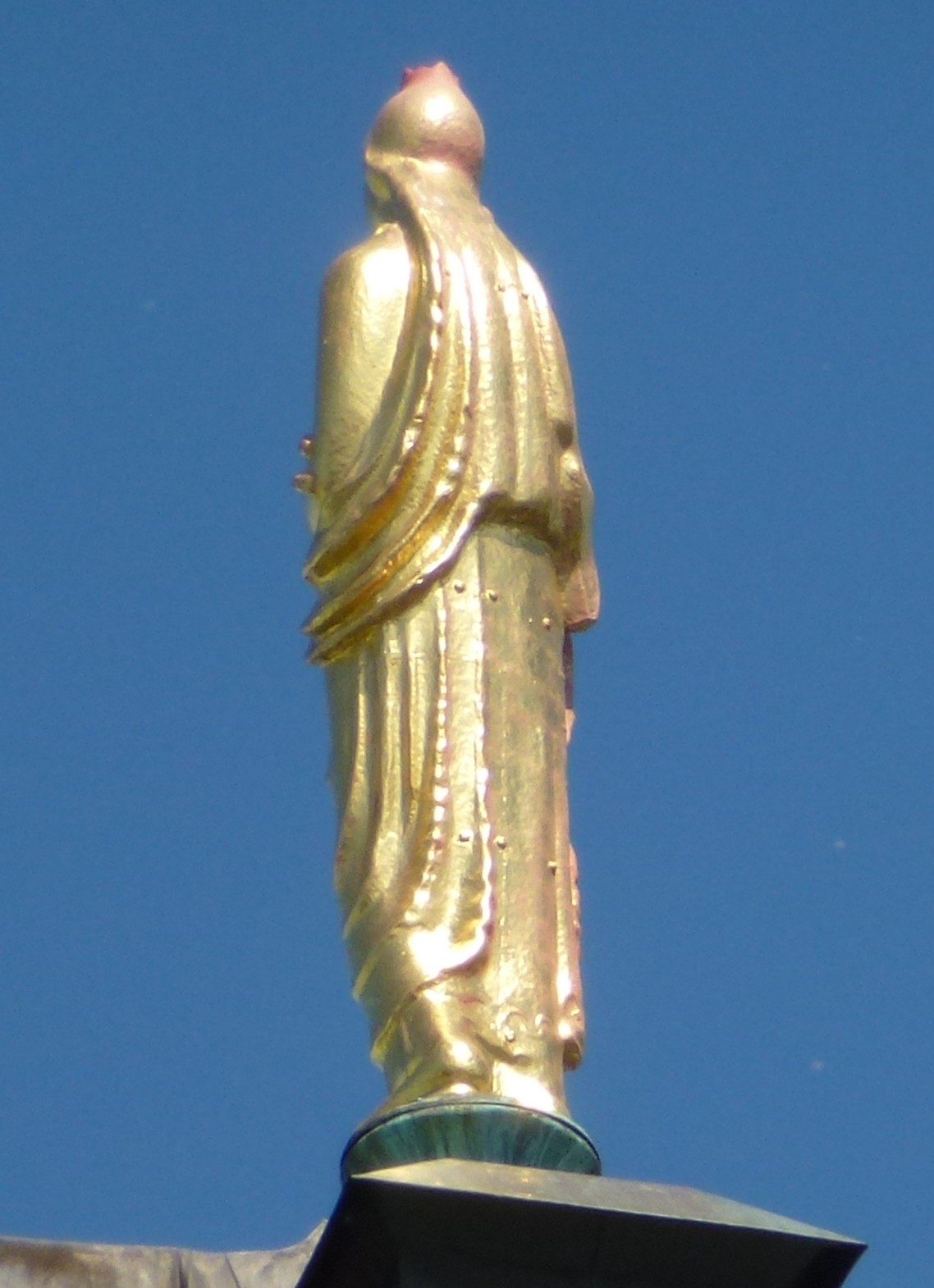
Måleri
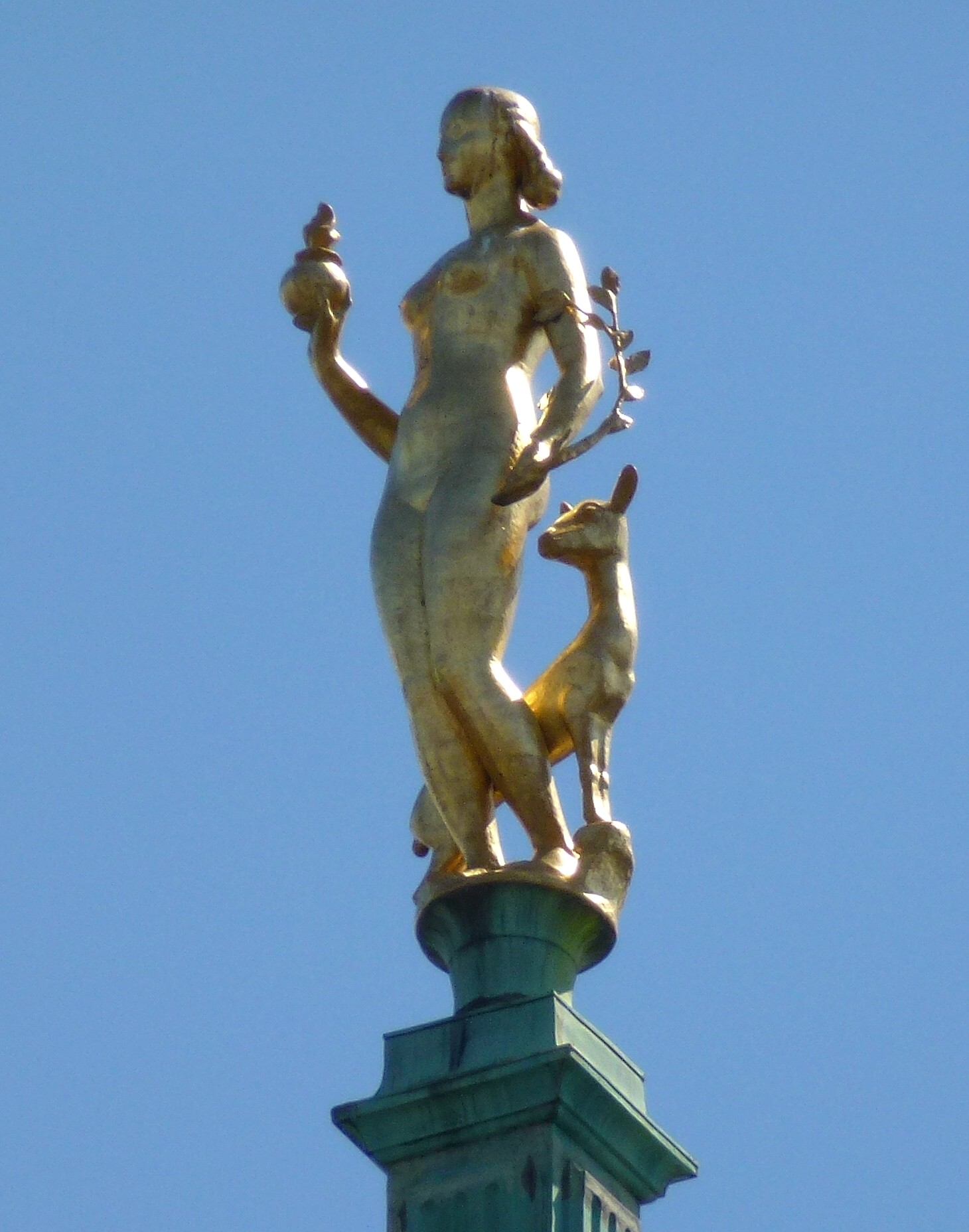
Flickan med hinden

### Huvudportalen
Portalen i norra valvet utgör huvudingången från Hantverkargatan till Borgargården. Utformningen av den väldiga porten krävde många skisser och inspirerades av en liknande port på Gripsholms slott. Porten byggdes i två halvor samt välvt överstycke av sjödränkt ek, så kallad svartek, som lär härstamma från Regalskeppet Riksäpplet. Fartyget sjönk utanför Dalarö 1676 och sprängdes 1921 för att komma åt virket. I portalens mitt finns en dubbel gångdörr som används för vanlig passage, men även hela porten är öppningsbar och bärs upp av kraftiga smidesgångjärn på insidan. Det svarta virket är rikt dekorerat med ett 1600-tals rombmönster, vinrankor, frukter och andra detaljer ritade av arkitekten Olof Lundgren. Portalen flankeras av två spiralformade, så kallade paradiskolonner. Enligt samtida press vägde alltsammans mellan tre och fyra ton. Till höger och vänster om norra valvet syns utsnitt av staden från olika århundraden, vilka är skulpterade av Gustaf Sandberg och huggna i var sitt granitblock som vägde mellan 16 och 17 ton styck.

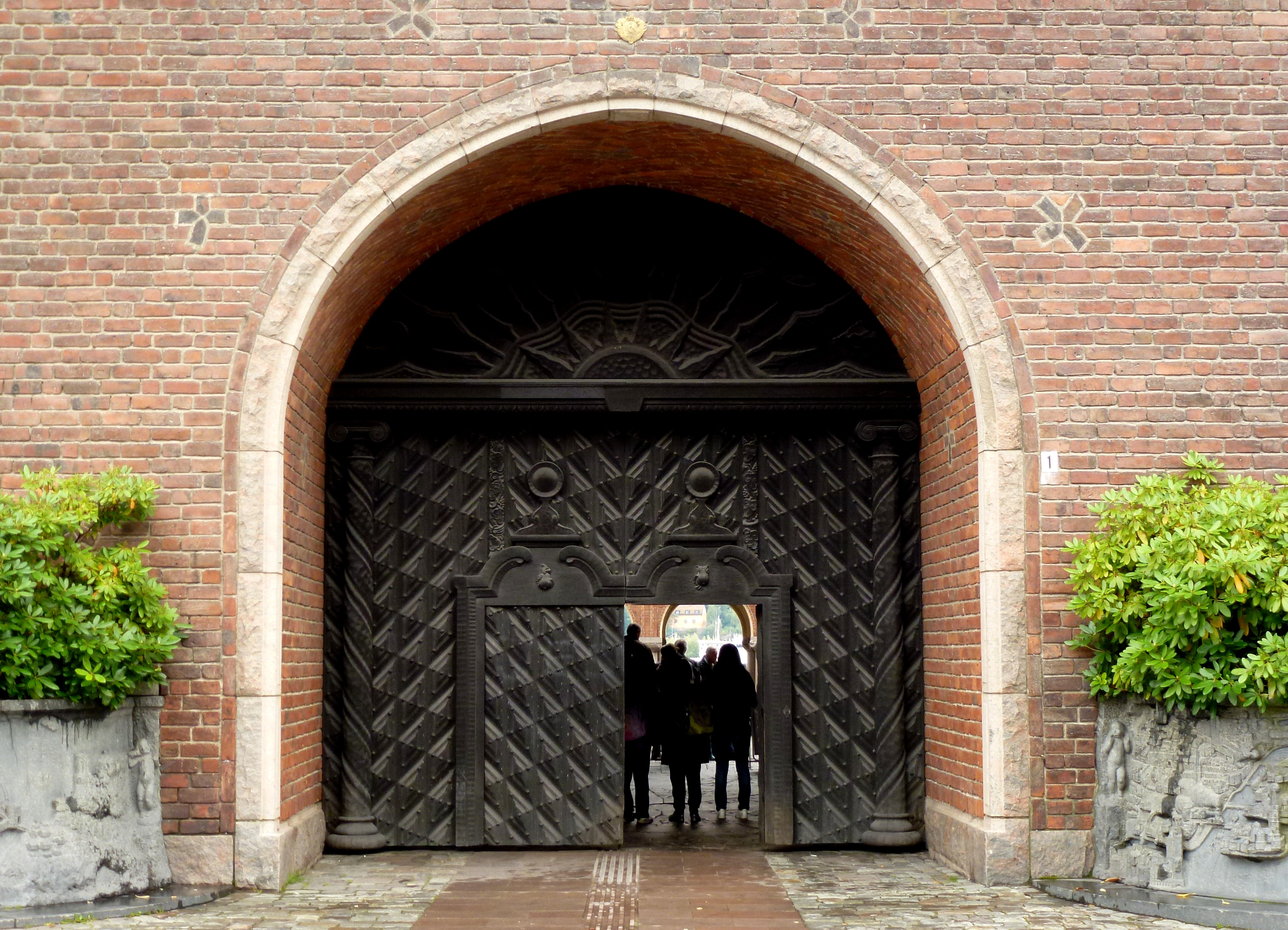
Huvudportalen
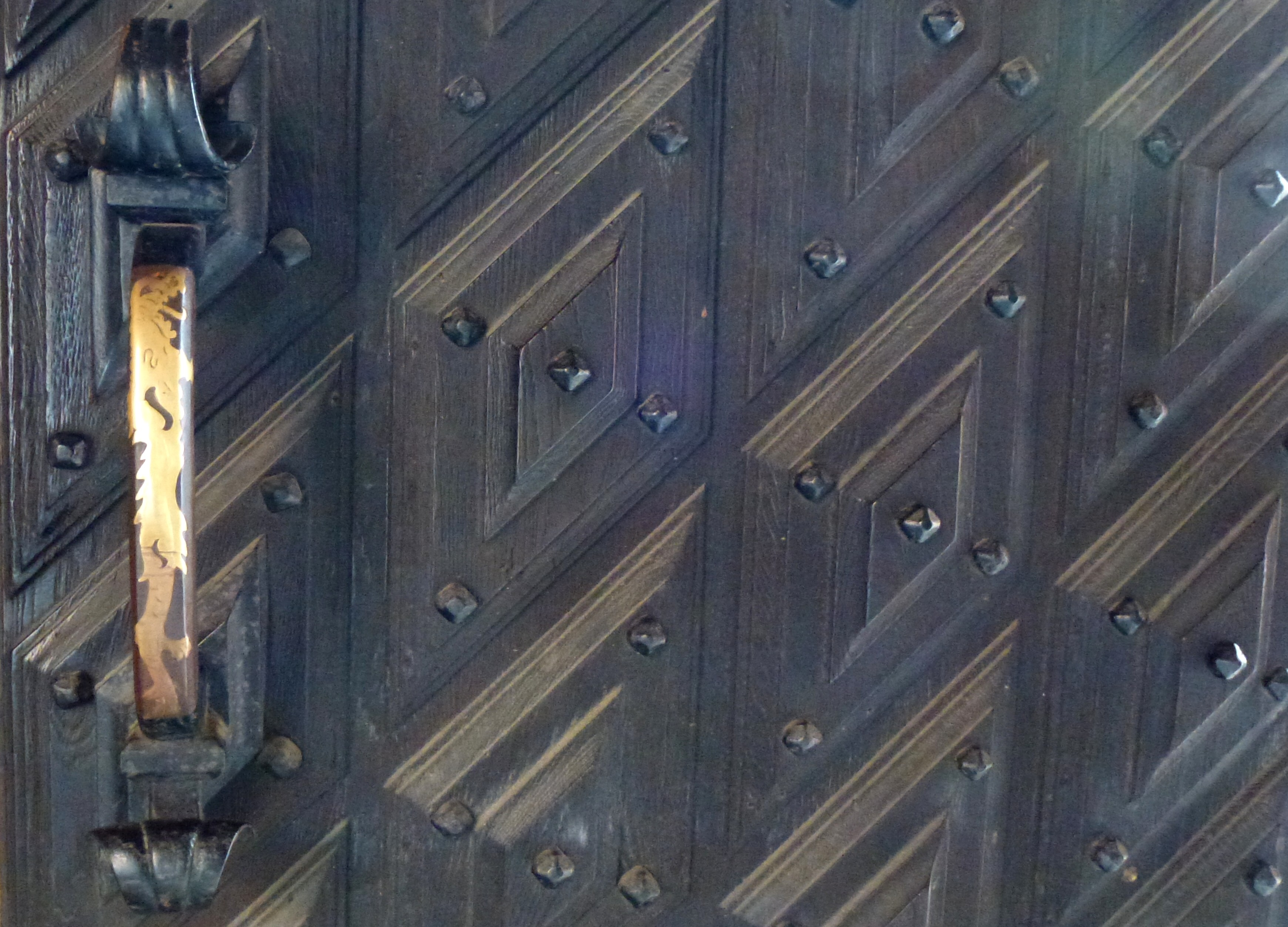
Handtaget är smyckat med en drake
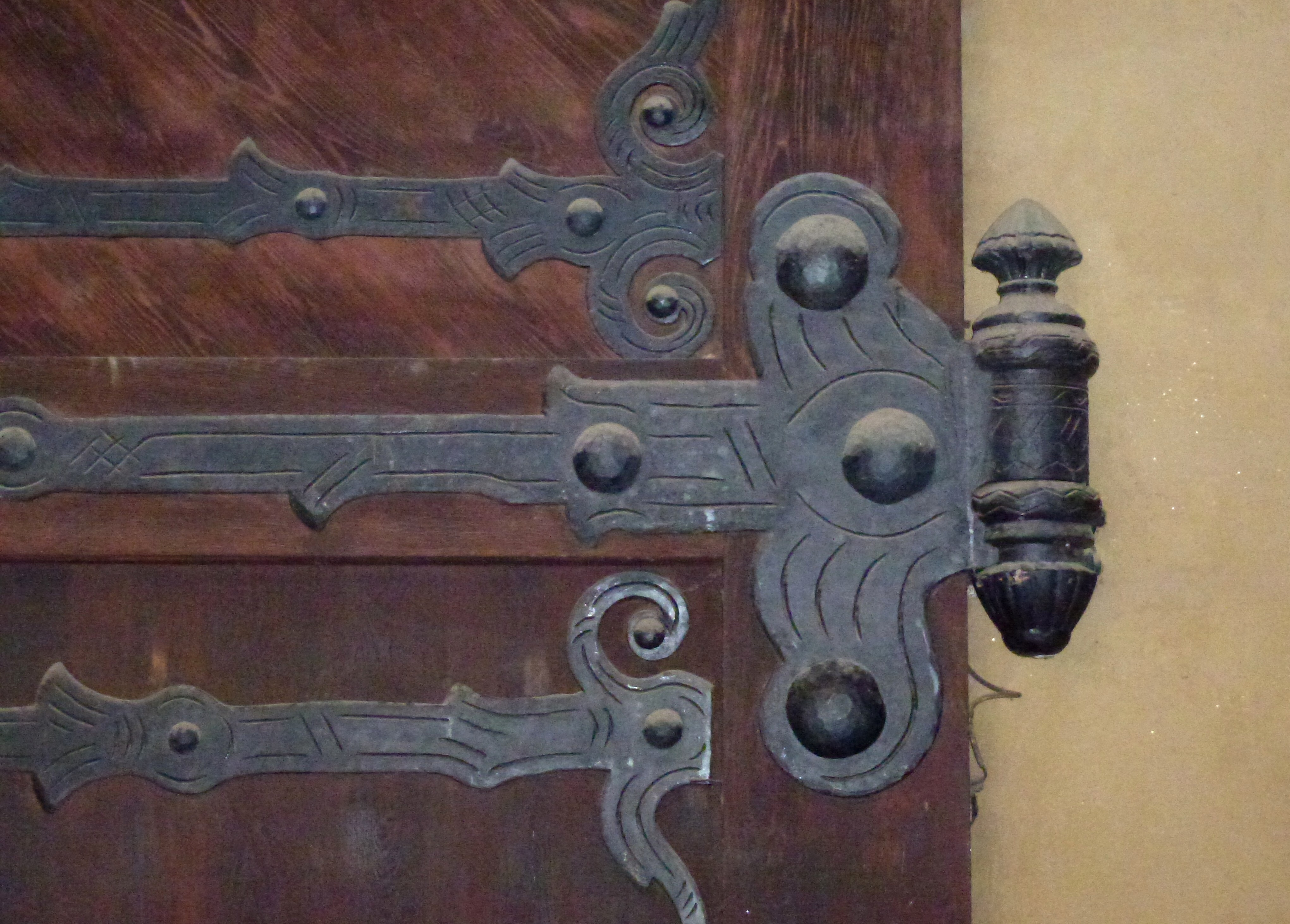
Detalj, smidesgångjärn
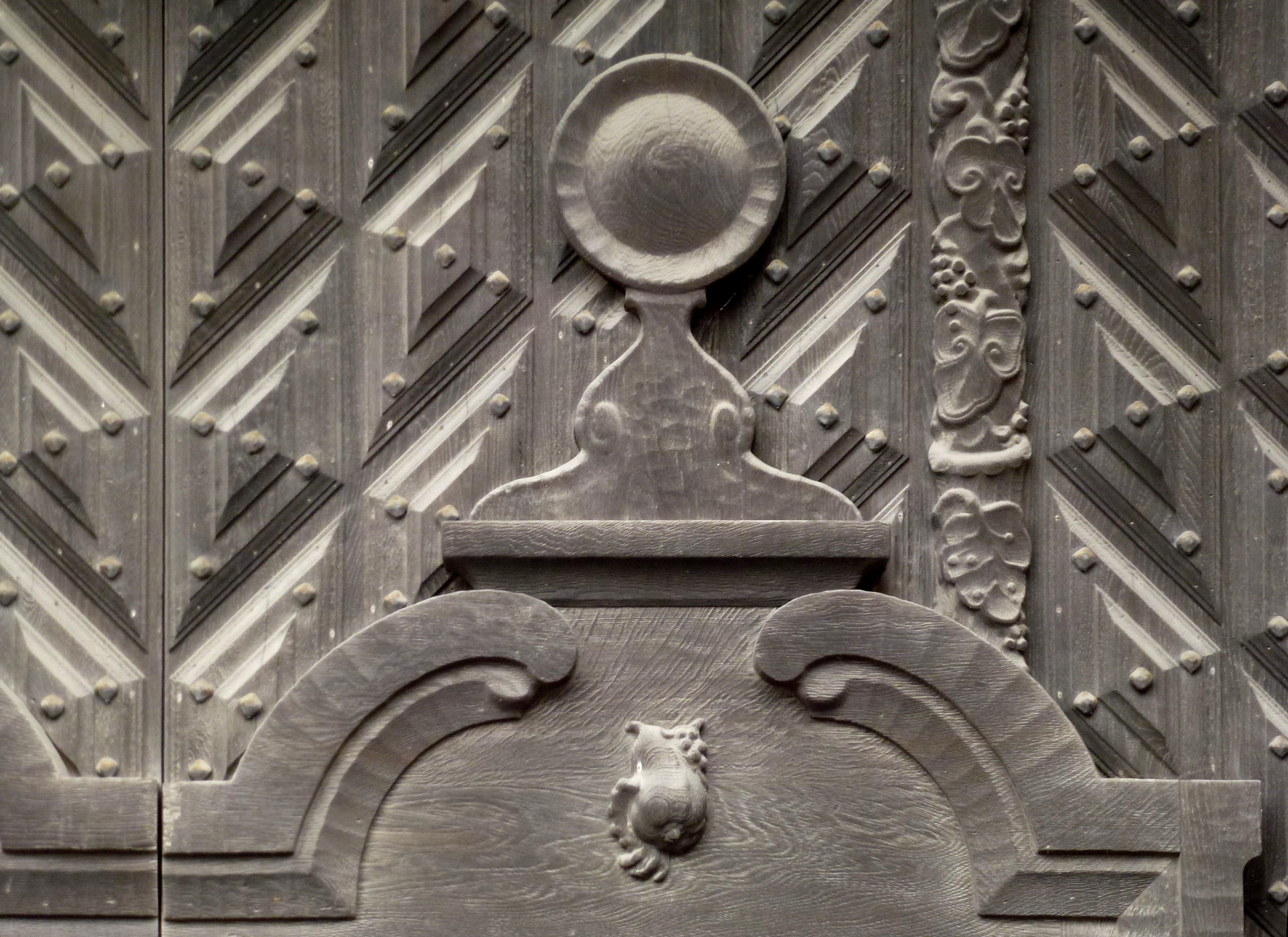
Detalj, dörröverstycke
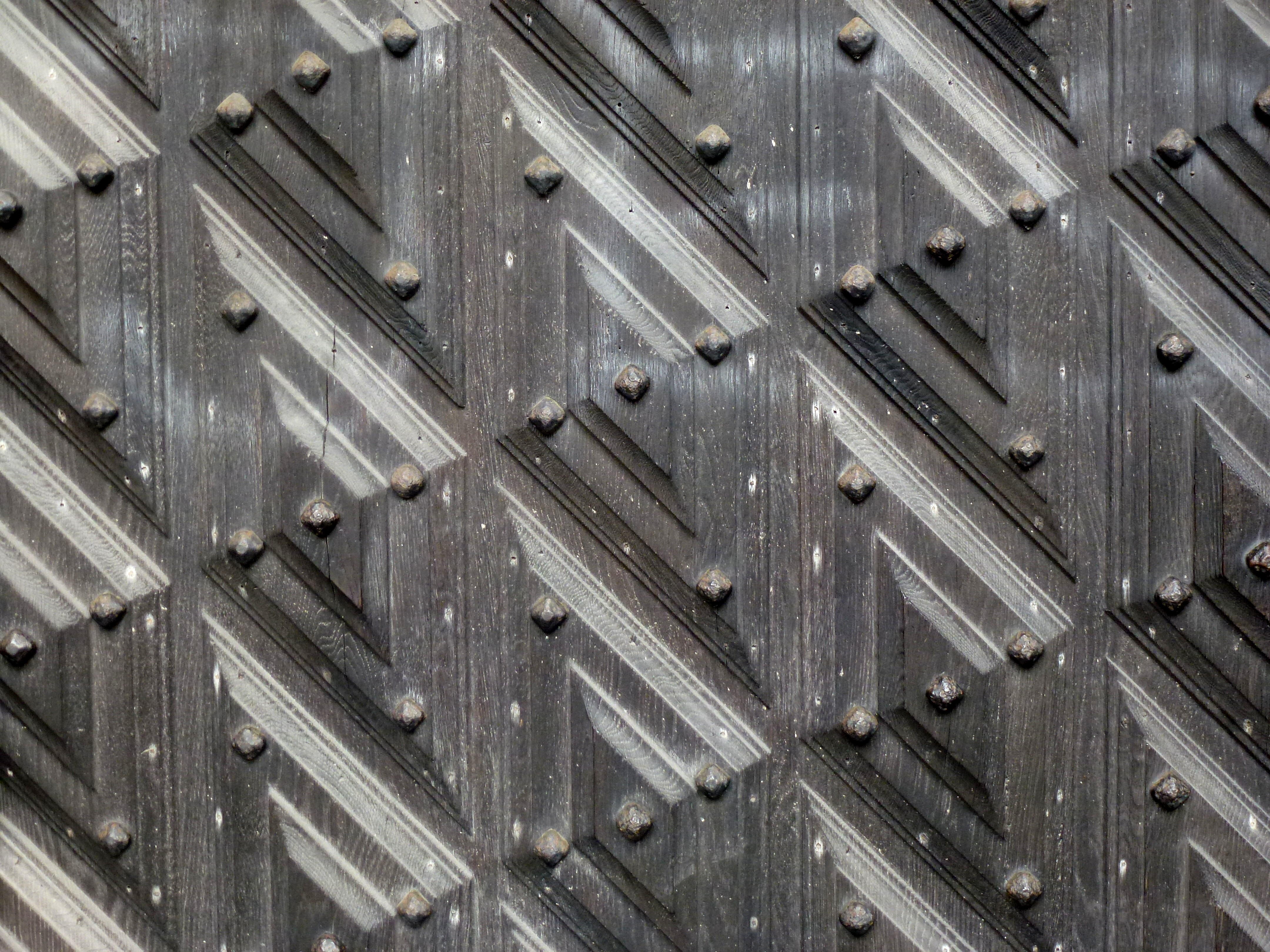
Detalj, rombmönster

## Underhåll och renoveringar

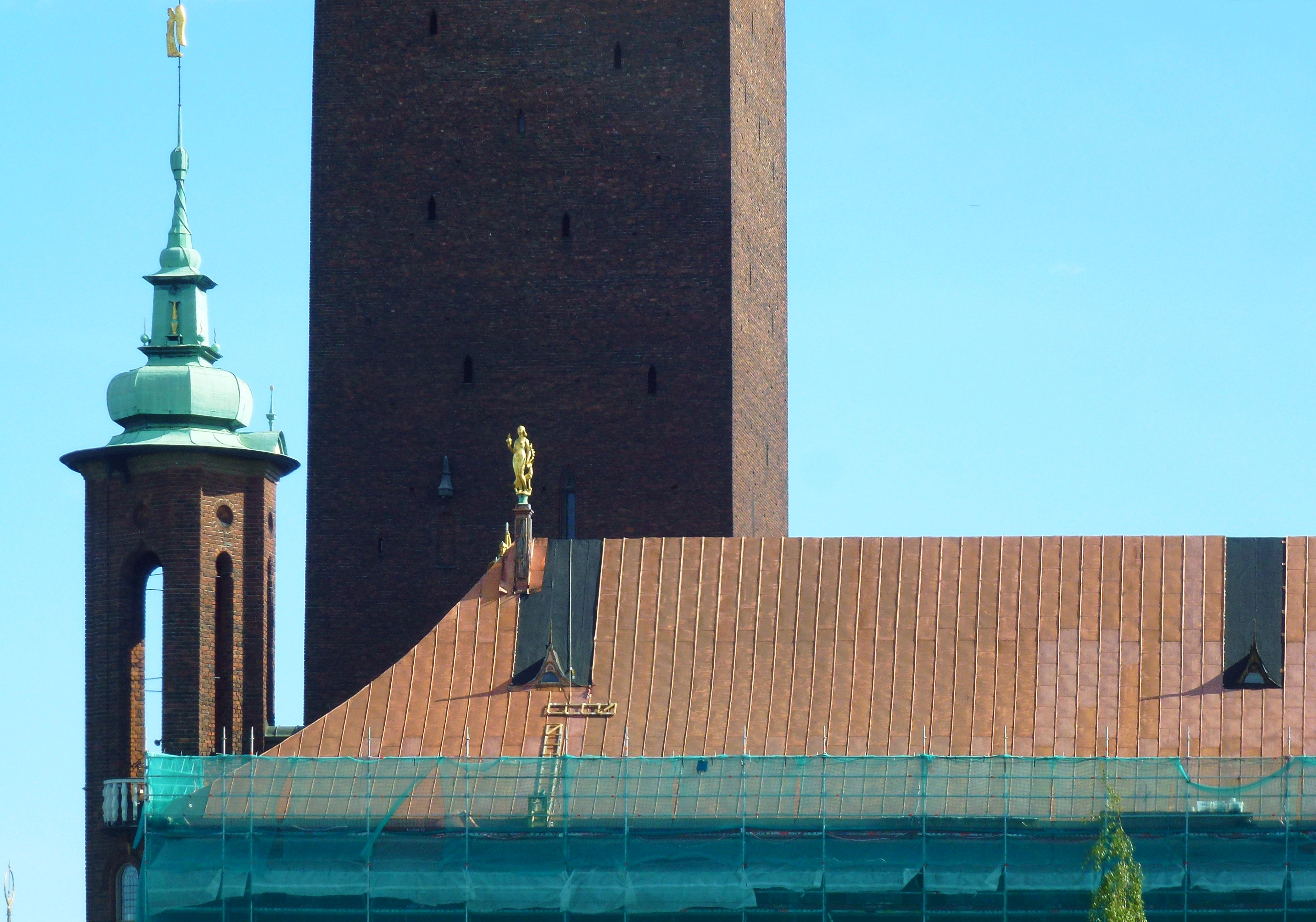
Byte av kopparplåt, juni 2015.

För att kunna vårda och bevara Stockholms Stadshus som en av Sveriges mest kända nationalromantiska byggnader har Stockholms fastighetskontor arbetat fram en underhållsplan för perioden 2007–2011. Under många år hade underhållet av Stadshuset försummats och det ökande antalet besökare medför även att slitaget på Stadshuset ökar.
Problemen uppmärksammades i början av 2000-talet. Att reparera och renovera Stadshuset med sina naturmaterial och sina konstnärliga utsmyckningar är både dyrare och mer tidskrävande än med dagens material och metoder, eftersom beslut togs att den unika byggnaden bör underhållas med ursprungsmetoderna. Det framkom även att för att återställa Stadshuset till ursprungligt skick måste mycket av de tidigare underhålls- och ombyggnadsarbetena göras om. Exempelvis återställs tjänsterummen efter ombyggnaderna från 1970-talet genom att ta fram takbjälkarna och det oljade ekparkettgolvet.
I underhållsprogrammet ingår även upprustning av Stadshuskällaren och Restaurangen Eken samt nytt taktegel på takfallen mot Borgargården och en renovering av fontäner och stenläggningar i Stadshusparken. Kostnaden för underhållsprogrammet för perioden 2007–2011 beräknades till 55 miljoner kronor. År 2015 byttes kopparplåt på norra långans yttre takfall.

## Turism

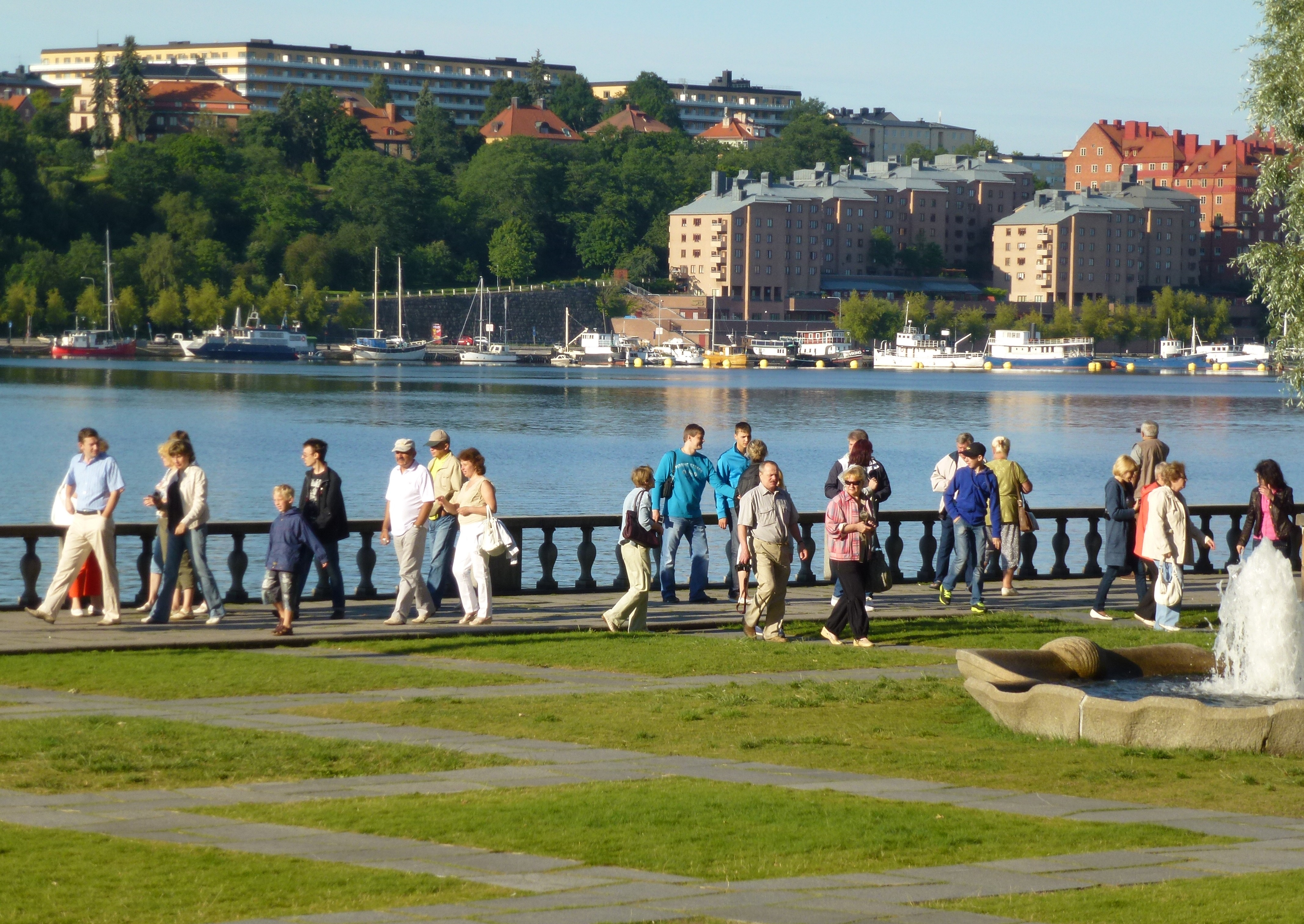
Turister klockan sju på morgonen.

Stadshusets visningssalar kan besökas med guidad visning året om. En guidad visning tar cirka 45 minuter och går genom Stadshusets officiella del, bland annat till Blå hallen och Gyllene salen. Under sommarhalvåret kan man även besöka Stadshustornet, med utsikt över Stockholm. Gällande ett besök på tornet har man 35 minuter på sig att gå upp och ner för trapporna samt att se på Stockholm från ovan. Av säkerhetsskäl tillåts enbart 30 personer att samtidigt vistas i och på tornet.
Stadshusets salar besöks årligen av cirka 500 000 turister (gäller år 2018).
Ett stort antal anställda arbetar med visningar samt logistik av flödet i Stadshuset och Stadshustornet under högsäsongen juni–augusti. Besökare erbjuds därvid guidning på engelska och svenska. I norra längan med entré i portiken från Hantverkargatan finns Stadshusshopen.

## Kuriosa
I den amerikanska Tv-serien Alias (avsnittet 'A broken heart' från 2001) visas en vacker bild av stadshustornet i motljus, fast med det spanska ortsnamnet Malaga.
I den svenska filmen Jönssonligan får guldfeber från 1984 klättrar Jönssonligan på visarna och urtavlan till en enorm klocka på toppen av stadshustornets södra sida. Väldigt få reagerade på att klockan inte finns i verkligheten.[källa behövs]

### Noter

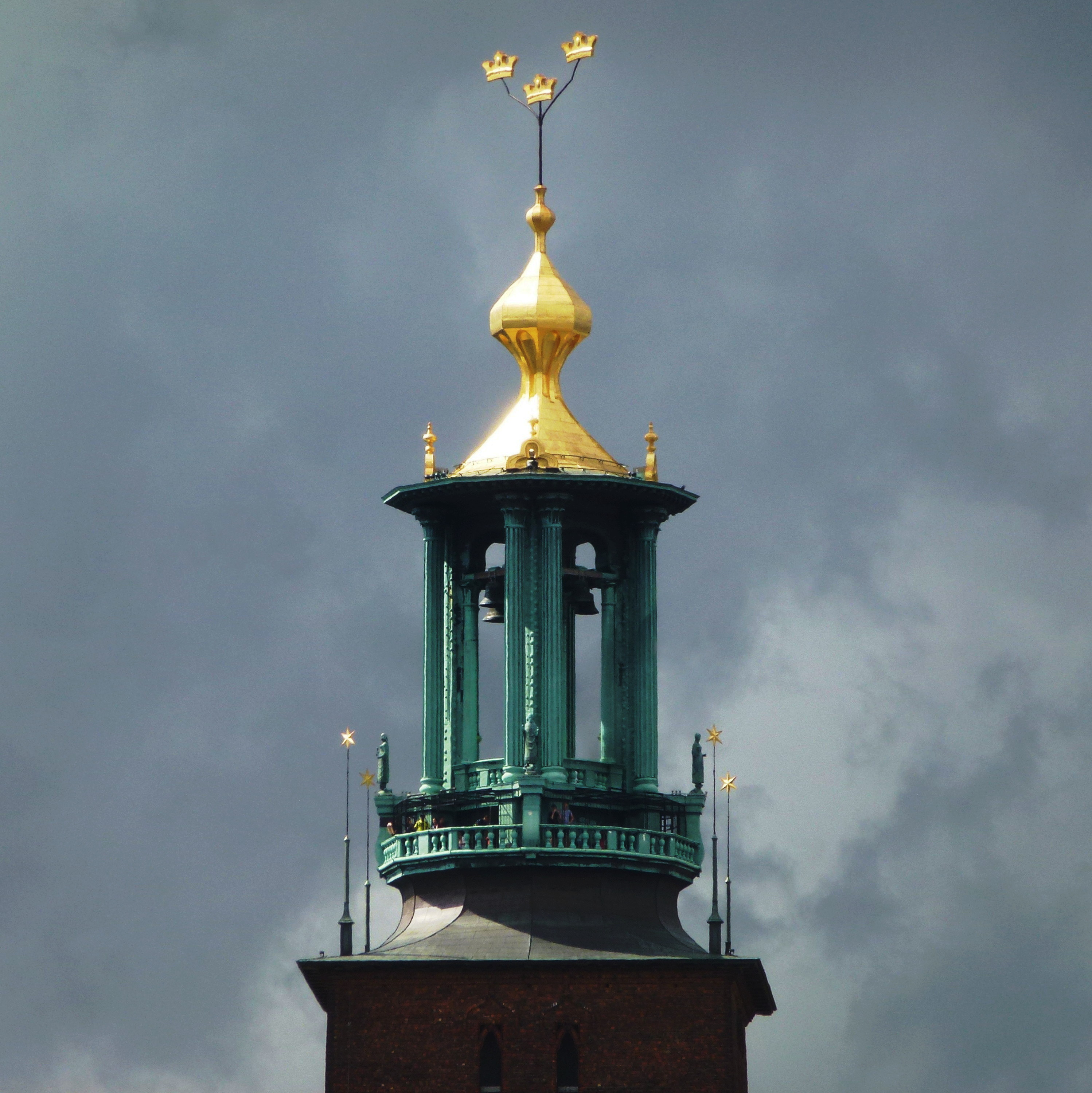
Tornets krön i augusti 2013.

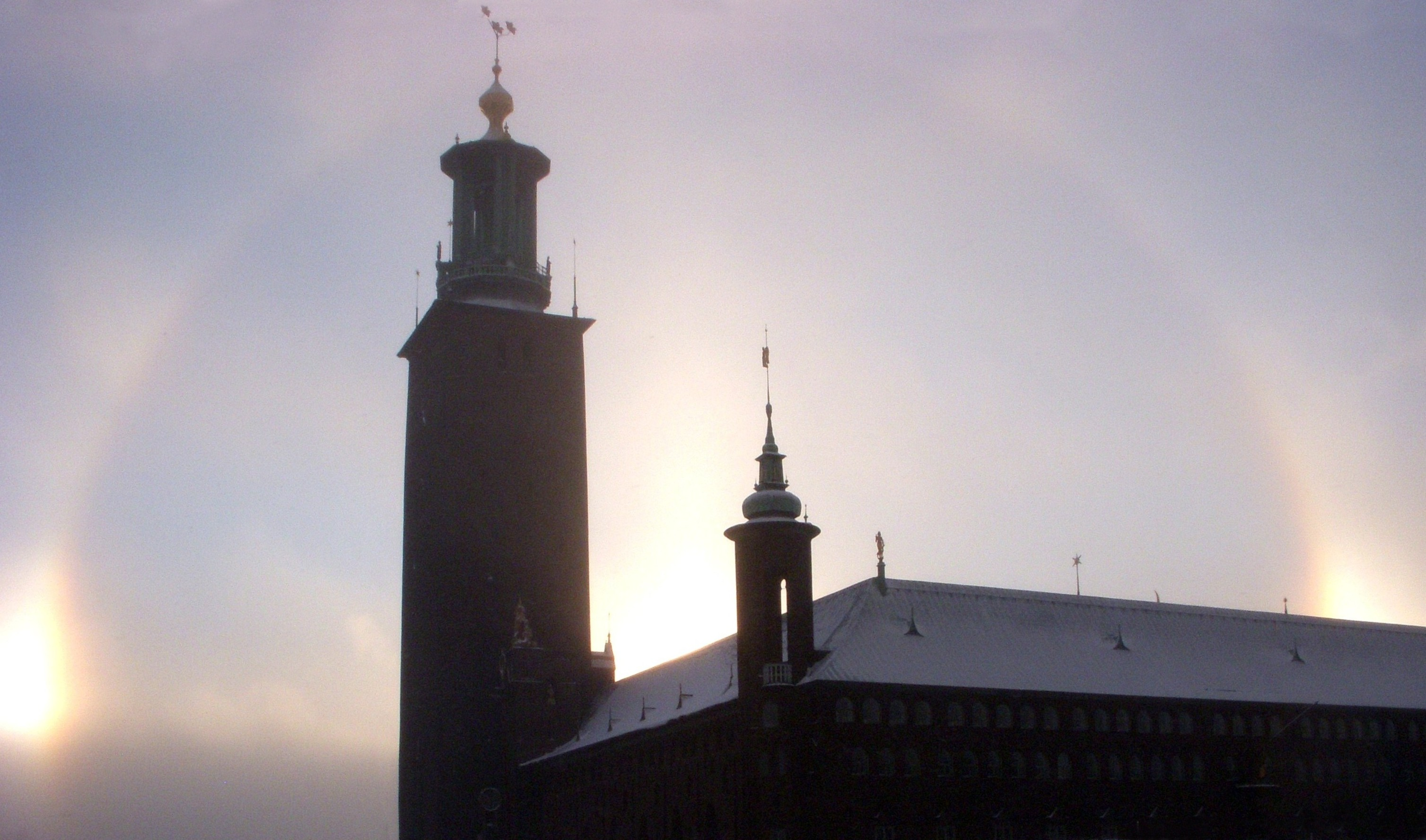
En haloeffekt bakom Stockholms stadshus, 8 december 2010.

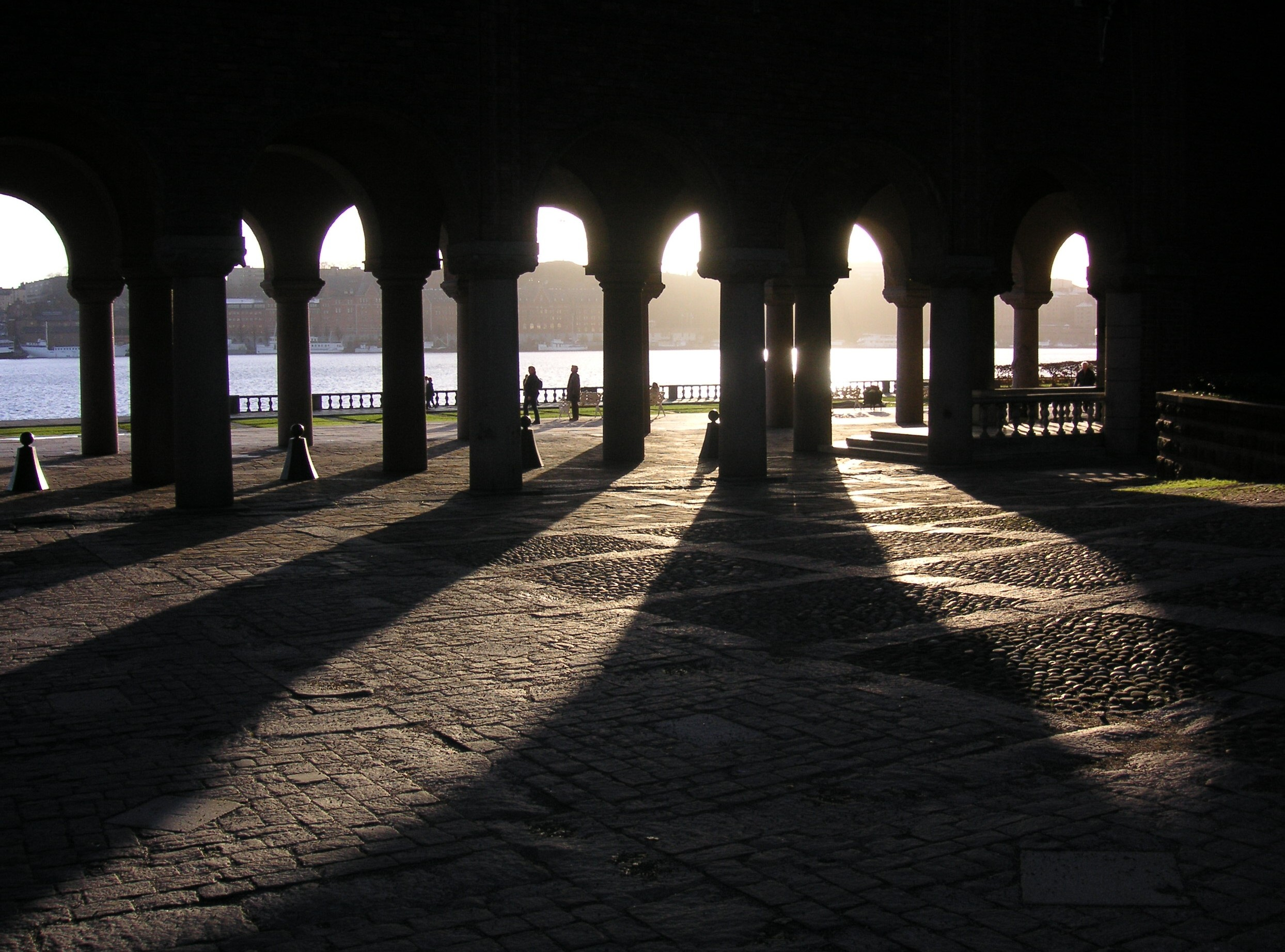
Venetiansk stämning i borgargården.

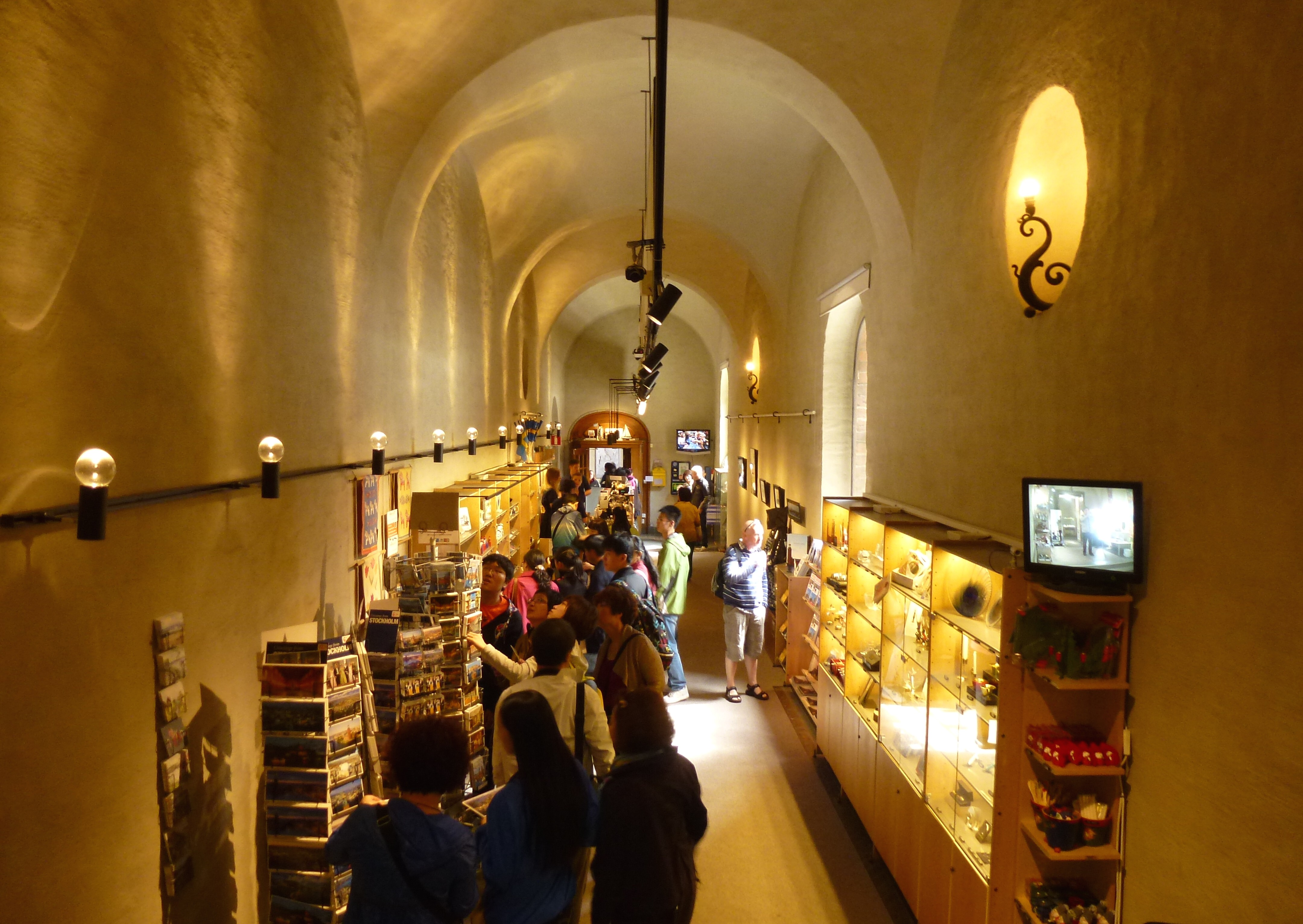
Stadshusshoppen.

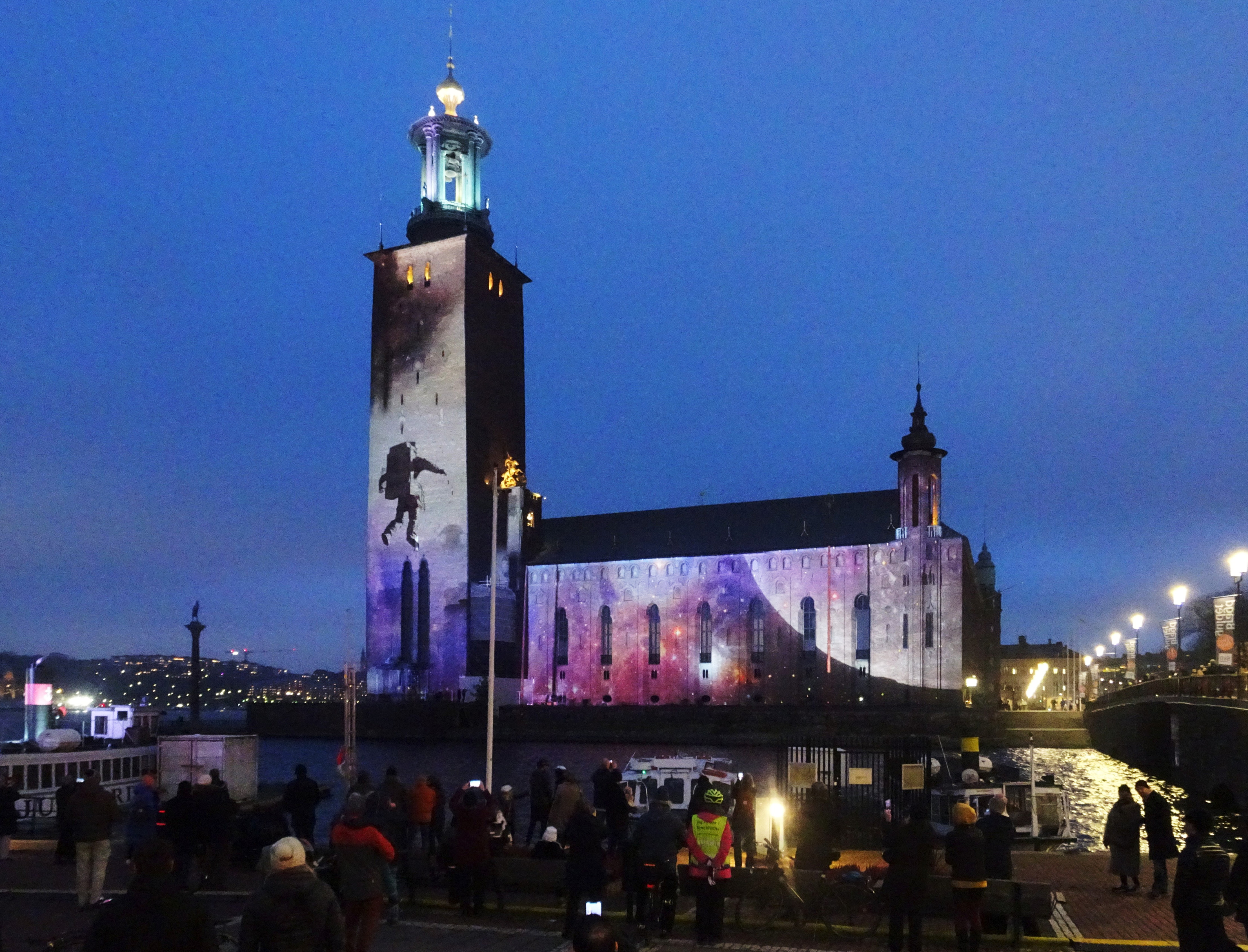
Fasadbelysning under Nobelveckan 2020b.

## Diskografi
- Hymne à l’univers / Mattias Wager plays the grand organ in Stockholm City Hall. SACD. Opus 3 CD 23002. 2013.